# Winston Churchill
Sir Winston Leonard Spencer Churchill (Woodstock, 30 novembre 1874 – Londra, 24 gennaio 1965) è stato un politico, storico, giornalista, scrittore e militare britannico.
È stato Primo ministro del Regno Unito dal 1940 al 1945 e nuovamente dal 1951 al 1955. È stato inoltre membro del Parlamento dal 1900 al 1922 e dal 1924 al 1964, rappresentando nel corso della sua carriera cinque diversi collegi. Come Primo ministro, è noto per aver guidato il Regno Unito alla vittoria nella seconda guerra mondiale; fu anche leader del Partito Conservatore per quindici anni, dal 1940 al 1955.
In seguito alla sconfitta dei conservatori nelle elezioni del 1945, Churchill divenne leader dell'opposizione, mantenendo un grande prestigio internazionale; si dimise dalla carica nel 1955, rimanendo comunque parlamentare fino al 1964. Alla sua morte, la regina Elisabetta gli concesse gli onori dei funerali di Stato, ai quali parteciparono un gran numero di statisti.
Per l'attività di storico e scrittore portata avanti durante tutta la vita ricevette anche il premio Nobel per la letteratura nel 1953. Protagonista di primo piano delle vicende politiche britanniche e internazionali per oltre cinquant'anni, Churchill è tra le figure politiche più significative del XX secolo. La storiografia ritiene Churchill il più grande premier britannico di quest'epoca, per la guida del Paese nel corso del secondo conflitto mondiale, la sua abilità parlamentare e la sua dedizione agli interessi della nazione. Fu l'ultimo fautore del Regno Unito quale potenza globale: le politiche da lui intraprese nei confronti degli Stati Uniti d'America, dell'Unione Sovietica e del continente europeo hanno portato benefici di lungo termine al Regno Unito. La sua memoria rimane oggetto di elogi e critiche e il dibattito intorno alla sua complessa eredità resta acceso.

## Genealogia e origini familiari

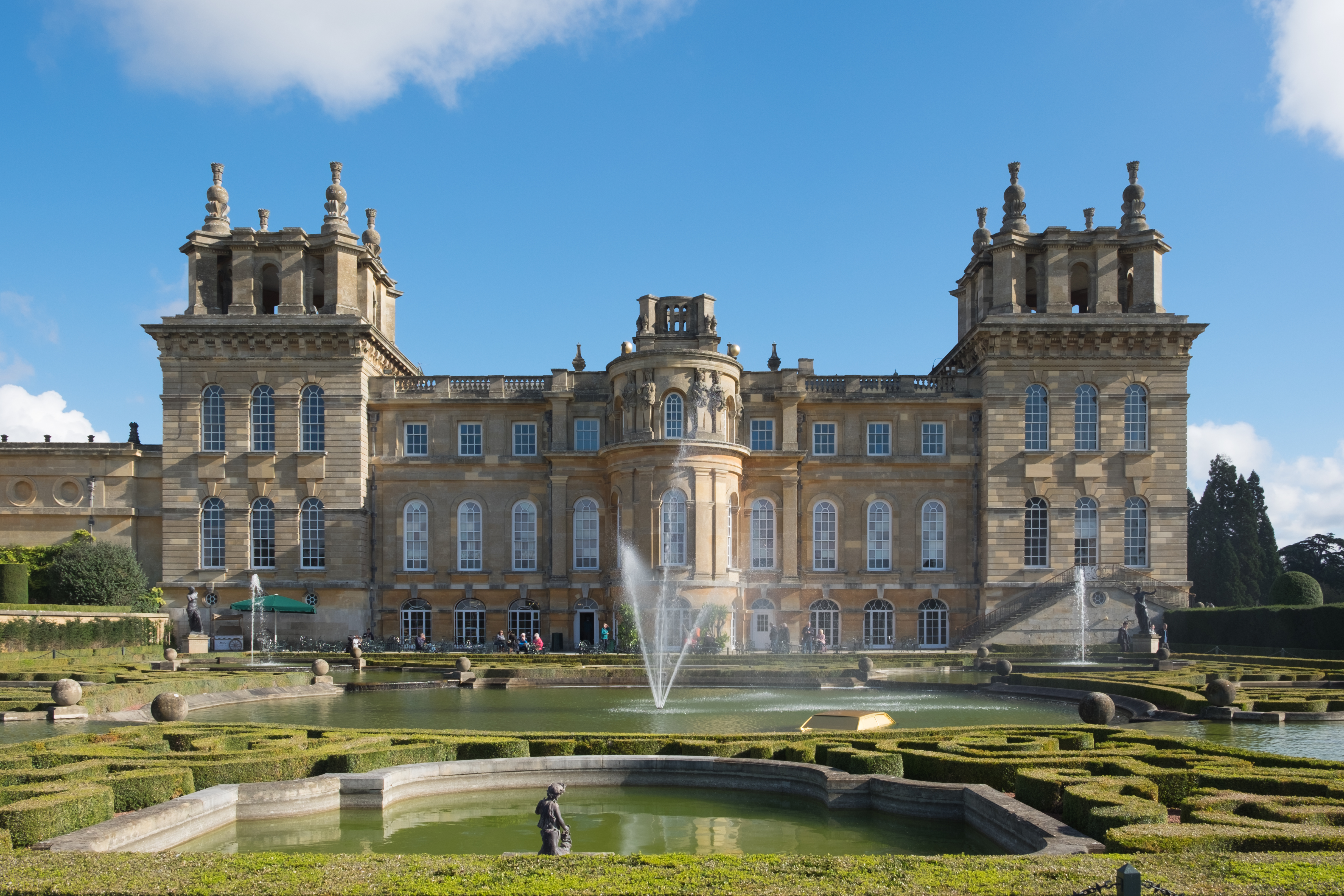
Blenheim Palace, dimora avita dei Marlborough e luogo di nascita di Churchill

Churchill nacque nella dimora avita della famiglia paterna, Blenheim Palace nell'Oxfordshire, il 30 novembre 1874. Diretto discendente dei duchi di Marlborough, il suo casato apparteneva ai massimi ranghi dell'aristocrazia britannica. Il suo celebre antenato John Churchill, I duca di Marlborough era stato il vincitore, insieme con Eugenio di Savoia della guerra di successione spagnola; il nonno paterno, John Spencer-Churchill, VII duca di Marlborough, era stato per dieci anni parlamentare per il Partito conservatore e ministro nei governi tory di Lord Derby e Benjamin Disraeli. Suo padre, lord Randolph Churchill, era stato eletto membro del Parlamento per Woodstock nel 1873. La nonna paterna, lady Frances Anne Vane-Tempest-Stewart era figlia di Charles Stewart, III marchese di Londonderry, aiutante di campo di Arthur Wellesley nel corso delle guerre napoleoniche, in seguito ambasciatore britannico in Austria, Prussia e Russia. Questi era inoltre il fratello dello statista irlandese lord Castlereagh, l'artefice dell'Europa post-napoleonica al congresso di Vienna. Dalla stessa linea Churchill poteva vantare anche avi italiani delle famiglie fiorentine dei Guicciardini e degli Strozzi, in particolare dal fratello di Francesco Guicciardini Jacopo, che era stato ambasciatore di Firenze in Inghilterra nel XVI secolo: questi contava tra i suoi antenati Ubertino Strozzi e il poeta Guido Cavalcanti.
La madre, Jennie Jerome, era statunitense, figlia di Leonard Jerome, un facoltoso uomo d'affari e diplomatico di New York nonché proprietario del New York Times e discendente di un aiutante di campo di George Washington. Fu console a Ravenna e Trieste e, nel 1870, negoziò con le truppe prussiane la liberazione dei cittadini statunitensi residenti nella Parigi assediata (tra quali figurava anche la sua famiglia). Peraltro, i legami familiari di Churchill con gli Stati Uniti risalivano molto più indietro: gli Spencer erano infatti strettamente imparentati con la famiglia di George Washington, l'artefice dell'indipendenza e il primo presidente della nazione nordamericana.
Attraverso la famiglia di sua madre Churchill intratteneva lontani legami di parentela con i presidenti Franklin Delano Roosevelt, John Adams e suo figlio John Quincy Adams, Ulysses Grant, oltre a George Herbert Walker Bush e George W. Bush e financo con lo scrittore Ernest Hemingway. È spesso stato ipotizzato che la madre di Churchill avesse antenati nativi americani attraverso sua madre, Clarissa Hall, ma ciò non è mai stato provato.

## Biografia

### La gioventù e la formazione (1874-1895)

#### La nascita e i primi anni

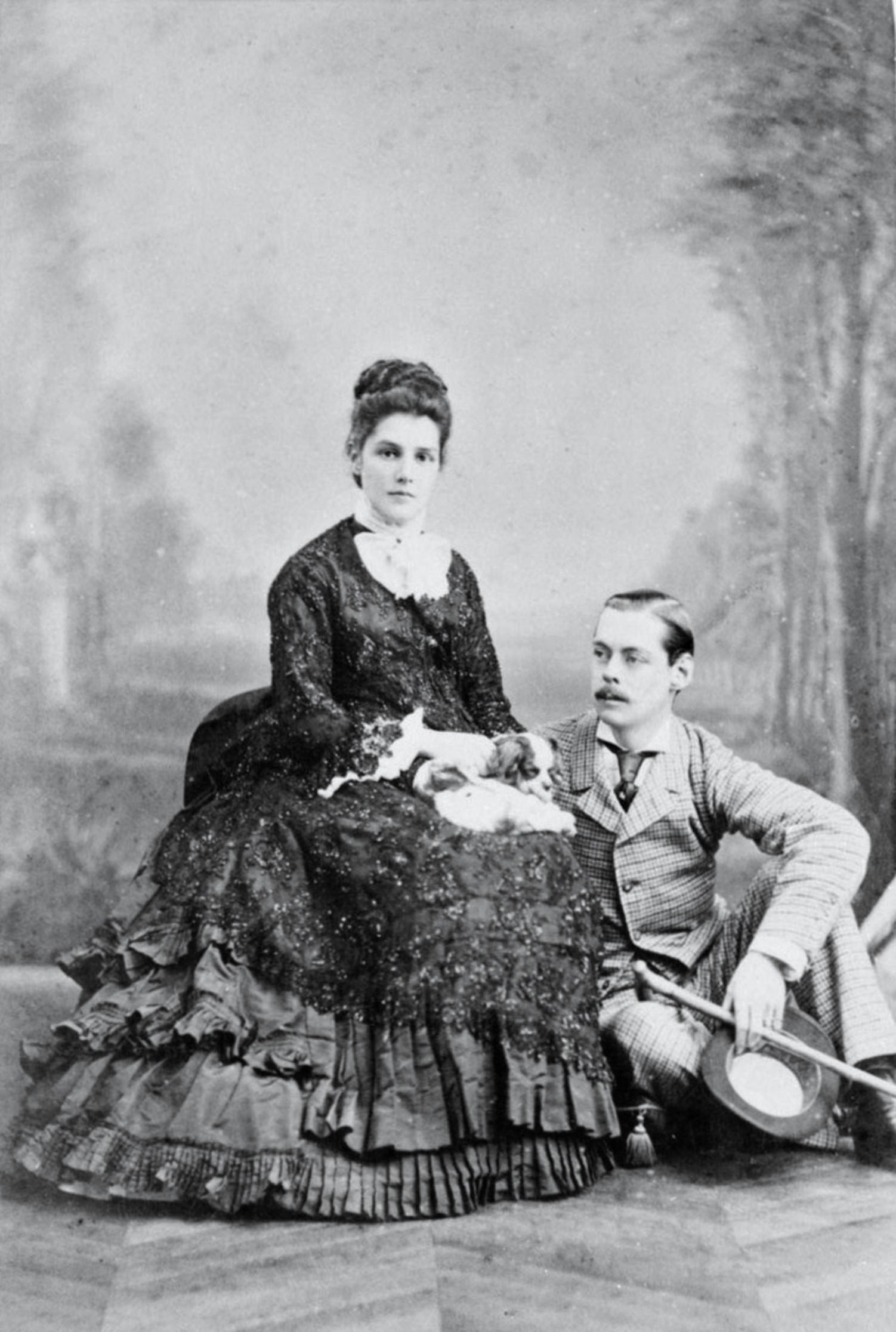
Lord Randolph Churchill e Jennie Jerome fidanzati. Parigi, 1874

I genitori di Winston si incontrarono per la prima volta nell'agosto 1873 durante un ballo dato a Cowes, sull'isola di Wight, dalla regina Vittoria in onore dello zarevic Alessandro e di sua moglie; essi furono presentati da un comune amico, il diplomatico Francis Bertie. Jennie e Randolph si fidanzarono dopo appena tre giorni, ma il matrimonio fu ritardato a causa delle diatribe legali dei suoceri sulla dote. Durante il fidanzamento, Jennie rimase a Parigi con la madre, mentre Randolph visse in Inghilterra per condurre la campagna elettorale, recandosi spesso in visita alla fidanzata e scambiando con lei una fitta corrispondenza; i duchi di Marlborough furono inizialmente molto ostili alle nozze, giudicando Jerome "un volgare affarista". Randolph si rivolse in cerca di aiuto anche a uno dei suoi migliori amici, il principe di Galles Alberto Edoardo, che svolse un'intensa opera di persuasione presso la coppia ducale, coinvolgendo anche la madre, la regina Vittoria, a sua volta amica sin dall'infanzia della duchessa di Marlborough Frances. La coppia si sposò infine nell'aprile 1874 nell'ambasciata del Regno Unito a Parigi.

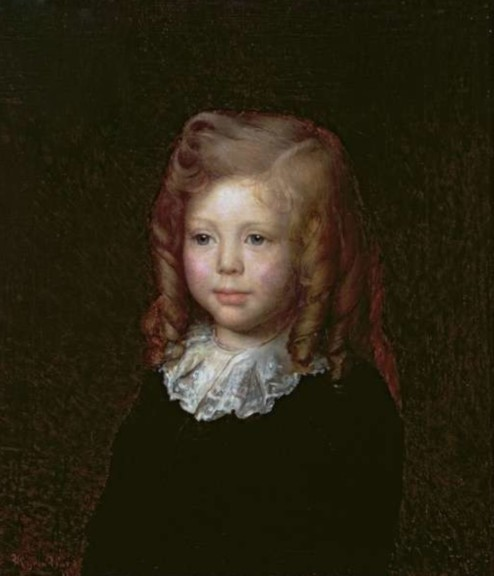
Churchill a 4 anni in abiti e acconciatura femminili, secondo la consuetudine dei bambini aristocratici del tempo

Il primogenito Winston Leonard nacque circa otto mesi dopo il matrimonio. Secondo il biografo William Manchester egli era stato concepito dai genitori prima del matrimonio. Secondo la tesi tradizionale, invece, il figlio nacque prematuro a causa di una caduta della madre durante una battuta di caccia nei giorni precedenti il parto. Anche il figlio secondogenito Jack nascerà prematuro, a causa di una probabile malformazione delle ossa pelviche della madre, che causò in entrambe le gravidanze una rottura precoce della placenta.

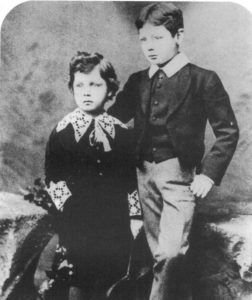
Churchill con il fratellino Jack nel 1884

Nel 1877 il duca di Marlborough venne nominato viceré d'Irlanda e Lord Randolph divenne il suo segretario privato; pertanto, l'intera famiglia Churchill si trasferì a Dublino. Qui nel 1880 nacque il secondo figlio della coppia, John Strange Spencer-Churchill detto "Jack".
Durante gli anni 1880 comunque i genitori di Churchill si estraniarono sempre più e la madre cominciò a frequentare vari amanti. Nello stesso periodo il padre, Lord Randolph, divenne uno degli uomini politici britannici più noti, in patria e all'estero, tanto da trattare alla pari con Otto von Bismarck e lo zar Alessandro III. Il piccolo Winston non ebbe in pratica alcuna relazione con il padre, sviluppando per Randolph una sconfinata ammirazione e cercando sempre nel corso della vita di emularlo e di dimostrarsi degno di lui. Riguardo alla madre più tardi ricordò: «La amavo, ma a distanza». Con il fratello, che visse sempre nella sua ombra, i rapporti rimasero invece molto stretti e affettuosi per tutta la vita, fino alla morte di Jack nel 1947. A Dublino Churchill ricevette i primi insegnamenti di lettura e aritmetica da una governante, mentre lui e il fratello vennero accuditi dalla tata Elizabeth Everest, alla quale Winston rimase devotissimo per tutta la vita. Nella sua autobiografia My Early Life (La mia giovinezza) scrisse a proposito della Everest: «Per tutta la mia infanzia e adolescenza è stata la mia più cara amica e confidente".

#### L'istruzione e l'adolescenza

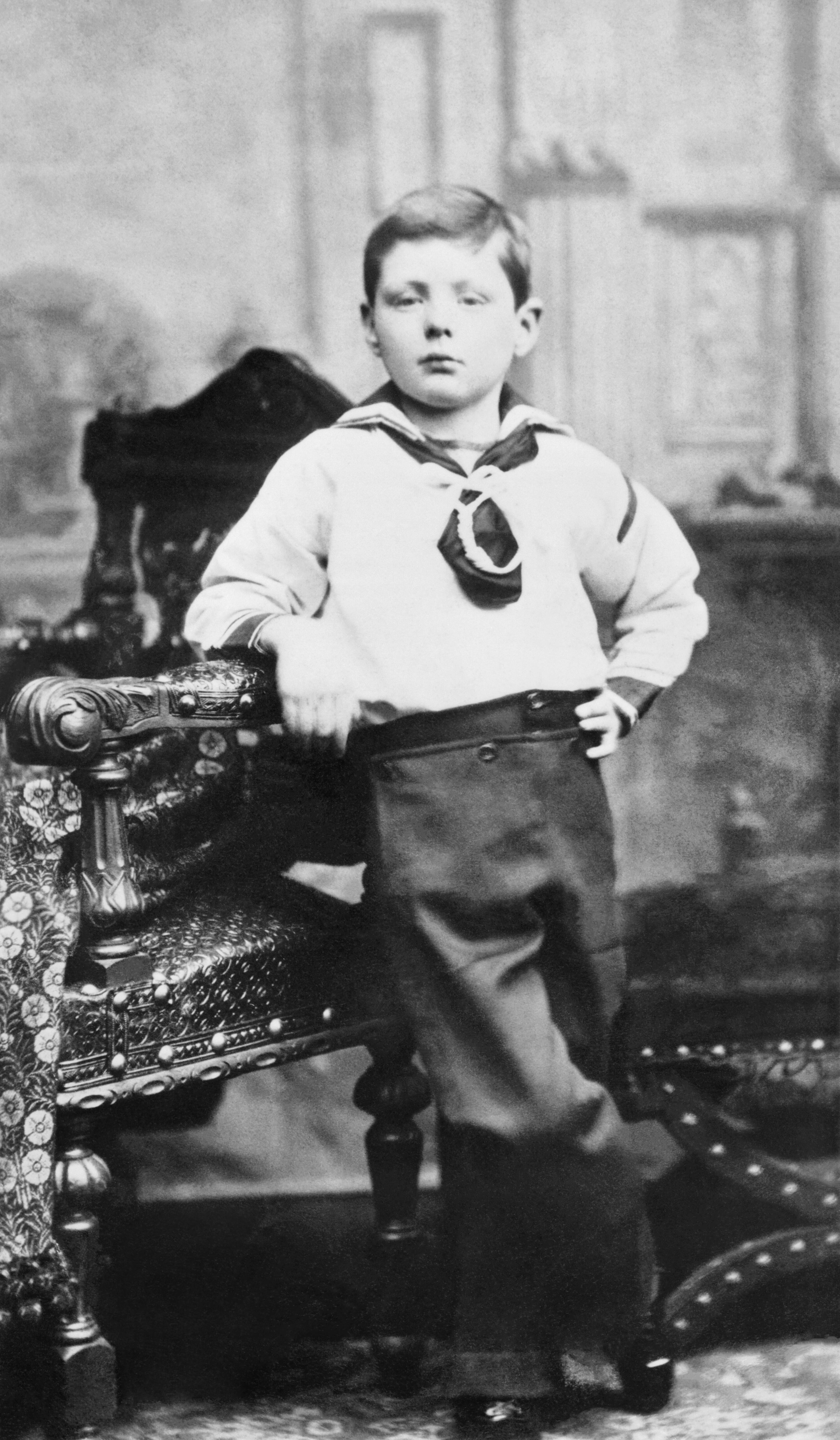
Churchill all'età di sette anni, nel 1881

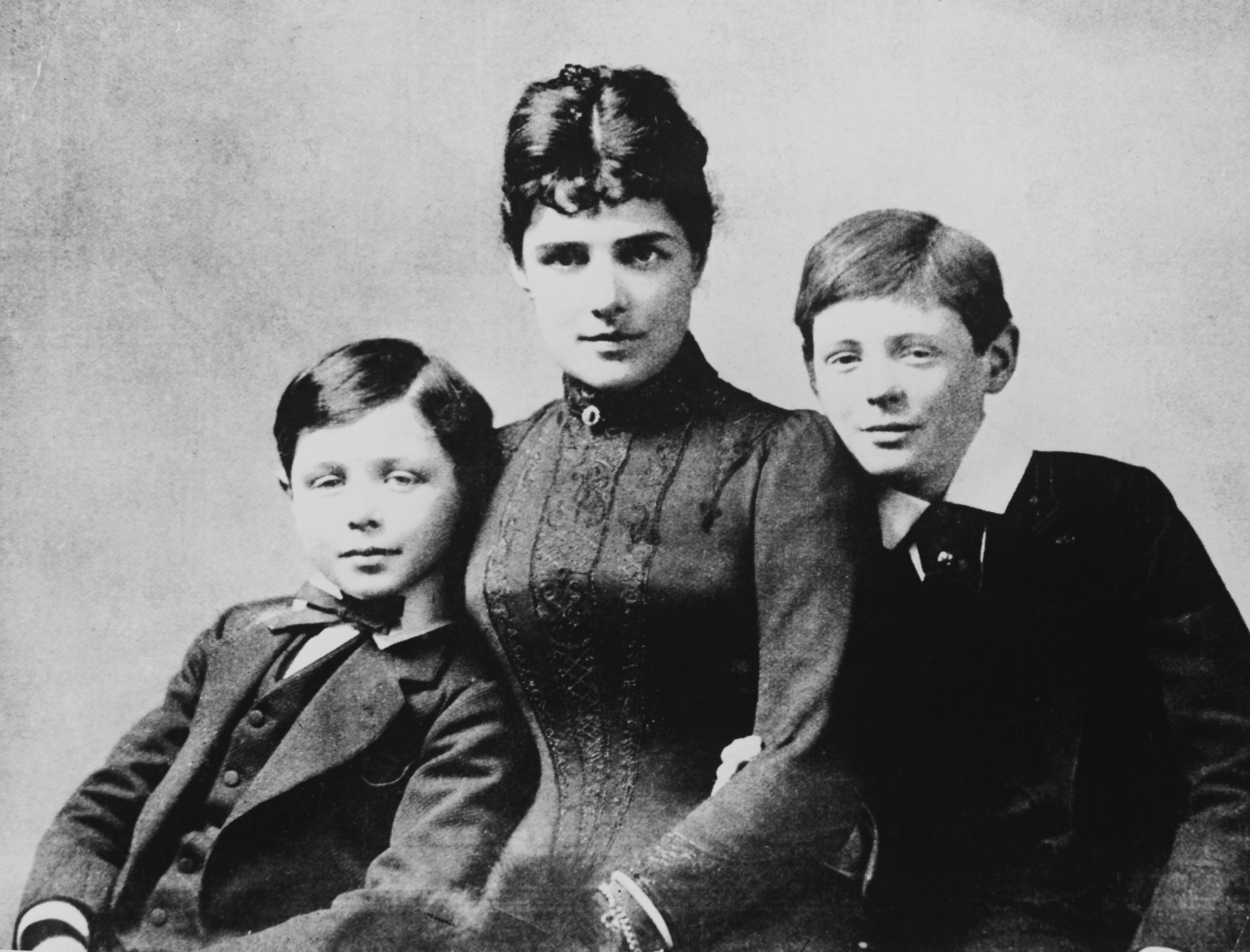
Lady Randolph Churchill con i figli John (a sinistra) e Winston (a destra) nel 1889

All'età di sette anni, Churchill venne mandato alla St. George's School di Ascot, ma la scuola non gli piaceva, aveva voti mediocri ed era indisciplinato: il preside, il sadico reverendo Sneyd-Kynnersley, lo frustava spesso, tanto che, quando la madre scoprì la schiena e i glutei del bambino coperti di cicatrici, decise di ritirarlo dalla scuola. Secondo Michael Dobbs Churchill subì anche abusi sessuali da parte del preside. I genitori si erano nel frattempo trasferiti a Connaught Place a Londra, dove Churchill li visitava regolarmente, mentre nello stesso periodo visitò con la famiglia la località termale di Bad Gastein in Austria-Ungheria. A causa della salute precaria, nel settembre 1884 fu trasferito alla Brunswick School di Hove, nel Sussex, dove i suoi risultati migliorarono, ma la condotta rimase indisciplinata. A malapena passò gli esami di ammissione per la prestigiosa Harrow School, a cui si iscrisse nell'aprile 1888. Qui il rendimento rimase alto, eccelse soprattutto in storia, ma gli insegnanti lamentavano la sua mancanza di puntualità e precisione. Scrisse anche poesie e lettere che furono pubblicate nel giornale della scuola, l'Harrovian, e vinse anche una competizione di scherma. Il padre, non giudicando il figlio in grado di frequentare l'università, aveva deciso che il giovane Churchill dovesse intraprendere la carriera militare, quindi trascorse gli ultimi tre anni a Harrow nei corsi preparatori per l'accademia; superò gli esami finali con voti bassi. Dopo due tentativi respinti, fu infine ammesso alla Reale accademia militare di Sandhurst, dove fu accettato come cadetto in cavalleria, cominciando i corsi nel settembre 1893. I corsi all'accademia terminarono dopo quindici mesi e Churchill si diplomò nel dicembre 1894, con ottimi risultati, particolarmente nell'equitazione. Poco dopo tuttavia il padre, lord Randolph Churchill, morì per cause mai del tutto chiarite: all'epoca si parlò di sifilide, ma oggi la causa ritenuta più probabile è un cancro al cervello non diagnosticato. Winston rimase molto scosso per la morte del genitore, ricavandone la convinzione che anche lui avrebbe avuto il destino di morire giovane.

### Cuba, India e Sudan (1895-1899)

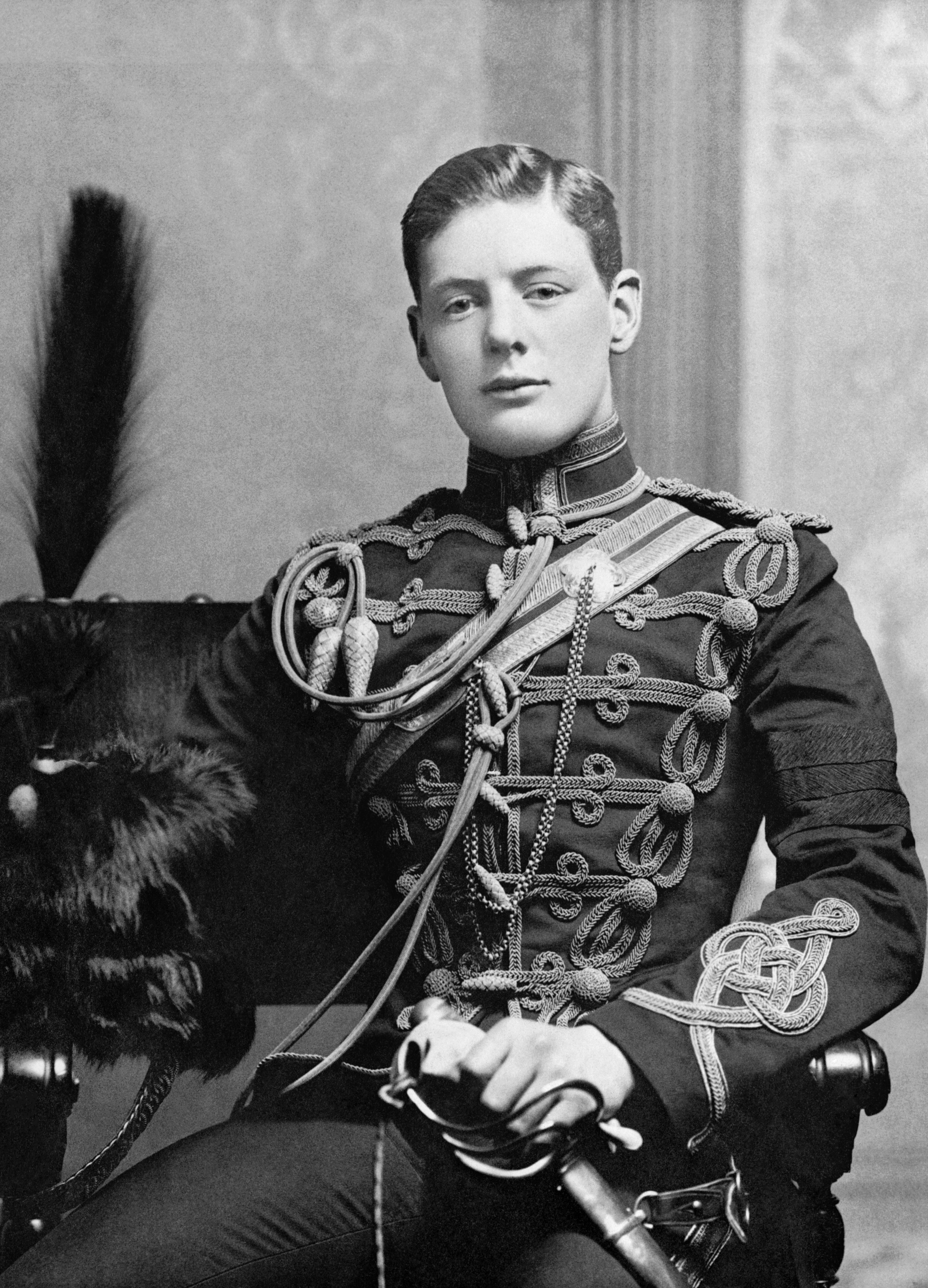
Churchill in uniforme, 1895

Nel febbraio 1895 Churchill fu assegnato al IV reggimento Ussari dell'Esercito britannico, di stanza ad Aldershot. Lo stipendio ammontava a 150 sterline all'anno, ben al di sotto del suo tenore di vita. Nel luglio dello stesso anno, Churchill fece ritorno a Londra per organizzare i funerali della sua vecchia tata Everest, che pagò personalmente. Ansioso di partecipare ad azioni militari, sfruttò l'influenza della madre per farsi assegnare in zone di guerra. Nell'autunno del 1895 partì per Cuba insieme a Reginald Barnes, per assistere alla guerra d'indipendenza che l'isola stava combattendo contro la Spagna. Qui si unì alle truppe spagnole come corrispondente di guerra e fu testimone di vari scontri con i ribelli indipendentisti. Nella stessa occasione Churchill venne anche reclutato dall'intelligence britannica tramite il colonnello Edward Chapman, al fine di raccogliere informazioni su un nuovo tipo di pallottola in uso all'esercito spagnolo. Terminata questa esperienza trascorse un periodo di soggiorno negli Stati Uniti, dove fece la conoscenza del deputato democratico William Bourke Cockran, amico di sua madre e famoso oratore del tempo, il quale ebbe notevole influenza sul giovane Winston.

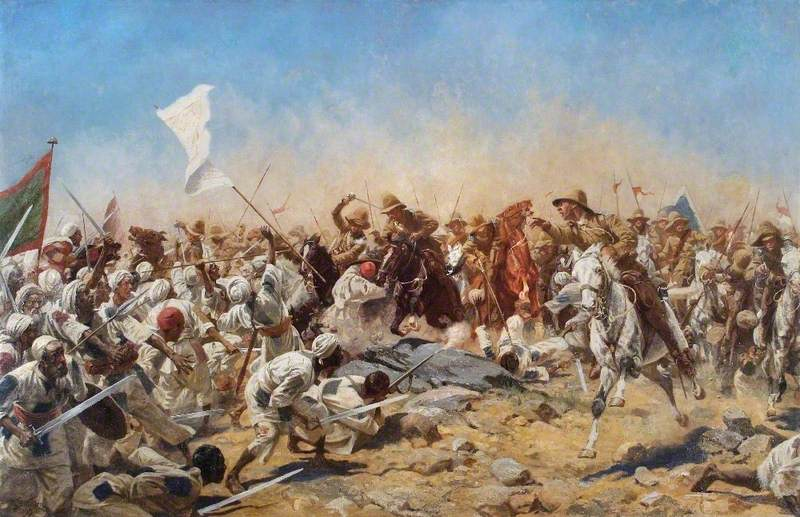
La battaglia di Omdurman a cui Churchill prese parte in una carica di cavalleria

Al seguito degli Ussari Churchill giunse a Bombay nell'India britannica, nell'ottobre 1896. Presto trasferito a Bangalore, prese alloggio in un bungalow con l'amico Barnes. Churchill rimase di stanza in India per diciannove mesi, facendo frequenti visite a Calcutta, spedizioni nello Hyderabad e due visite in licenza nel Regno Unito. Ritenendo di aver ricevuto una scarsa educazione, cominciò in questo periodo a studiare da autodidatta, leggendo opere di Platone, Adam Smith, Charles Darwin, Arthur Schopenhauer e Henry Hallam. Ebbero particolare influenza su di lui il Declino e caduta dell'Impero romano di Edward Gibbon, il Martirio dell'uomo di William Winwood Reade, un'opera storica di impronta materialista e darwinista che influenzò l'agnosticismo di Churchill, oltre alle opere del famoso storico whig Thomas Babington Macaulay. Interessato sin d'allora di politica, nelle lettere private si definiva "un liberale in tutto tranne che nel nome", aggiungendo però che non poteva sostenere il Partito Liberale a causa del suo sostegno all'Home rule per l'Irlanda. Piuttosto, si definiva un aderente dell'ideologia della cosiddetta Tory democracy, della quale già il padre era stato tra i principali esponenti. In questa veste, durante una delle visite in patria, tenne il suo primo discorso pubblico a Bath a un raduno della Primrose League ("lega della primula"), un'organizzazione militante fondata dal padre anni prima a sostegno dell'ala "uninazionale" dei tory. Churchill espresse in questo periodo una miscela di istanze conservatrici e riformiste allo stesso tempo: si dichiarò ad esempio in favore di un sistema di istruzione pubblico e laico, ma allo stesso tempo si oppose al suffragio femminile, definendo le suffragette "un movimento ridicolo". Il biografo Keith Robbins ha sostenuto che fu in questo periodo che Churchill formò gran parte del proprio pensiero politico.
In India, Churchill decise di unirsi al corpo di spedizione del Malakand, comandato da Bindon Blood nella campagna contro i ribelli Pashtun della tribù Mohmand nella Valle di Swat, in India nord-occidentale. Per poter partecipare alla campagna dovette accreditarsi come corrispondente di guerra per "The Pioneer" e per il "Daily Telegraph". Nelle lettere ai familiari descrisse come fosse pratica di entrambi gli schieramenti massacrare i feriti dopo gli scontri, ma non ne fece cenno nelle sue corrispondenze giornalistiche. Rimase al seguito dell'esercito per sei settimane prima di fare ritorno a Bangalore nell'ottobre 1897. Qui scrisse il suo primo libro, The story of the Malakand Field Force, relativo alla campagna appena trascorsa, che fu poi pubblicato da Longman e ricevette un'ottima accoglienza. Nello stesso periodo scrisse anche un romanzo a chiave dal titolo Savrola, ambientato in un immaginario regno balcanico, che fu pubblicato a puntate sul Macmillan's Magazine tra maggio e dicembre 1899, prima di apparire in forma di libro.
Nel 1898, mentre soggiornava ancora a Bangalore, Churchill esplorò la possibilità di unirsi alle forze di Lord Kitchener che stavano per cominciare la campagna sudanese contro gli insorti del Mahdi. Kitchener fu inizialmente reticente, sostenendo che Churchill fosse solo in cerca di fama e di medaglie. Dopo aver passato del tempo a Calcutta, Meerut e Peshawar, nel giugno del 1898 Churchill fece ritorno in patria. Qui fece uso dei suoi contatti, tra cui il primo ministro Lord Salisbury, vecchio collega del padre, per farsi assegnare al corpo di spedizione sudanese. In cambio accettò di scrivere degli articoli di corrispondenza per il Morning Post. Partì quindi per l'Egitto, dove si unì al XXI Lanceri al Cairo prima di risalire il Nilo verso sud alla volta del Sudan. Qui prese parte alla battaglia di Omdurman, nella quale le forze del Mahdi (messia islamico) Abd Allah al-Ta'aysh subirono una decisiva sconfitta. Nei suoi articoli, Churchill espresse giudizi molto critici sul comportamento di Kitchener verso i feriti, soprattutto sulla profanazione della tomba del Mahdi da lui ordinata, suscitando nel generale un'ostilità che si sarebbe trascinata negli anni. In seguito alla battaglia, Churchill donò una parte di pelle del suo petto perché fosse trapiantata a un commilitone ferito. Tornato in Gran Bretagna in ottobre, pubblicò un'altra opera, intitolata The River War ("La guerra sul fiume"), dedicata alla campagna del Sudan.

### Prime esperienze politiche e guerra boera (1899-1900)

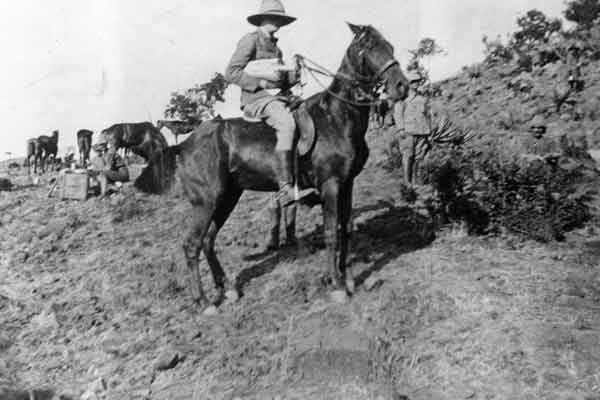
Churchill a cavallo durante la guerra boera, 1899

Avendo preso la decisione di intraprendere una carriera parlamentare, Churchill approfondì i suoi contatti politici e tenne comizi a tre riunioni del Partito conservatore. In questo periodo conobbe anche il suo primo amore, Pamela Plowden; anche se la relazione non durò a lungo, i due rimasero amici per il resto della vita. In dicembre fece ritorno in India per tre mesi, dove coltivò assiduamente la sua passione per il polo. Durante la permanenza a Calcutta fu ospite del viceré George Nathaniel Curzon. Durante il viaggio di ritorno in Gran Bretagna soggiornò all'Hotel Savoy del Cairo, dove fece la conoscenza del chedivè Abbas II, prima di tornare in patria in aprile. Qui si concentrò nuovamente sulla politica, partecipando a incontri di partito e a eventi mondani; rafforzò in particolare i rapporti con i molti influenti amici dei genitori, che aveva conosciuto sin da bambino, come Archibald Primrose, V conte di Rosebery, il più intimo amico del padre, il primo ministro Lord Salisbury e Nathan Rothschild, vecchio compagno di scuola di Lord Randolph. Fu scelto come candidato per le elezioni suppletive del giugno 1899 a Oldham nel Lancashire. Sebbene il seggio fosse stato in precedenza tenuto dai conservatori, Churchill perse di misura contro il candidato liberale.

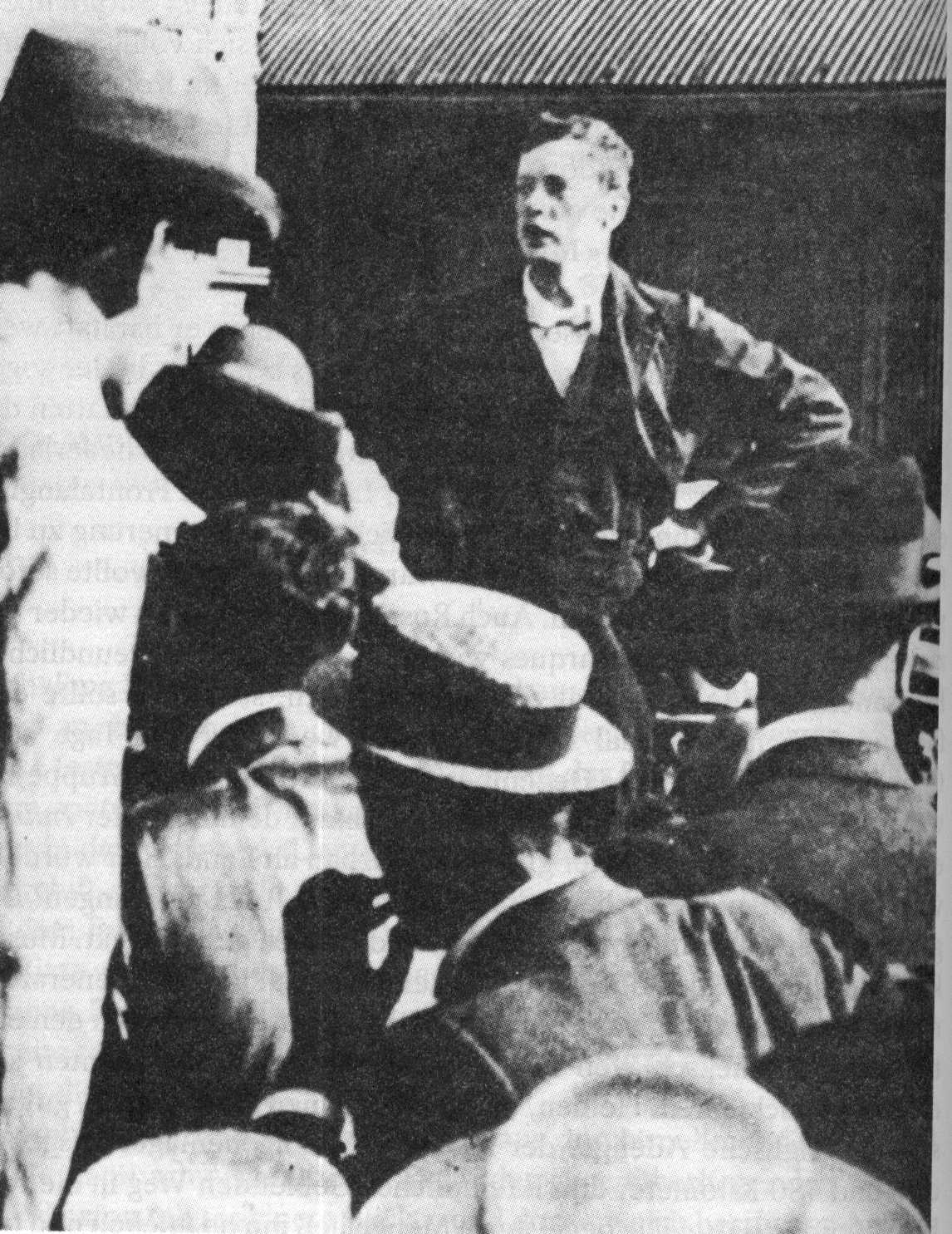
Churchill a Durban dopo la fuga dalla prigionia, 1899

Avendo avuto presentimento dello scoppio della seconda guerra boera, Churchill salpò da Southampton per il Sudafrica come corrispondente per il Daily Mail e il Morning Post. Sbarcato a Città del Capo raggiunse il fronte a Ladysmith, allora assediata dalle truppe boere. Tra i corrispondenti di guerra britannici era presente anche la zia di Churchill, lady Sarah Wilson, una delle prime donne della storia ad aver svolto questa professione. Durante un viaggio in treno verso Colenso, nella provincia del KwaZulu-Natal, il convoglio venne attaccato dai boeri e Churchill fu catturato e internato in un campo di prigionia a Pretoria. Autrice della cattura fu la Legione Volontaria Italiana, guidata da Camillo Ricchiardi. Tuttavia in dicembre, Churchill e altri due prigionieri riuscirono a evadere attraverso i bagni del campo. Si nascose dapprima in un treno abbandonato e poi in una miniera appartenente a un simpatizzante dei britannici. Ricercato dai boeri, Churchill riuscì infine a nascondersi su un convoglio che lo portò al sicuro nell'Africa Orientale Portoghese (odierno Mozambico).
Da qui si imbarcò per Durban, dove scoprì che la sua evasione lo aveva reso famoso. Invece di tornare in patria, Churchill preferì essere assegnato come tenente nel reggimento dei South African Light Horse e in questa veste si unì alle truppe del generale Redvers Buller che sconfissero i boeri a Ladysmith e presero Pretoria, segnando la vittoria britannica nel conflitto. Nei suoi scritti durante la campagna, Churchill criticò aspramente l'ostilità britannica verso i boeri, invocando invece un trattamento generoso degli sconfitti e una pace rapida. Churchill e suo cugino, il duca di Marlborough, entrarono a Pretoria alla testa delle truppe britanniche e ottennero la resa di 52 guardie boere dei campi di prigionia. Dopo la vittoria, Churchill tornò a Città del Capo e da lì, in luglio, salpò per la Gran Bretagna. Nel maggio, quando ancora era in Sudafrica, i suoi dispacci al Morning Post furono pubblicati con il titolo "London to Ladysmith via Pretoria", che ottenne un buon successo di vendite.

### Primi anni di carriera politica (1900-1919)

#### Ingresso in Parlamento e scalata ai vertici (1900-1911)

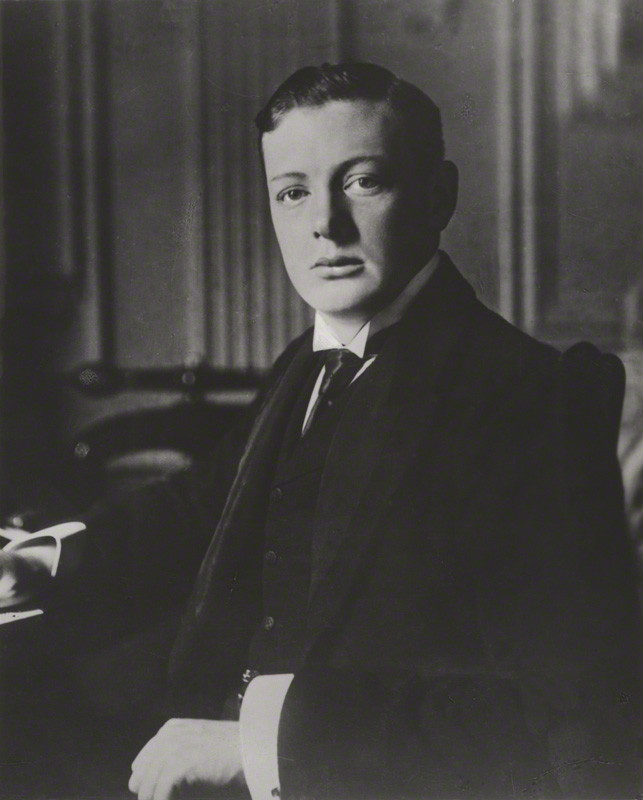
Churchill al momento del suo ingresso in Parlamento nel 1900

Forte della popolarità conseguita nel conflitto sudafricano, Churchill venne eletto per il seggio di Oldham alle elezioni generali del 1900, le ultime dell'età vittoriana, nota anche come "Khaki election" (elezione khaki), per il decisivo vantaggio dato ai Tories dalla vittoria nella guerra boera. Tuttavia, non prese parte alla cerimonia di apertura del Parlamento del dicembre 1900, ma si dedicò a un tour di conferenze in Gran Bretagna e negli Stati Uniti d'America. Grazie al successo del tour di conferenze negli USA e alla prolifica attività di collaborazione con giornali e riviste riuscì a guadagnare la somma di 10 000 sterline, equivalenti a circa 500 000 sterline nel 2001. All'epoca i parlamentari non percepivano alcun compenso e Churchill non aveva ereditato quasi nulla alla morte del padre, poiché questi aveva perso gran parte del suo patrimonio. Prese infine possesso del suo seggio nel febbraio 1901.

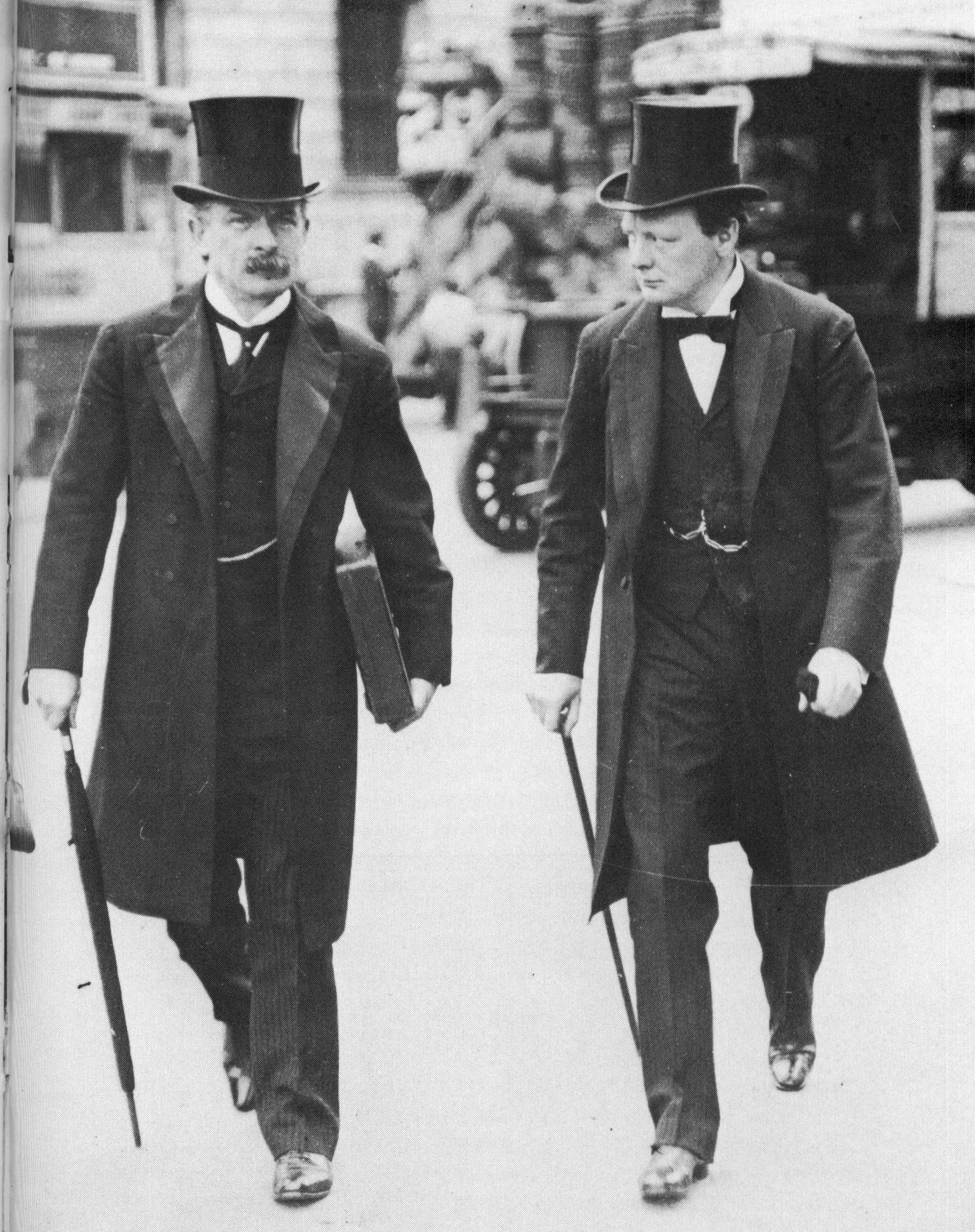
I "gemelli terribili" (Terrible Twins) Lloyd George e Churchill nel 1907

In Parlamento, Churchill si unì a un gruppo di giovani deputati conservatori il cui leader era Lord Hugh Cecil, figlio del primo ministro Lord Salisbury. Da lui il gruppo prese il nome di "Hughligans". Il primo intervento parlamentare di Churchill fu un duro attacco al segretario di Stato per la guerra St. John Brodrick, che aveva proposto di aumentare gli effettivi dell'esercito a sei corpi d'armata, tre dei quali da stanziare all'estero. Churchill aveva preparato con cura il suo intervento per sei settimane e parlò per un'ora senza appunti. L'intervento mostrò abilità retoriche notevoli e fu subito paragonato alle famose allocuzioni del padre.
A partire dal 1903 Churchill cominciò ad allontanarsi dai conservatori. In particolare, si oppose al leader dei liberali unionisti Joseph Chamberlain, vecchio amico e alleato politico del padre, il cui partito era in coalizione con i Tories. Chamberlain propose un vasto piano di tariffe protezioniste per preservare il primato dell'industria britannica davanti all'emergente concorrenza tedesca e statunitense. Churchill allora e in seguito fu invece un sostenitore del libero commercio. In un famoso intervento parlamentare disse: «Pensare di rendere un uomo più ricco con una tassa è come pensare che, trovandosi dentro un secchio, possa sollevarlo tirando il manico». Nel 1904, elogiò in un discorso l'alfiere del libero commercio di metà Ottocento Richard Cobden, in occasione del centenario della sua nascita. Quando gli attacchi alle politiche protezioniste dei conservatori e di Chamberlain si moltiplicarono, fu sfiduciato dal suo stesso collegio. Oldham era un importante centro dell'industria tessile e gli elettori locali erano favorevoli alle politiche protezioniste sostenute da Chamberlain e dagli unionisti, che prevedevano dazi sui prodotti tessili stranieri. Churchill continuò comunque a sedere in Parlamento per Oldham fino alle successive elezioni.

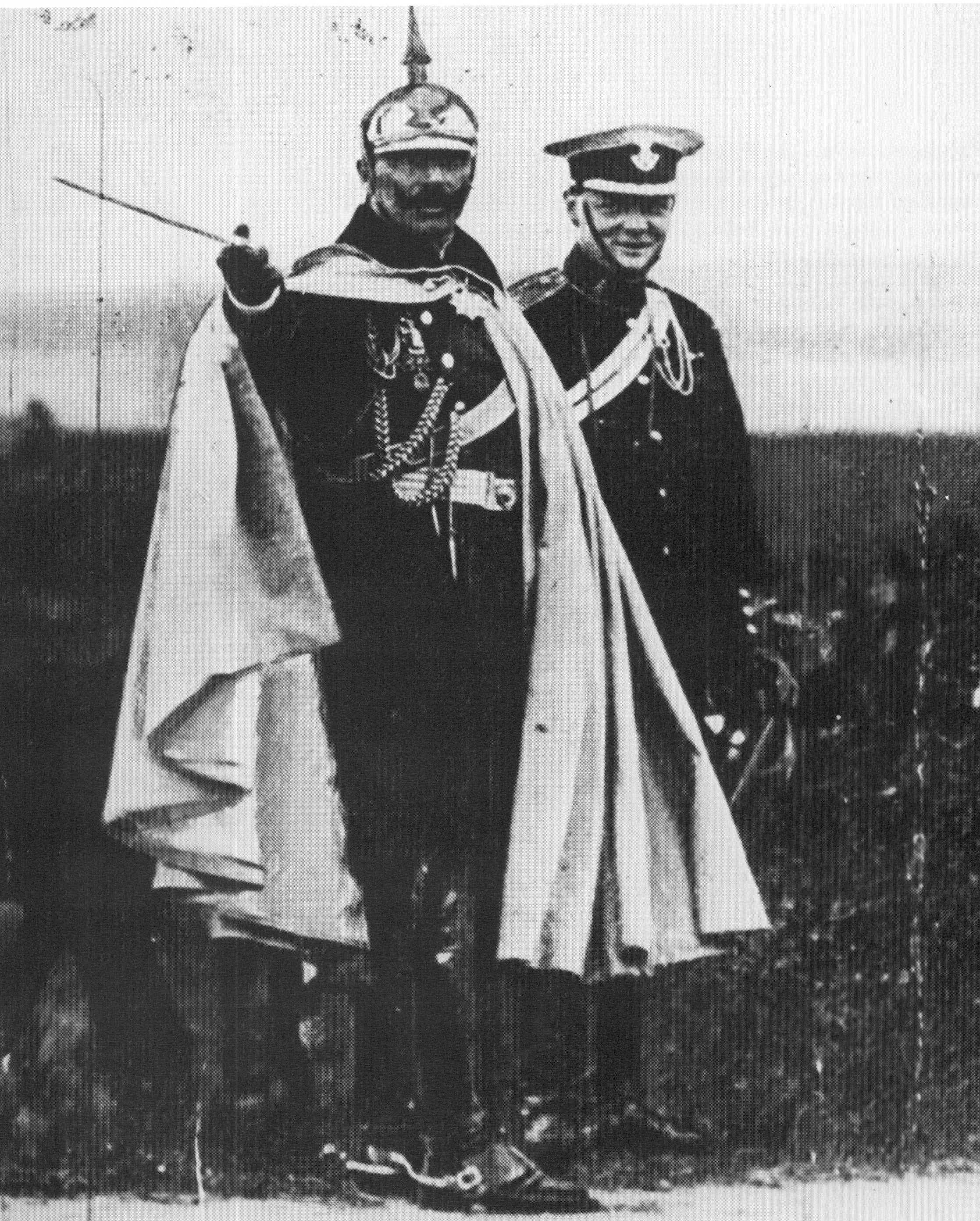
Churchill con il Kaiser Guglielmo II nel 1906

Passato ufficialmente ai liberali dopo la Pasqua del 1904, quando il partito giunse al governo nel dicembre 1905, con il primo ministro Henry Campbell-Bannerman Churchill ottenne il suo primo incarico ministeriale come sottosegretario alle Colonie. In questa veste, Churchill si occupò da subito di questioni di grande rilievo, come l'adozione di una nuova costituzione per le repubbliche boere del Transvaal e dell'Orange e con lo scandalo del lavoro forzato degli immigrati cinesi nelle miniere sudafricane.
Nella veste di sottosegretario partecipò nel 1906 alle manovre militari dell'Esercito imperiale tedesco a Würzburg, incontrando personalmente il Kaiser Guglielmo II con il quale conversò per circa venti minuti.

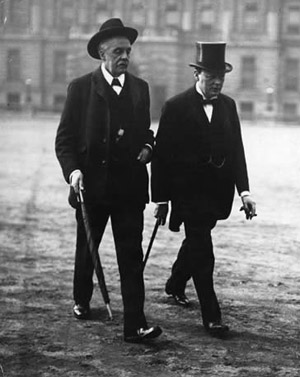
Churchill con Arthur Balfour nel 1911

Dopo le elezioni generali del 1906, vinte a schiacciante maggioranza dai liberali, Churchill venne nominato ministro del Commercio (President of the Board of Trade). In tale veste Churchill si schierò da subito a fianco del nuovo cancelliere dello Scacchiere David Lloyd George nell'opposizione all'aumento delle spese per la flotta. Il primo lord dell'ammiragliato Reginald McKenna aveva proposto l'acquisto di sei nuove navi da battaglia dreadnought, ma Churchill e Lloyd George proposero di limitare il numero a quattro.
Presentato al teorico riformista William Beveridge da Beatrice Webb, Churchill chiamò Beveridge a collaborare con lui nel Board of Trade. Ispirato da quest'ultimo, Churchill promosse molte riforme sociali, come l'istituzione del salario minimo (tramite il Trade Boards Act del 1909) e il limite della giornata lavorativa a otto ore per i minatori (Mines Act del 1908). Con il Labour Exchanges Act (1909) istituì uffici di collocamento per la ricerca di impiego.
Churchill svolse anche un ruolo chiave nel sostenere Lloyd George e le due grandi riforme del governo Asquith, il cosiddetto People's Budget e il Parliament Act del 1911. Il People's Budget proposto da Lloyd George consisteva in una grande riforma fiscale volta a tassare la rendita fondiaria per finanziare un vasto programma assistenziale per i ceti più disagiati e le spese militari rese necessarie dal rafforzamento della Germania. Il Budget era ispirato alle teorie dell'economista Henry George e mirava a colpire soprattutto la rendita fondiaria. Churchill si impegnò attivamente nella campagna presiedendo la "Budget League" e nelle due elezioni generali che si susseguirono nel gennaio e nel dicembre 1910 vinte dai liberali. I discorsi di Churchill fecero uso di una forte retorica georgista; la proprietà della terra era la fonte di tutti i monopoli e la speculazione fondiaria portava a un reddito parassitario e dannoso per la società, a differenza degli investimenti produttivi nei capitali industriali. Il Budget, approvato dai Comuni già nel 1909, incontrò dapprima il veto della Camera dei lord, il che portò a una grave crisi costituzionale che fu risolta con il Parliament Act del 1911, il quale abolì il diritto di veto dei Lord in materia fiscale.

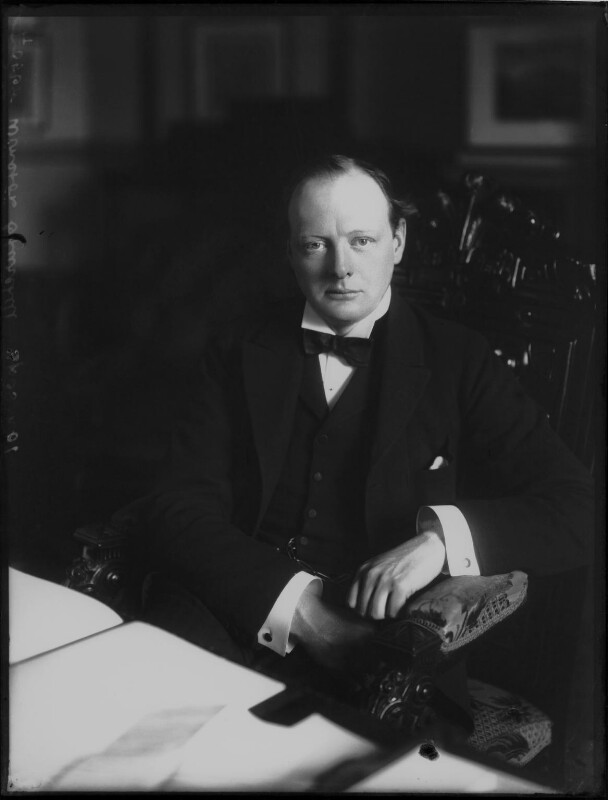
Churchill alla sua scrivania nel 1911

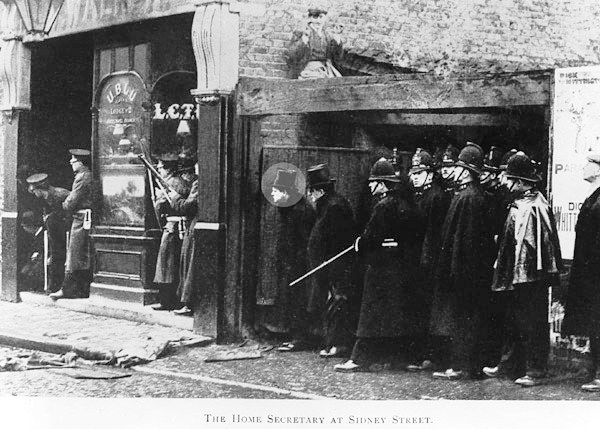
Churchill (in evidenza al centro) all'assedio di Sidney Street, 1911

Astro in ascesa della politica britannica, Churchill divenne nel 1910 ministro dell'Interno. Quando, nello stesso anno, ebbero luogo gli scioperi di minatori nel Galles, Churchill impedì all'esercito di intervenire, venendo per questo criticato dai giornali conservatori come il Times. Nel 1911, prese l'inusuale decisione di presenziare personalmente all'assedio di Sidney Street, un'operazione di polizia contro una banda di rapinatori. Anche in quest'occasione la sua decisione sollevò numerose critiche. Sebbene non assumesse il diretto comando delle operazioni, il biografo Roy Jenkins ha affermato che Churchill si recò sul luogo perché "non poteva resistere alla tentazione di trovarsi al centro della mischia". La sua presenza tuttavia attirò molte critiche. A un certo punto l'edificio assediato prese fuoco e Churchill sostenne la decisione di negare ai pompieri l'accesso, per costringere la banda ad arrendersi o a morire. Dopo un'inchiesta, il leader dell'opposizione Arthur James Balfour affermò: «Lui (Churchill) e il fotografo stavano entrambi rischiando vite preziose. Capisco il fotografo, ma cosa ci faceva lì l'Onorevole ministro?». Da ministro dell'Interno, Churchill si dedicò anche a un'ampia riforma del sistema penale che aveva come obiettivo l'incremento delle pene alternative al carcere, portando negli anni seguenti a una netta riduzione del numero dei detenuti.
Favorevole all'eugenetica, Churchill partecipò anche alla stesura del Mental Deficiency Act del 1913. Tuttavia, la legge approvata dispose l'internamento coatto di handicappati e malati mentali invece della loro sterilizzazione, come aveva proposto Churchill. A questo proposito aveva scritto a H.G. Wells, anche lui convinto eugenista: «Ammiro l'abilità e il coraggio con cui avete discusso le questioni del matrimonio e della popolazione».
Negli stessi anni l'opera di Churchill pose anche le fondamenta per lo sviluppo dell'intelligence britannica: "svolse un ruolo importante nella creazione dei servizi segreti britannici, che si sarebbero poi trasformati negli odierni MI5 e MI6. Le operazioni si svolsero senza informare il Parlamento. Nell'agosto 1911, da ministro dell'Interno, contribuì affinché la legge di regolamentazione dei segreti di Stato passasse in Parlamento in modo rapido e quasi senza discussioni. Rimase in vigore per i successivi settantotto anni".
In questa fase, Churchill fu anche uno dei primi fautori della Devolution in favore delle nazioni britanniche non inglesi, nonché di un riassetto federale generale dell'Impero: "Churchill tenne il 12 settembre (1912 ndr) un celebrato discorso nella sua circoscrizione elettorale di Dundee a sostegno della federazione delle isole britanniche, che avrebbe favorito il conseguimento di una federazione imperiale".
Quando era ancora ministro del Commercio Churchill subì un'aggressione dalla suffragetta Theresa Garnett alla stazione di Bristol Temple Meads. La sua proposta per risolvere la questione fu quella di indire un referendum, ma l'idea non incontrò il favore di Asquith e del governo e la soluzione fu rimandata fino a dopo la prima guerra mondiale.

#### Servizio nell'esercito territoriale

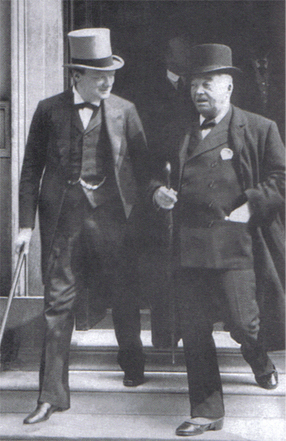
Churchill e l'ammiraglio John Fisher, 1913

Nel 1900 Churchill prese congedo dall'esercito regolare e nel 1902 si arruolò nell'Imperial Yeomanry, dove ottenne il grado di capitano del Queen's Own Oxfordshire Hussars il 4 gennaio 1902. Nell'aprile 1905 fu promosso maggiore e comandante dell'Henley Squadron dei Queen's Own Oxfordshire Hussars. Nel settembre 1916 fu trasferito alla Territorial Army come ufficiale, incarico che mantenne fino al suo ritiro definitivo dall'esercito nel 1924, con il grado di maggiore.

#### Primo lord dell'ammiragliato (1911-1915)
Passato all'ammiragliato nel 1911, l'anno della crisi di Agadir, Churchill si dedicò da subito a un ampio programma di ammodernamento della Royal Navy, per mantenere la superiorità rispetto alla Germania. Fu un pioniere nello sviluppo dell'aviazione di marina (prese lui stesso lezioni di volo), ordinò la sostituzione delle bocche da fuoco navali con delle nuove da 381 mm. Predispose il varo di nuove classi di navi, come la Queen Elizabeth e la Arethusa. In queste riforme Churchill fu ispirato dall'ammiraglio John Fisher, che per molti anni era stato il motore dell'innovazione della Royal Navy. Sempre incoraggiato da Fisher, promosse anche la modifica dei motori delle navi militari da combustibile a carbone in quelli a petrolio, il che rese necessario garantire un rifornimento continuo di questa materia prima. A questo scopo, Churchill negoziò e fece approvare alla Camera dei Comuni un contratto di acquisto da parte dello Stato della quota del 51 per cento della Anglo-Persian Oil Company, con diritto di utilizzazione di tutto il petrolio estratto dalla compagnia. Si adoperò anche per raggiungere un accordo su una moratoria degli armamenti navali con la Germania, utilizzando come intermediario il finanziere anglo-tedesco Ernest Cassel, già grande amico di suo padre e del re Edoardo VII, nonché il magnate amburghese della cantieristica Albert Ballin, senza tuttavia ottenere risultati significativi.

#### Prima guerra mondiale
(Churchill alla moglie Clementine, 1914)

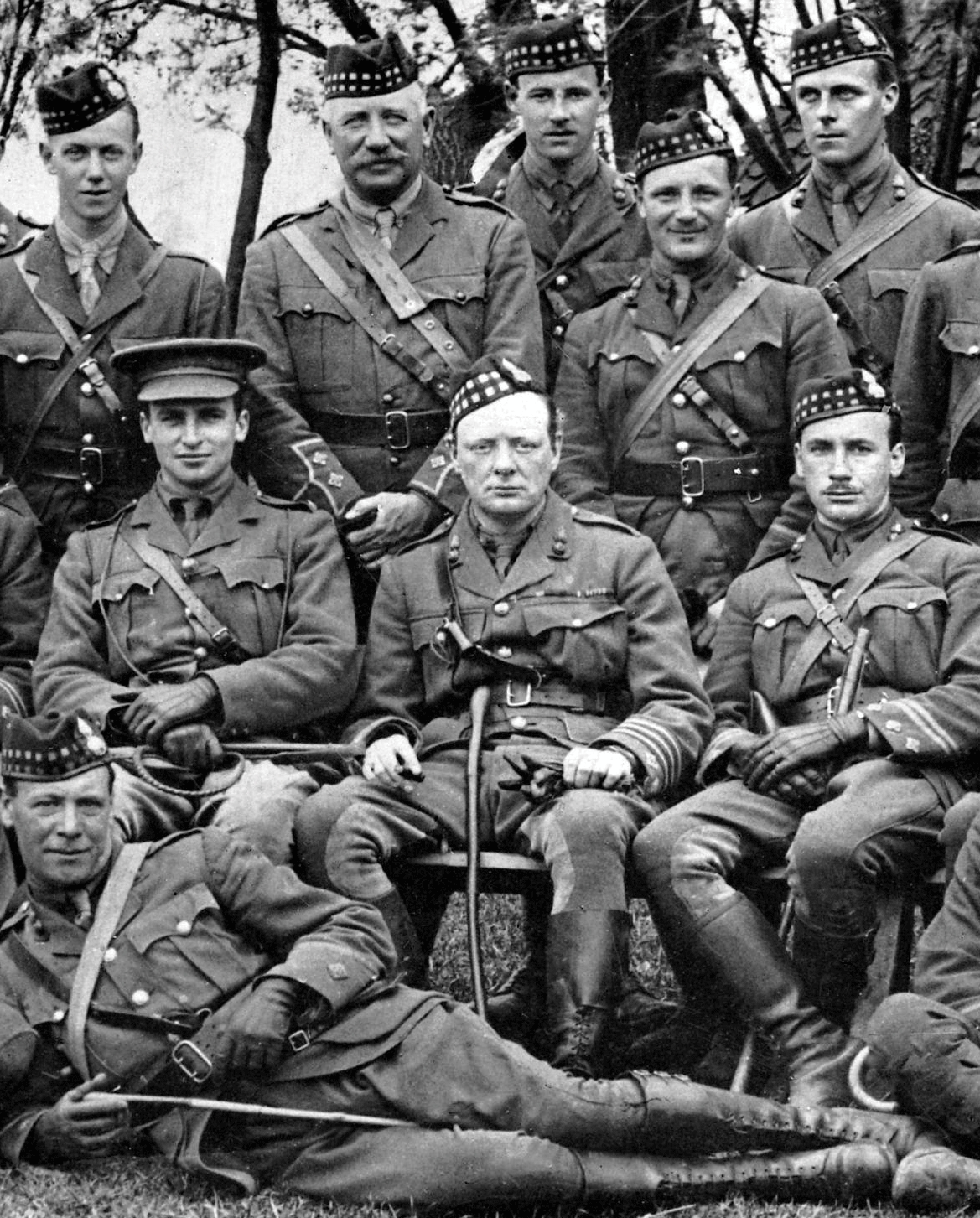
Churchill (al centro) al comando del VI battaglione dei Royal Scots Fusiliers, 1916

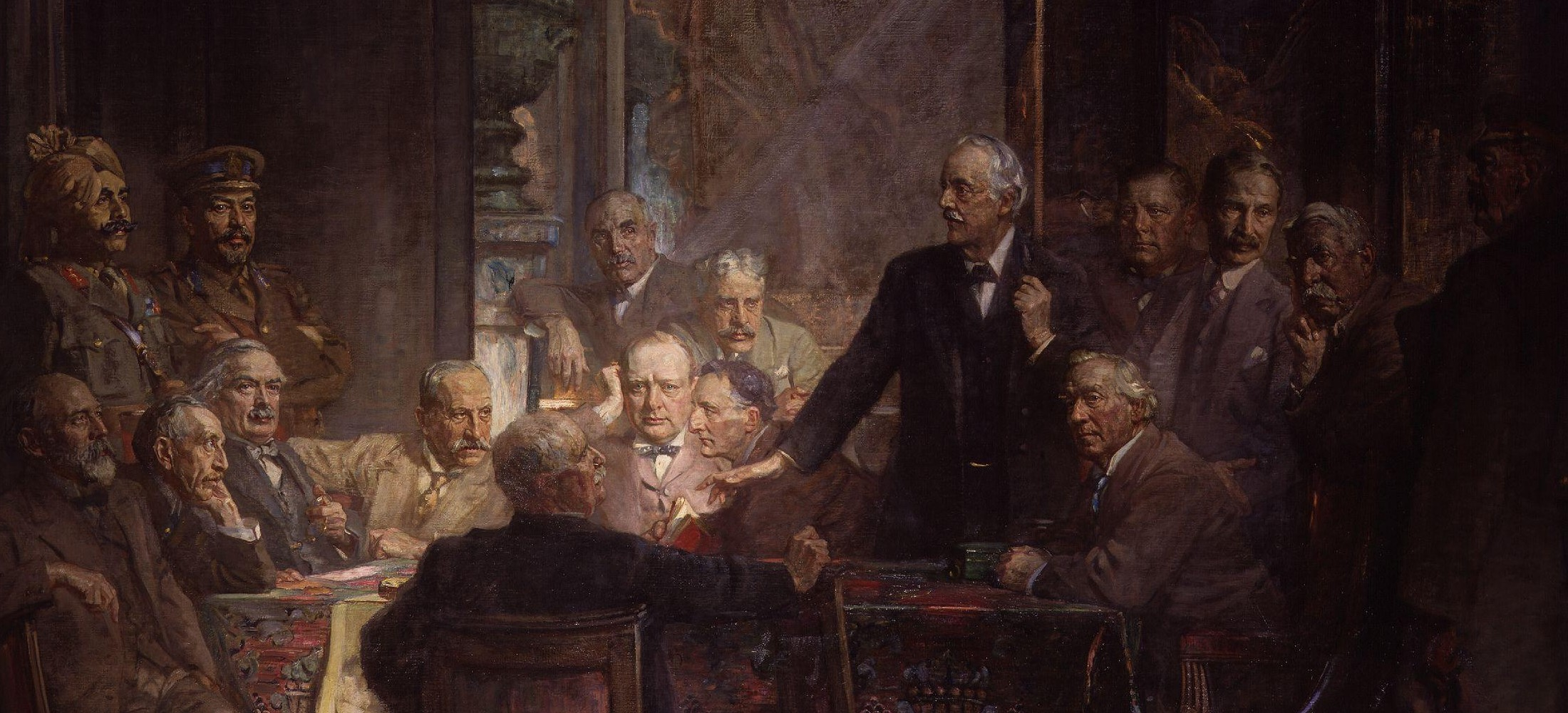
Churchill (seduto al centro) a una seduta dell'Imperial War Cabinet, 1914, di James Guthrie

Con lo scoppio della prima guerra mondiale, Churchill rimase a capo della Marina britannica. L'evento più noto e controverso di questo periodo fu la fallita campagna di Gallipoli, della quale Churchill fu promotore insieme all'ammiraglio John Fisher e al generale Kitchener. L'operazione aveva l'obiettivo di eliminare le difese turche nello stretto dei Dardanelli per consentire alle truppe da sbarco britanniche, australiane e francesi di raggiungere Costantinopoli e unirsi così all'esercito russo. La flotta predisposta per l'azione non riuscì tuttavia ad annientare le difese dei turchi e Churchill, essendo il ministro responsabile, venne considerato il colpevole dell'insuccesso. Per questo, nel 1915, anche su forte pressione dei conservatori, dovette dare le dimissioni.
Churchill a questo punto riprese servizio nell'esercito, pur rimanendo parlamentare, come tenente colonnello del VI battaglione dei Royal Scots Fusiliers. Durante il suo periodo al comando Churchill e il suo battaglione furono di stanza a Ploegsteert, ma non presero parte ad azioni sul campo. Churchill mostrò interesse per le condizioni dei suoi uomini, emanando severe disposizioni igieniche e deplorando gli assalti frontali che portavano a carneficine inutili. Schieratosi all'opposizione del nuovo governo, il 7 marzo 1916 tenne un discorso in cui attaccava il nuovo primo lord dell'ammiragliato Arthur Balfour e chiedeva il ritorno di Fisher. Il 3 maggio il suo battaglione venne accorpato alla XV divisione e Churchill, deciso a rientrare in politica a tempo pieno, chiese di essere congedato.

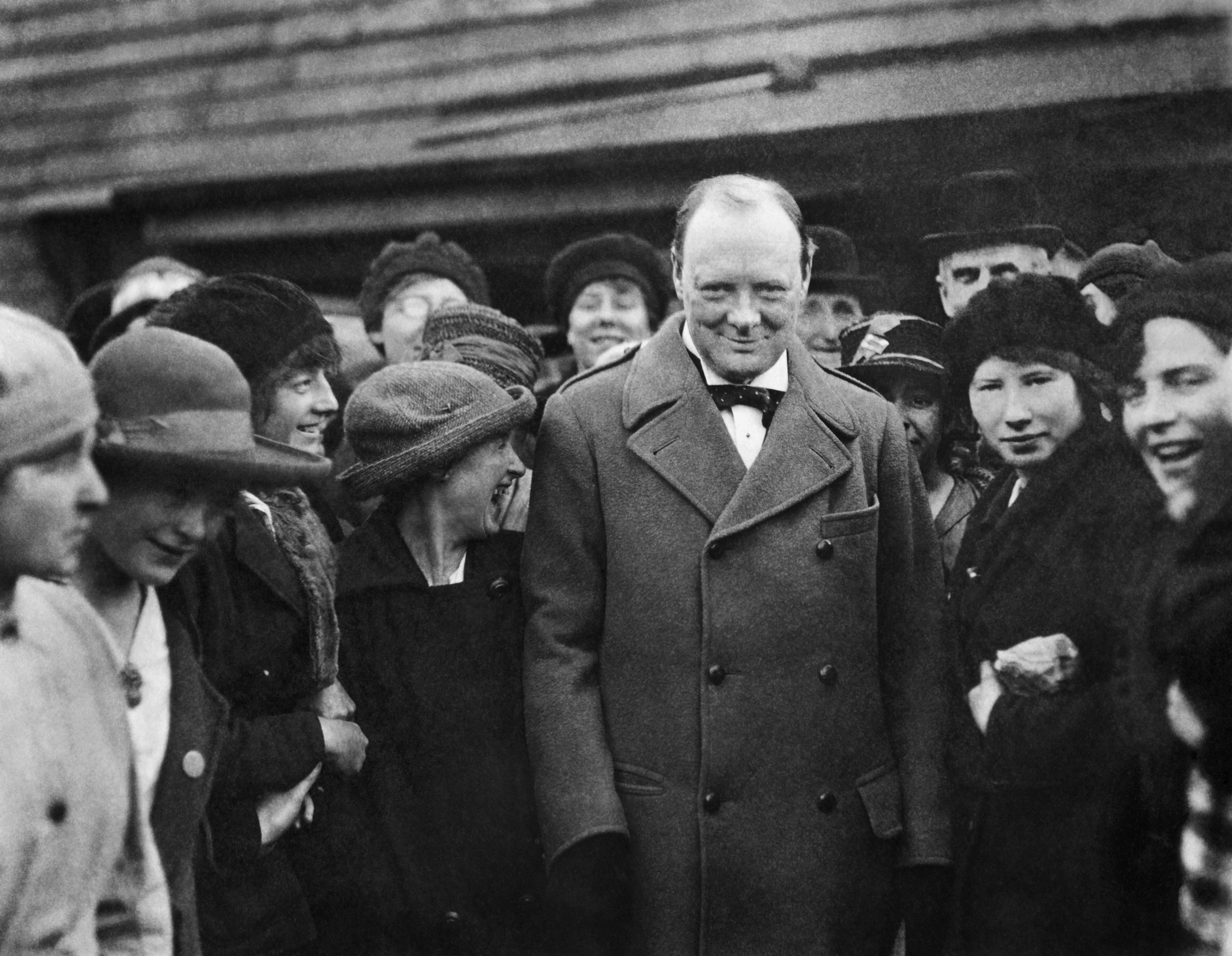
Churchill con le operaie di una fabbrica di armamenti, 9 ottobre 1918

##### Ministro degli Approvvigionamenti (1917-1919)
Churchill divenne ministro degli Approvvigionamenti nel nuovo governo di Lloyd George. Da poco entrato in carica, presentò alla Camera un disegno di legge che tutelava particolarmente le libertà sindacali dei lavoratori dell'industria bellica, dichiarando che senza il loro appoggio la guerra non poteva essere vinta. Churchill fu un abile organizzatore e riuscì ad aumentare notevolmente la produzione di armamenti nella fase finale del conflitto, dando un grande vantaggio materiale agli Alleati di fronte a un'esausta Germania. Quando nel marzo del 1917 cominciò l'ultima disperata offensiva tedesca Churchill rappresentò il coordinamento tra il governo britannico e i comandi francesi. Dopo la vittoria alleata, Churchill consigliò di essere moderati nella pace con la Germania sconfitta, soprattutto per evitare lo scoppio di una rivoluzione comunista nel Paese.

### Da un conflitto all'altro (1919-1939)

#### Ministro della guerra
(Winston Churchill, 1918)

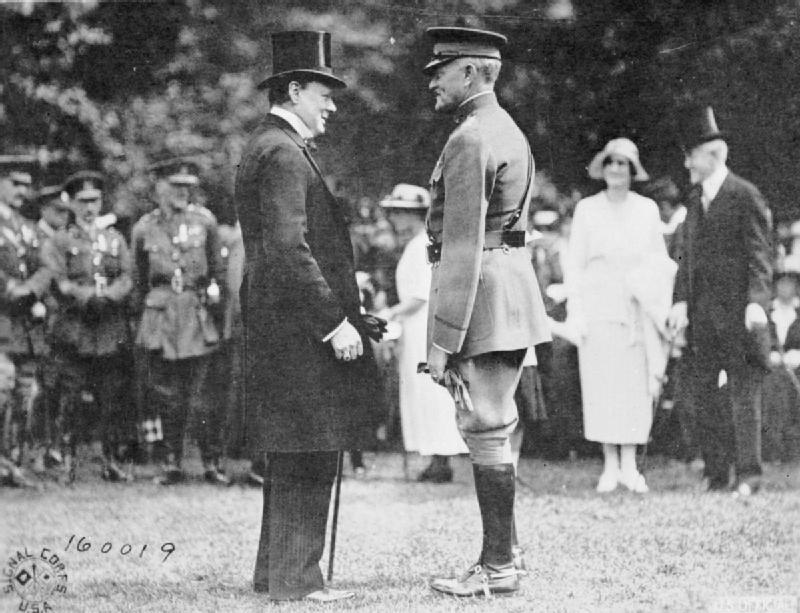
Churchill con il generale John Pershing a Londra durante la Parata della Vittoria (1919)

Nel 1919 dopo le elezioni generali del 1918 che assegnarono una vittoria schiacciante alla coalizione di Lloyd George, Churchill divenne ministro della Guerra e dell'Aviazione, unendo i due dipartimenti in precedenza autonomi. Il suo primo incarico fu quello di organizzare la smobilitazione dei combattenti. Churchill dispose che la priorità venisse data ai veterani che avevano servito più a lungo. Fu anche il principale artefice della cosiddetta "regola dei dieci anni" (Ten Years Rule), la quale prevedeva che il Tesoro avrebbe assunto il controllo delle spese della Difesa per i successivi dieci anni, sulla base del fatto che in tale periodo non ci sarebbero stati nuovi conflitti europei su larga scala.

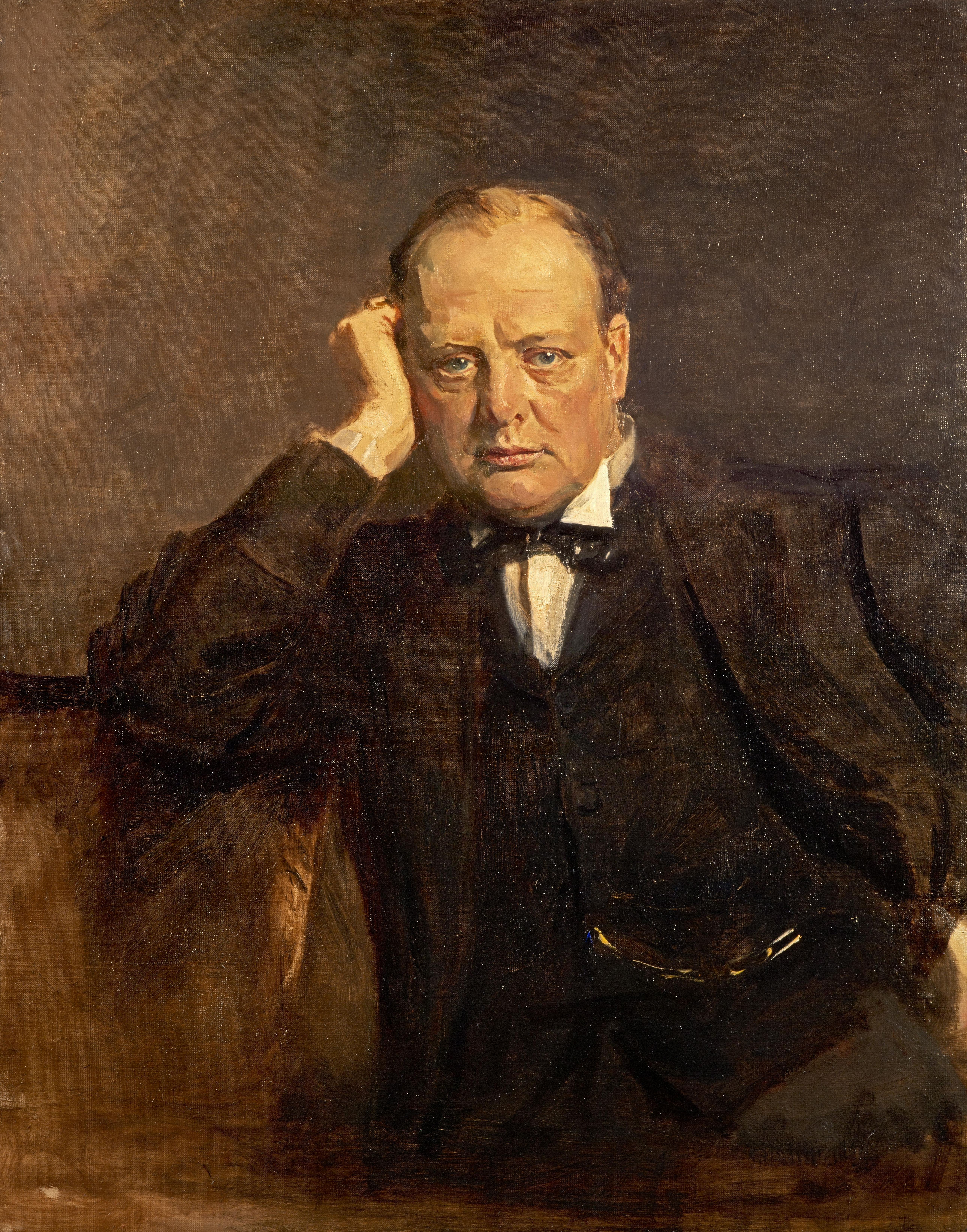
Churchill ritratto da James Guthrie nel 1919

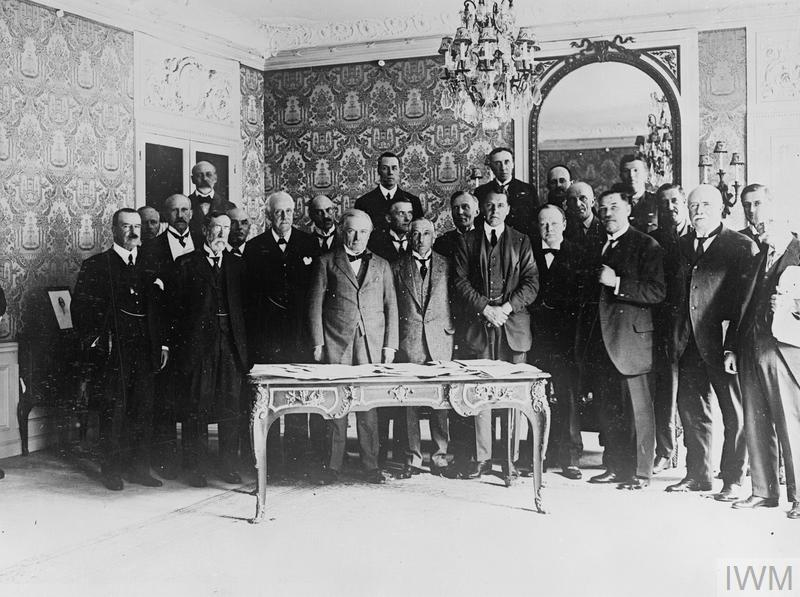
Churchill (quarto da destra in prima fila) con la delegazione britannica alla Conferenza di pace, 1919

Uno degli episodi che maggiormente segnarono il suo mandato al War Office fu l'intervento alleato nella rivoluzione russa. Churchill era un accanito sostenitore dell'intervento, avendo dichiarato che il bolscevismo andava «strangolato nella culla». Si assicurò, contro un gabinetto diviso e incerto, la prosecuzione e l'intensificazione dell'intervento del Regno Unito, contro il parere della maggioranza dei gruppi parlamentari e l'ostilità aperta del Partito Laburista. Allo scopo di meglio coordinare il sostegno ai bianchi, Churchill inviò come proprio rappresentante in Russia il teorico geopolitico Halford Mackinder, all'epoca deputato conservatore a Westminster. Anche dopo che Lloyd George impose il ritiro del Regno Unito dall'Europa orientale, Churchill fece inviare armi e munizioni ai polacchi impegnati in guerra contro i bolscevichi (guerra conclusasi vittoriosamente con la battaglia di Varsavia). La sua decisa attività antibolscevica portò a una rottura con Lloyd George che non si sarebbe mai rimarginata, a critiche dalla stampa e a ulteriore ostilità dei laburisti. Quando nel 1920 scoppiò un'insurrezione dei curdi in Iraq, Churchill autorizzò espressamente l'uso di gas non letali (lacrimogeni) per disperdere gli insorti. In ogni caso, sebbene rifornimenti di armi chimiche fossero giunti in Mesopotamia, difficoltà pratiche impedirono di usarli.
Pur sovente isolato dal Primo ministro e dal governo, Churchill riuscì comunque a conseguire diversi successi: consolidò l'indipendenza della Royal Air Force ponendo le basi per lo sviluppo dell'aeronautica militare del Regno Unito; nel 1920 organizzò una poderosa offensiva contro il capo islamico Mohammed Abdullah Hassan (detto Mad Mullah) in Somalia, ponendo una conclusione vittoriosa alla guerra anglo-somala dopo vent'anni di conflitto; inoltre, l'intervento militare in sostegno delle Repubbliche baltiche contro i bolscevichi preservò l'indipendenza di Estonia, Lettonia e Lituania per il successivo ventennio, nonostante il ritiro delle forze del Regno Unito dalla Russia.
Nel 1919, il Regno Unito e gli Stati Uniti d'America firmarono un trattato di alleanza con la Francia che però il Senato degli Stati Uniti rifiutò di ratificare, affossando così sul nascere la proposta alleanza anglo-franco-statunitense. Nel luglio 1921, Churchill sostenne alla conferenza imperiale dei Dominions che nonostante il disimpegno statunitense il Regno Unito avrebbe dovuto stipulare un'alleanza militare difensiva con la Francia per garantire la sicurezza post-bellica. Churchill sostenne inoltre che alla conferenza di pace di Parigi statunitensi e Regno Unito erano riusciti con successo a impedire che la Francia si annettesse la Renania, creando così un dovere morale di un impegno anglo-statunitense in Europa, dato che i francesi avevano rinunciato alla Renania in cambio di una garanzia del Regno Unito e degli Stati Uniti d'America per la propria sicurezza, che però non avevano ottenuto. Tuttavia l'idea di Churchill di un'alleanza anglo-francese fu rigettata dai Dominions, poiché le opinioni pubbliche erano contrarie a impegni in Europa.
In questo periodo scoppiò anche la guerra d'indipendenza irlandese e Churchill organizzò le forze contro-insurrezionali dei Black and Tans, composte da ex veterani dell'esercito e particolarmente dure nella repressione delle attività dell'IRA. La tattica era quella di costringere l'avversario a trattare da una posizione di superiorità: «Desidero unire un furioso assalto con l'offerta più generosa». Scrivendo al leader conservatore Andrew Bonar Law sintetizzò così la sua posizione verso il terrorismo: «Bisogna attaccare questa gente. Diventano assai pericolosi nel momento in cui pensano che si abbia paura di loro; è come domare una tigre, o meglio, una iena rognosa».
Nel 1920 Churchill fu critico nei confronti della decisione di Lloyd George e degli altri capi alleati di smantellare l'Impero ottomano, decisione formalizzata con le risoluzioni della conferenza di Sanremo di quell'anno. In particolare, ritenne che il sistema dei mandati mediorientali avrebbe impantanato il Regno Unito sovraesponendolo militarmente e distogliendo risorse da destinare invece ai territori storici dell'Impero britannico come l'India. Il contrasto con Lloyd George si accentuò sulla questione turca; Churchill rimproverò all'amico e collega il sostegno incondizionato da questi dato alle ambizioni greche sull'Anatolia, sostenendo che tale atteggiamento, oltre a isolare il Regno Unito rispetto agli alleati francesi e italiani, avrebbe aizzato i nazionalisti turchi contro il Regno Unito, costringendolo a mantenere dispendiosi presidi militari in Medio Oriente. Così scrisse al primo ministro:
Anche riguardo al sionismo, nonostante le simpatie personali, Churchill non rinunciò a mettere in guardia Lloyd George: "il movimento sionista causerà conflitti con gli arabi e i francesi cercheranno di aizzarli contro di noi [...] l'avventura palestinese non porterà alcun beneficio concreto". Per l'aristocratico Churchill, erede della tradizione diplomatica incarnata da Lord Castlereagh (zio di sua nonna), lo smantellamento degli imperi tradizionali e la fine delle grandi dinastie regnanti in favore del principio nazionale rischiava di mettere in pericolo equilibri plurisecolari. Poco dopo il suo insediamento in Parlamento, nel 1901, aveva lanciato un ammonimento profetico:
(Winston Churchill alla Camera dei Comuni, 1901)
L'Iraq fu creato soprattutto per compensare Feysal della perdita della Siria, dalla quale era stato scacciato dai francesi. La scelta del principe hashemita fu sostenuta da Churchill e dai suoi consiglieri, in quanto ritenuto sufficientemente prestigioso come leader all'interno del mondo arabo e fedele alla Gran Bretagna. Scrivendo dal Cairo al Primo ministro David Lloyd George Churchill sostenne la candidatura di Feysal al trono iracheno affermando: Per esempio Ibn Saud, se scelto, getterebbe tutto il Paese in un putiferio religioso [...] Non abbiamo alcun dubbio che il sistema sharifiano offra prospettive di gran lunga migliori di queste, e infatti è l'unica politica possibile. Lo storico Christopher Catherwood, così sintetizza:
Churchill si fece sin dall'inizio assertore di un Iraq il più possibile autonomo e indipendente (perlomeno nella gestione dell'ordine interno), favorendo il rapido trapasso dalla gestione mandataria a quella dell'autogoverno locale. Come disse al Gabinetto il 5 ottobre 1922, a proposito della bozza di trattato da lui predisposto d'accordo con Feysal e Percy Cox:
Nacque così, con la stipula del trattato anglo-iracheno del 1922, lo Stato dell'Iraq nella sua fisionomia attuale, anche se la piena indipendenza sarà raggiunta solo nel 1958.

#### Il 1921
Nel 1921 Churchill divenne segretario di Stato per le Colonie. I due principali eventi che caratterizzarono il suo mandato furono la firma del trattato anglo-irlandese del 1921 e la definizione del nuovo assetto del Medio Oriente. Fu un punto di svolta nella sua carriera, grazie al quale recuperò leadership e credibilità, anche a livello internazionale:

##### Geopolitica mediorientale

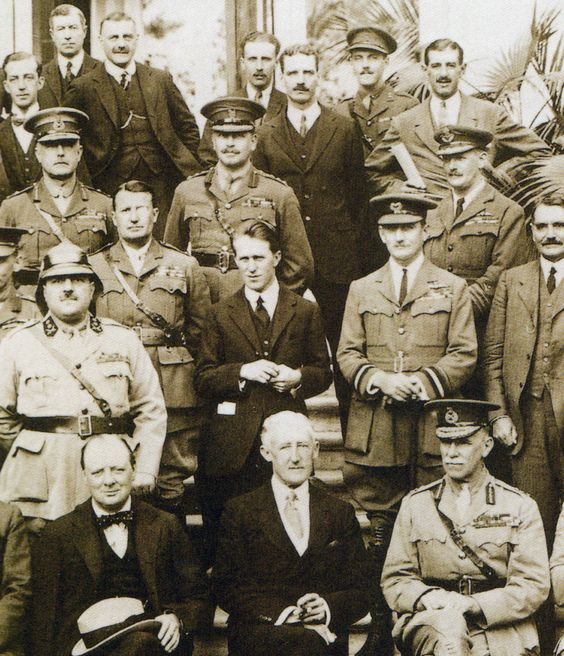
Churchill (primo da sinistra, seduto) alla Conferenza del Cairo nel 1921. Accanto a lui Sir Percy Cox. Dietro, in piedi da sinistra, il Primo ministro iracheno Ja'far al-'Askari e accanto a lui il colonnello Lawrence.

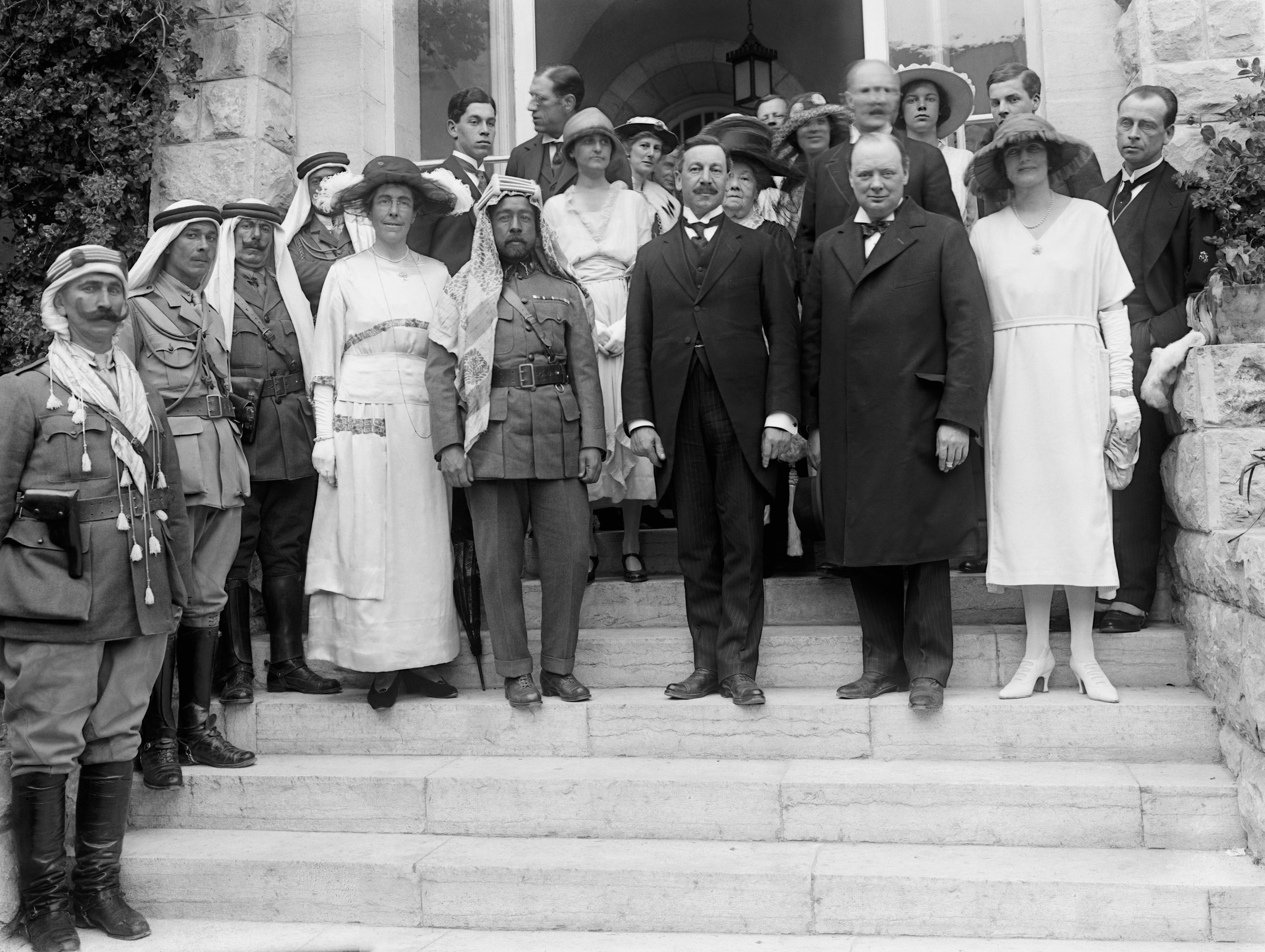
Churchill a Gerusalemme con l'Alto commissario per la Palestina Herbert Samuel e Abd Allah I di Giordania nel 1921

Nonostante lo scetticismo sulla politica mandataria Churchill presiedette la conferenza del Cairo del 1921. A essa parteciparono il colonnello Lawrence (Lawrence d'Arabia), Gertrude Bell, Hugh Trenchard, sir John Salmond e sir Percy Cox. Nei preliminari dell'incontro, Churchill aveva incontrato delegati sia degli arabi sia del Consiglio nazionale ebraico. In un colloquio riservato con l'emiro Abdullah, gli promise che la Transgiordania sarebbe stata uno Stato arabo sotto la sua sovranità, esclusa dalla "Jewish National Home" promessa dalla dichiarazione Balfour. In risposta alle preoccupazioni del sovrano, Churchill affermò: «L'immigrazione ebraica sarà un processo molto lento e diritti dell'esistente popolazione non ebraica saranno rigidamente preservati».
La conferenza presieduta da Churchill fu alla base dell'assetto politico del Medio Oriente ancora esistente a un secolo di distanza. Trovandosi a dover concretizzare le decisioni prese da Lloyd George e dagli altri leader alleati a Sanremo, Churchill si prefisse l'obiettivo prioritario di organizzare un progressivo ma rapido disimpegno britannico dalla regione, stabilendo comunque un assetto che garantisse gli interessi britannici. Il Libano e la Siria, definiti nei loro confini attuali, rimasero sotto mandato francese. Vennero anche tracciati i confini dell'Iraq, unendo i precedenti vilayet ottomani di Bassora, Baghdad e Mosul, e della Giordania, affidati rispettivamente ai fratelli Faysal e Abdullah della dinastia hashemita, imparentata con Maometto. In particolare, Churchill fu il principale artefice della Giordania attuale e sotto il suo mandato venne definito il confine tra Giordania e Arabia Saudita, detto per questo "Winston's Hiccup" (il singhiozzo di Winston). Il padre dei due nuovi sovrani, lo sceriffo Husayn di La Mecca divenne re dello Hejaz e Abdul Aziz ibn Saud, fondatore della dinastia saudita, vide riconosciuto il suo controllo sulla regione del Najd, strappata agli ottomani, nucleo dell'attuale Arabia Saudita. Churchill avrebbe anche favorito la creazione di uno Stato cuscinetto curdo tra Iraq e Turchia, ma incontrò la ferma opposizione di Feysal, appoggiato da Percy Cox, che suggerì di inglobare il Kurdistan, con i suoi giacimenti petroliferi, nel Regno dell'Iraq.
Un altro tema cruciale che Churchill dovette affrontare al Cairo fu quello di conciliare le promesse fatte dal Regno Unito durante la guerra agli arabi e agli ebrei, sempre nell'ottica di un disimpegno dal controllo diretto della regione, favorendo invece la nascita di potentati locali alleati. In quest'ottica, soprattutto la Giordania fu una creatura puramente churchilliana, scorporata da Churchill dal territorio originariamente destinato al protettorato palestinese, allo scopo, sia di mantenere le promesse fatte allo sceriffo Husayn di affidare agli Hashemiti un ruolo guida degli arabi liberati dal giogo ottomano sia, in particolare, di creare uno Stato cuscinetto tra l'Arabia Saudita e la Palestina destinata all'insediamento sionista; all'interno del territorio giordano Churchill pose infatti anche il porto di Aqaba, di fondamentale importanza strategica per il controllo del Mar Rosso e del canale di Suez. Lo storico Claudio Vercelli così sintetizza le ragioni che portarono Churchill e i suoi consiglieri a creare la Giordania:
L'assetto politico stabilito da Churchill al Cairo creò quindi una rete di Stati arabi sunniti amici della Gran Bretagna, che garantivano la sicurezza e la stabilità delle rotte navali, aeree ed energetiche, sgravando allo stesso tempo l'Impero britannico da un controllo diretto dell'area mediorientale, affidato a capi locali, secondo il modello della indirect rule già ampiamente sperimentato in India e in Africa. L'impostazione data da Churchill nel 1922 alla politica mediorientale dell'Occidente (alleanza con il mondo sunnita ed equilibrio di potenza tra i vari attori regionali) è rimasta sostanzialmente inalterata fino al presente. Il colonnello Lawrence, che divenne in questo periodo amico personale di Churchill, scrisse: «A Winston Churchill è stato affidato il compito di definire l'assetto del Medio Oriente; e in poche settimane, alla Conferenza del Cairo, ha sbrogliato l'intera matassa, trovando soluzioni che adempiono (io credo), alle nostre promesse nella lettera e nello spirito».

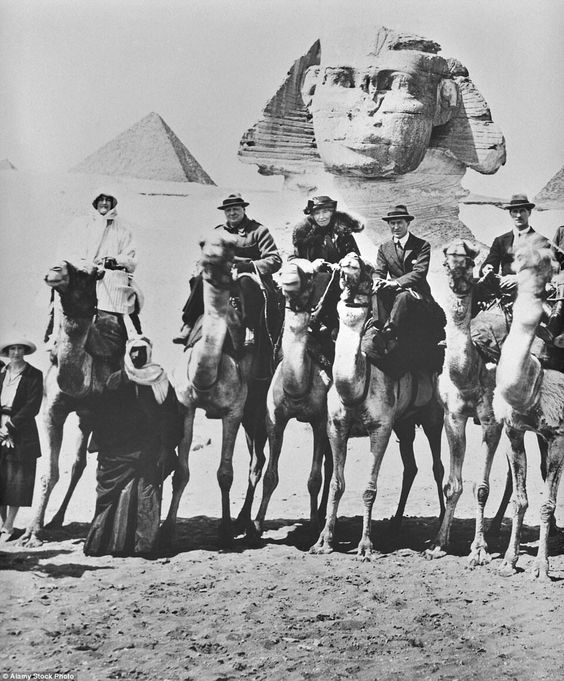
Da sinistra: Clementine e Winston Churchill, Gertrude Bell e il colonnello Lawrence in Egitto nel 1921

Nel 1922 Herbert Samuel e altri funzionari del Colonial Office, su incarico di Churchill, redassero il documento noto come Churchill White Paper (libro bianco di Churchill). In esso si stabilivano i principi operativi che avrebbero dovuto guidare lo stabilimento del "focolare" nazionale ebraico in Palestina, in un senso che, sebbene ribadisse il contenuto della dichiarazione Balfour, ne limitava allo stesso tempo la portata pratica. La "Jewish National Home" non veniva intesa come uno Stato ebraico indipendente, ma semplicemente come un "centro culturale e spirituale per il popolo ebraico". Inoltre, vi si dichiarava che l'immigrazione ebraica avrebbe dovuto essere compatibile con "la capacità economica del Paese" di assorbirla. Nonostante questa formulazione di compromesso con le istanze arabe, essa venne rigettata dai rappresentanti arabi, mentre le organizzazioni sioniste vi avevano aderito.
Nello stesso anno l'intervento personale di Churchill fu decisivo nel preservare l'impegno britannico contenuto nella dichiarazione Balfour. La Camera dei Lord aveva votato con una maggioranza dei due terzi per revocare la dichiarazione e bloccare l'immigrazione ebraica in Palestina (sulla stessa scia di quanto avveniva negli Stati Uniti). Le motivazioni addotte erano schiettamente antisemite: un deputato affermò che una politica favorevole alle aspirazioni ebraiche si sarebbe scontrata con "l'ostilità ereditaria che in tutto il mondo circonda la razza ebraica". L'emigrazione degli ebrei dall'Europa orientale era infatti ripresa massicciamente dopo la guerra, anche a causa della presa del potere di governi ultranazionalisti in Polonia e nei Paesi baltici. Il 4 luglio 1922 Churchill tenne uno dei suoi più brillanti interventi parlamentari, a detta dello storico Paul Johnson, nel quale riuscì a convincere la Camera dei Comuni a ribaltare il voto dei Lord, con una schiacciante maggioranza di 292 voti contro 35. Negli anni immediatamente seguenti ebbe quindi inizio la "quarta Aliyah", nella quale 80 000 ebrei, provenienti quasi interamente da Polonia, Unione Sovietica, Lituania e Romania, si stabilirono in Palestina.

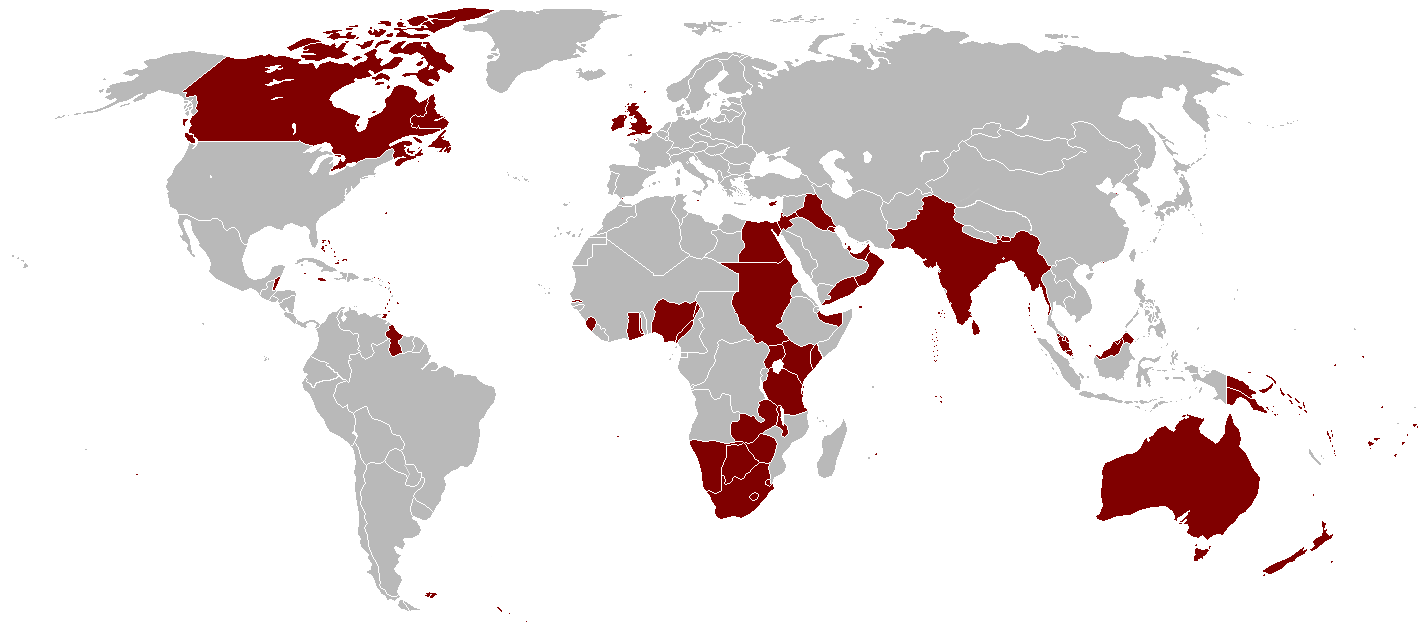
L'Impero britannico nel 1921, al suo apogeo, durante il mandato di Churchill al Colonial Office

La simpatia personale di Churchill andava dunque al sionismo, movimento laico e "occidentale", piuttosto che ai musulmani; tuttavia egli tentò sempre di mantenere una politica di equidistanza rispetto alle parti, cercando di venire incontro, per quanto possibile, alle preoccupazioni arabe. Churchill mantenne comunque un atteggiamento critico verso la natura punitiva del trattato di Sèvres stipulato con l'Impero ottomano, già dimostrato in precedenza, continuando a farsi assertore di una politica conciliante verso la Turchia kemalista. Secondo Michael Makovsky "Churchill riteneva che una politica di distensione verso il sultano ottomano, che era anche il califfo dell'Islam, fosse un'intelligente politica imperiale". In questo contesto si inserisce anche la creazione dello Stato giordano, malvista dai sionisti più intransigenti, che voleva essere un segno della buona volontà britannica verso gli arabi. Fu sempre suo convincimento, ribadito anche negli anni trenta, quando fu uno dei consulenti della commissione Peel, che lo sviluppo economico della Palestina favorito dall'immigrazione ebraica avrebbe a poco a poco stemperato le ostilità arabe.

##### Questione irlandese

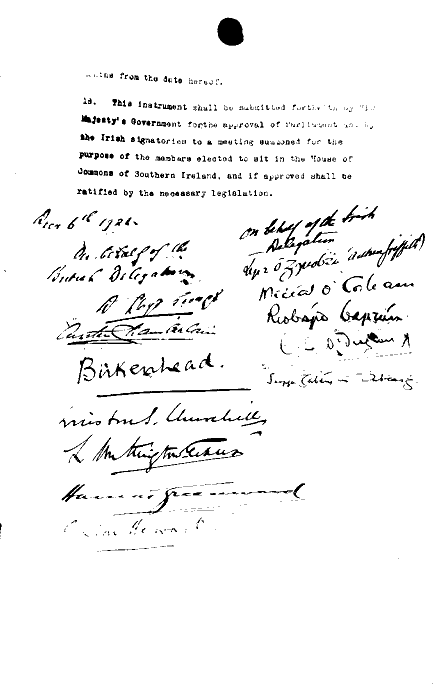
Le firme sul trattato anglo-irlandese (1921). Quella di Churchill è la quarta sulla sinistra dal fondo.

In questo periodo, Churchill fu anche protagonista della soluzione del conflitto irlandese. Nel novembre 1921 incontrò più volte i delegati del Sinn Féin Arthur Griffith e Michael Collins per definire le clausole del trattato anglo-irlandese. Infatti Lloyd George, conoscendo le sue abilità di negoziatore, aveva affidato a Churchill la conduzione delle trattative. Il trattato venne firmato alle tre del mattino del 6 dicembre, nell'abitazione di Churchill a Londra. Per proteggere gli interessi navali britannici, Churchill riuscì a inserire nel trattato la clausola in base alla quale i porti irlandesi di Cobh, Berehaven e Lough Swilly rimanessero nella disponibilità della Royal Navy. I porti tornarono poi sotto piena sovranità irlandese nel 1938, con il trattato commerciale anglo-irlandese, dopo che lo Stato Libero era diventato l'attuale Repubblica d'Irlanda. Quando gli irriducibili dell'IRA rifiutarono la firma del trattato, Churchill sostenne le forze armate del neonato Stato Libero d'Irlanda a reprimere le insurrezioni, schierandosi con Michael Collins.

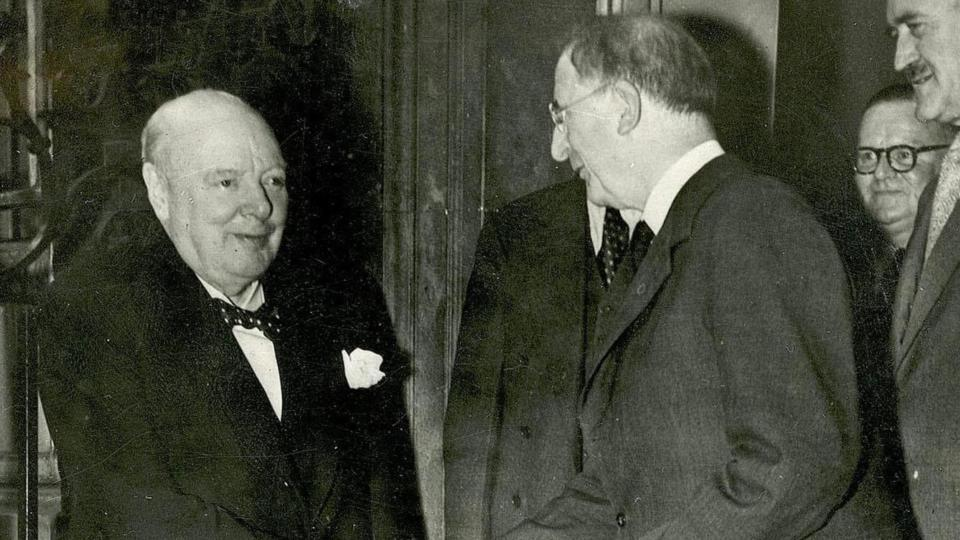
Churchill con il Taoiseach (primo ministro) irlandese Éamon de Valera nel 1953. Churchill, da leader dell'opposizione, si espresse in favore della riunificazione dell'Irlanda.

Sulla questione irlandese la posizione di Churchill fu eccentrica rispetto al tradizionale establishment conservatore, mostrandosi maggiormente legata alla militanza liberale. Infatti, per lui la partizione prevista dal trattato del 1921 era da considerarsi una soluzione temporanea, necessaria per ottenere la ratifica da parte dei Tories unionisti, il partito dominante della coalizione postbellica. Sul lungo periodo Churchill ragionava come Gladstone nei termini della Home rule, ossia di un'Irlanda autonoma ma unita, nella quale una forte minoranza protestante avrebbe condizionato la politica del Paese in senso filobritannico, sgravando al contempo il Regno Unito dai costi del controllo militare del territorio. Nel 1940, una volta premier, Churchill offrì al primo ministro irlandese Éamon de Valera la riunificazione dell'isola in cambio dell'ingresso in guerra dell'Irlanda a fianco del Regno Unito. Ancora nel 1946 Churchill disse all'ambasciatore irlandese a Londra: «Ho detto alcune parole in parlamento l'altro giorno sul vostro Paese perché spero ancora in un'Irlanda unita. Dovete prendervi anche quelli del Nord, ma senza la forza. Non c'è e non c'è mai stata alcuna animosità nel mio cuore verso il vostro Paese».

#### Ritorno al partito conservatore
Nell'ottobre 1922 Churchill venne operato per un'appendicite e rimase al di fuori dei rivolgimenti politici del periodo. I conservatori, nel corso di una riunione nella loro sede, il Carlton Club, guidati da Stanley Baldwin decisero di abbandonare la coalizione con Lloyd George, nonostante la contrarietà di Arthur Balfour, costringendolo a dimettersi e a indire le elezioni per il 15 novembre. Essendo ancora convalescente Churchill non poté prendere parte alla campagna elettorale, sebbene la moglie Clementine si recasse a Dundee al suo posto, ma in generale in sua assenza la campagna fu mal condotta. Il risultato fu che il voto si disperse e Churchill arrivò quarto nella competizione (solo i primi due venivano eletti).
Nell'agosto 1923, essendo estraneo al Parlamento, agì come consulente delle compagnie petrolifere Burmah Oil e Royal Dutch Shell, patrocinandone con successo la fusione presso il governo di Stanley Baldwin. Nel novembre dello stesso anno il premier conservatore indisse nuove elezioni; Churchill si gettò nuovamente nella mischia come candidato liberale, denunciando vigorosamente il programma protezionista presentato da Baldwin. Candidatosi per il seggio di Leicester subì una sconfitta di misura, mentre quelle elezioni videro un arretramento dei conservatori che persero un centinaio di seggi. A questo punto Asquith, che aveva riconquistato l'appoggio della maggior parte dei liberali, portò il suo partito all'alleanza con i laburisti, mossa che Churchill criticò aspramente. La svolta verso i laburisti allontanò sempre più Churchill dai liberali, portandolo a riavvicinarsi ai Tories. Accettò quindi la candidatura a un seggio conservatore sicuro a Epping nell'Essex. Alle elezioni anticipate del 29 ottobre 1924, alle quali Churchill si era presentato come "costituzionalista indipendente", i conservatori ottennero una maggioranza schiacciante con 419 seggi contro i 151 dei laburisti e appena 40 liberali. Stanley Baldwin, nuovamente primo ministro, nominò Churchill cancelliere dello Scacchiere nel nuovo governo.

#### Cancelliere dello Scacchiere (1924-1929)

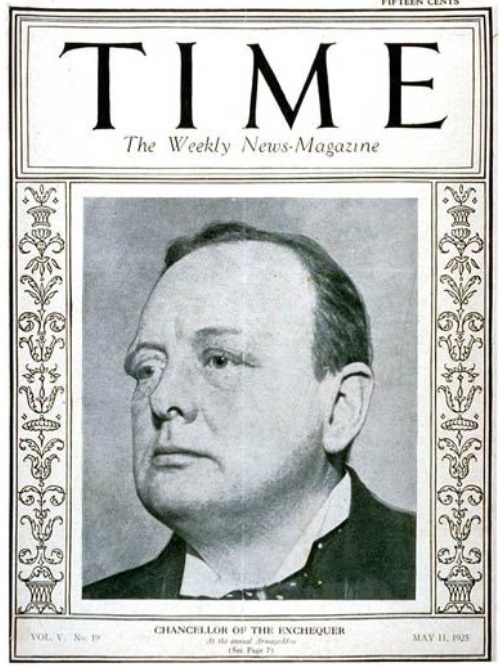
Churchill "Uomo dell'anno" sulla copertina di Time nel 1925

Nel suo incarico, Churchill rinnovò i suoi interessi riformisti in campo sociale, affiancato questa volta dal ministro della Sanità Neville Chamberlain (fratellastro di Austen e figlio di quel Joseph Chamberlain in opposizione al quale Churchill aveva abbandonato il partito conservatore agli inizi della carriera). Insieme predisposero un piano di ampliamento della previdenza sociale e Churchill dispose anche un piano di abbassamento delle imposte sul reddito per "professionisti e piccoli commercianti". Nel gennaio del 1925 Churchill fu impegnato in un'intensa serie di negoziati a Parigi con gli Stati Uniti e altri Paesi alleati della prima guerra mondiale per il pagamento dei debiti di guerra. Riuscì a ottenere un consenso unanime sulla sua proposta di rateizzare i pagamenti del Regno Unito in proporzione alla restituzione dei crediti da essa vantati verso altri alleati come Francia, Belgio, Italia e Giappone.
Sempre in ambito internazionale, Churchill convinse il governo britannico a includere la Germania nei colloqui che alla fine avrebbero dato origine al trattato di Locarno del dicembre 1925, che sembrò dare impulso a un parziale superamento delle clausole punitive di Versailles. Si oppose inoltre a un massiccio riarmo navale, sia per diminuire la tassazione sui redditi, uno dei suoi obiettivi programmatici, sia per non innescare una nuova corsa agli armamenti.
Churchill, in qualità di cancelliere dello Scacchiere, annunciò nel 1924 il ritorno del Regno Unito al gold standard, la decisione più controversa del suo mandato. La misura, introdotta nel bilancio presentato alla Camera il 28 aprile del 1925, arrivò dopo lunghe consultazioni con vari economisti tra cui John Maynard Keynes, il governatore della Banca d'Inghilterra Montagu Norman e il segretario permanente al Tesoro Sir Otto Niemeyer. Poco dopo Keynes scrisse il pamphlet The Economic Consequences di Mr. Churchill, sostenendo che il ritorno alla parità prebellica nel 1925 avrebbe portato a una depressione mondiale. Tuttavia, la reintroduzione della parità aurea era già stata prevista nell'immediato dopoguerra e godeva dell'appoggio anche del partito laburista, sebbene fosse stata criticata da Lord Beaverbrook e dalla Federazione delle industrie britanniche.
In seguito, in discussioni con l'ex cancelliere Reginald McKenna, Churchill riconobbe che il ritorno al gold standard e la conseguente politica erano stati economicamente negativi. Sostenne che la decisione era stata fondamentalmente politica, un ritorno alle condizioni prebelliche di supremazia internazionale della sterlina. La politica economica di Churchill fu largamente di tipo gladstoniano (il ministro laburista Ernest Bevin disse che Gladstone era stato al Tesoro dal 1860 al 1930) e legata ai postulati dell'economia classica: riduzione del ruolo dello Stato accompagnato da razionalizzazione e riduzione del carico fiscale, oltre a rifiuto del protezionismo, coerentemente con le posizioni di inizio secolo. In questo Churchill rimase chiaramente legato alla sua militanza liberale, più che alle idee protezioniste diffuse tra i conservatori. Si trattava inoltre di una politica funzionale alla dimensione di impero globale del Regno Unito, della quale Churchill fu anche in questo caso strenuo difensore, ma ormai inadatta a un'epoca nella quale quella dimensione imperiale andava riducendosi. La storiografia economica ha sottolineato che il ritorno alla parità aurea aveva una sua intima razionalità finanziaria, poiché tutelava la supremazia britannica nel settore degli investimenti esteri, dei prestiti internazionali e dei movimenti di capitale:
Aggiunge lo storico Fabio Casini:
Il ritorno alla parità aurea favoriva anche la stabilità dei prezzi e annullava di fatto l'inflazione (che negli stessi anni falcidiava la Germania). Ciò produsse un aumento delle importazioni, proposito anch'esso di schietta matrice strategica: per preservare la propria posizione al centro del sistema commerciale globale e conservare il predominio imperiale la Gran Bretagna doveva favorire le importazioni dalle province (Canada, Australia, Sudafrica e India), per mantenerle legate al proprio sistema, al prezzo tuttavia di mettere in difficoltà le produzioni interne meno competitive. Nel 1930 la sterlina tornò infatti al valore dell'età vittoriana, diventando la moneta più forte del mondo.

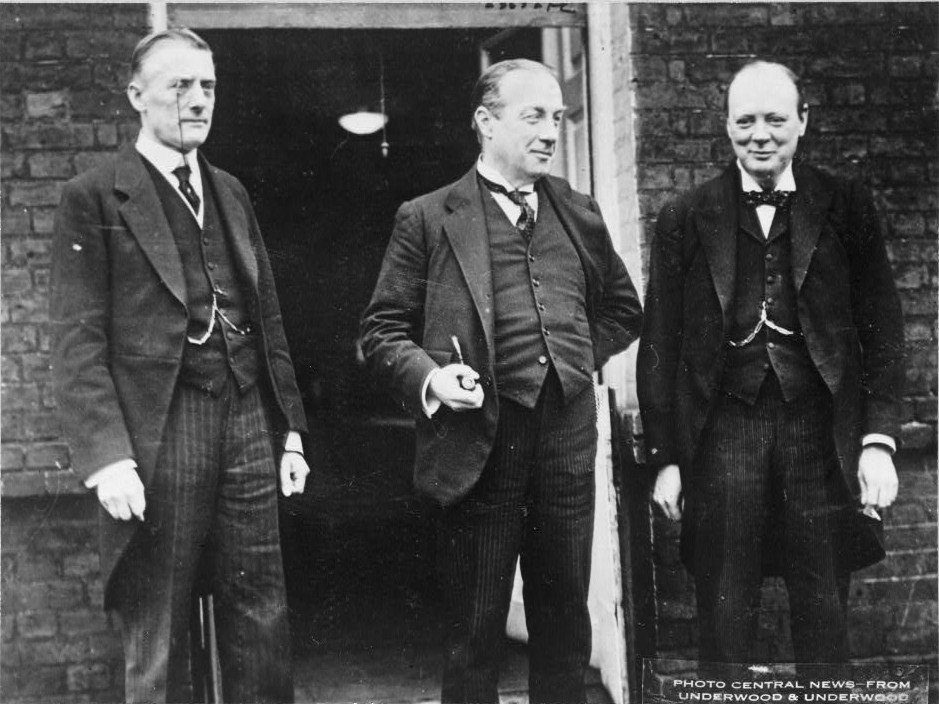
Churchill con Stanley Baldwin e Austen Chamberlain nel 1925

Sul piano fiscale Churchill, da liberale gladstoniano, non accolse mai il keynesismo e fu sempre contrario all'aumento della spesa pubblica tramite l'indebitamento; dall'altro proseguì, d'intesa con Neville Chamberlain e con lo stesso Baldwin, una politica riformistica di integrazione delle classi lavoratrici tramite la redistribuzione della ricchezza, rafforzando così il consenso dei Tories tra l'elettorato liberale non socialista (il motivo per cui Baldwin lo aveva voluto nel governo). In questo contesto si collocano le riforme varate da Churchill e Chamberlain come il "Widows and Old Age Pensions Act" del 1926 e il "National Health Insurance Act" del 1925 che ampliavano il numero di aventi diritto alla pensione e all'assicurazione sanitaria. Inoltre, Churchill stanziò risorse per finanziare un piano di quindici anni per la costruzione di case popolari.
Tuttavia, la conseguenza più pesante del ritorno al tasso di cambio prebellico fu la depressione dell'export britannico, a causa dell'aumentato costo del denaro. La più colpita fu l'industria del carbone, che era già in sofferenza a causa del crescente successo del petrolio. Accanto a essa l'industria tessile e il comparto primario, come i cotonieri, che erano tradizionalmente più competitivi nei mercati di esportazione. Secondo A.J.P. Taylor invece, il decremento dell'export fu dovuto alla minore competitività dei prodotti sui mercati internazionali, e non fu particolarmente influenzata dal ritorno alla parità aurea.
Per il suo passato liberale, Churchill rimase il riferimento dei sindacati nel governo, e si dimostrò disposto a mediare: con il suo sostegno, Baldwin propose una sovvenzione all'industria mentre una commissione sotto la guida di Herbert Samuel preparò un ulteriore rapporto. Tuttavia, la disputa con i minatori si trascinò e portò allo sciopero generale del 1926. Churchill pubblicò il giornale ufficiale del governo, la British Gazette, caratterizzato da una forte linea antisocialista. Raccomandò tra l'altro che la via dei convogli alimentari dai moli portuali a Londra fosse sorvegliata da carri armati, auto blindate e mitragliatrici nascoste, anche se questa soluzione fu respinta dal consiglio dei ministri. Il New Statesman affermò che Churchill era stato il capo di un "partito della guerra" nel gabinetto e aveva voluto usare la forza militare contro gli scioperanti. Si trattava di un'esagerazione e Churchill volle sporgere querela, ma il procuratore generale Sir Douglas Hogg gli consigliò di non farlo, per evitare che le discussioni confidenziali del gabinetto venissero trasmesse in tribunale. Le Trade Unions furono alla fine sconfitte e si aprì una lunga stagione di sostanziale egemonia conservatrice.
Nei Budget del 1926 e 1927 Churchill riuscì, tramite un aumento delle imposte sui beni di lusso, sul gioco d'azzardo e sui carburanti unito a un taglio alle spese militari a ridurre il debito ereditato dalla guerra, oltre a ridurre le imposte sul reddito. Anche in questo caso, la politica di riduzione dell'indebitamento e il privilegio dato alla tassazione indiretta su quella diretta era eredità di Gladstone. Il 1928 fu definito l'"anno d'oro": la disoccupazione si ridusse a poco più di un milione di unità, la punta più bassa tra le due guerre e la produzione industriale aumentò del 14%.
Il 15 aprile 1929 Churchill presentò in Parlamento il suo quinto Budget, nel quale annunciò l'abolizione della tassa sul tè, introdotta al tempo della regina Elisabetta I. A maggio si tennero le elezioni generali e, sebbene i conservatori avessero ottenuto più voti, i laburisti vinsero la maggioranza dei seggi e Ramsay MacDonald formò il nuovo governo.

#### Isolamento politico (1930-1939)

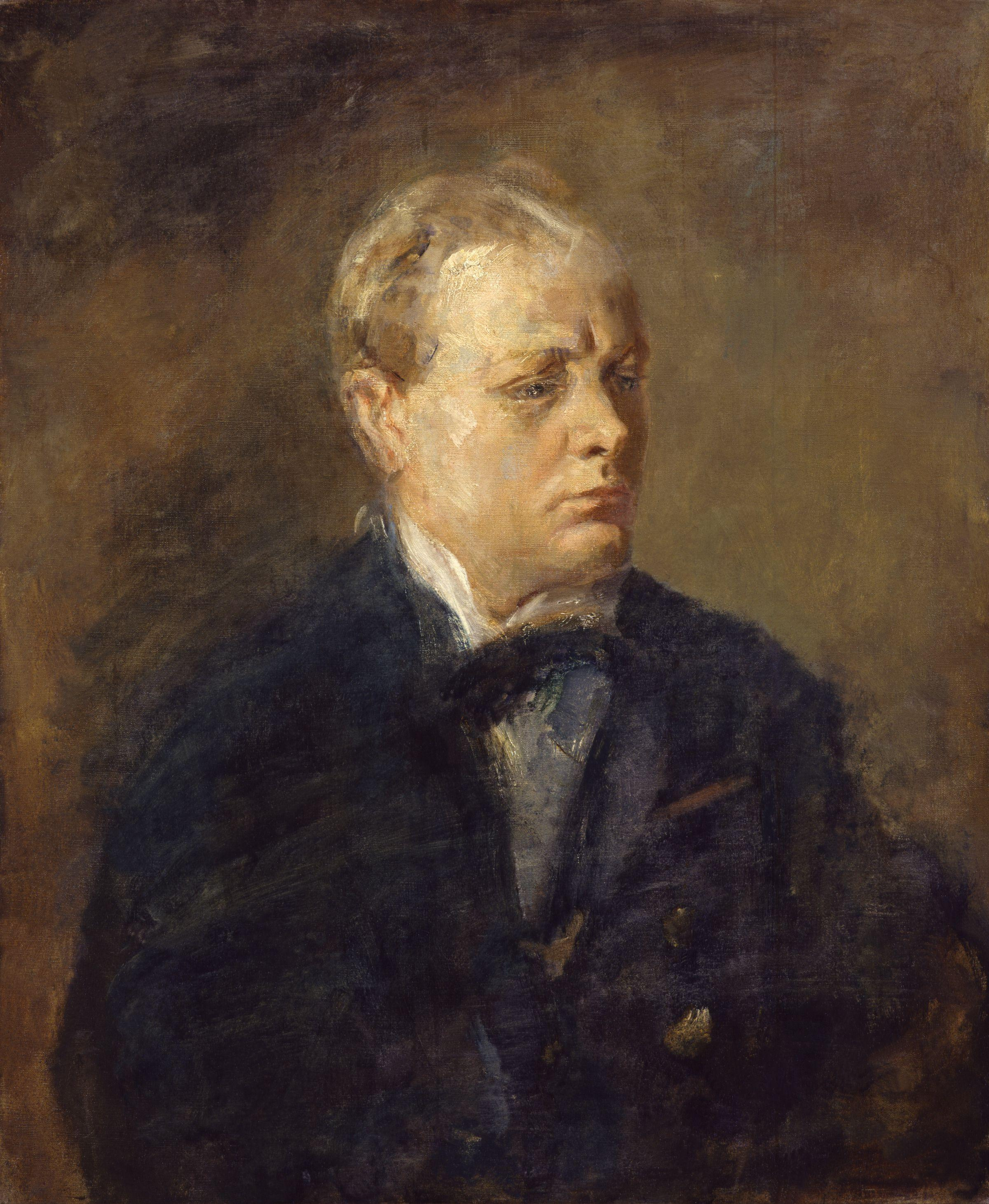
Churchill ritratto da Ambrose McEvoy

Dopo la sconfitta dei conservatori alle elezioni generali del 1929 Churchill si estraniò sempre più dal suo partito, passando di fatto a un'opposizione permanente. Nei primi anni trenta Churchill si dedicò principalmente all'attività editoriale, completando le sue monumentali memorie sulla prima guerra mondiale intitolate "World Crisis" e scrivendo una biografia del suo famoso avo, John Churchill, I duca di Marlborough, intitolate "Marlborough: His Life and Times", il cui principale obiettivo era difendere quest'ultimo dalle critiche della storiografia Whig, soprattutto di Macaulay. Per questo lavoro Churchill ebbe la possibilità di accedere a una gran quantità di materiale documentale inedito negli archivi di famiglia a Blenheim e Althorp House, oltre che nel resto d'Europa; per questo la biografia di Marlborough è una delle opere più interessanti di Churchill anche per gli storici moderni.
Nel 1930, durante una lezione tenuta a Oxford, descrisse la sua visione circa il declino della democrazia a causa del populismo e l'ascesa di regimi autoritari:
(Winston Churchill 1930)
Nello stesso anno nella prefazione al suo libro di memorie "My Early Life" espose idee analoghe:
(Winston Churchill, prefazione a My early life 1930)
Per questo ritenne auspicabile una revisione del principio del suffragio universale e il ritorno a un sistema elettorale ottocentesco, censitario e con il voto limitato ai capifamiglia. Tuttavia, non portò mai avanti seriamente queste idee, limitandosi a un personale nostalgico ricordo dei "Fiori appassiti del liberalismo vittoriano". In realtà Churchill era disgustato da tutti i regimi totalitari come il nazismo e il comunismo (che riteneva di distinguere dagli autoritarismi bonapartisti come il fascismo italiano, più accettabili); da qui la sua sfiducia, in questa fase, verso la democrazia di massa, che ai suoi occhi degenerava inevitabilmente nella tirannide. Già ai primi decenni del secolo, quando era giovane ministro liberale, Churchill aveva intuito lucidamente la crisi del liberalismo classico, scrivendo nella biografia del padre:
(Winston Churchill 1909)
Nel 1931 l'ex ministro del lavoro laburista Oswald Mosley, dimessosi per il rifiuto del partito di adottare il suo programma keynesiano di contrasto alla disoccupazione (contenuto nel Memorandum Mosley), creò una nuova formazione, il New Party, con lo scopo di organizzare un'opposizione al governo di coalizione tra laburisti di MacDonald, conservatori e liberali nazionali formatosi quell'anno per fronteggiare la crisi economica. Il figlio di Churchill, Randolph, era grande amico di Mosley e quest'ultimo tentò di coinvolgere il padre nel progetto insieme a Lloyd George: avrebbe dovuto guidare una scissione dei conservatori e portare alla creazione di una terza forza politica centrista in grado di sfidare il consolidato bipartitismo britannico, con a capo Mosley e i due anziani statisti. Tuttavia, dopo vari incontri, Churchill rimase scettico e l'idea venne abbandonata.

##### La questione indiana

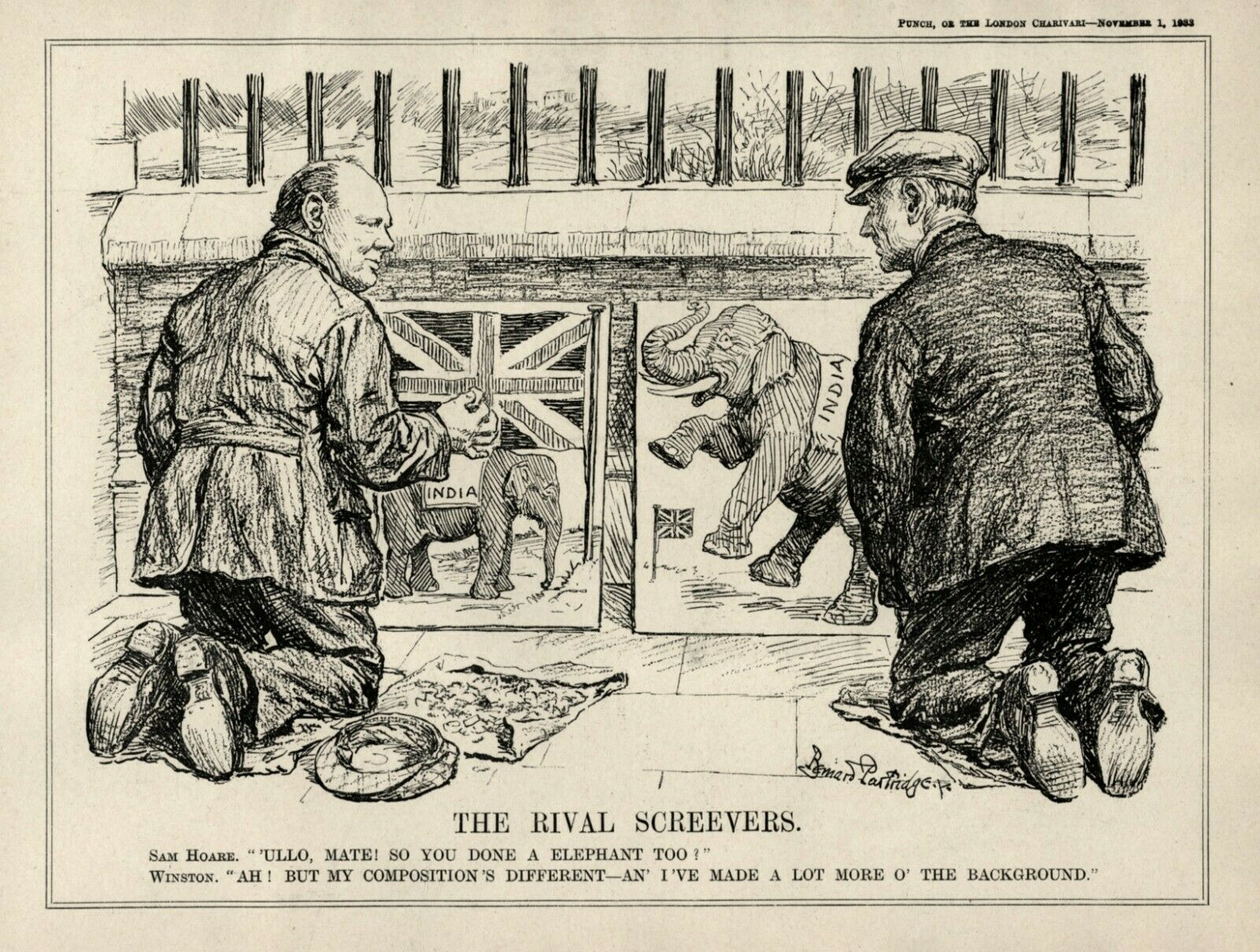
Vignetta satirica di Punch che raffigura Churchill e Samuel Hoare impegnati nel dibattito sull'India

Gli inizi degli anni 1930 furono caratterizzati nel Regno Unito dal dibattito sulla concessione all'India britannica dello status di dominion, cioè di una larga autonomia politica. Churchill fu il capofila dell'opposizione al progetto, contro praticamente tutto lo schieramento politico (non solo laburisti e liberali, ma anche gran parte dei conservatori). Churchill motivò la sua opposizione asserendo che gli indiani erano ancora troppo divisi in odi religiosi (tra indù e musulmani) e costumi arcaici come la divisione castale per poter diventare una vera nazione. Cedere alle richieste indiane avrebbe inoltre minato la posizione internazionale del Regno Unito e l'integrità dell'Impero, la cui preservazione era ancora al centro della sua visione politica.
Come previsto da Churchill, il Partito del Congresso, guidato da Nehru e dal Mahatma Gandhi, rifiutò l'offerta, chiedendo la completa indipendenza. Venne quindi lanciata la campagna di disubbidienza civile, che portò all'arresto di Gandhi e Nehru per ordine del viceré Lord Irwin. Il 17 febbraio 1931 Gandhi incontrò Irwin a Delhi e Churchill lo definì "un avvocato sedizioso del Middle Temple che ora si atteggia a fachiro di un genere ben noto in Oriente". Churchill disse anche che se Gandhi fosse andato in sciopero della fame, si sarebbe dovuto lasciarlo morire.
Churchill si lanciò nella campagna con la consueta irruenza, adottando tattiche ostruzionistiche, intervenendo costantemente sulla stampa e attaccando il governo. Alcuni osservatori credettero che stesse trascinando con sé molti conservatori, perché godeva ancora di molto prestigio tra i backbenchers e riusciva sempre a dettare i tempi e i termini del dibattito: la sua abilità parlamentare rimaneva ineguagliata. Tuttavia la sua stessa tattica dilatoria alla fine ne logorò il consenso, poiché non aveva dietro di sé una forza politica compatta, ma solo consensi occasionali ed eterogenei. Nonostante gli applausi che accompagnavano regolarmente i suoi interventi, alla fine l'India bill venne approvato con solide maggioranze.
Secondo John Charmley "Hoare disse a Willingdon che Churchill pensava che il Regno Unito stesse diventando fascista e che lui, o qualcuno come lui, alla fine sarà in grado di governare l'India come Mussolini governa il Nordafrica. Ci sono segni che suggeriscono che le paure di Hoare circa l'orientamento politico di Churchill non fossero interamente fantasia". Anche William Manchester riporta che "Cripps, scrisse Dalton, credeva che Churchill "probabilmente sconfiggerà il governo sull'India la primavera prossima e formerà un governo suo, con maggioranza in questo Parlamento per poi introdurre misure fasciste e non ci saranno più elezioni generali"". Si trattava evidentemente di voci infondate, ma significative dell'isolamento e della diffidenza che circondavano Churchill in questa fase.
Nonostante la campagna anti-nazionalista, Churchill continuò a godere di importanti estimatori anche in India, come il famoso scrittore Nirad Chaudhuri, peraltro vicino al movimento indipendentista. Lo stesso rapporto di Churchill con la leadership indiana e con Gandhi in particolare fu più complesso della semplice dura opposizione alle rivendicazioni nazionaliste. Quando era sottosegretario alle Colonie nel governo liberale di Campbell-Bannerman Churchill si oppose alle politiche discriminatorie degli immigrati indiani in Sudafrica messe in atto dal governatore Jan Smuts. A proposito di Churchill il leader indiano affermò:
Nel 1935, dopo l'approvazione della legge sull'autogoverno dell'India (Government of India Act), Churchill pranzò con il braccio destro di Gandhi, Ghanshyam Birla, al quale disse:
Churchill era sempre stato un duro critico del sistema indù delle caste, uno dei motivi per cui riteneva che gli indiani non potessero costituirsi in una vera nazione moderna: «Come si può dare l'indipendenza a gente che tratta così male i suoi stessi simili?», scrisse in un articolo di giornale, coerentemente con il suo razionalismo vittoriano di gioventù.

##### Appeasement e politica internazionale (1931-1936)
(Churchill alla Camera dei Comuni nel 1936)

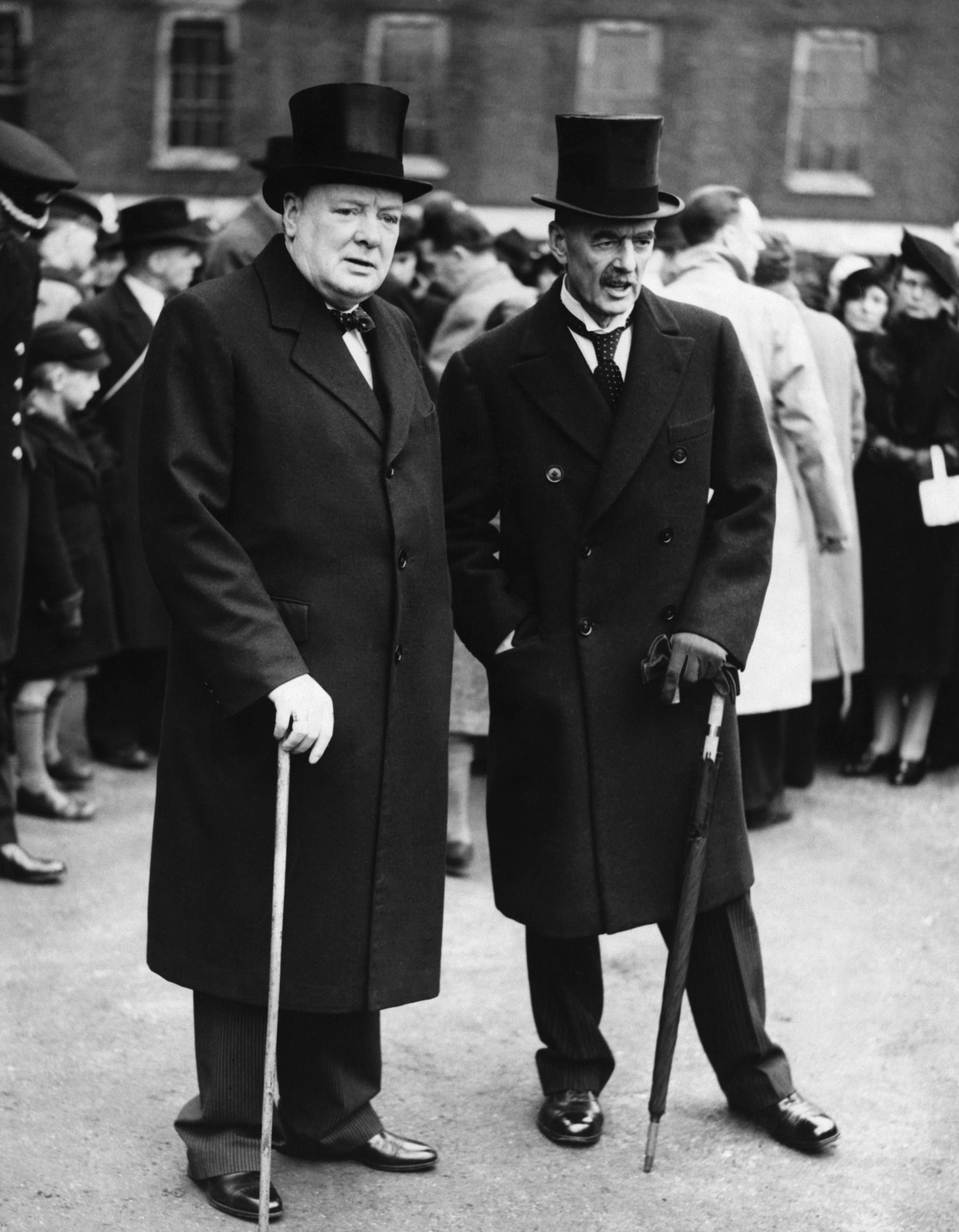
Churchill con Neville Chamberlain nel 1935

Churchill fu forse l'unico tra gli esponenti politici britannici e mondiali a manifestare sin dai primi anni trenta preoccupazione verso il regime instauratosi in Germania. Tuttavia, il governo di unità nazionale tra laburisti e conservatori formatosi nel 1931 e dal quale Churchill era stato escluso continuò a portare avanti una politica di disarmo, incoraggiata anche dal cancelliere dello Scacchiere Neville Chamberlain per ragioni di vincoli economici. Per tutto il 1934 Churchill intensificò la sua campagna per il riarmo, soprattutto aereo. Già prima della Grande Guerra Churchill aveva infatti intuito l'importanza fondamentale che l'arma aerea avrebbe assunto nella guerra moderna. Il ministro dell'Aviazione nel governo di Ramsay MacDonald era il cugino di Churchill, Charles Vane-Tempest-Stewart, VII marchese di Londonderry, il quale, sebbene scettico, di fatto promosse una politica di disarmo della Royal Air Force in linea con il governo e le pressioni laburiste.
Nel giugno 1935 Ramsay MacDonald, ormai malato, si dimise e Stanley Baldwin tornò primo ministro, ma Churchill rimase nuovamente fuori dal governo. In agosto Mussolini minacciò l'invasione dell'Etiopia. In questo momento cominciò a incrinarsi la stima di Churchill verso il dittatore italiano, che sempre più evidentemente si andava avvicinando alla Germania nazista. Tuttavia, anche in questa occasione Churchill mostrò un atteggiamento più conciliante verso l'Italia, allo scopo di mantenerla nel fronte occidentale ed evitare un avvicinamento alla Germania. Riteneva che un embargo petrolifero avrebbe distrutto il fragile Fronte di Stresa e costretto Mussolini a schierarsi con Hitler (come poi in effetti avvenne): una posizione improntata alla Realpolitik.
Nel medesimo solco, allo scopo di non isolare il Regno Unito, Churchill appoggiò la politica del non intervento nella guerra civile spagnola e sostenne anche il patto Hoare-Laval, che mirava a conciliare le ambizioni italiane sull'Etiopia tramite la mediazione franco-britannica, in contrasto con l'intransigenza mostrata dal giovane ministro degli Esteri Anthony Eden, successore di Hoare.
Con riferimento alla situazione dell'Estremo Oriente, nel 1931, Churchill aveva criticato la posizione della Lega delle Nazioni che si opponeva ai giapponesi in Manciuria: "Spero che in Inghilterra cercheremo di capire la posizione del Giappone, uno stato antico [...] Da un lato hanno la minaccia oscura della Russia sovietica. Dall'altro il caos della Cina". Anche questa posizione riecheggiava scelte tattiche già assunte dalla politica estera edoardiana: il Regno Unito, avendo il suo centro di interessi strategici nell'area euro-mediterranea, non avrebbe dovuto esporsi in Asia, cercando di mantenere il più possibile buoni rapporti con il Giappone per evitare minacce ai possedimenti indiani.
A partire dal 1935, sulla base della comune opposizione al nazismo, Churchill recuperò anche un positivo rapporto con le sinistre e il mondo sindacale, che si era interrotto dopo il grande sciopero del 1926. In quell'anno si unì all'Anti-Nazi Council, un comitato formatosi nel 1933 e nel quale Hugh Dalton, del partito laburista e Walter Citrine, presidente del Trades Union Congress, erano i maggiori esponenti.

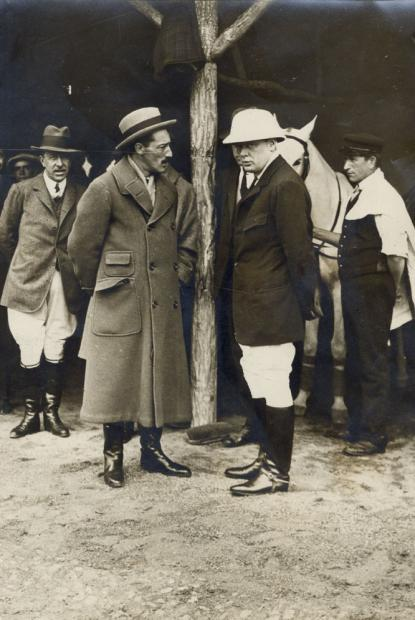
Churchill con l'ambasciatore spagnolo duca d'Alba, suo lontano cugino, discendente di Arabella Churchill

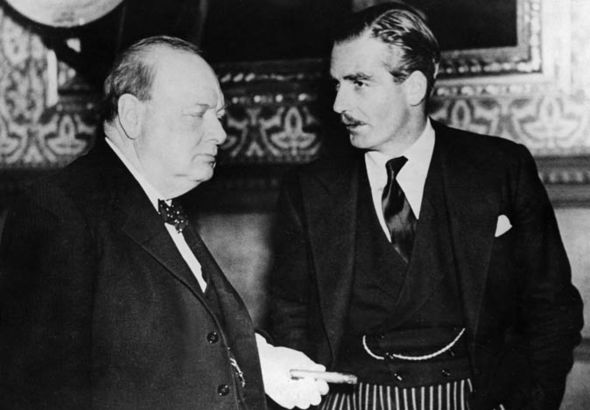
Churchill con Anthony Eden nel 1935

Churchill si trovava in vacanza in Spagna quando i tedeschi rioccuparono la Renania nel febbraio del 1936. L'opposizione laburista era irremovibile nell'opporsi alle sanzioni e il governo nazionale era diviso tra i sostenitori delle sanzioni economiche e coloro che sostenevano che anche queste avrebbero portato a un umiliante arretramento da parte del Regno Unito, dato che la Francia non avrebbe sostenuto alcun intervento. Il discorso di Churchill del 9 marzo fu misurato e lodato da Neville Chamberlain come costruttivo. Ma poche settimane dopo a Churchill fu preferito per l'incarico di ministro per il Coordinamento della Difesa il procuratore generale Sir Thomas Inskip. A.J.P. Taylor in seguito definì questa scelta "una nomina giustamente descritta come la più straordinaria da quando Caligola nominò console il suo cavallo". Alcuni studiosi hanno sottolineato che, pur nella sua avversione al nazionalsocialismo e nella diffidenza verso la Germania, Churchill non ignorava le difficoltà oggettive della posizione britannica e non si mostrò, almeno fino al 1938, pregiudizialmente ostile a un riconoscimento delle richieste tedesche o delle altre potenze "revisioniste", purché queste non mettessero a repentaglio l'ordine internazionale.
Il 12 novembre Churchill tornò ad attaccare il governo Baldwin sul tema del riarmo. Dopo aver dato alcuni esempi specifici del riarmo bellico tedesco, affermò: «il governo semplicemente non riesce a prendere una decisione o non può convincere il primo ministro a prendere una decisione, quindi prosegue in uno strano paradosso. Decisi solo di essere indecisi, risoluti a essere irresoluti, irremovibili verso la deriva, solidi nella fluidità, potenti nell'impotenza. E così continuiamo a perdere altri mesi preziosi, forse vitali affinché le locuste divorino la grandezza della Gran Bretagna». Robert Rhodes James definì "il discorso delle locuste" uno dei più brillanti di Churchill in quel periodo, mentre la risposta di Baldwin suonò debole in confronto. Lo scambio diede nuovo incoraggiamento al Movimento delle Armi e dell'Alleanza, creato da Churchill per fare pressione sul governo in senso favorevole al riarmo.

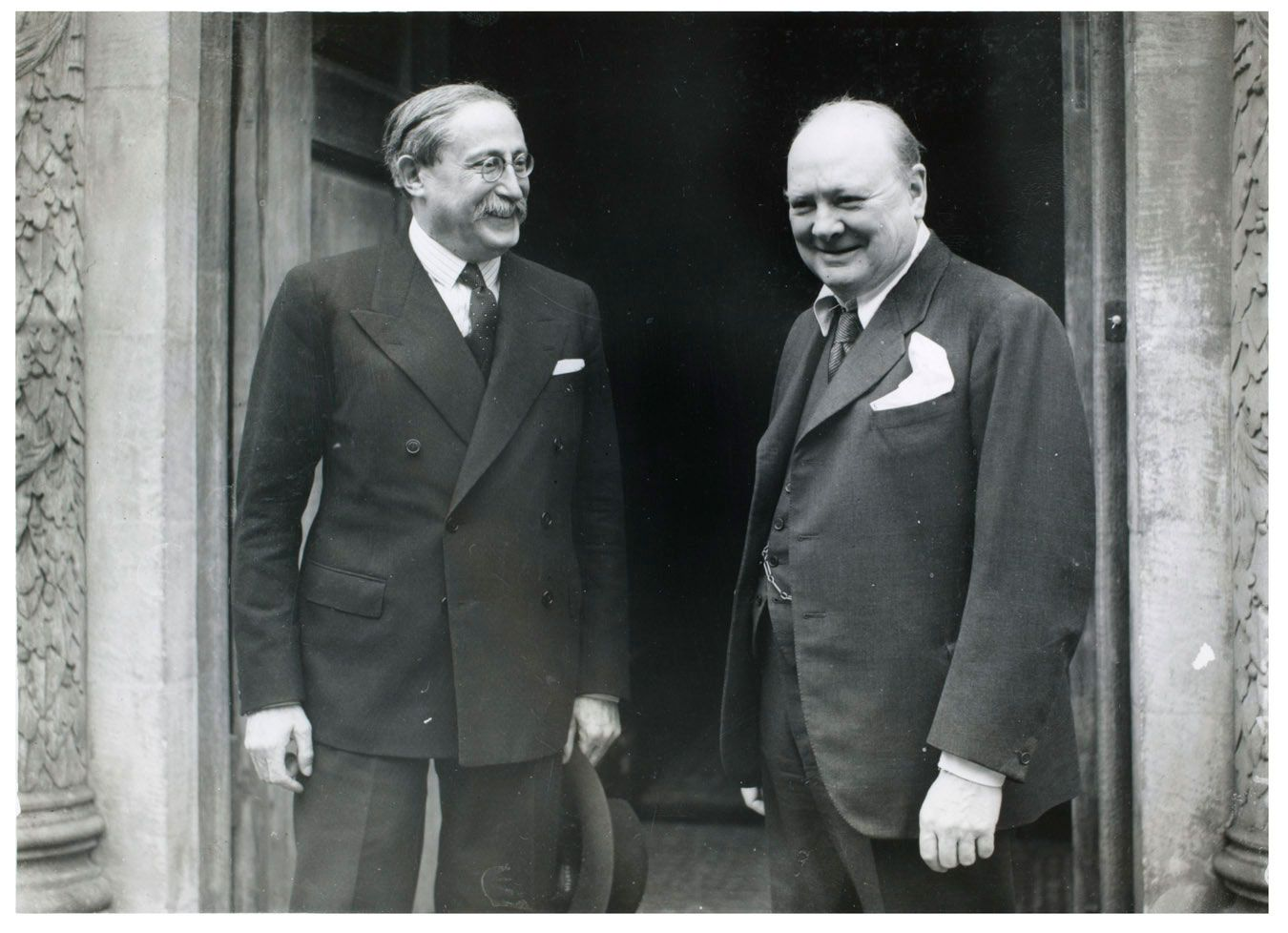
Churchill con il primo ministro francese Léon Blum nel maggio 1939

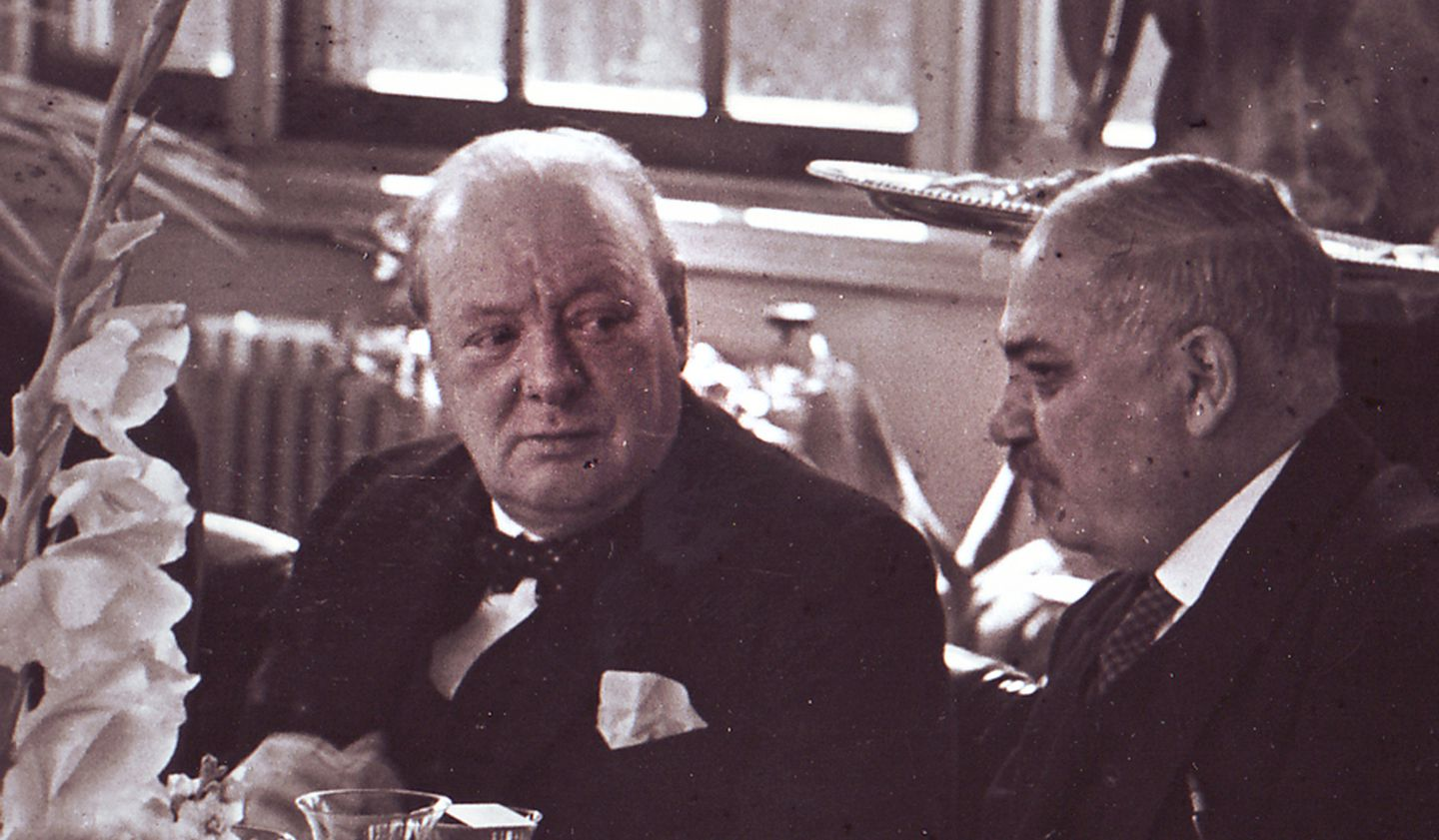
Churchill conversa con l'ambasciatore sovietico Ivan Majskij negli anni trenta

Allo scopo di prevenire un nuovo conflitto europeo, Churchill propose a questo punto la creazione di una "Grande Alleanza", comprendente tutti i Paesi europei minacciati dall'espansionismo tedesco: la Francia, i Paesi dell'Europa centro-orientale e, potenzialmente, anche l'Italia. Una simile concentrazione di forze, proclamò alla Camera dei Comuni nel 1938, avrebbe dissuaso la Germania dall'uso della forza. Nello stesso periodo manifestò anche le prime aperture a un coinvolgimento sovietico. Nel 1937, in un colloquio con l'ambasciatore sovietico Ivan Majskij, affermò:
Lo storico Giuseppe Vacca osserva:
Tra il settembre 1936 e il marzo 1937 Churchill compì due viaggi in Francia, allo scopo di avviare una propria diplomazia parallela a consultarsi con le forze politiche francesi antinaziste. Incontrò Pierre-Étienne Flandin, i generali Maurice Gamelin e Joseph Georges, Paul Reynaud ed Édouard Daladier; incontrò anche il premier socialista Léon Blum, per il quale provò una grande stima, ed era sua intenzione anche incontrare esponenti comunisti, ma l'ambasciatore Eric Phipps glielo impedì. Nel corso degli incontri incoraggiò l'amicizia tra i due Paesi, culle della democrazia, una delle costanti della sua politica estera, "in contrasto con le dottrine del compagno Trotskij e del dottor Goebbels". Churchill trovò una buona accoglienza da parte di Reynaud e Blum, ma non di Flandin, che sarà poi un sostenitore di Vichy: ciò lo rese conscio, nonostante la sua incrollabile francofilia, che la Francia non sarebbe stato un alleato affidabile in caso di guerra.

##### Crisi dell'abdicazione

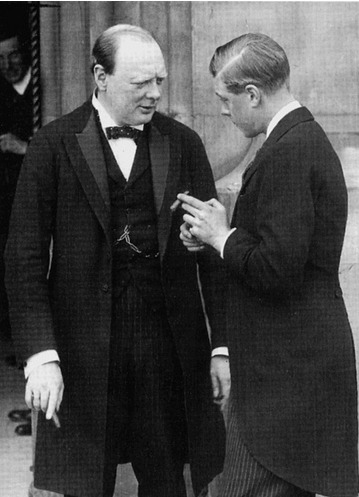
Churchill con Edoardo VIII, all'epoca Principe del Galles, negli anni venti

Nel gennaio del 1936 salì al trono il re Edoardo VIII, con il quale Churchill intratteneva un rapporto di amicizia da 25 anni. Quando emerse la volontà da parte del nuovo sovrano di sposare l'americana divorziata Wallis Simpson, Baldwin incaricò Churchill di tentare di convincerlo a rinunciare alla Simpson e a non abdicare. Il 7 dicembre tenne alla Camera un discorso in favore di Edoardo, ma venne sommerso da fischi e improperi e fu costretto a interrompere il discorso. I deputati, e anche la stampa, ritenevano che Churchill intendesse approfittare della crisi istituzionale per rovesciare Baldwin.
La reputazione di Churchill in Parlamento e Inghilterra in genere fu gravemente danneggiata. Alcuni come Alistair Cook hanno voluto vedere nelle sue mosse un tentativo di costruire un partito del re. Altri come Harold Macmillan furono stupiti dal danno che Churchill aveva procurato al movimento antinazista "Armi e Alleanze" con la sua difesa di Edoardo VIII. In seguito, lo stesso Churchill scrisse: «Ero sceso così in basso nell'opinione pubblica che la visione quasi universale era che la mia vita politica fosse finita». Gli storici sono divisi sulle ragioni per le quali Churchill sostenne Edoardo VIII. Alcuni come A. J. P. Taylor lo considerarono un tentativo di "rovesciare il governo di uomini deboli". Altri, come R.R. James, considerarono i motivi di Churchill onorevoli e disinteressati, dati i rapporti di amicizia che legavano Churchill e la sua famiglia con i reali. Secondo Giorgio Galli invece, la posizione di Churchill è spiegabile con il fatto che intendesse tenere sotto controllo Edoardo, le cui simpatie filonaziste erano note, per evitare che questi si compromettesse.

#### Ritorno dall'esilio

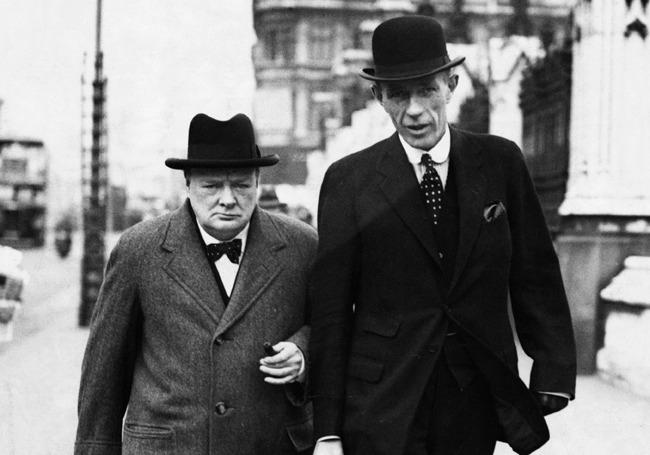
Churchill con Lord Halifax nel 1938

Davanti all'evidente ascesa delle ambizioni espansioniste della Germania nazista, Churchill continuò, inascoltato dal governo britannico, a perorare la causa di un'azione internazionale per contenere la Germania, di concerto con la Francia. Tuttavia il nuovo governo, guidato da Neville Chamberlain, si fece promotore di una politica di avvicinamento al Terzo Reich e all'Italia; questo causò dissidi che condussero alle dimissioni del ministro degli Esteri Anthony Eden, il quale venne cooptato da Churchill e Lloyd George allo scopo di creare una fronda interna al partito conservatore ostile a Chamberlain.
Nel marzo, cominciarono a profilarsi le ambizioni naziste sui Sudeti, la regione montuosa della Cecoslovacchia abitata in maggioranza da tedeschi e ricca di materie prime. Ad aprile pranzò con il leader dei tedeschi dei Sudeti Konrad Henlein, un incontro fortemente voluto dallo stesso Hitler; Churchill chiese a Henlein se "si rendeva conto che un incidente nei Sudeti poteva facilmente dare l'Europa alle fiamme". Tuttavia, quando Henlein tornò in Germania disse a Hitler che "non c'è da temere alcun serio intervento a favore dei cechi da parte dell'Inghilterra". A settembre incontrò anche l'ambasciatore sovietico Ivan Maiskij, il quale informò Churchill che l'Unione Sovietica intendeva appellarsi all'art. 2 del patto della Lega delle Nazioni per concertare un'azione con gli occidentali in difesa della Cecoslovacchia. Tuttavia Halifax, informato da Churchill, rifiutò la possibilità di qualsiasi collaborazione con i sovietici. In quel frangente, scrivendo a un amico, Churchill formulò la frase rimasta poi celebre: "Sembriamo vicinissimi alla dura scelta tra guerra e vergogna. La mia sensazione è che sceglieremo la vergogna, per ritrovarci poco dopo di fronte alla guerra in condizioni ancora peggiori delle attuali".
Nelle concitate settimane che precedettero Monaco, Churchill tentò anche di appoggiare i tentativi di una parte degli ufficiali tedeschi per rovesciare Hitler. Si incontrò a questo scopo con Ewald von Kleist-Schmenzin, aristocratico prussiano antinazista, cercando di indurre il governo Chamberlain all'azione per sostenere i preparativi di colpo di Stato, ma senza esito.

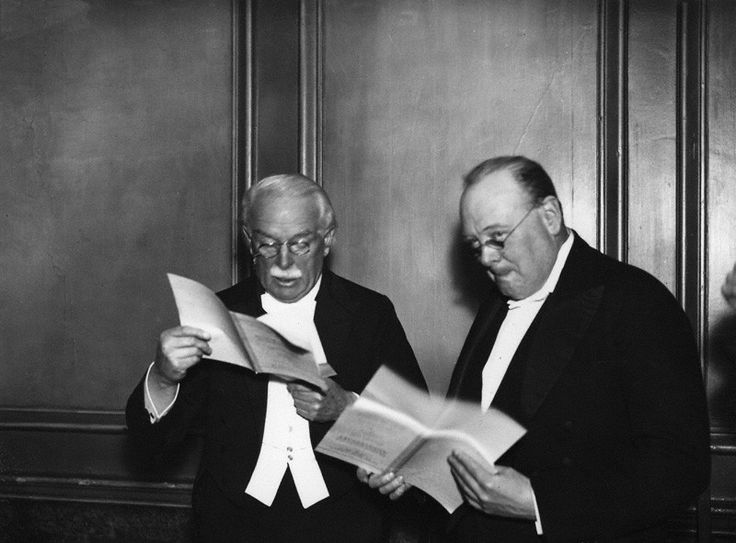
Churchill e Lloyd George nel 1934: entrambi avrebbero voluto coinvolgere l'URSS in un sistema internazionale di deterrenza antinazista

Alla fine di settembre 1938 ebbe luogo la conferenza di Monaco. Gli accordi, siglati a porte chiuse senza alcun intervento dei rappresentanti cechi, prevedevano lo smembramento del Paese e l'annessione dei Sudeti alla Germania. Il trattato fu accolto con giubilo in tutta Europa. Mentre lasciava l'Hotel Savoy dove aveva cenato, Churchill si fermò davanti a un ristorante dove la gente festeggiava. Commentò: «Poveracci, non sanno cosa li aspetta». Nel dibattito sugli accordi che seguì alla Camera dei Comuni, Churchill condannò con un celebre discorso la svendita della Cecoslovacchia a Hitler.
(Winston Churchill, settembre 1938)
Durante il suo intervento Churchill fu costretto a interrompersi a causa delle urla e degli improperi degli altri deputati. Quando nel marzo, in violazione degli accordi di Monaco, Hitler invase quel che rimaneva della Cecoslovacchia annettendola al Reich, l'imminenza della guerra divenne evidente. Churchill scrisse a Chamberlain invitandolo a predisporre le difese antiaeree.
Il 7 aprile l'Italia fascista invase l'Albania. Nel corso dell'estate, Churchill insieme a Eden e all'anziano Lloyd George si fece assertore della necessità di coinvolgere l'Unione Sovietica in un sistema di deterrenza internazionale antinazista.
In un'intervista radiofonica, si prese gioco dell'interruzione estiva dei lavori parlamentari: «È proprio tempo di vacanze signore e signori!» e della propaganda nazifascista: «I dittatori devono addestrare i loro soldati. Per un'elementare prudenza non possono fare altro, dato che danesi, olandesi, svizzeri, albanesi, e ovviamente, ebrei, possono in ogni momento balzargli addosso e privarli del loro spazio vitale».
Quando, il 1º settembre 1939, i tedeschi invasero la Polonia (di concerto con i sovietici in accordo con il patto Molotov-Ribbentrop stipulato in agosto), Chamberlain, su pressione della Camera, inviò un ultimatum per chiedere la cessazione delle ostilità. Il primo ministro aveva già invitato Churchill a entrare nel governo di guerra che sarebbe stato formato di lì a poco. Il 3 settembre scadde l'ultimatum e Regno Unito e Germania si trovarono nuovamente in guerra.

### Seconda guerra mondiale

#### Di nuovo all'Ammiragliato (1939-1940)

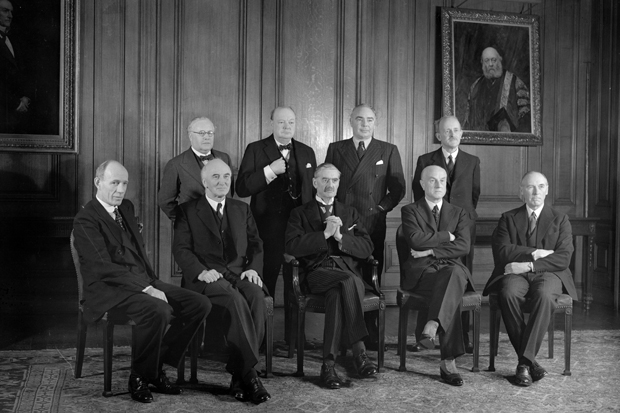
Churchill (secondo da sinistra in piedi) membro del War Cabinet 1939

Il 3 settembre 1939, terminato il dibattito alla Camera Chamberlain convocò Churchill nel suo ufficio e gli offrì di ricoprire nuovamente l'incarico di primo lord dell'ammiragliato. Quando la notizia giunse agli uffici del ministero venne telegrafato immediatamente un messaggio a tutte le navi: «Winston is back» (Winston è tornato). Nella riunione del gabinetto di guerra del 4 settembre Churchill propose di attaccare immediatamente il fronte tedesco sulla linea Sigfrido, per alleggerire la pressione sul fronte polacco, ma l'azione non fu intrapresa. In questa fase detta della "drole de guerre" (la "strana guerra"), Regno Unito e Francia rimasero sostanzialmente inerti di fronte all'avanzare delle truppe naziste in Europa orientale, fatto che confermò Hitler nella convinzione che le potenze occidentali non volessero realmente combatterlo.
Fu Churchill a prendere l'iniziativa, promuovendo dapprima un'incursione navale nel Baltico e in seguito propose di minare le acque territoriali della Norvegia per bloccare l'afflusso di materie prime, soprattutto ferro, all'industria bellica tedesca. Quando il 30 novembre l'Unione Sovietica invase la Finlandia, l'opinione conservatrice sembrò molto più entusiasta all'idea di scendere in campo contro l'URSS che contro la Germania nazista. Churchill tuttavia rimase fermo nel ribadire che la priorità doveva essere data alla sconfitta del nazismo. Il 13 dicembre l'ammiragliato mise a segno un importante successo, quando tre incrociatori agganciarono la corazzata Graf Spee e la costrinsero a ritirarsi nel porto di Montevideo, dove si autoaffondò.
Il consiglio supremo di guerra anglo-francese che si tenne a Parigi il 5 febbraio stabilì di inviare 30 000 uomini in Scandinavia. Quando, lo stesso giorno, fu avvistato in acque territoriali norvegesi il mercantile tedesco Altmark, che si sospettava trasportasse prigionieri del Regno Unito, Churchill ordinò personalmente al comandante del cacciatorpediniere Cossack di abbordare la nave tedesca e liberare i prigionieri. Tuttavia il gabinetto si oppose a minare le acque norvegesi. Hitler, comprendendo la volontà alleata di occupare la Norvegia per tagliare alla Germania l'afflusso di materie prime, predispose l'invasione del Paese. Solo all'inizio di aprile venne deciso di effettuare lo sbarco a Narvik, ma ormai era troppo tardi. Chamberlain aveva proclamato alla Camera che Hitler "aveva perso l'autobus", ma nel giro di poche settimane Danimarca e Norvegia furono occupate dai nazisti. Le proposte strategiche di Churchill furono adottate con mesi di ritardo e l'incertezza del Regno Unito diede modo a Hitler di prevenire i suoi avversari. Il fallimento norvegese condannò definitivamente Chamberlain e spianò a Churchill la strada per Downing Street.

#### Primo ministro
vittoria, vittoria ad ogni costo, vittoria nonostante ogni terrore, vittoria, per quanto la strada possa essere lunga e dura. Senza vittoria infatti non c'è sopravvivenza.»
(Winston Churchill, discorso di insediamento alla Camera dei Comuni, 13 maggio 1940)
Nel dibattito che seguì la sconfitta in Norvegia, le forze ostili a Chamberlain in Parlamento, prima di tutto i laburisti, ma anche i liberali guidati da Archibald Sinclair, amico di vecchia data di Churchill, presero la parola. Parlò anche l'anziano Lloyd George, che chiese le dimissioni di Chamberlain. Leopold "Leo" Amery, amico di Churchill sin dai tempi di Harrow e deputato conservatore, citò le celebri parole di Oliver Cromwell: «Siete rimasto seduto troppo a lungo, quale che sia il bene che avete fatto. Andatevene, vi dico, e liberateci dalla vostra presenza. In nome di Dio andatevene!». Churchill tuttavia, in qualità di ministro responsabile, difese il governo, in segno di lealtà verso Chamberlain. Alla votazione che seguì Chamberlain poteva contare su una maggioranza ridotta a soli 81 voti. Quando uscì dall'aula fu sommerso da urla "Vattene! Vattene!". Chamberlain tuttavia non presentò subito le dimissioni. Comunicò a Giorgio VI che intendeva formare un governo di coalizione che comprendesse anche i laburisti. In ogni caso, lui e il re avrebbero voluto che a succedergli fosse Lord Halifax, non Churchill.
Quando la notizia trapelò, il 9 maggio, i deputati conservatori vicini a Churchill mostrarono irritazione. Questi erano guidati dalla potente famiglia Cecil, una delle più influenti del partito e da sempre alleata dei Churchill. Il principale esponente della famiglia, Lord Salisbury, disse: «Nel corso della giornata bisogna nominare Winston Primo ministro.». Quella mattina Halifax, che era considerato il primo in lizza per la successione a Chamberlain, disse a quest'ultimo che non avrebbe potuto accettare l'incarico perché, essendo membro della Camera dei lord, non avrebbe potuto partecipare ai dibattiti ai Comuni. Nel pomeriggio giunse notizia che Clement Attlee aveva negato qualsiasi supporto laburista a un governo Chamberlain. Churchill, inizialmente, fu restio a candidarsi al premierato, sebbene fosse il nome più popolare nel Paese, poiché riteneva, a ragione, di non avere sufficiente supporto dai partiti della coalizione. La sua idea iniziale era quella di assumere il Ministero della Difesa e la carica di Leader della Camera dei comuni in un governo Halifax che, essendo quest'ultimo confinato alla Camera de lord, gli avrebbe conferito il premierato in pectore, analogamente a quanto era avvenuto a William Pitt il Vecchio durante la guerra dei sette anni. Fu invece un suo fedelissimo, Brendan Bracken, a convincerlo a candidarsi e a negoziare con Attlee e i laburisti l'accettazione di Churchill come premier al posto di Halifax.
Chamberlain, d'altro canto, voleva assicurarsi che il nuovo primo ministro avesse l'appoggio di tutti i partiti; in un incontro nel pomeriggio del 9 maggio tra Churchill, Chamberlain, Halifax e David Margesson, il capogruppo conservatore alla Camera, venne deciso che Chamberlain avrebbe raccomandato Churchill come suo successore. Il primo ministro rassegnò allora le dimissioni e il 10 maggio Giorgio VI, in qualità di monarca costituzionale, chiese a Churchill di formare il governo. Come primo atto Churchill scrisse a Chamberlain per ringraziarlo del suo supporto.

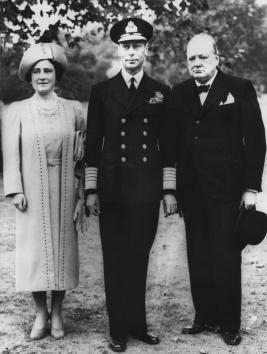
Churchill con re Giorgio VI e la regina Elisabetta nel 1940

L'ostilità del re e della moglie Elisabetta verso Churchill era dettata dalla sua strettissima amicizia con il precedente sovrano Edoardo VIII e con Wallis Simpson, per la cui causa il neo-primo ministro si era battuto strenuamente. La coppia reale invece detestava Edoardo e la Simpson e nutriva molta stima per Chamberlain e Halifax. Inizialmente, Giorgio VI si oppose veementemente alla nomina di Churchill e la regina scrisse a Chamberlain lettere calorose anche dopo le sue dimissioni, affermando di "rammaricarsi moltissimo" del fatto che non fosse più primo ministro. Tuttavia, Churchill riuscì in breve tempo a conquistarsi la fiducia della famiglia reale e negli anni più duri della guerra Giorgio VI e la regina furono sempre al suo fianco. In particolare la figlia maggiore Elisabetta, futura sovrana, sviluppò una venerazione per Churchill tanto da definirlo "un secondo padre".
Churchill era anche impopolare nell'establishment conservatore, che rimase largamente fedele a Chamberlain; l'ex primo ministro rimase infatti leader del partito fino alla morte nel mese di novembre (per un cancro alla gola). Probabilmente Churchill non avrebbe potuto ottenere la maggioranza in nessuno dei partiti politici della Camera dei Comuni e la Camera dei lord rimase silente quando venne a sapere della sua nomina. Un visitatore americano riferì alla fine del 1940:
L'invasione tedesca dei Paesi Bassi, del Belgio e della Francia era già in corso. Il fronte occidentale collassò rapidamente davanti all'urto tedesco, dividendo l'esercito francese dal corpo di spedizione britannico e dirigendosi verso i porti sulla Manica. Churchill si recò più volte a Parigi per spingere gli alleati a un'azione più decisa, ma ormai le truppe naziste puntavano direttamente sulla capitale francese. Il comandante francese Maxime Weygand rifiutò qualsiasi azione concertata con i britannici. Churchill avviò allora le operazioni di evacuazione del corpo di spedizione britannico, che sarebbero culminate con l'operazione Dynamo a Dunkerque.

##### Contatti con l'Italia
Fu in questa fase, la più disastrosa del conflitto, quando sembrava certo il trionfo del nazifascismo (Mussolini avrebbe dichiarato guerra il 10 giugno), che Halifax, rimasto nel gabinetto di guerra come ministro degli Esteri (insieme a Chamberlain, Ministro senza portafoglio), propose di prendere contatto con Mussolini per mediare una pace tra il Regno Unito e la Germania. A questo scopo, Halifax si incontrò il 25 maggio con l'ambasciatore italiano Giuseppe Bastianini; la proposta prevedeva una mediazione italiana di una pace europea, in cambio di concessioni territoriali all'Italia. Churchill, sebbene non si mostrasse ostile in linea di principio a un approccio verso Mussolini, sostenne che avvicinare il duce avrebbe "compromesso l'integrità della nostra posizione di belligeranza". Churchill, sempre su suggerimento di Halifax, aveva già scritto a Mussolini il 13 maggio dicendo:
(Winston Churchill a Benito Mussolini, 13 maggio 1940)
Mussolini oppose uno sprezzante rifiuto all'approccio di Churchill. Quest'ultimo ritenne dunque che non si potesse fare affidamento sul dittatore italiano, ormai chiaramente deciso a legare il suo destino a quello di Hitler. Chamberlain annotò nel suo diario: «Il Primo ministro disapprova ogni contatto con Mussolini». Il 28 maggio si tenne la riunione decisiva del War Cabinet, che Churchill estese a tutti i ministri del governo. Disse:
(Winston Churchill al Gabinetto di guerra, 28 maggio 1940)

##### Non ci arrenderemo mai

Il governo di coalizione di Churchill, 11 maggio 1940

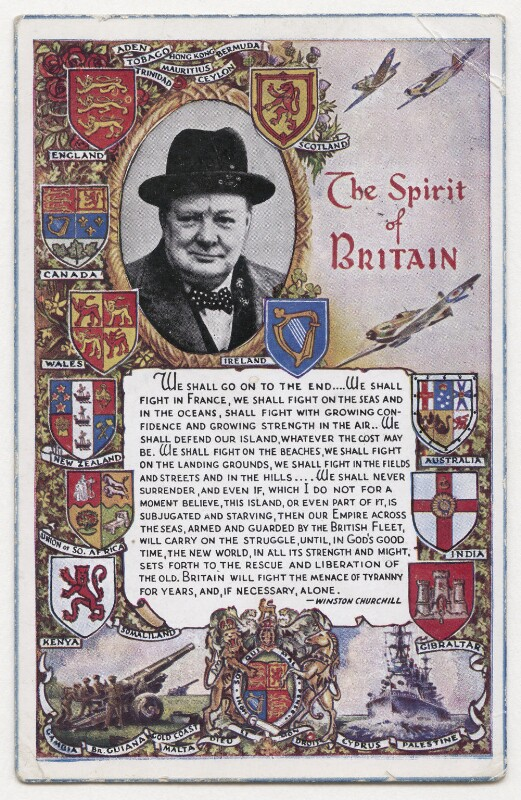
The Spirit of Britain: manifesto che celebra l'unità dei popoli anglosassoni nella lotta contro il nazismo

La prova di forza di Churchill ebbe successo, grazie anche all'appoggio dei ministri laburisti Attlee e Greenwood. Churchill aveva adesso ricompattato il gabinetto, isolando gli appeasers. Halifax continuerà a rimanere ministro degli Esteri fino al gennaio 1941, quando venne sostituito da Anthony Eden, un fedelissimo di Churchill; otterrà il posto di ambasciatore negli Stati Uniti, formalmente prestigioso ma in realtà marginale, dato che i rapporti fra le due potenze vennero gestiti direttamente da Churchill e dal presidente Roosevelt. Il 3 giugno l'evacuazione da Dunkerque fu completata, portando a termine il salvataggio di oltre 300 000 soldati britannici e francesi. Il giorno seguente pronunciò alla Camera uno dei suoi discorsi più celebri:
(Winston Churchill alla Camera dei Comuni, 3 giugno 1940)

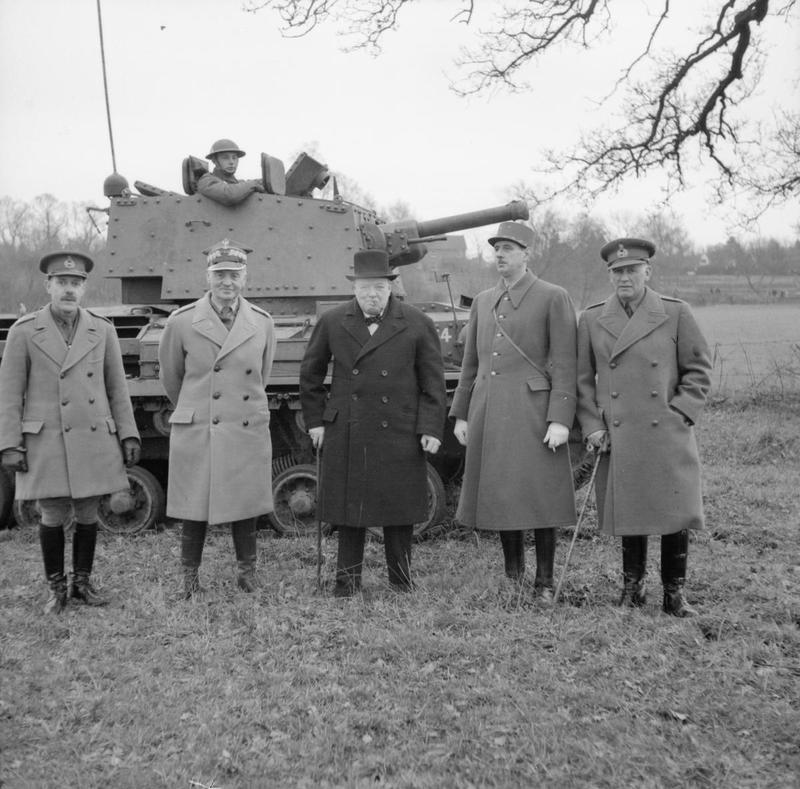
Churchill con il generale Władysław Sikorski (alla sua destra), capo del governo polacco in esilio e Charles de Gaulle nel 1941

Il 10 giugno, Churchill si incontrò nuovamente con i comandi francesi, per incitarli alla resistenza a oltranza in Bretagna; "È possibile che i nazisti dominino l'Europa, ma sarà un'Europa in rivolta". Quando seppe che i francesi stavano evacuando Parigi urlò: «All'inferno!». Il presidente del Consiglio Paul Reynaud e Charles de Gaulle erano con Churchill, ma Weygand e Pétain "senile, passivo e disfattista" volevano negoziare la resa. Il ministro dell'Interno francese Georges Mandel definì Churchill "l'energia e la sfida in persona. L'unico raggio di sole sul suolo francese". Un'ultima volta Churchill esortò Reynaud: «Non cedete al nemico! Continuate a combattere!», ma il 16 giugno la Francia capitolò. A Churchill è attribuita l'espressione "l'Ora più buia" per descrivere il periodo che va dalla caduta della Francia all'Operazione Barbarossa, periodo nel quale il Regno Unito e il Commonwealth si ritrovarono a fronteggiare l'Asse senza l'ausilio di altre grandi potenze.
Il 18 giugno tenne un altro dei suoi discorsi storici, quello sull'"ora più bella":
Ma se cadiamo, allora il mondo intero, compresi gli Stati Uniti, compreso tutto ciò che abbiamo conosciuto e amato, affonderà nell'abisso di una cupa Nuova Era resa ancor più sinistra, e forse più lunga, dai lumi di una scienza perversa. Cerchiamo quindi di prepararci ai nostri doveri, e così sostenerci, cosicché se l'Impero britannico e il suo Commonwealth dureranno per mille anni, gli uomini potranno dire ancora: Questa fu la loro ora più bella.»
(Winston Churchill alla Camera dei Comuni, 18 giugno 1940)
Ancora il 16 giugno, in una trasmissione radiofonica, ribadì:
(Winston Churchill alla BBC, 16 giugno 1940)
Nel settembre del 1940 Churchill cenò, come sua abitudine, all'Other Club, il cenacolo da lui fondato molti anni addietro e del quale facevano parte le personalità più illustri del Paese. Tra questi anche John Maynard Keynes: nonostante gli occasionali screzi, i due erano molto amici. Scrivendo alla madre Keynes descrisse così il suo incontro con il primo ministro:

#### Battaglia d'Inghilterra, Nordafrica e Medio Oriente

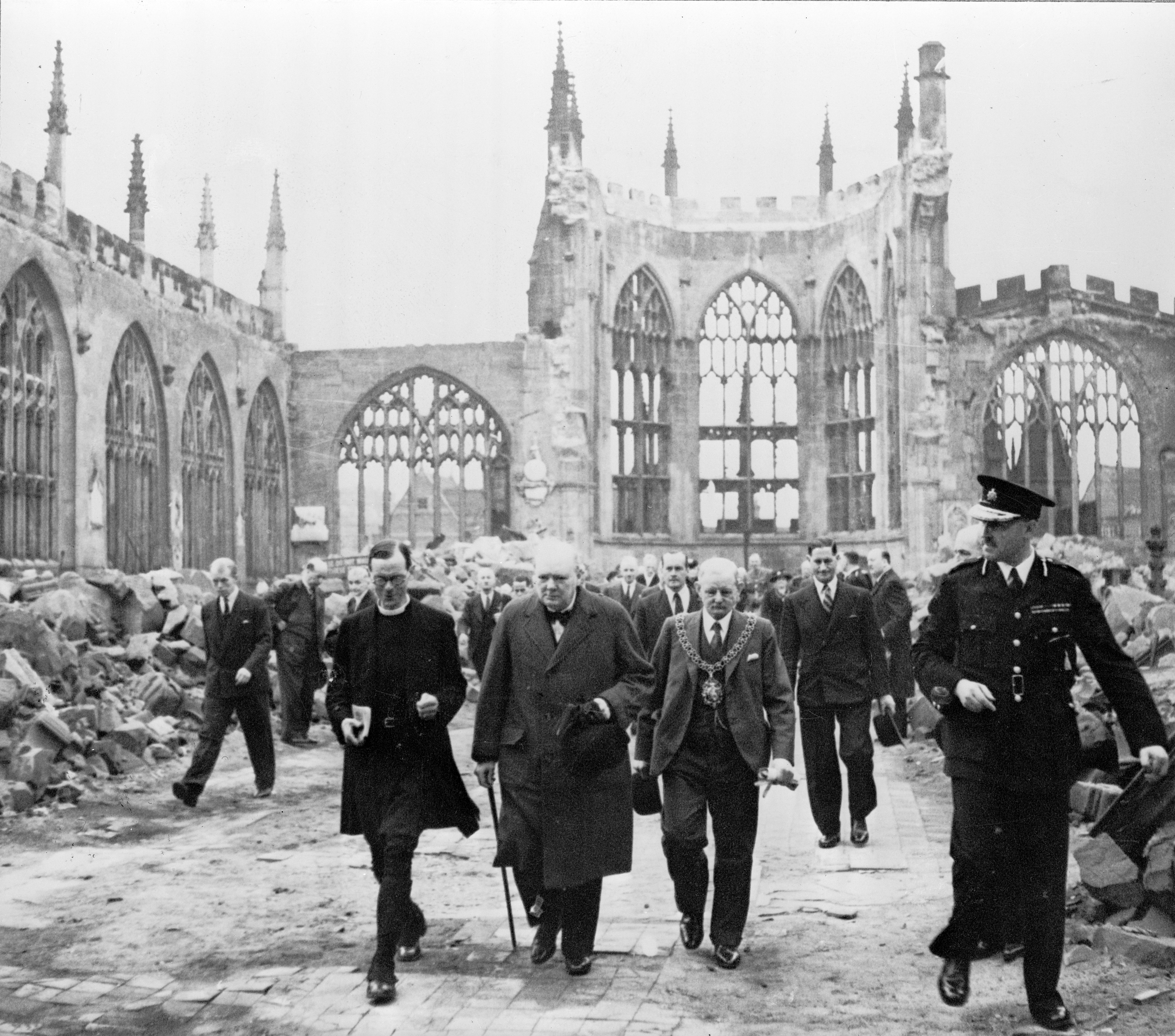
Churchill visita le rovine della cattedrale di Coventry dopo i bombardamenti (12 novembre 1940)

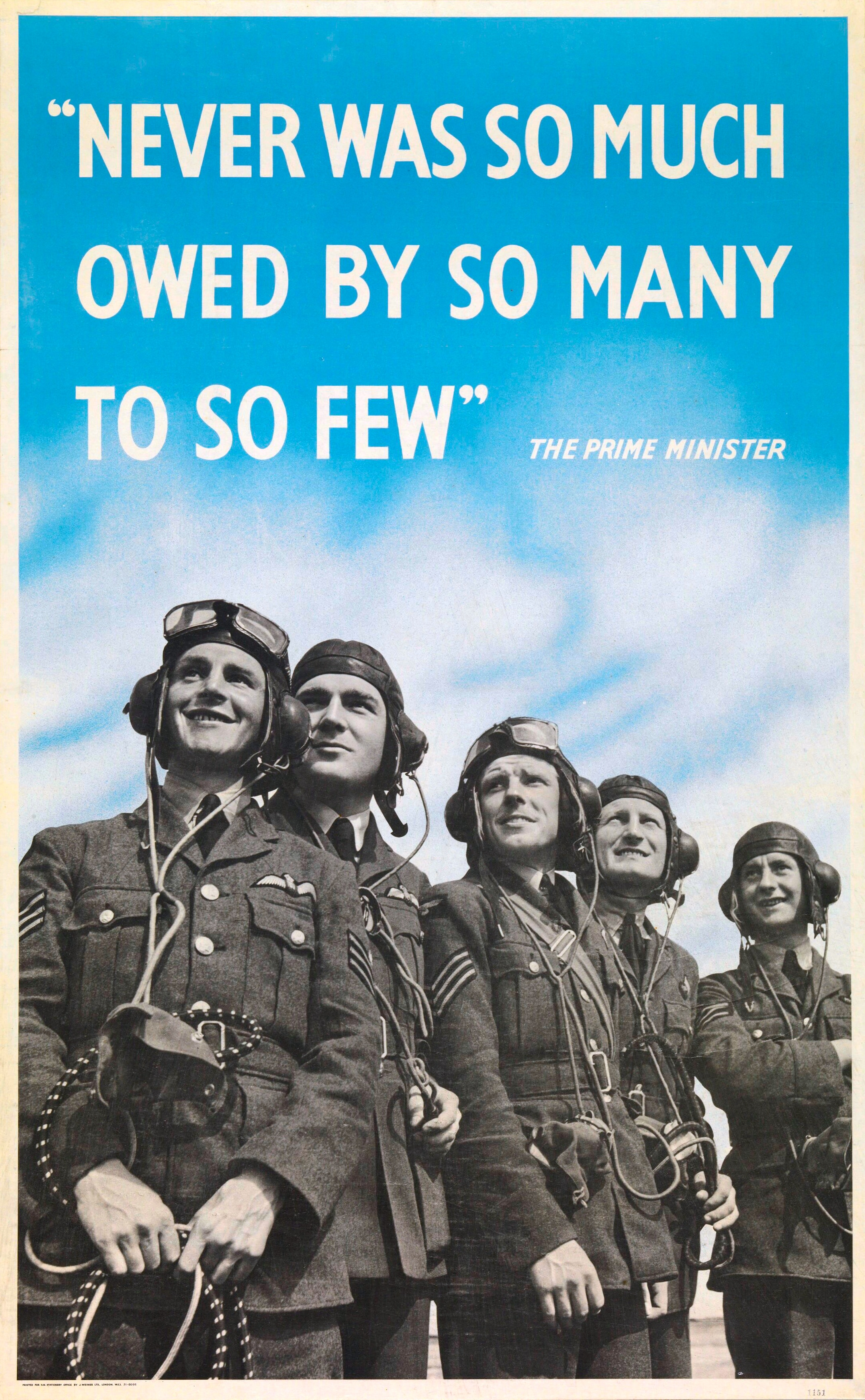
Mai così tanti dovettero così tanto a così pochi

A metà ottobre del 1940 la battaglia d'Inghilterra raggiunse il suo culmine, mentre le vittime civili britanniche erano salite a circa diecimila persone. Durante una conversazione con un deputato nella sala fumatori della Camera, questi chiese a Churchill di scatenare rappresaglie più dure sulla Germania. Churchill però era ancora di avviso contrario: «Questa è una guerra militare e non civile [...] Noi vogliamo distruggere obiettivi militari tedeschi». Il 20 agosto aveva elogiato i piloti della Royal Air Force con il celebre motto:
Per razionalizzare al massimo lo sforzo bellico, Churchill creò e assunse su di sé la posizione aggiuntiva di ministro della Difesa, il che lo rese il più potente primo ministro di guerra nella storia britannica. Immediatamente nominò il suo amico e confidente, industriale e magnate dell'editoria Lord Beaverbrook, responsabile della produzione aeronautica e nominò il fisico e amico Frederick Lindemann consulente scientifico del governo. L'acume aziendale di Beaverbrook consentì al Regno Unito di sviluppare rapidamente la produzione e l'ingegneria aeronautica, che alla fine fece la differenza nella guerra. Fondamentale fu anche la creazione dello Special Operations Executive (SOE), struttura clandestina dedita al supporto delle resistenze partigiane nei territori dell'Europa occupata, posta sotto il controllo del Ministro della guerra economica, il laburista Hugh Dalton.
L'11 novembre ebbe luogo il primo importante successo militare britannico con l'attacco alla base navale di Taranto, nel corso del quale vennero affondate tre corazzate italiane e il 14 Churchill telegrafò ad Archibald Wavell:« È arrivato il momento di assumerci rischi e colpire gli italiani per terra, cielo e mare». Quella stessa notte ebbe luogo il più pesante bombardamento subito dalla Gran Bretagna fino a quel momento, che colpì la città di Coventry: l'intero centro cittadino e la cattedrale vennero rasi al suolo e le vittime civili furono 568. Nei giorni seguenti vennero nuovamente colpite Londra e Birmingham. Per rappresaglia tra il 16 e il 18 novembre furono bombardate Berlino e Amburgo, con 233 morti totali.

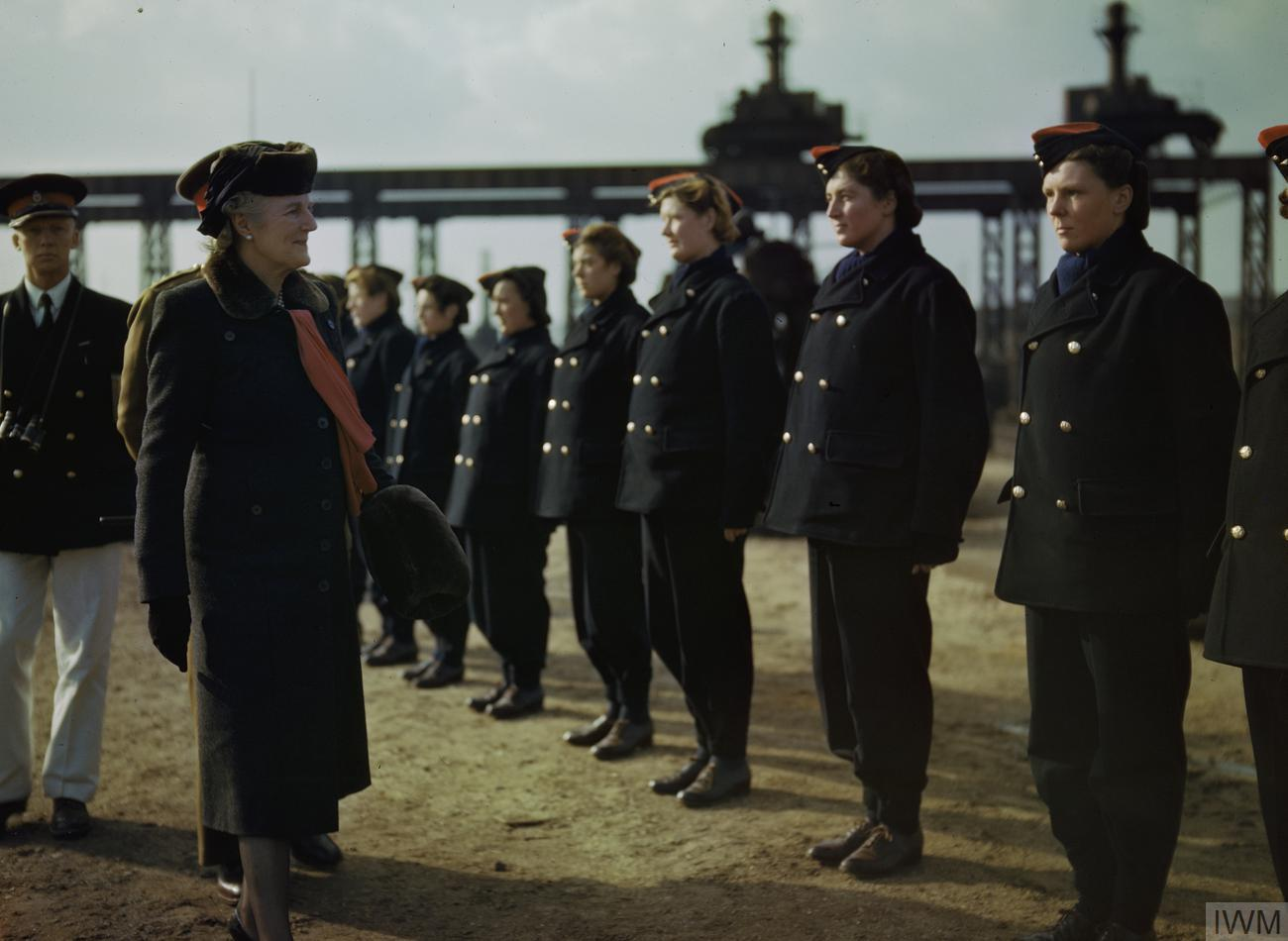
Donne in guerra: Clementine Churchill, moglie di Winston, ispeziona le ausiliarie del Servizio Territoriale nel 1941

Continuarono invece a giungere buone notizie dal Nordafrica, dove l'offensiva di Wavell travolse le truppe italiane in Libia facendo in poche settimane centinaia di migliaia di prigionieri. L'11 febbraio 1941 Churchill scrisse ai capi di Stato maggiore che intendeva fare della Cirenaica l'"inizio di un'Italia libera" sostenuta dal Regno Unito e con una propria bandiera (analogamente alla France libre di Charles de Gaulle); doveva servire a creare "una vera spaccatura in Italia e favorire la propaganda antimussoliniana". Il progetto era di addestrare 4 000-5 000 soldati italiani "che giurino di liberare l'Italia dal giogo dei tedeschi e di Mussolini".
Per tutto il corso del 1941 proseguirono incessanti i bombardamenti tedeschi sulle città inglesi. La sera del 14 aprile un attacco su Londra uccise più di mille persone. Il 23 aprile la quindicenne principessa Elisabetta scrisse a Churchill: «Temo che ultimamente abbiate passato momenti molto difficili, ma sono certa che presto le cose cominceranno a migliorare». A maggio i bombardamenti tedeschi si intensificarono, anche in considerazione dell'ormai prossimo attacco tedesco all'URSS: Hitler intendeva aumentare la pressione sugli inglesi per indurli alla resa in modo da chiudere il fronte occidentale, per avere mano libera a est. In questo, che fu il momento più duro per il Regno Unito dopo l'estate, Churchill continuò a ispirare fiducia:
(Winston Churchill 28 aprile 1941)
In aprile i nazisti avevano invaso in poche settimane la Jugoslavia e la Grecia. Churchill continuò a guidare il suo Paese con mano ferma. Il 7 maggio dichiarò alla Camera dei Comuni:
(Winston Churchill alla Camera dei Comuni, 7 maggio 1941)
Tra aprile e giugno del 1941 il Regno Unito e le forze golliste riuscirono a riprendere il controllo del cruciale settore medio-orientale, sconfiggendo rapidamente il governo filotedesco iracheno di Rashid Ali al-Kaylani e occupando in giugno la Siria tenuta dalla Francia di Vichy.
In Nordafrica, dopo l'avanzata di Erwin Rommel fino al confine con l'Egitto, gli italo-tedeschi furono fermati dal maresciallo Montgomery alla seconda battaglia di El Alamein (23 ottobre-3 novembre 1942), che segnò la svolta della campagna in Nordafrica in favore degli Alleati. Il 10 novembre 1942, Churchill, annunciando la vittoria nella campagna d'Egitto alla Mansion House a Londra, pronunciò durante il suo discorso la celebre frase:
(Now this is not the end. It is not even the beginning of the end. But it is, perhaps, the end of the beginning.)

#### Grand strategy e guerra tecnologica

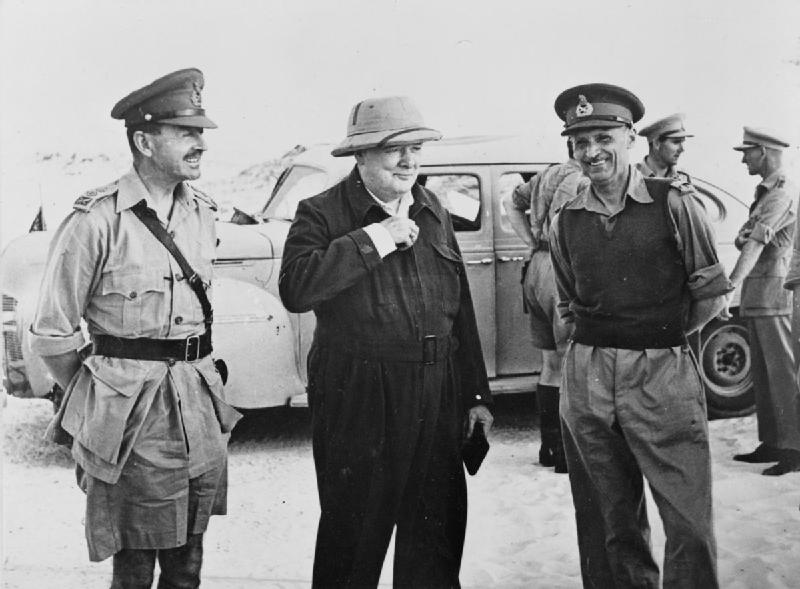
Churchill in Nordafrica con i generali Alexander e Montgomery, 23 agosto 1942

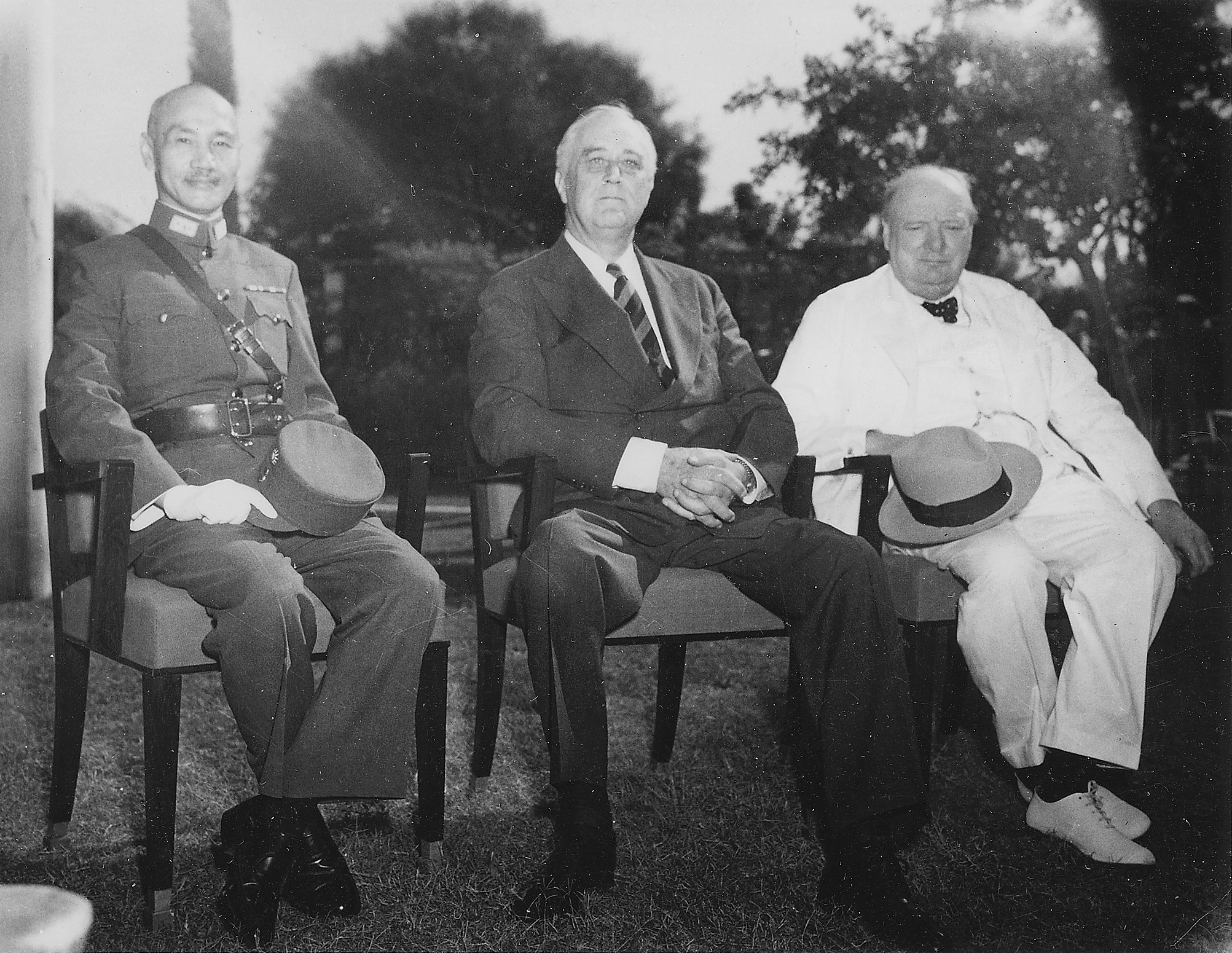
Churchill, Roosevelt e Chiang Kai-shek alla Conferenza del Cairo del 1943

Lungo il viaggio sulla corazzata Duke of York, tra il 16 e il 20 dicembre 1941, diretto a incontrare il Presidente Roosevelt ad Annapolis, Churchill redasse quattro memorandum che definirono la strategia bellica che gli Alleati avrebbero adottato in seguito.
I documenti delineavano la necessità di unire a un forte sostegno logistico all'Unione Sovietica la cooperazione anglo-americana, imperniata sul controllo delle rotte atlantiche e sulla presa graduale del controllo sulle periferie dell'Asse tramite operazioni anfibie, a partire dal Nordafrica, per giungere all'Italia e solo al culmine all'assalto all'Europa occidentale "non prima del 1943". Prevedeva inoltre che per l'estate del 1942 gli Alleati avrebbero ristabilito la superiorità navale sul Giappone nel settore Pacifico. Con riferimento a quest'ultimo, la politica britannica fu quella di evitare il più a lungo possibile lo scontro con i nipponici, addirittura negando il rifornimento di materiali bellici alle forze nazionaliste di Chiang Kai-shek attraverso la Birmania, affermando: "Siamo a corto di tutto tranne che di nemici". Churchill non fece mai grande affidamento sui cinesi, al contrario di Roosevelt che si adoperò per coinvolgere il gigante asiatico nel suo progetto di nuovo ordine internazionale. Osserva Andrew Roberts:

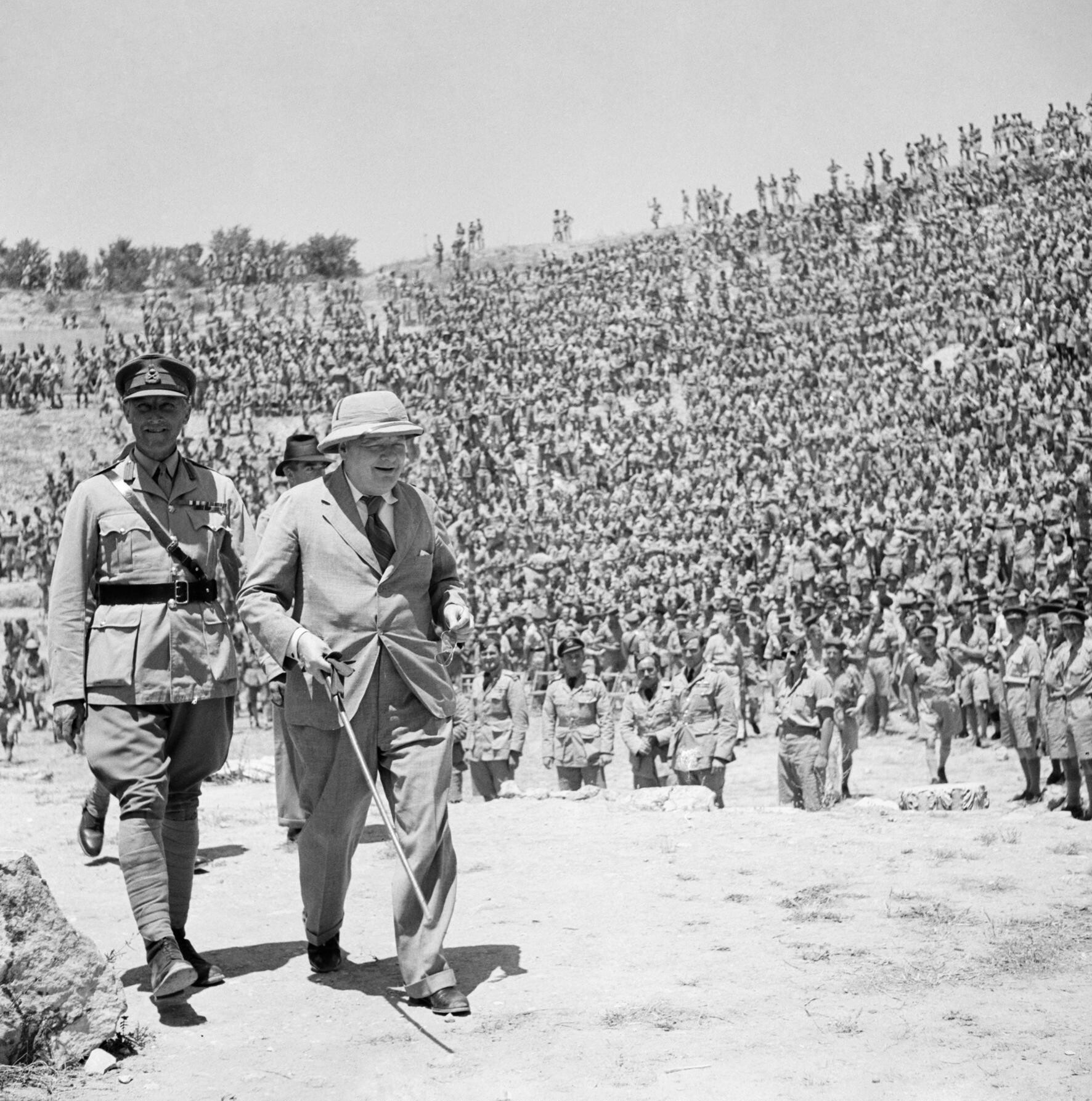
Churchill festeggia la vittoria in Nordafrica tra i resti dell'anfiteatro romano di Cartagine (1943)

Questa interpretazione, peraltro, opera una netta revisione di una lettura critica consolidatasi presso vari studiosi, ad avviso dei quali Churchill si sarebbe sempre opposto allo sbarco in Normandia fino a quando esso non fu imposto dagli Stati Uniti d'America. Ad avviso di John Lukacs, l'impostazione strategica di Churchill ebbe anche il merito di evitare agli Alleati le carneficine della prima guerra mondiale, che non sarebbero state sopportabili né sul piano militare né su quello dell'opinione pubblica interna. Sotto la guida di Churchill infatti, le perdite britanniche nel secondo conflitto mondiale furono inferiori a quelle della guerra precedente. A.J.P. Taylor sintetizza così il rapporto di Churchill con i vertici militari:
Sin dal 1940 la possibilità di sfruttare la fissione dell'atomo per scopi bellici era stata ritenuta possibile da scienziati tedeschi espatriati nel Regno Unito, come Otto Frisch e Rudolf Peierls. Churchill, da sempre appassionato di scienza e tecnologia, aveva già immaginato nel 1924, dopo i primi esperimenti di Ernest Rutherford, la possibilità di costruire "una bomba grande come un'arancia con la potenza segreta per distruggere un intero blocco di edifici, anzi per concentrare la forza di mille tonnellate di cordite e far esplodere un quartiere in un colpo solo".
Consigliato quindi da un comitato di scienziati presieduto da sir Henry Tizard, che confermò la fattibilità del progetto, nonché dal suo amico e assistente scientifico personale Frederick Lindemann, Churchill autorizzò l'operazione "Tube Alloys" (tubi in lega) per avviare la costruzione dell'arma atomica inglese, la quale avrebbe costituito la base di partenza per il successivo Progetto Manhattan.

#### Fronte interno, India e guerra sui mari

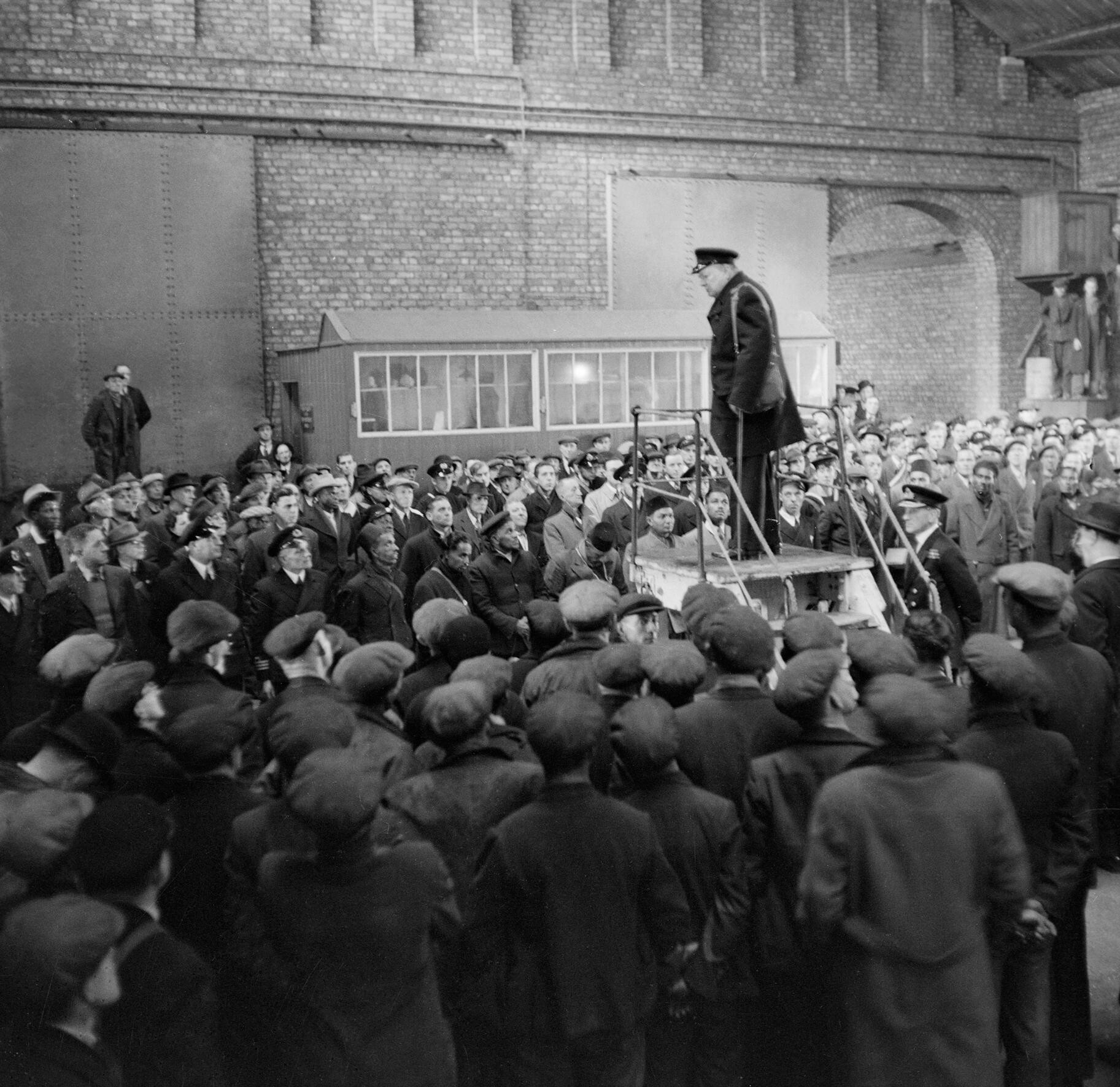
Churchill arringa gli operai portuali di Liverpool nel 1941

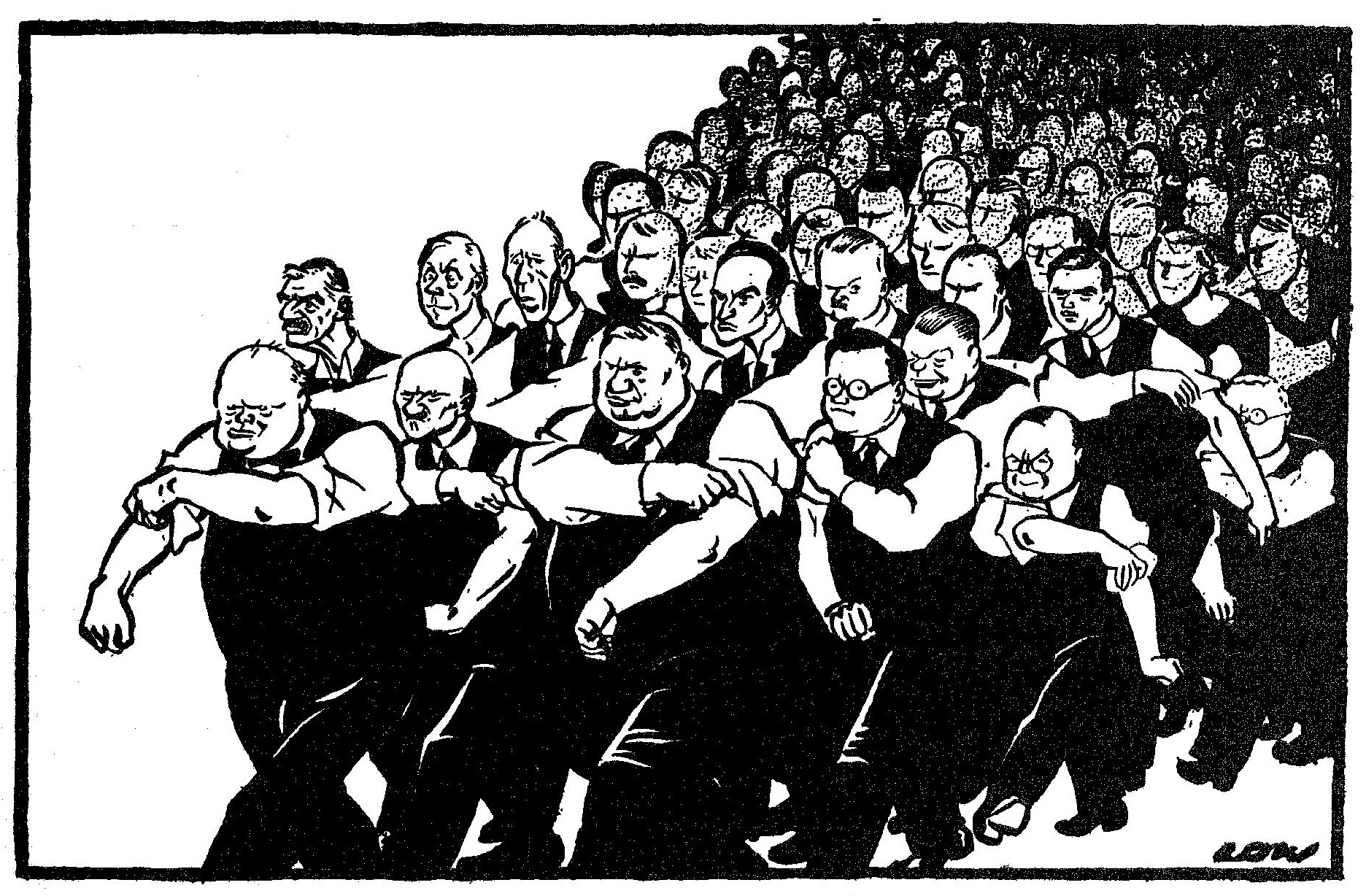
"All behind you Winston", manifesto di propaganda che raffigura i lavoratori impegnati nello sforzo bellico sotto la guida di Churchill: al suo fianco sono riconoscibili Attlee, Bevin e Herbert Morrison, 1940

Le scelte adottate dal governo di Churchill nella gestione dell'economia di guerra e del fronte interno si imperniarono sulla necessità di mantenere il più possibile elevati gli standard di vita e di salario, allo scopo di cementare il senso di comunità tra la popolazione.
A tal fine, soprattutto i dirigenti sindacali e i ministri laburisti, che ebbero un ruolo cruciale in questo settore, vararono il "socialismo di guerra", definito un "socialismo del consenso", del quale furono protagonisti attivi i rappresentanti della classe operaia unitamente agli imprenditori, agli scienziati e al mondo accademico. In questo Churchill proseguì l'esperienza della Prima guerra mondiale, che era stata anche la sua, potenziandola ulteriormente. Il Primo ministro rimaneva comunque il decisore ultimo e l'autorità suprema di coordinamento, almeno fino alla creazione dell'Esecutivo per la produzione nel gennaio 1941, che tuttavia divenne terreno di scontro tra il Ministro del lavoro, il laburista Ernest Bevin, e Lord Beaverbrook, il responsabile della produzione industriale. Quest'ultimo era amico intimo di Churchill, che lo sostenne, almeno fino a quando Beaverbrook non divenne accanitamente filosovietico e cominciò a incalzare Churchill sui suoi giornali per l'apertura del secondo fronte: a quel punto fu costretto a dimettersi.
L'industria dei trasporti e il commercio vennero centralizzati e pianificati, e il razionamento dei beni di prima necessità (cibo e vestiti) fu un successo, poiché riuscì a mantenere lo standard di vita a un livello di poco inferiore a quello del tempo di pace, evitando così di generare malcontento. Furono invece esclusi dal razionamento il carbone e l'energia elettrica, per l'opposizione dei conservatori liberisti e dei liberali. I consumi calarono solo del 14 per cento, il pareggio di bilancio fiscale venne abbandonato in favore del calcolo del deficit sul prodotto interno lordo, mentre l'inflazione fu tenuta sotto controllo grazie a un aumento moderato della tassazione sulla ricchezza mobile e ai risparmi volontari della popolazione. Il principale artefice della politica economica del governo britannico fu Keynes, chiamato personalmente da Churchill a collaborare con il cancelliere dello Scacchiere Kingsley Wood. La manodopera fu invece gestita da Bevin, ex sindacalista, che ottenne notevoli successi nel concertare le relazioni industriali: i salari vennero adeguati al costo della vita, aumentando del 18 per cento, il che fu fondamentale nel creare un vasto consenso allo sforzo bellico tra i lavoratori, mentre le carenze vennero compensate dalla massiccia immissione di donne tramite una vera e propria coscrizione femminile.
I risultati furono che, caso unico tra le potenze europee durante la seconda guerra mondiale, i britannici si arricchirono mediamente durante il conflitto:

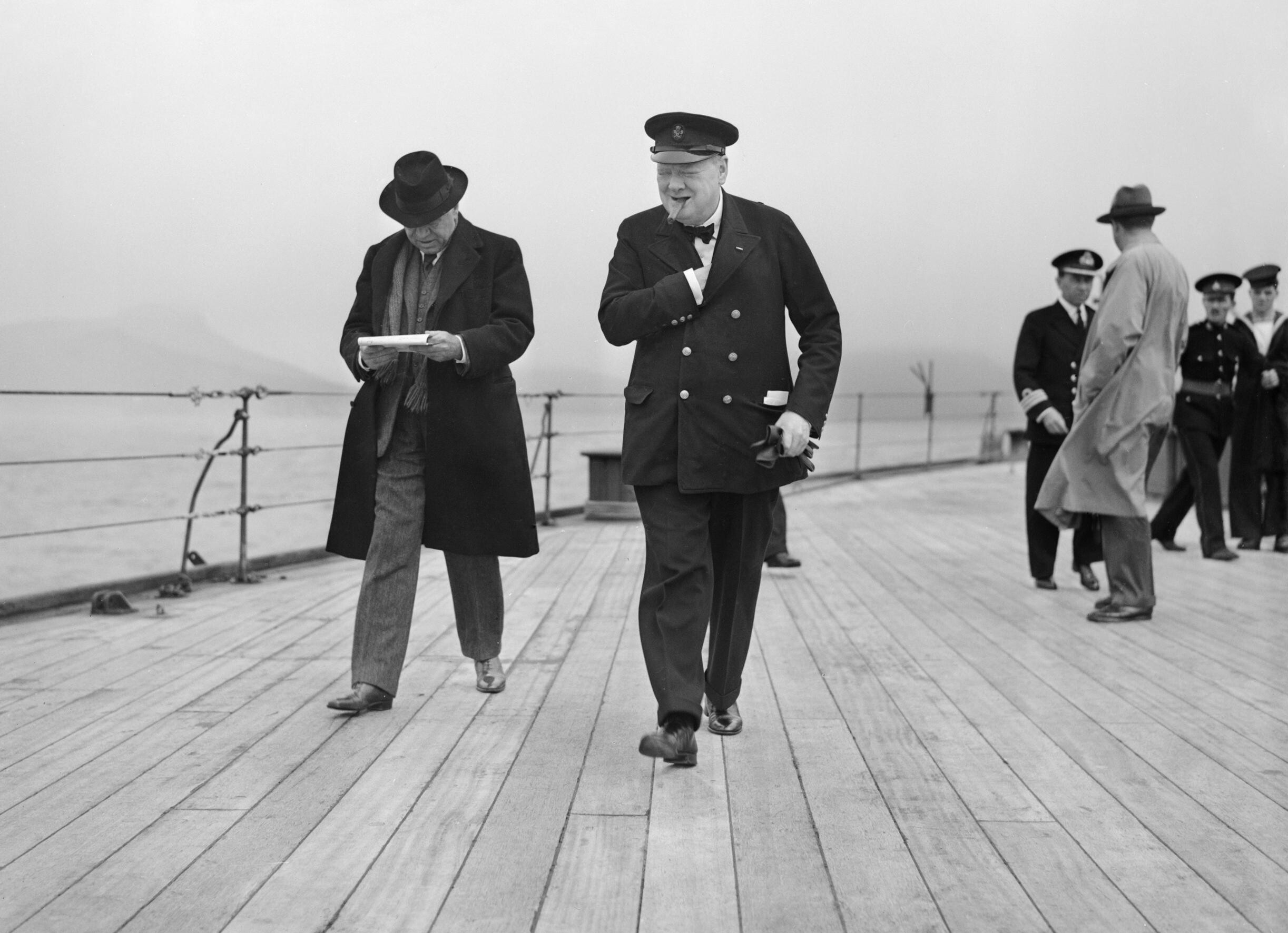
Churchill e Beaverbrook sulla Prince of Wales nell'agosto 1941

Fondamentale per sostenere lo sforzo bellico britannico fu poi la legge "Affitti e prestiti", approvata l'11 marzo 1941 dal Congresso degli Stati Uniti (Lend-Lease Act). Con tale provvedimento le industrie americane erano autorizzate a fornire prodotti senza pagamento in contanti, anche se per avere accesso al credito il governo britannico dovette esaurire le sue riserve in dollari, e in un secondo momento anche una parte di quelle in oro. Come disse Keynes: "Abbiamo gettato al vento la buona amministrazione domestica. Ma ci siamo salvati, e abbiamo contribuito alla salvezza del mondo". Gli Stati Uniti avevano bisogno di mettere sul mercato la propria sovrapproduzione: con la legge Affitti e Prestiti, il Regno Unito divenne invece un importatore netto di materie prime e prodotti finiti, ma poté rivolgere l'intera produzione interna alla guerra e riarmare un nuovo esercito dopo il disastro di Dunkerque. Nel medesimo periodo Churchill proclamò anche la battaglia dell'Atlantico, allo scopo di neutralizzare la minaccia al collegamento logistico e alle importazioni dal Nordamerica, che fu vinta a partire dall'autunno del 1941, grazie soprattutto alle decrittazioni Ultra e al sistema dei convogli.

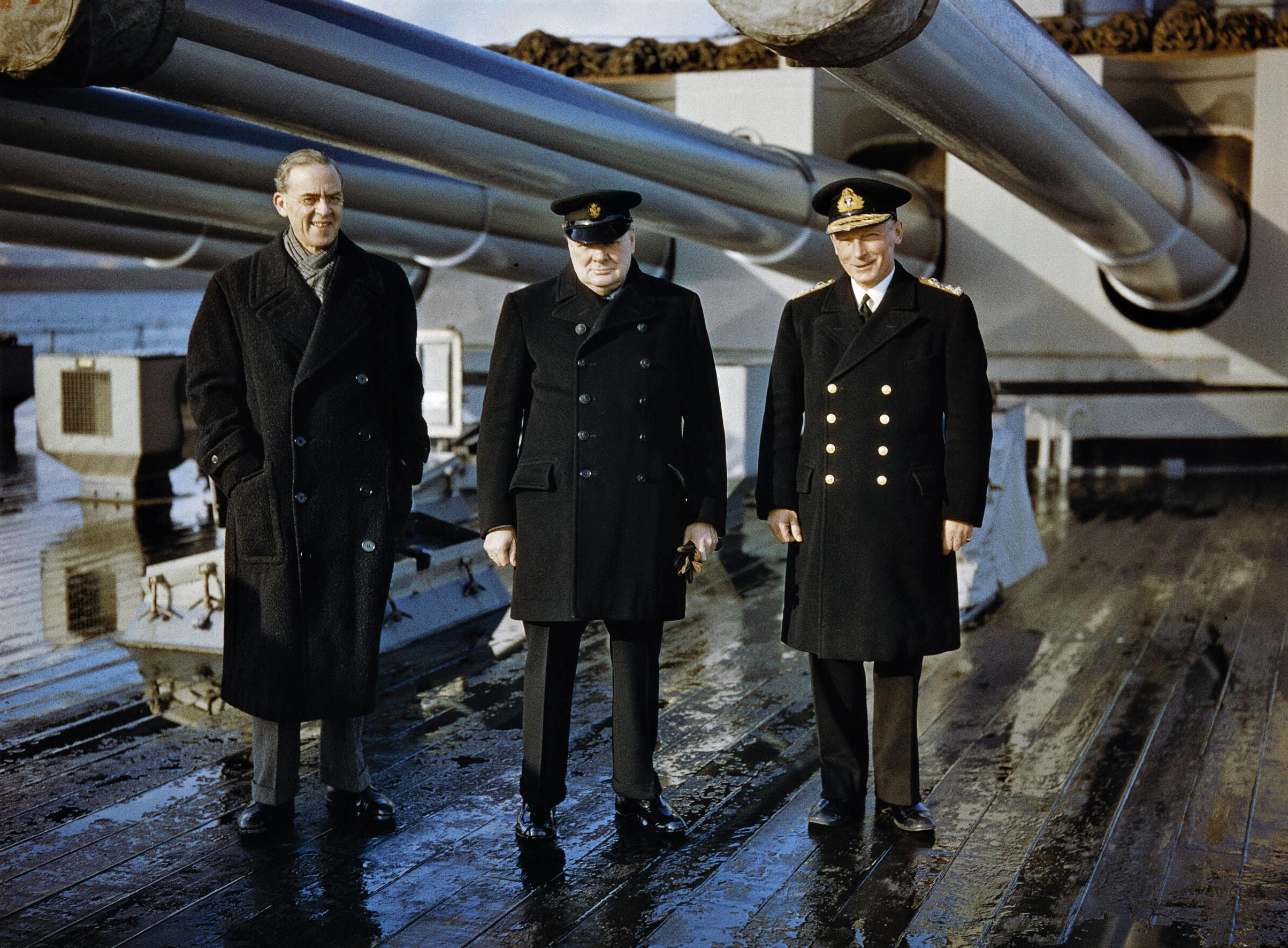
Churchill con l'ammiraglio John Tovey e Stafford Cripps (a destra) nel 1942

La buona gestione del fronte interno e dell'economia di guerra non risparmiò Churchill dalle fronde parlamentari. Una questione cruciale continuò a essere quella indiana, anche per i malumori dei progressisti vicini a Roosevelt: Churchill colse l'occasione per allontanare dal Paese Stafford Cripps, laburista di sinistra e a lungo suo avversario, naturalmente vicino al partito del Congresso. Cripps giunse in India nel marzo del 1942, con la promessa di concedere l'indipendenza dopo la guerra se lo avesse richiesto un'assemblea costituente, in cambio dell'appoggio del Congresso allo sforzo bellico. Gli indipendentisti si spaccarono: Nehru era disposto a sostenere il conflitto a patto di un autogoverno immediato, mentre Gandhi avrebbe preferito la disobbedienza civile in caso di invasione giapponese. Cripps tornò a Londra senza aver ottenuto nulla, ma gli inglesi non abbandonarono l'Estremo oriente e i capi del Congresso furono imprigionati per il resto della guerra. Come osserva A.J.P. Taylor:
La situazione si aggravò a causa dei rovesci militari: Churchill aveva sempre dato la priorità strategica al Medio Oriente e al fronte euro-atlantico, nevralgici per la sicurezza domestica del Regno Unito. Rimase tuttavia legato alla dimensione imperiale del suo Paese e alle necessità militari che da essa derivavano: in risposta all'avanzata giapponese nel Pacifico occidentale e alle preoccupazioni australiane, inviò la corazzata Prince of Wales e l'incrociatore Repulse, che furono affondate dai giapponesi il 10 dicembre 1941. Nel maggio di quell'anno fu comunque colto un importante successo nell'Atlantico, con l'affondamento della corazzata tedesca Bismarck, ammiraglia della flotta germanica. Il successivo periodo da febbraio a novembre 1942 fu il peggiore di tutta la guerra per Churchill: quell'anno avvenne la caduta di Singapore e nell'estate le truppe dell'Asse riconquistarono Tobruk. A proposito di questi episodi, osserva Taylor:
Infatti, egli contrattaccò subito ai malumori montanti. La caduta di Tobruk coalizzò una fronda che univa i conservatori scontenti e i laburisti filo-sovietici: i primi non avevano mai amato Churchill e tentavano ancora la strada dell'accordo con Hitler, i secondi premevano per allentare i legami con gli Stati Uniti e aprire subito il secondo fronte richiesto da Stalin. Il deputato conservatore John Wardlaw-Milne presentò una mozione di sfiducia proponendo come comandante supremo il duca di Gloucester, fratello del re; la Camera dei Comuni scoppiò in una risata e Churchill, saldamente sostenuto dall'apparato di partito, vinse comodamente il dibattito con 476 voti a 25. Infine, nel gennaio 1943, dopo El Alamein e dopo aver incassato il sostegno di Roosevelt allo sbarco in Nordafrica, forzò un voto di fiducia che vinse con 464 voti contro 1. Le schermaglie parlamentari si erano chiuse con un trionfo personale del premier. Conclude Taylor: "Quali che fossero gli errori di Churchill, non c'era nessuno migliore di lui da mettere al suo posto".

#### Relazioni con la Francia
Dopo l'armistizio, il governo della Francia venne assunto dal maresciallo Pétain. Questi, assunti i pieni poteri, concluse l'armistizio e divenne successivamente capo del regime collaborazionista di Vichy. Churchill sostenne immediatamente il generale de Gaulle il quale, dalle stazioni londinesi della BBC, lanciò il famoso appello del 18 giugno:
(Charles de Gaulle, 18 giugno 1940)
Il punto più basso dei rapporti tra i due Paesi fu toccato pochi giorni dopo l'armistizio, quando Churchill ordinò alla flotta britannica di impedire che la flotta francese cadesse in mano tedesca. In particolare, il grosso della flotta francese nel Mediterraneo si trovava a Mers-el-Kébir, in Algeria. Furono inviati a parlamentare lord Lloyd e l'ammiraglio Thomas Phillips, ponendo ai francesi l'alternativa tra la smobilitazione della flotta o l'affondamento. Dopo che i francesi rifiutarono, su ordine di Churchill, l'ammiraglio James Somerville aprì il fuoco, affondando la corazzata Bretagne, saltata per aria al suo ormeggio, e danneggiando altre navi; 1.200 marinai francesi persero la vita. Churchill definì la decisione "la più penosa della mia vita".

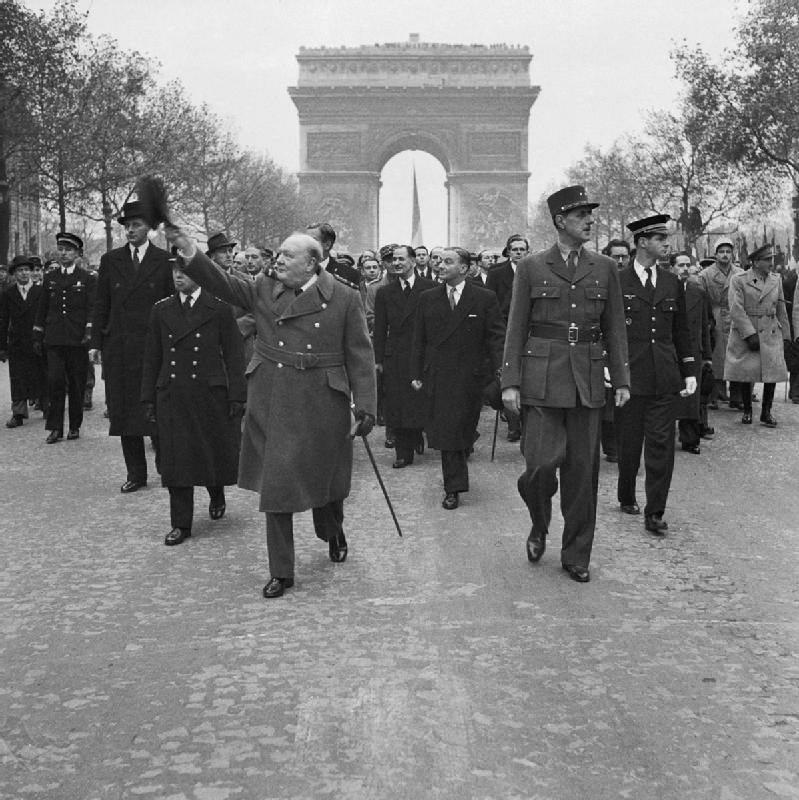
Churchill a Parigi accanto a de Gaulle durante le celebrazioni per la liberazione della Francia, 1944

Churchill e de Gaulle a Marrakech nel gennaio 1944

Le relazioni tra Churchill e de Gaulle, sebbene tempestose a causa del forte carattere di entrambi, furono sempre improntate a una sostanziale stima reciproca. Churchill era sempre stato un accanito francofilo, grande ammiratore di Napoleone e nel 1940 definì de Gaulle "il connestabile di Francia". De Gaulle, nelle sue memorie, scrisse: "Io, naufrago sbarcato nella desolazione sulle coste d'Inghilterra, che avrei potuto fare senza il suo aiuto?". Nel 1940 Churchill, insieme a Jean Monnet, aveva proposto un progetto di Unione franco-britannica per contrastare la Germania. La proposta, accettata da de Gaulle ma rifiutata da tutto il governo francese, non ebbe seguito. Scrive John Lukacs:
(John Lukacs)
Il ruolo di Churchill fu poi cruciale nel sostenere alla conferenza di Jalta, contro le resistenze soprattutto americane, il ruolo della Francia di de Gaulle tra i vincitori della guerra. Fu lui a imporre l'assegnazione di un seggio permanente francese al consiglio di sicurezza delle Nazioni Unite. Questo anche allo scopo di avere a fianco della Gran Bretagna un'altra potenza europea, per bilanciare le superpotenze di Stati Uniti e Unione Sovietica. Inoltre, una Francia militarmente forte era essenziale, nella tattica britannica già di inizio secolo, per allontanare la prima linea di difesa in caso di attacco tedesco. Accanto al calcolo politico vi era però anche un sincero sentimento d'affetto per la Francia e il suo popolo, che Churchill coltivò sempre, anche contro un establishment britannico tradizionalmente francofobo. Egli apparteneva infatti a una generazione di inglesi aristocratici e patrizi che, giunta alla maturità nell'Età edoardiana, fu, di tutte le generazioni britanniche, quella più vicina alla Francia, essendo stata artefice della svolta storica nelle relazioni tra i due Paesi che condusse all'Entente cordiale.
Quando Churchill morì, nel 1965 de Gaulle scrisse alla figlia Mary:
(Charles de Gaulle su Churchill, 1965)

#### Relazioni con gli Stati Uniti d'America

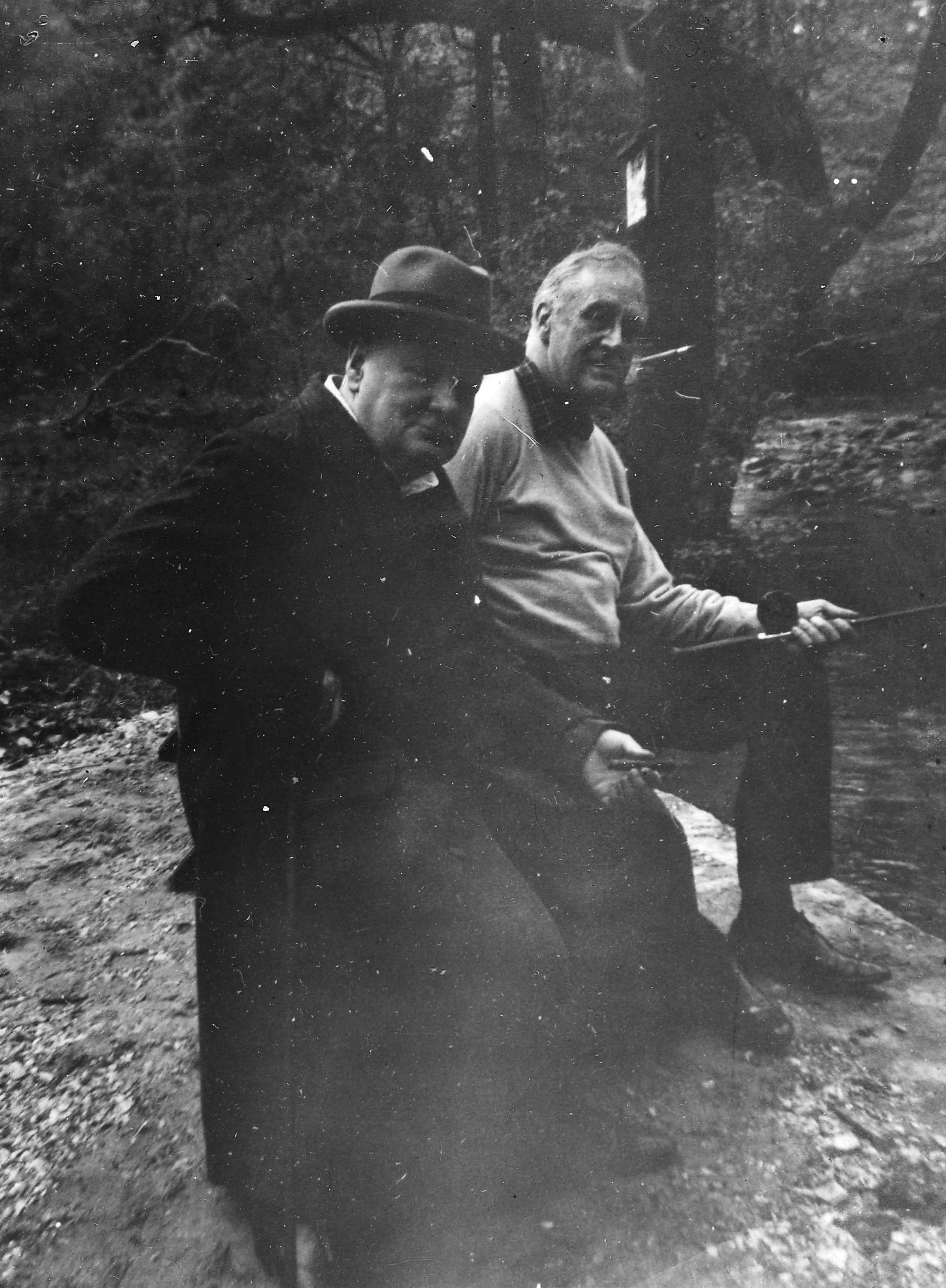
Churchill con Roosevelt a pesca a Camp David nel 1943

Churchill e il presidente statunitense Franklin Delano Roosevelt svilupparono nel corso della guerra una forte amicizia personale, nonostante la moglie del presidente, Eleanor, che aveva molta influenza sul marito, non avesse troppa simpatia per lui, giudicandolo troppo reazionario. Anche l'ambasciatore Joseph P. Kennedy si dimostrò ostile a Churchill, ma questi riuscì abilmente a scavalcarlo instaurando da subito un filo diretto con il presidente. Churchill negli anni precedenti alla guerra aveva dato alterni giudizi sulla politica statunitense. Generalmente la sua simpatia andava ai democratici, perché all'interno del Partito repubblicano si annidavano forti correnti anti-britanniche e isolazioniste.
Churchill e Roosevelt si erano incontrati una prima volta nel 1919 quando Roosevelt era viceministro della Marina. Già a partire dal 1940, Roosevelt, nonostante la neutralità formale degli Stati Uniti d'America, cominciò a scambiare corrispondenza con Churchill. In tale occasione Churchill mise subito in guardia Roosevelt, nel momento più cupo del conflitto, che in caso di resa la flotta britannica avrebbe potuto passare sotto controllo tedesco, alterando così in maniera decisiva gli equilibri navali e mettendo a rischio la sicurezza statunitense. In sostanza, l'aiuto statunitense al Regno Unito, fondamentale per sostenerne lo sforzo bellico, fu reso possibile dalla convinzione di Roosevelt e del suo entourage (importante fu anche il ruolo del diplomatico Averell Harriman), che sostenere il Regno Unito e, in seguito, scendere in campo direttamente per sconfiggere le ambizioni egemoniche naziste, fosse essenziale per garantire la sicurezza internazionale degli Stati Uniti d'America. Churchill fu molto abile a sostenere queste convinzioni, ottenendo così l'imprescindibile sostegno statunitense.

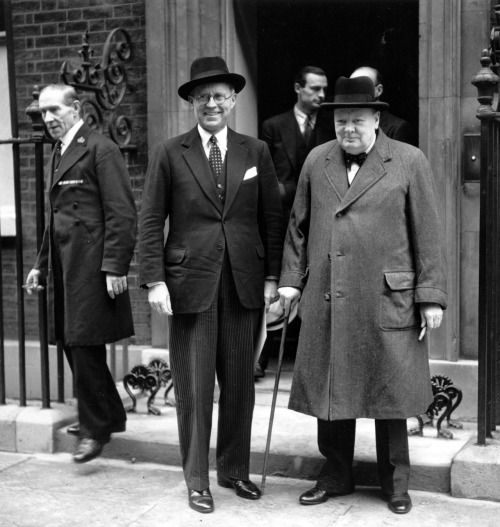
Churchill con Joseph Kennedy nel 1939

Le relazioni tra Churchill e il Paese natio della madre furono complesse e variegate, influenzate sia dalle origini familiari sia dai mutamenti del pensiero dello statista. Dalla madre Churchill ereditò una fondamentale ammirazione per la nazione nordamericana, una romantica visione dei legami di sangue e di civiltà che legavano i due popoli, eredità del pananglismo di fine Ottocento, dalla quale non si distaccherà mai. Dopo la prima guerra mondiale cominciò tuttavia a provare diffidenza per gli Stati Uniti, nei quali vedeva, sotto la maschera dell'umanitarismo wilsoniano, una volontà di rimpiazzare l'Impero britannico. Tale sentimento raggiunse il suo culmine negli anni '20, durante l'incarico allo Scacchiere, quando Churchill si fece una fama di anti-americano, tanto che la moglie Clementine gli disse che era considerato "troppo ostile all'America" e che ciò gli avrebbe impedito di diventare ministro degli Esteri. L'opinione mutò in occasione di un lungo viaggio negli Stati Uniti nel corso del 1929-1930: in quel momento Churchill maturò la convinzione che gli Stati Uniti fossero la potenza del futuro, dotati di capacità economiche e, in prospettiva, geopolitiche tali da annullare la competizione di qualsiasi attore europeo. Da ciò derivò l'impostazione strategica atlantica che sarà alla base dalla politica churchilliana per tutta la vita politica seguente dello statista: data la identica natura di potenza talassocratica e la comunanza di civiltà sussistente tra Gran Bretagna e Nordamerica, i due poli mantenevano una fondamentale condivisione di interessi geopolitici, consistenti nel controllo delle rotte marittime e nella prevenzione del dominio delle masse continentali da parte di potenze egemoni. Data tale condivisione, la Gran Bretagna avrebbe potuto preservare un ruolo di potenza solo mantenendosi legata agli Stati Uniti. Su tali valutazioni influì anche un mutamento della visione dell'impero da parte di Churchill: consapevole del declino britannico, ma altrettanto consapevole della necessità di non poter venir meno agli imperativi geopolitici della Gran Bretagna, egli vedeva la soluzione nella creazione di un "condominio" globale, con il riconoscimento di una primazia americana nei mari asiatici e un ritiro dell'Impero britannico nell'area euro-mediterranea.

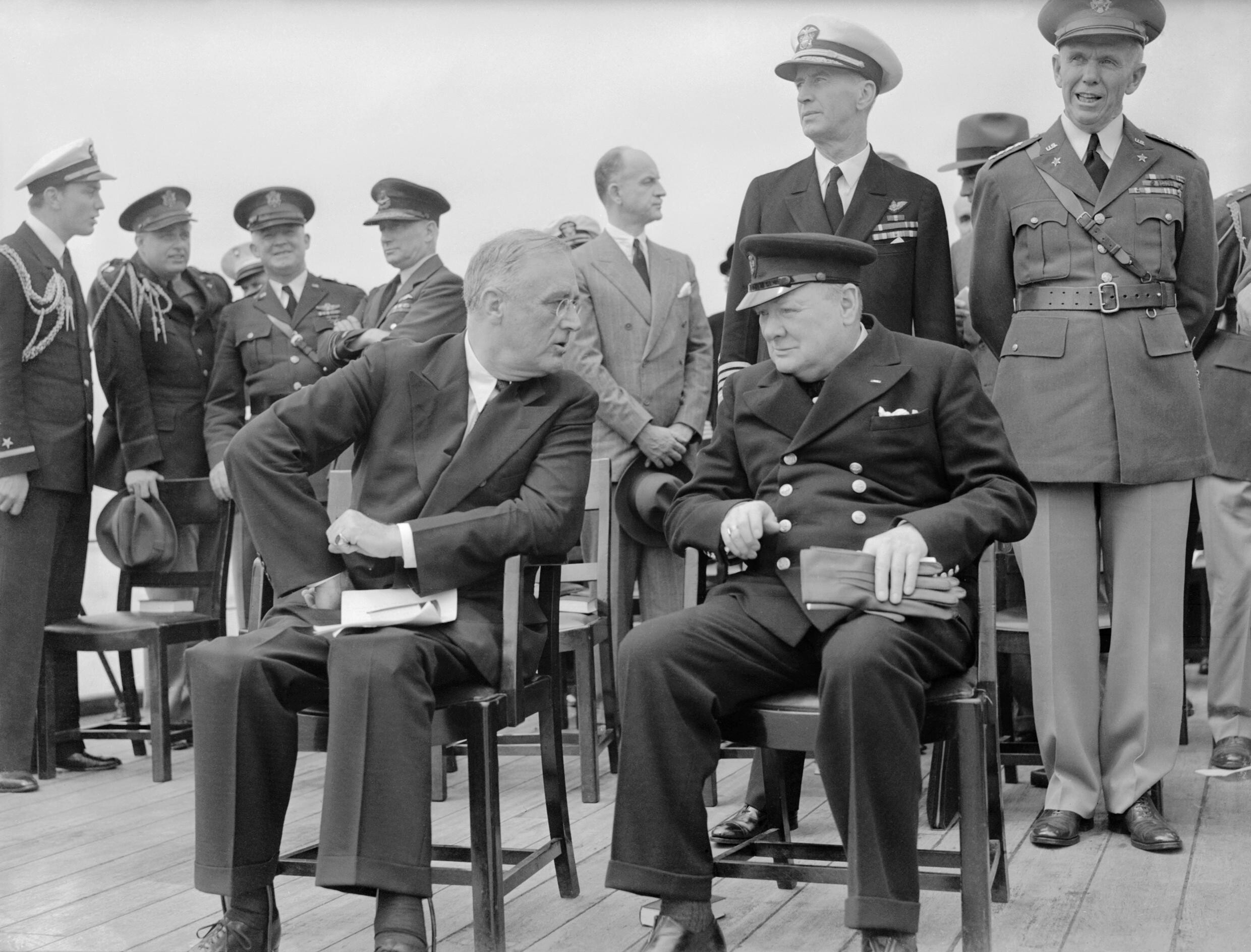
Churchill e Roosevelt a bordo della corazzata Prince of Wales, alla cerimonia di firma della Carta Atlantica

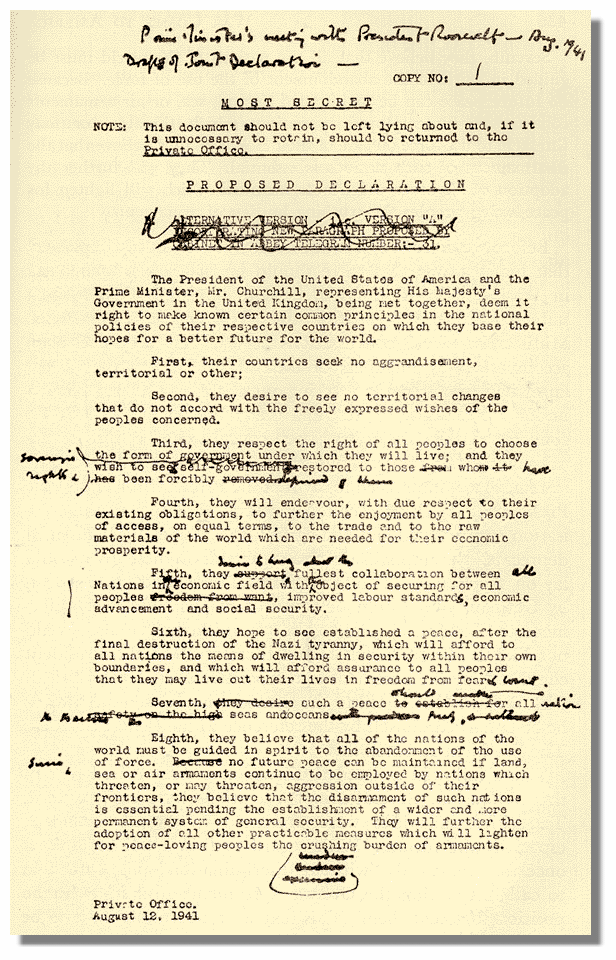
La bozza della carta Atlantica con le minute di Churchill

In questo senso Churchill fu il padre, teorico e pratico, dell'atlantismo. La lucida esposizione di tale impostazione si ritrova per la prima volta in una conversazione che egli ebbe nel 1938 con il giornalista americano Walter Lippmann, in occasione di una cena offerta da comuni amici, il deputato 
Harold Nicolson e sua moglie Vita Sackville-West. Durante la serata Lippmann riferì a Churchill i commenti anti-britannici dell'ambasciatore statunitense Joseph P. Kennedy, il quale aveva profetizzato la sicura sconfitta della Gran Bretagna in caso di prossima guerra contro la Germania. Churchill ribatté:
Il 26 dicembre 1941, poco dopo l'entrata in guerra degli Stati Uniti d'America, Churchill tenne un discorso alle camere riunite del Congresso, nel quale rimarcò le sue origini statunitensi:
(Winston Churchill al Congresso degli Stati Uniti d'America, 26 dicembre 1941)

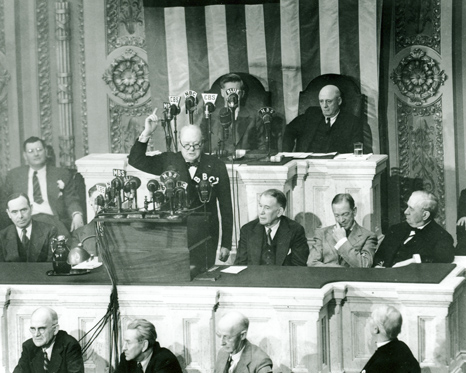
Churchill parla al Congresso degli Stati Uniti d'America, 1941

Dall'inizio del conflitto e fino al 1943 Churchill dettò di fatto la strategia alleata. Dalla legge affitti e prestiti alla sottoscrizione della Carta Atlantica nel 1941, alla linea detta Germany first, concordata alla conferenza Arcadia, volta a dare appunto la priorità strategica alla sconfitta tedesca, fino all'operazione Husky e all'apertura del fronte italiano (1943), fu Churchill a imporre agli americani la condotta bellica. In seguito, a partire soprattutto dalla conferenza di Teheran, divenne chiaro che il Regno Unito era diventato socio di minoranza dell'alleanza, dovendo accodarsi alle decisioni statunitensi. Tuttavia, la tattica churchilliana riuscì nel complesso a salvaguardare il ruolo e gli interessi del Regno Unito nello scenario post-bellico, pur su scala ridotta. Come ha sottolineato il generale italiano Fabio Mini:
A proposito della Carta Atlantica, A.J.P. Taylor ne valuta l'importanza esclusivamente sul piano simbolico:
Con la Carta Atlantica i britannici ottennero dagli Stati Uniti l'impegno a scendere in campo al loro fianco, anche se ciò avvenne effettivamente solo dopo l'attacco di Pearl Harbor: fu il coronamento della tenace linea churchilliana, perseguita anche con il supporto di strutture di intelligence da lui personalmente supervisionate, come il British Security Coordination diretto da William Stephenson (dove si formarono anche i primi agenti della futura CIA). In cambio, i britannici avevano dovuto cedere l'uso di alcune basi navali a Terranova, sebbene si trattasse di una presenza militare da tempo simbolica, in quanto il Regno Unito aveva abbandonato ogni ambizione imperiale nell'Emisfero occidentale già a fine XIX secolo. Oltretutto, Churchill riuscì a impedire che i principi della Carta si applicassero ai popoli coloniali, con la sostanziale accondiscendenza di Roosevelt, il quale non intendeva scontrarsi con il premier britannico su questo tema.

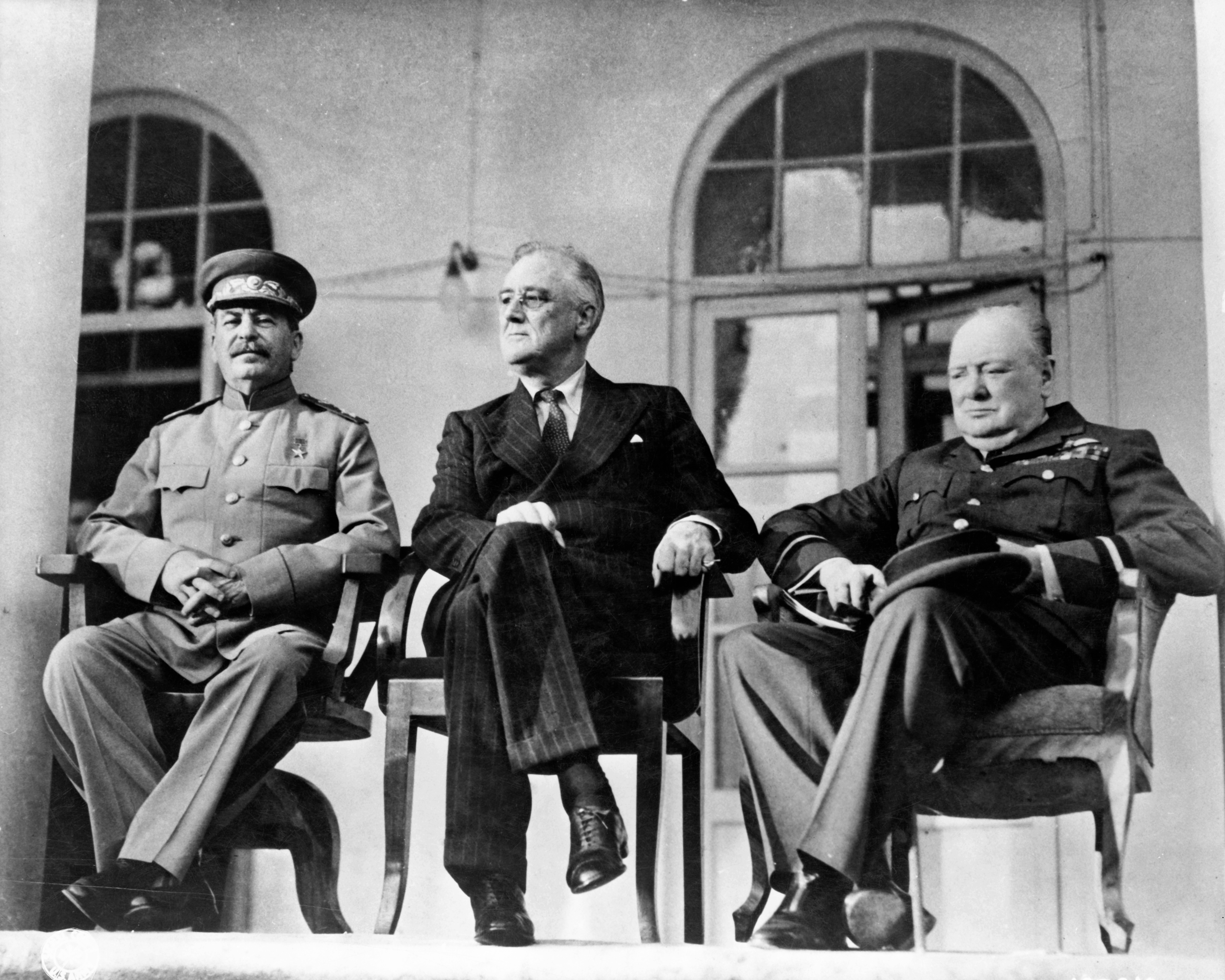
Churchill con Roosevelt e Stalin alla Conferenza di Teheran nel 1943

Sul piano più concreto, la prospettiva rooseveltiana divergeva, ma solo in parte, da quella di Churchill, per quanto riguardava l'assetto dell'Europa:
Quest'impostazione costituì un punto di accordo tra Roosevelt e Churchill: grazie a esso il secondo riuscì a trarre dalla propria parte il primo sulla pianificazione militare del conflitto e il condominio anglo-sovietico sul continente europeo era stato immaginato da Churchill sin dagli anni '30.
Le maggiori divergenze politiche tra i due leader emersero però proprio riguardo all'URSS. Churchill avrebbe voluto un approccio molto più assertivo degli occidentali verso Stalin, soprattutto per tutelare l'indipendenza di nazioni come la Polonia, il cui governo in esilio si trovava a Londra. Roosevelt invece, e come lui Eisenhower, non avevano interesse nell'Europa orientale, ritenevano che l'opinione pubblica statunitense non avrebbe accettato la permanenza in Europa di forti contingenti militari dopo la fine della guerra. Anche la decisione di sbarcare sulle coste francesi, pur prevista da Churchill nella sua "grand strategy", fu principalmente statunitense, mentre i britannici avrebbero preferito un'operazione nei Balcani, per tagliare ai sovietici l'accesso all'area danubiana e all'Europa centrale. In questo Churchill rimase fedele alla geopolitica mackinderiana già sposata ai tempi dell'intervento contro la Rivoluzione d'ottobre, che aveva posto come perno della potenza il centro dell'Eurasia e l'Europa orientale.
Al contrario, Roosevelt immaginava un accordo permanente con i sovietici, convinto che l'esperienza della guerra avrebbe portato il regime di Stalin a una normalizzazione economico-istituzionale. Churchill invece non credette mai a un'evoluzione filo-occidentale dell'URSS, mostrando una preveggenza che gli viene riconosciuta anche dalla storiografia più critica; altra parte degli studiosi ritiene che egli cercò invece di raggiungere, anche autonomamente, un accordo pragmatico con i sovietici sull'assetto geopolitico del Continente, basato sul riconoscimento reciproco di sfere di influenza territoriali. Come sottolineato da Henry Kissinger, Churchill fu più lungimirante di Roosevelt, perché sapeva guardare oltre il fronte, in prospettiva geopolitica e non di mero vantaggio militare (su questo punto l'analisi di Taylor, che giudicava la strategia balcanica un'invenzione postuma di Churchill in ottica di guerra fredda, è stata superata). Dopo il 1943, gli americani cedettero ai britannici la responsabilità di un settore mediterraneo indebolito: i comandanti che si susseguirono, Sir Henry Maitland Wilson e Harold Alexander lanciarono una grande offensiva lungo la Linea Gotica nell'autunno del 1944, con l'obiettivo di raggiungere i Balcani. L'iniziativa, però, fallì a causa dello spostamento di numerose truppe statunitensi sul fronte francese.
Fu quindi principalmente Churchill a farsi assertore di un ruolo imperiale degli Stati Uniti che la classe dirigente statunitense fece proprio solo con l'avvento di Harry Truman, con il quale l'intesa strategica fu molto più solida che non con Roosevelt.
Sviluppando il tema imperiale lungo la prospettiva maturata sin dagli anni '30, Churchill rimase quindi un assertore convinto del ruolo guida che le potenze anglosassoni avrebbero dovuto svolgere nell'ordine mondiale post-bellico. Come scrisse a Roosevelt già nel 1940: «Se vinceremo la guerra, dovremo assumerci la grave responsabilità di un nuovo ordine mondiale». L'idea trovò compiuta formulazione in un discorso che Churchill tenne all'Università di Harvard nel 1943, nel quale pose l'accento sull'importanza della lingua come elemento di unione tra i popoli di lingua inglese e come fattore egemonico:
(Winston Churchill all'Università di Harvard nel 1943)
Churchill era anche consapevole che l'ascesa degli Stati Uniti avrebbe significato il declino degli imperi coloniali europei. Roosevelt e il suo entourage consideravano infatti l'Impero britannico un anacronismo, che solo la volontà di Churchill riusciva a tenere ancora insieme, mentre puntavano su un ruolo molto più attivo degli inglesi in Europa, il che coincideva con i disegni di Churchill, anche se egli si batté per salvare almeno in parte l'Impero. In ogni caso, fu sempre convinto che i legami culturali ed etnici fra i popoli anglofoni fossero talmente stretti da consentire un passaggio indolore della potenza imperiale da Londra a Washington. Nel discorso di Harvard Churchill prefigurò l'essenza dell'impero statunitense, erede di quello britannico, incentrata sul "soft power" linguistico e sulla globalizzazione degli scambi, cinquant'anni prima che questa si realizzasse.

#### Relazioni con L'Unione Sovietica

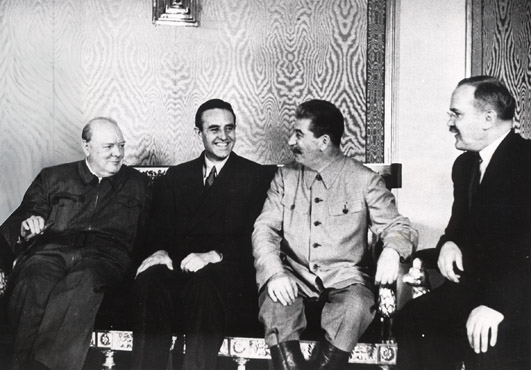
Da sinistra: Churchill, Averell Harriman, Stalin e Vjaceslav Molotov a Mosca nel 1942

Quando i tedeschi invasero l'Unione Sovietica, Winston Churchill, veemente anti-comunista, subordinò il suo odio verso il comunismo a quello verso Hitler, un sentimento che emerse quando affermò che «se Hitler invadesse l'inferno, farei almeno un riferimento favorevole al diavolo alla Camera dei Comuni». Di conseguenza, rifornimenti e carri armati britannici furono inviati in aiuto dell'Unione Sovietica.
La decisione di Churchill di sostenere l'Unione Sovietica aggredita dalla Germania nazista, nonostante il suo noto anticomunismo, deriva da varie ragioni: innanzitutto dalla necessità tattica di evitare che la Russia con le sue risorse cadesse in mano tedesca: ciò avrebbe compromesso definitivamente le sorti della guerra. Churchill era consapevole che se Hitler avesse aperto il secondo fronte a Est avrebbe segnato l'inizio della sua fine, come era già accaduto a Napoleone. Allo stesso modo in cui Lord Castlereagh, suo antenato, aveva sostenuto la Russia zarista in guerra contro la Francia napoleonica, Churchill sostenne la Russia sovietica in guerra contro la Germania nazista. Vi era però anche un'altra ragione, derivata dal rapporto personale tra Churchill e Stalin: l'inglese considerava Stalin non un ideologo rivoluzionario (come Trockij, da lui disprezzato sin dagli anni '20), ma un leader nazionale russo, che durante la frequentazione negli anni della guerra imparò ad apprezzare, se non altro per la leadership dimostrata durante il conflitto, un apprezzamento personale che non svanì nemmeno durante gli anni della guerra fredda. Churchill non cessò mai di osteggiare l'ideologia comunista, nondimeno, stimò in Stalin il patriota e lo statista. Curiosamente, la valutazione data da Churchill di Stalin coincideva alla perfezione con quella data da Hitler. Questa valutazione cominciò a palesarsi già nel 1939, quando disse a Neville Chamberlain:
(Winston Churchill a Neville Chamberlain, 1939)
Nel 1917, nell'immediatezza della Rivoluzione d'ottobre, aveva espresso in una nota per il gabinetto un concetto simile, in contrasto con il duro anticomunismo degli anni successivi:
(Winston Churchill, 1917)
Il 14 luglio 1940, ragionando sulla situazione strategica del momento, intuì con lucidità assoluta i futuri sviluppi del conflitto:

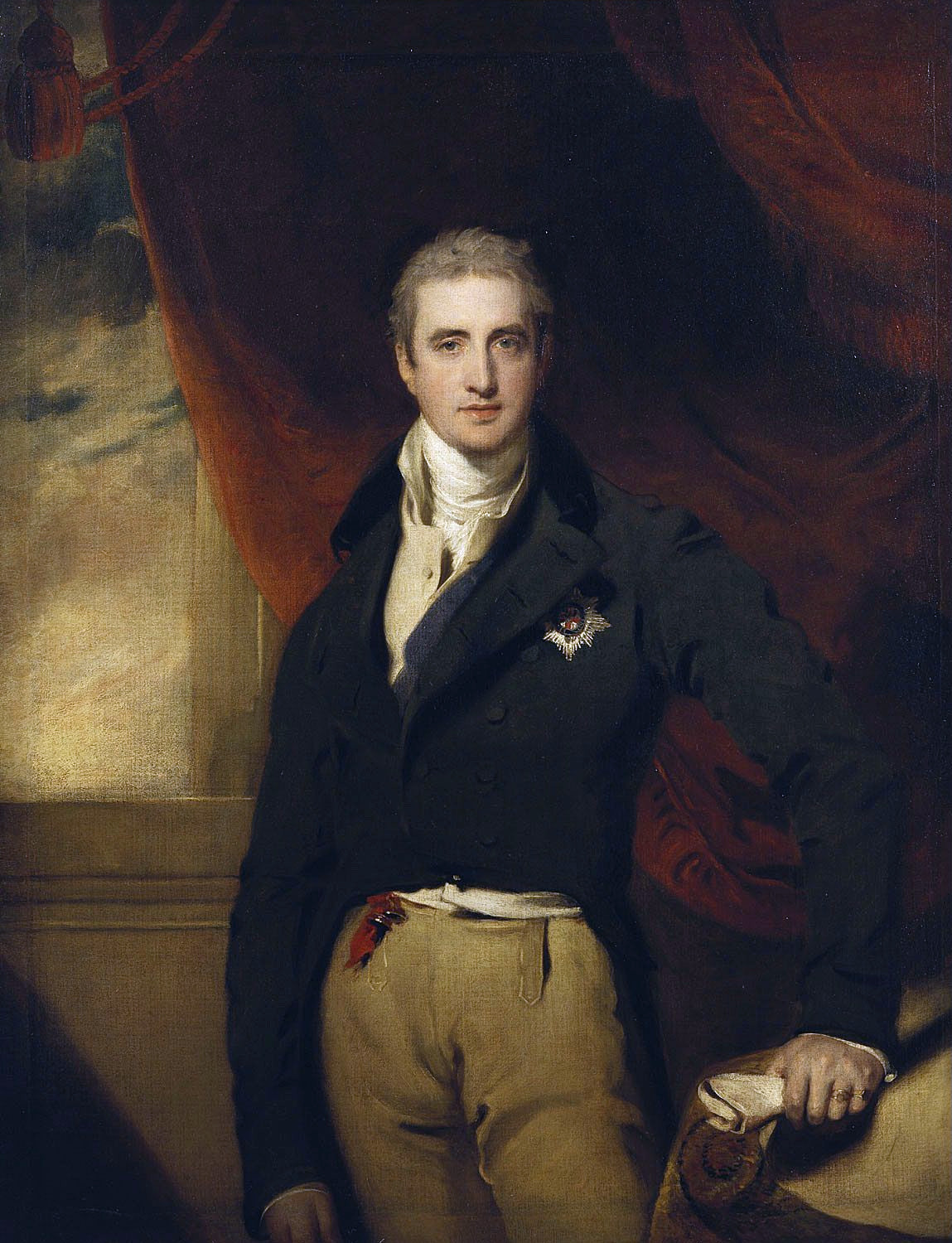
Lord Castlereagh, antenato di Churchill, aveva guidato la coalizione antinapoleonica che condusse alla sconfitta della Francia nel 1814

Churchill, grazie alla sua profonda conoscenza della storia europea, in parte dovuta al fatto che tale storia spesso aveva coinciso con quella della sua stessa famiglia, aveva ben presenti le costrizioni geopolitiche che imponevano agli Stati determinati atteggiamenti strategici. Sapeva che gli Stati Uniti non avrebbero potuto accettare il dominio tedesco sulla massa eurasiatica, che avrebbe potuto porre un pericolo alla libertà dei mari e dunque alla sicurezza del continente americano. Allo stesso modo, sapeva che le ambizioni egemoniche tedesche sull'Europa orientale avrebbero reso inevitabile lo scontro tra URSS e Germania, nonostante la momentanea alleanza tattica, portando la seconda alla sconfitta. La miccia che accese la conflagrazione russo-tedesca venne dal rovesciamento del governo iugoslavo del reggente Paolo Karađorđević, che aveva aderito al Patto Tripartito, sostituito dal nipote Pietro II, evento che condusse all'invasione della Jugoslavia da parte dell'Asse. Il colpo di Stato era stato orchestrato con l'appoggio dell'intelligence britannica, al fine di far saltare l'intesa tra le due potenze nel centro nevralgico in cui i loro interessi strategici divergevano (i Balcani).
La scelta decisiva di non cedere nel 1940, nonostante l'apparente isolamento della Gran Bretagna, si basava dunque sulla previsione di uno sviluppo degli eventi bellici che, sul medio-lungo periodo, avrebbe favorito il Regno Unito. Commenta John Lukacs:

##### Affare Hess
Il 10 maggio 1941, in Scozia precipitò un velivolo che aveva trasportato il gerarca nazista Rudolf Hess, fedelissimo di Hitler, che si era paracadutato poco prima. Hess era giunto in Gran Bretagna per avviare colloqui segreti di pace con membri dell'aristocrazia ritenuti vicini alla famiglia reale, in particolare il duca di Hamilton, proprio in vista dell'imminente avvio dell'Operazione Barbarossa (l'invasione tedesca dell'Unione Sovietica). Sia le impressioni di coloro che furono all'epoca coinvolti nell'operazione, sia ricostruzioni storiche moderne hanno avvalorato l'ipotesi che il volo di Hess fosse il risultato di una ben congegnata trappola ordinata dai servizi segreti britannici (MI6) su incarico di Churchill.

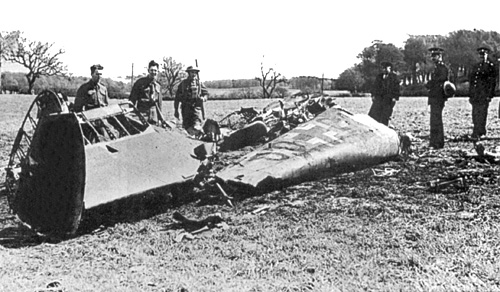
Il relitto dell'aereo di Rudolf Hess precipitato in Scozia nel maggio 1941

Già subito dopo la fine della guerra, Karl Haushofer, il teorico della geopolitica amico di Hess e ritenuto l'ispiratore della missione, interrogato dai servizi segreti americani, disse: «Sospetto che le lettere vennero intercettate dai servizi segreti inglesi, i quali devono aver scritto le risposte che indussero Hess a volare in Inghilterra». Di uguale parere il presidente ceco Edvard Beneš, che richiese ai suoi servizi un'inchiesta e concluse che il Secret Service britannico "aveva preparato tutto". Nel luglio 1941, pochi mesi dopo la cattura di Hess, anche Walter Schellenberg, vice-comandante della Gestapo, scrisse un rapporto a Hitler nel quale affermava che "Hess è stato indotto alla sua decisione attraverso l'azione sistematica del Secret Service inglese e dei suoi complici tedeschi".
L'operazione fu elaborata da Churchill essenzialmente allo scopo di sgominare il "partito aristocratico della pace" (quei settori dell'aristocrazia britannica simpatizzanti del nazismo), forzandone l'uscita allo scoperto e poi neutralizzandolo con la cattura di Hess. Churchill era a conoscenza del fatto che Hitler aveva già dato disposizioni per preparare l'operazione Barbarossa nell'ottobre del 1940, nel pieno della battaglia d'Inghilterra. Allo stesso tempo però Stalin fu sempre estremamente diffidente verso gli occidentali e non si mosse fino a quando l'invasione non ebbe inizio. Inoltre il dittatore sovietico venne a conoscenza, dagli agenti infiltrati nei servizi britannici, che la missione di Hess era fallita e che dunque Hitler non aveva chiuso il fronte occidentale; logicamente, presumeva di non essere attaccato. Hitler invece attaccò per dimostrare le sue credenziali di crociato anticomunista ai settori più reazionari dell'élite britannica, che sperava rovesciassero Churchill, magari con la complicità del re, e instaurassero un governo filo-nazista. Inoltre, dato il suo disprezzo razzista verso gli slavi, Hitler riteneva di liquidare in poche settimane l'Unione Sovietica, togliendo così definitivamente il possibile alleato orientale ai britannici e costringendo Churchill alla resa.
Il premier britannico, consapevole di questo rischio, attirò Hess in una trappola per ridurre all'impotenza i circoli aristocratici filo-hitleriani e ricompattare la classe dirigente britannica in vista della discesa in campo al fianco dell'URSS, come già nel 1940. Inoltre, la cattura di Hess serviva anche a dimostrare la buona fede e la sincera volontà combattiva della Gran Bretagna al sospettoso Stalin, anche se Churchill mantenne un grande riserbo sull'intera vicenda, probabilmente allo scopo di proteggere quei gruppi aristocratici, che sfioravano la stessa famiglia reale, ai quali rimaneva comunque legato. Churchill riuscì ad acquietare i dubbi di Stalin durante un incontro nel corso della Conferenza di Mosca nel 1942.

##### Churchill e Stalin

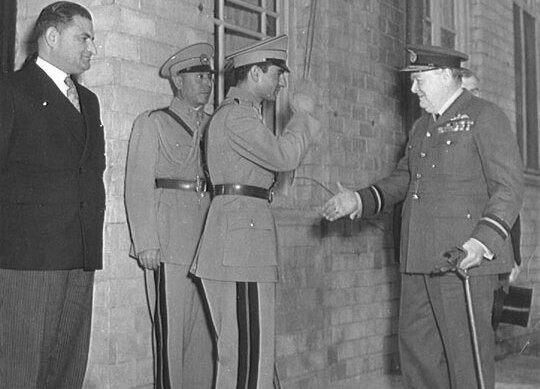
Churchill riceve il saluto dal giovane monarca persiano Mohammad Reza Pahlavi a Teheran nel 1943

Dopo che l'invasione nazista cominciò Stalin, che aveva costantemente ignorato gli avvertimenti provenienti dallo stesso Churchill circa l'imminenza dell'attacco, cominciò a richiedere sempre più insistentemente l'aiuto britannico. Immediatamente Churchill e Stalin decisero l'invasione anglo-sovietica dell'Iran nel 1941, allo scopo di neutralizzare il governo filotedesco dello scià Reza Shah Pahlavi. Nel dicembre, una settimana dopo Pearl Harbor, Churchill inviò Anthony Eden a Mosca, dove Stalin volle imporre ai britannici di riconoscere le annessioni sovietiche intervenute in seguito al patto Molotov-Ribbentrop (cioè Paesi baltici e Polonia orientale). Eden evitò impegni scritti, ma erano ormai chiari gli obiettivi di guerra sovietici. Churchill chiarì peraltro al capo del governo polacco in esilio Władysław Sikorski: "Se la Russia venisse a patti con il Reich, tutto sarebbe perduto. Questo non deve accadere".
I contrasti emersi non impedirono comunque di giungere finalmente a una formale alleanza anglo-sovietica, con la quale le due parti si impegnarono a combattere fino alla sconfitta totale della Germania nazista e a non stipulare paci separate con il nemico comune, oltre a concordare varie clausole di assistenza economica. I profili territoriali vennero invece esclusi per volontà inglese, e formeranno parte di accordi separati successivi.

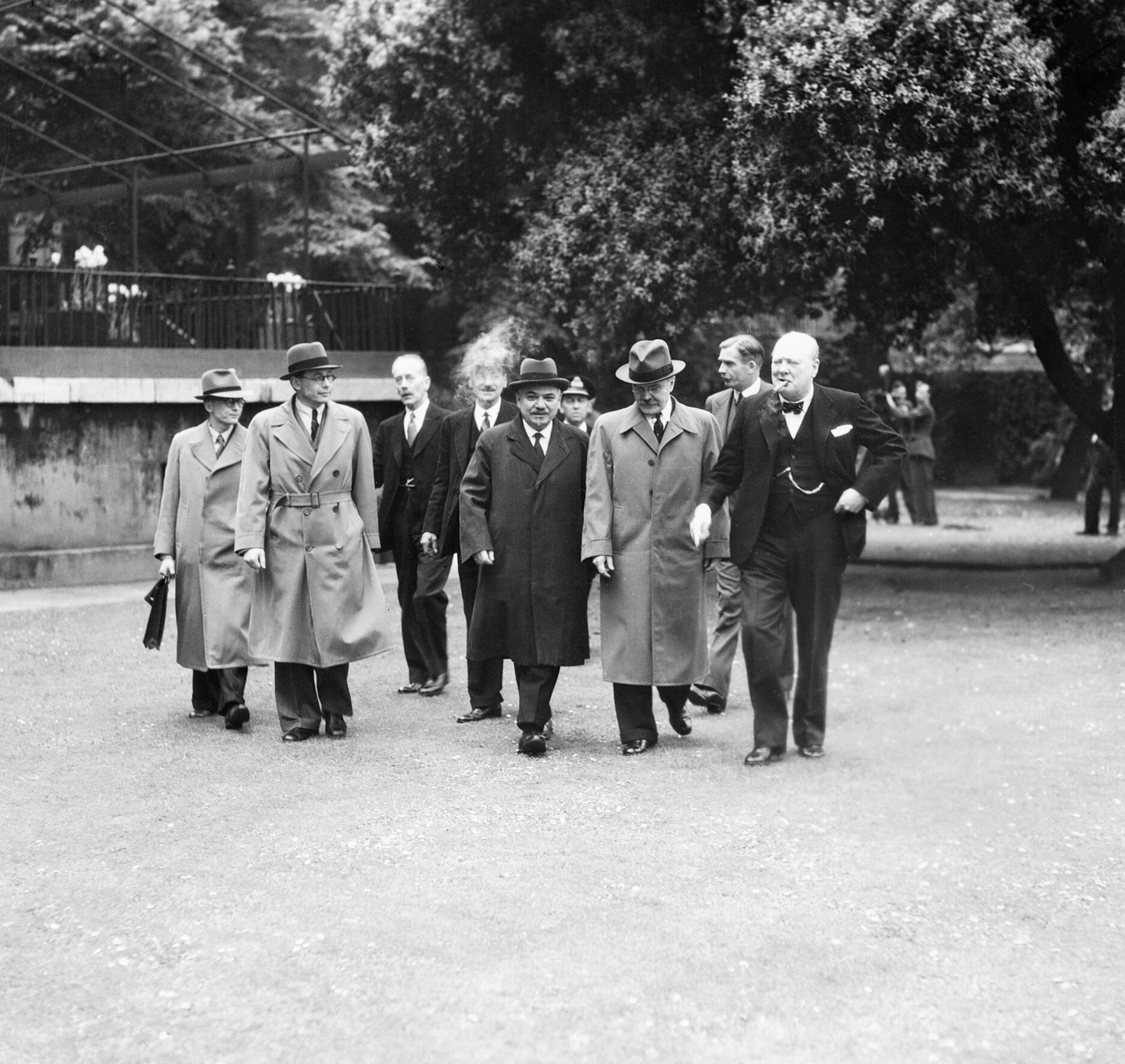
Churchill con Molotov (dietro di loro Anthony Eden) a Londra dopo la firma del Patto anglo-sovietico del 1942

Churchill e Stalin ebbero due incontri a due a due, nel 1942 e nel 1944. Nel primo, Churchill riuscì con successo a difendere la sua decisione di non aprire un secondo fronte in quell'anno. Stalin restò impressionato dalla determinazione di Churchill e quest'ultimo fu allo stesso tempo colpito dalla tempra del leader sovietico. Nel corso dell'anno seguente, quando le ambizioni egemoniche russe sull'Europa orientale divennero evidenti, il rapporto cominciò a deteriorarsi, anche in concomitanza con il ruolo sempre più preponderante assunto dagli Stati Uniti sulla Gran Bretagna, e l'atteggiamento di Roosevelt verso Stalin si dimostrò più accomodante di quello di Churchill. Quest'ultimo si batté soprattutto sul tema polacco, dato anche il gran numero di volontari di quel Paese che avevano trovato rifugio nel Regno Unito e combattevano negli eserciti dell'impero. Churchill pensò allora di offrire a Stalin un patto sulla Polonia: accettazione da parte di quest'ultima del confine segnato dalla linea Curzon (che avrebbe significato la cessione di oltre due quinti del territorio della Polonia prebellica, ma abitato per la maggioranza da bielorussi e ucraini, non da polacchi), in cambio del riconoscimento sovietico del governo polacco in esilio. Inoltre, il territorio perduto dalla Polonia sarebbe stato compensato dall'acquisizione di territorio tedesco. Tuttavia varie circostanze fecero fallire il piano di Churchill: l'intransigenza polacca, che non voleva accettare la linea Curzon, il mancato sostegno americano e l'avanzata dei sovietici in Polonia, che dava a Stalin un vantaggio decisivo. Nel 1943 i servizi segreti britannici passarono ai sovietici i piani tedeschi della battaglia di Kursk, decifrati a Bletchley Park; questo diede ai russi un vantaggio fondamentale che consentì di prevenire e sconfiggere il nemico a Kursk, dove la gran parte delle forze corazzate tedesche venne annientata.

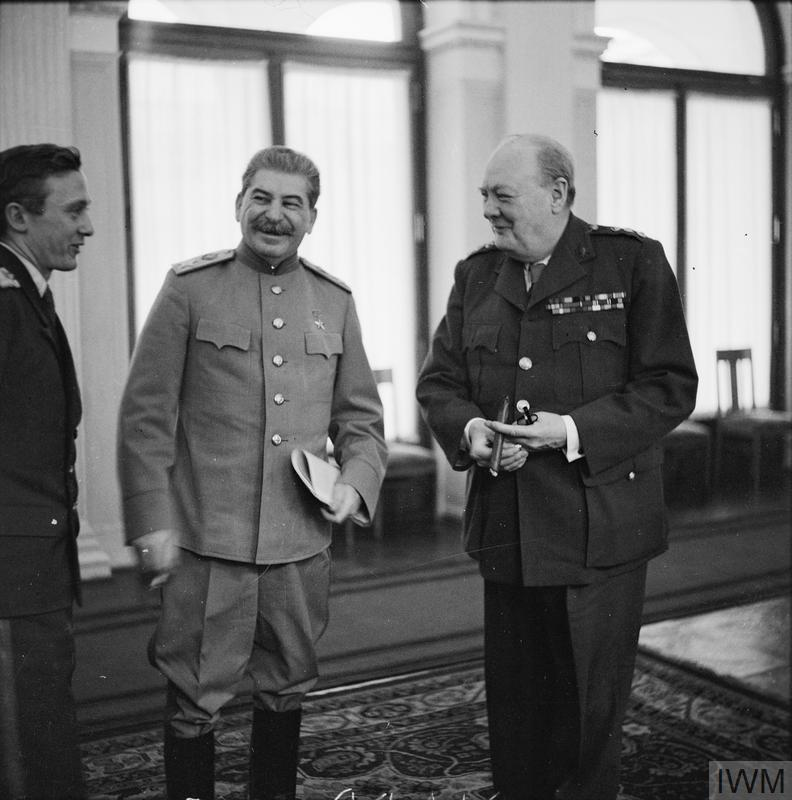
Momento di convivialità tra Stalin e Churchill a Yalta, durante una pausa dei lavori

Nel corso della Conferenza di Mosca del 1943 venne emanata, tra le altre, la Dichiarazione sulle atrocità, nella quale era espressa la necessità di perseguire quei membri della dirigenza politica e delle forze armate tedesche che si fossero macchiati di crimini di guerra e contro l'umanità. Essa venne redatta personalmente da Churchill, sottoscritta da Roosevelt e Stalin, e, dopo la guerra, funse da base giuridica per la celebrazione del Processo di Norimberga.
Alla fine del conflitto Churchill, ormai settantenne, era indebolito fisicamente e psicologicamente. Rimase comunque suo obiettivo prioritario mantenere l'unità dell'alleanza fino alla sconfitta definitiva della Germania nazista: quando, pochi giorni prima del suicidio di Hitler, Heinrich Himmler offrì la resa incondizionata della Germania ai soli occidentali, Churchill si oppose, sostenendo che la resa doveva comprendere tutti gli alleati, inclusa l'URSS. Quando lo seppe, Stalin telegrafò a Churchill: «Conoscendola, non dubitavo che avrebbe agito in questo modo». La resa incondizionata della Germania nazista giunse infine l'8 maggio 1945.

##### Dal Patto delle percentuali a Yalta. Turchia e Grecia nel disegno di Churchill

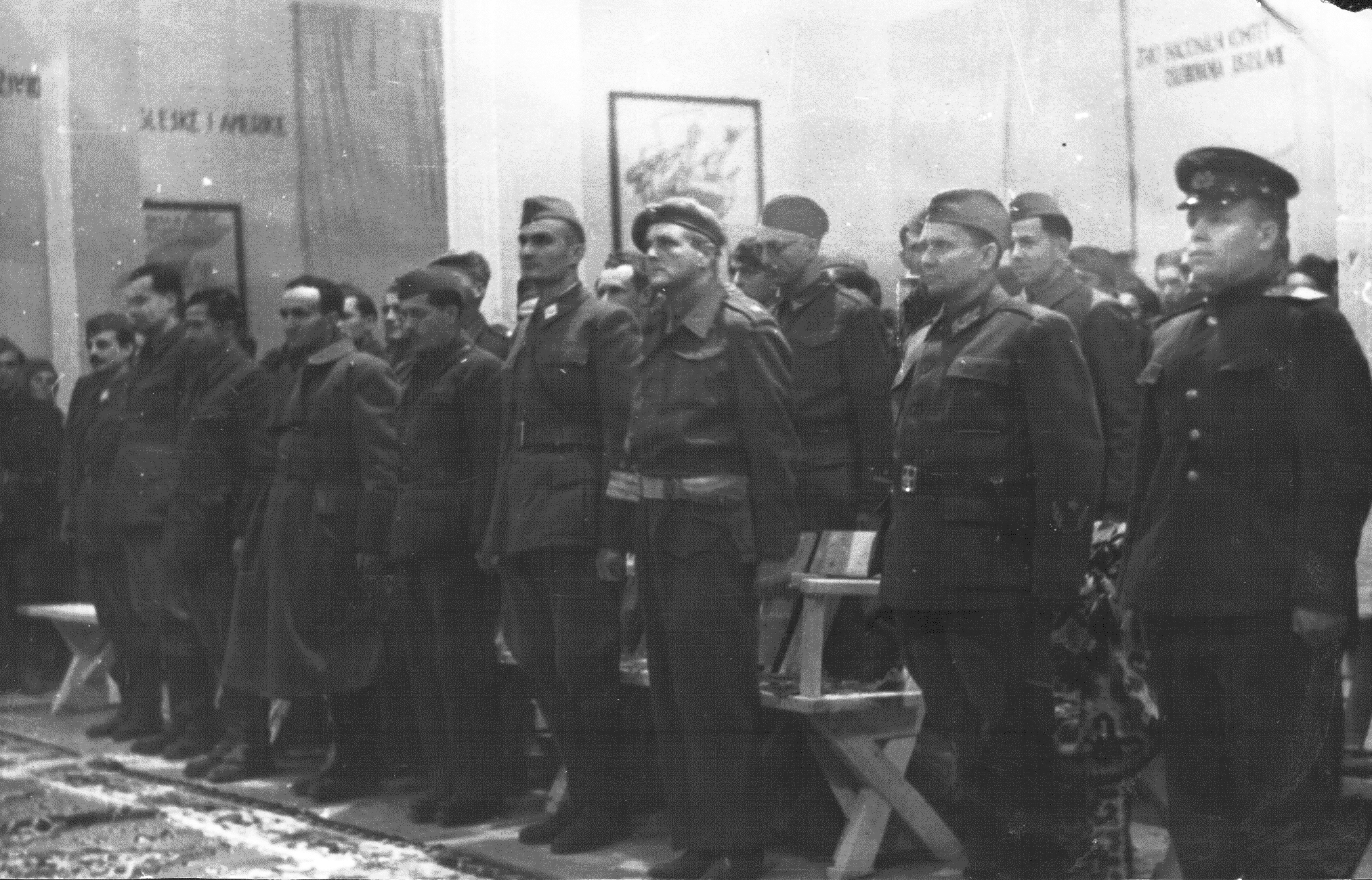
Randolph Churchill (terzo da destra) con Tito nel 1944

Il 27 gennaio 1943 Churchill decise insieme al capo del SOE colonnello Keble di inviare una missione britannica presso Tito per sostenere la resistenza jugoslava contro l'occupazione nazifascista. Nel maggio dello stesso anno inviò suo figlio Randolph come ufficiale di collegamento con i partigiani jugoslavi, nel frattempo armati dai britannici. La scelta di sostenere le formazioni comuniste, invece dei cetnici monarchici, fu dettata dalla maggiore efficacia che i titini assicuravano nel combattere le truppe di occupazione dell'Asse.
Nel 1944 Churchill e Stalin ebbero dieci giorni di colloqui a Mosca nei quali fu deciso il futuro dell'Europa orientale. In questo contesto si situa il famoso "patto delle percentuali". Churchill raccontò l'episodio nelle sue memorie:

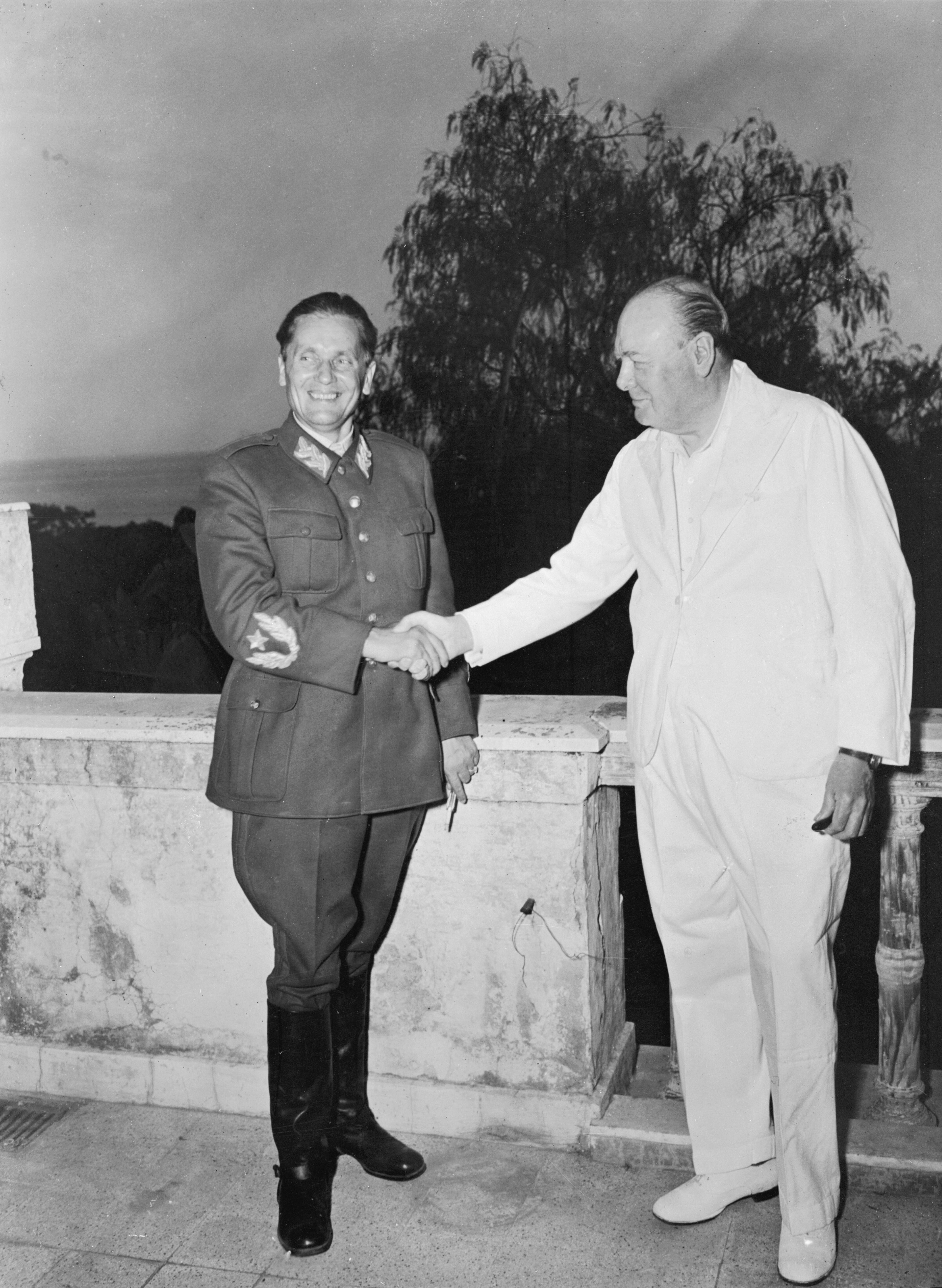
Churchill e Tito a Villa Rivalta nel 1944

Il "patto" aveva essenzialmente lo scopo di dare mano libera al Regno Unito per liquidare le forze comuniste della resistenza greca che avevano già cominciato a scontrarsi con le formazioni liberali e monarchiche per instaurare un regime comunista nel Paese. Esso si inserì in una logica di equilibrio delle potenze che si era già direttamente dispiegata in alcuni Paesi, soprattutto dell'area mediterranea e balcanica. Churchill inviò immediatamente un contingente britannico dall'Italia e a Natale del 1944 volò ad Atene. Definì i comunisti greci trotskisti, per rimarcare la loro distanza da Stalin, e questi tenne scrupolosamente fede al patto con Churchill negando qualsiasi assistenza ai comunisti greci.
In Jugoslavia nel giugno 1944 Tito aveva acconsentito, su pressione di Stalin, a firmare un accordo con il bano della Croazia Ivan Šubašić, rappresentante del re in esilio Pietro II, per un governo di coalizione tra partiti comunisti e non comunisti della resistenza dopo la guerra. L'accordo aveva come base le percentuali di spartizione delle sfere di influenza per la Iugoslavia proposte da Churchill (50-50). Churchill e Tito si incontrarono a Villa Rivalta a Napoli nel 1944, e ancora a Caserta nell'agosto, dove il comandante partigiano assicurò il premier che non era sua intenzione instaurare un regime comunista in Jugoslavia. Churchill rimase diffidente, così com'era diffidente verso i comunisti italiani, ma continuò la sua politica del doppio binario: da un lato sostegno militare alle formazioni partigiane più efficacemente impegnate contro i nazifascisti, dall'altro riaffermazione dello stretto controllo militare alleato sulle iniziative dei combattenti.

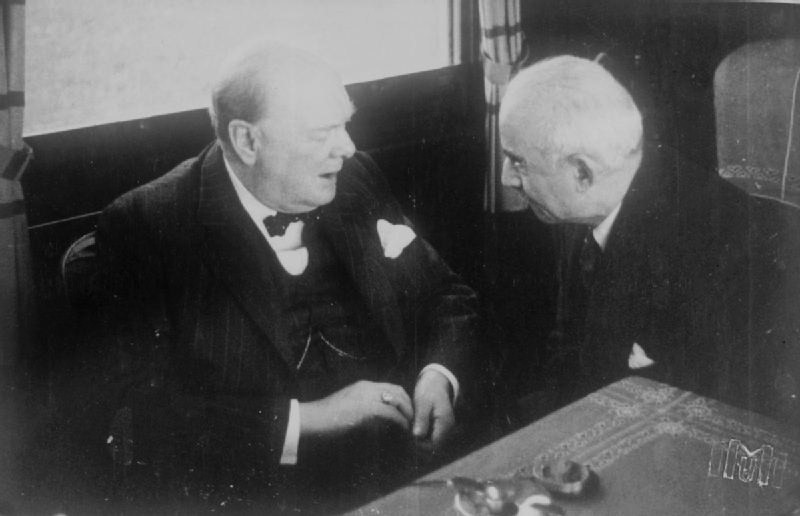
Churchill con il presidente turco İsmet İnönü ad Adana nel 1943

Analoghi sviluppi si ebbero in Italia, con la cosiddetta svolta di Salerno dell'aprile 1944: il leader del PCI Palmiro Togliatti acconsentì a entrare in un governo di unità nazionale guidato da Pietro Badoglio con tutti gli altri partiti italiani antifascisti, del tutto similmente all'accordo iugoslavo. Togliatti acconsentì alla "svolta" dopo un incontro con Stalin a Mosca nel marzo 1944. Churchill aveva incontrato Togliatti nell'agosto del 1943 e Stalin rassicurò il premier definendo l'italiano "una persona ragionevole, non un estremista, e non è disposto a lanciarsi in un'avventura". Tuttavia, la mossa di Togliatti tradiva l'evidente volontà sovietica di inserirsi nella scena politica italiana per indebolirvi l'assoluta predominanza fino a quel momento goduta dagli anglo-americani: Churchill, pur riluttante e sotto forte pressione di Roosevelt, tolse quindi l'appoggio incondizionato alla monarchia sabauda e al governo Badoglio contenuto nel "discorso della caffettiera" del 22 febbraio 1944, costringendo all'abdicazione Vittorio Emanuele III (12 aprile). Il governo Badoglio fu così riportato sotto l'egida alleata, ponendo i comunisti, che ne facevano parte, in posizione di debolezza.
Dal punto di vista storico, l'accordo delle percentuali fu l'ultimo atto diplomatico di portata globale negoziato dal Regno Unito senza alcun intervento degli Stati Uniti, ed anzi contro la loro volontà. Esso fu largamente favorevole agli interessi britannici, poiché costituì il riconoscimento sovietico del controllo del Regno Unito nel Mediterraneo, in cambio dell'accettazione di una sfera di influenza sovietica in Europa orientale, anche se, rispetto al disegno concepito da Churchill con l'Operazione Olive, si trattò di un compromesso al ribasso. La conferenza di Mosca del 1944 fu sotto certi aspetti una riedizione del Congresso di Berlino del 1878: ancora una volta gli inglesi intervennero per ridimensionare le ambizioni russe nei Balcani. Preso atto del fallimento del piano di penetrare nei Balcani mediante un attacco militare per via dell'opposizione statunitense e turca, Churchill riuscì così a conseguire per via diplomatica tre tradizionali obiettivi strategici della Gran Bretagna: preservare l'equilibrio di potenza, evitando un eccessivo rafforzamento russo in Europa, mantenere il controllo dell'area mediterranea in mano britannica e, al contempo, riconoscendo una controllata espansione russa in Europa, distogliere il gigante eurasiatico in ascesa da velleità espansionistiche in Asia centrale, verso i possedimenti indiani. Ciò al prezzo di suddividere l'Europa in rigide sfere di influenza. Secondo A.J.P. Taylor, la conferenza di Mosca del 1944 rafforzò le relazioni anglo-sovietiche e incoraggiò Churchill nella ricerca di un accordo con Stalin per la sistemazione post-bellica dell'Europa.
Nel 1944 in un discorso alla Camera dei Comuni si pronunciò in favore dell'espulsione e trasferimento di popolazione tedesca dai territori slavi (Polonia e Cecoslovacchia) verso la Germania, ritenendola la soluzione più umanitaria ai secolari conflitti etnici dell'area.

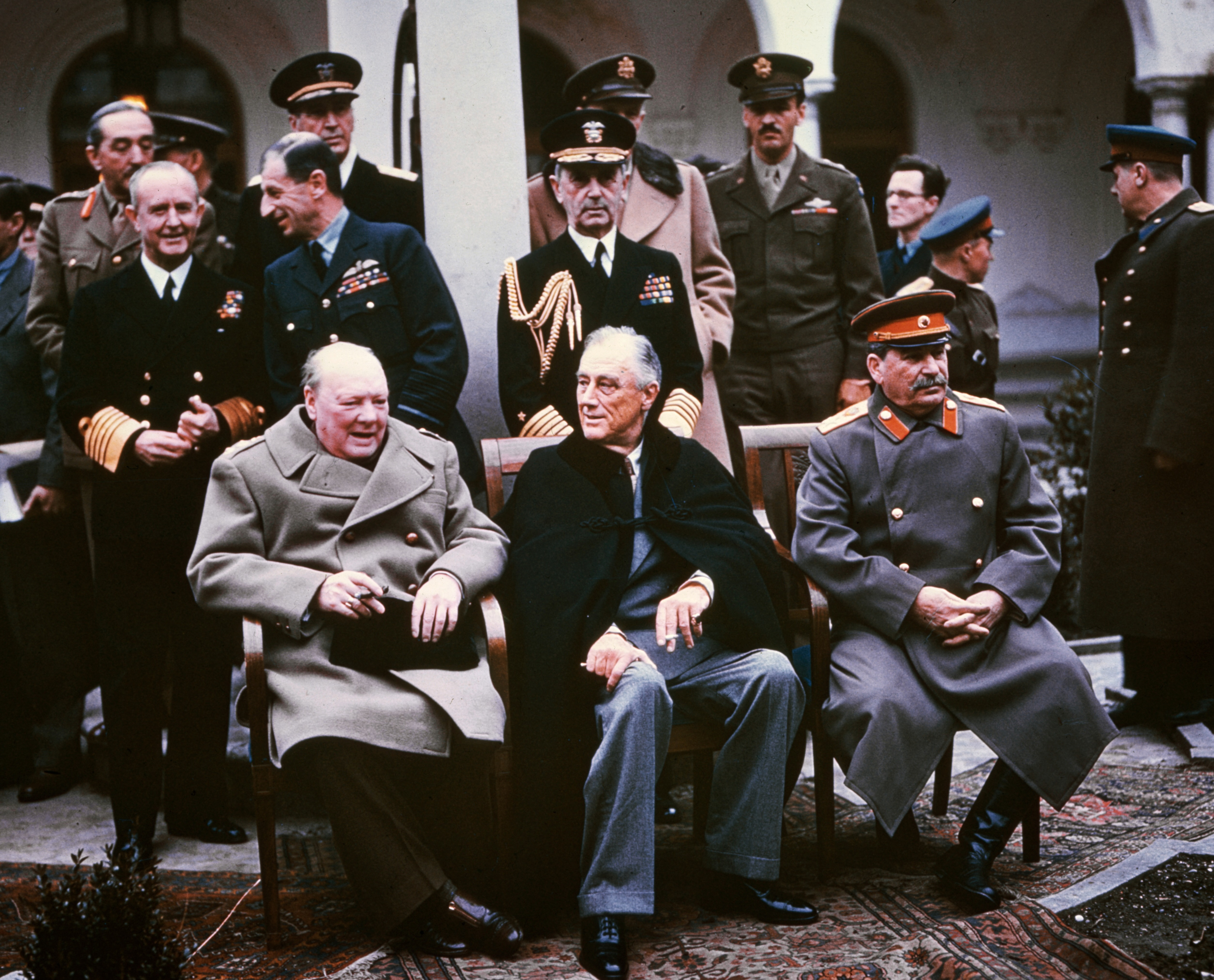
I "Tre grandi" alla Conferenza di Yalta, 1945

Sempre nell'ottica del nuovo ordine mondiale post-bellico, Churchill si fece fautore, anche contro le resistenze del suo gabinetto, di una Turchia forte e indipendente, che potesse svolgere un ruolo di contenimento anti-sovietico. Sulla Turchia la tattica di Churchill si svolse in due fasi differenti: dapprima tentò, smarcandosi dagli Stati Uniti, di coinvolgerla attivamente nel conflitto. Lo scopo era una riedizione dell'approccio già adottato nel conflitto precedente, ma fallito proprio a causa dell'ostilità turca: penetrare nel Continente europeo dai Balcani, in modo da tagliare in due il fronte orientale e prevenire un'eccessiva espansione russa nell'area. A questo scopo Churchill si incontrò nel 1943, di ritorno dalla conferenza di Casablanca, con il presidente turco İsmet İnönü ad Adana, senza tuttavia riuscire a convincerlo a entrare in guerra a fianco degli Alleati. Alla successiva Seconda Conferenza del Cairo del dicembre 1943, presente anche Roosevelt, i due leader occidentali premettero invece per mantenere la neutralità della nazione anatolica poiché, di fronte alla sempre più probabile sconfitta tedesca e all'incalzare della Campagna d'Italia, oltre che ai preparativi per l'ormai improrogabile apertura di un nuovo fonte in Francia, i mezzi per sostenere lo sforzo bellico turco scarseggiavano.
Con l'approssimarsi della fine del conflitto, l'assetto deciso da Churchill e Stalin a Mosca divenne la base sulla quale venne discussa la conferenza di Jalta. Come risultato del consesso di Palazzo di Livadija le linee confinarie del nuovo stato polacco vennero confermate secondo i termini già negoziati tra Churchill e Stalin nel 1942. La Polonia era stata significativamente esclusa dall'accordo delle percentuali. Il destino del Paese baltico fu il principale tema di discussione della conferenza, insieme alle zone di spartizione della Germania tra le potenze vincitrici e all'adesione dell'URSS alla costituenda Organizzazione delle Nazioni Unite. Il maggior successo diplomatico di Churchill a Yalta fu quello di aver frustrato la volontà sovietica di azzeramento economico della Germania; su questo punto infatti, egli poteva contare sull'appoggio statunitense, in particolare del Dipartimento di Stato, che si oppose nettamente ai piani di annichilimento paventati dal Tesoro guidato da Henry Morgenthau Jr.. L'obiettivo strategico comune delle potenze anglosassoni rimaneva l'equilibrio di potenza sul continente europeo e la ripresa tedesca era giudicata essenziale per impedire l'affermarsi di un'egemonia russo-sovietica. La formulazione finale sul punto vide escluso qualsiasi riferimento all'ammontare delle riparazioni, una netta vittoria delle posizioni anglo-americane che Stalin fu costretto ad accettare.
Il comunicato finale congiunto dei Tre Grandi, emesso l'11 febbraio, conteneva l'impegno sovietico a far svolgere libere elezioni in Polonia con la partecipazione di tutte le forze politiche del Paese. A proposito della Polonia osserva A.J.P. Taylor:
Diversamente che sulla questione tedesca, dunque, senza l'appoggio americano Churchill non riuscì a evitare che in Polonia venisse instaurato un regime filosovietico, ma con il "patto delle percentuali" era riuscito a evitare che questo avvenisse anche in Grecia, con fondamentali conseguenze sull'intero assetto mediterraneo. Le truppe britanniche stavano penetrando in Germania più velocemente dei russi. Avrebbero potuto raggiungere Praga o Berlino prima dei sovietici ma, nonostante le insistenze di Churchill (e anche del generale americano George Patton) Eisenhower informò Stalin che gli eserciti alleati non sarebbero avanzati in quella direzione. Una delle conclusioni della Conferenza di Yalta fu che gli alleati avrebbero restituito tutti i cittadini sovietici che si trovavano nella zona alleata all'Unione Sovietica. Ciò riguardò immediatamente i prigionieri di guerra sovietici liberati dagli Alleati, ma fu esteso anche a tutti i rifugiati dell'Est europeo.
Gli accordi di Yalta non rappresentarono tuttavia, ad avviso della più recente storiografia, una spartizione dell'Europa, bensì il tentativo, soprattutto statunitense, di porre le basi per un nuovo ordine mondiale multilaterale, anche se le priorità strategiche di mantenimento dell'equilibrio di potenza in Europa furono ribadite ed anzi, costituirono il punto concreto di maggior convergenza tra Stati Uniti e Regno Unito, che consentì di imporre la volontà delle due potenze anche all'Urss sulla questione tedesca. Sarà poi il fallimento della visione rooseveltiana a confermare l'esattezza del diverso approccio britannico fondato sulle sfere d'influenza.
L'azione diplomatica di Churchill nei confronti della Russia sovietica è così analizzata da Henry Kissinger:
[...]
L'analisi geopolitica di Churchill si è rivelata più accurata di quella di Roosevelt[...]. Se Roosevelt avesse seguito le linee di Churchill avrebbe migliorato la posizione contrattuale degli Stati Uniti.»
Eugenio Di Rienzo commenta:
Nel medesimo solco, già nel 1950 il generale Mark Clark, in ottica di guerra fredda, aveva dato ragione alla strategia balcanica di Churchill:

#### Rapporti con l'Italia e con il fascismo

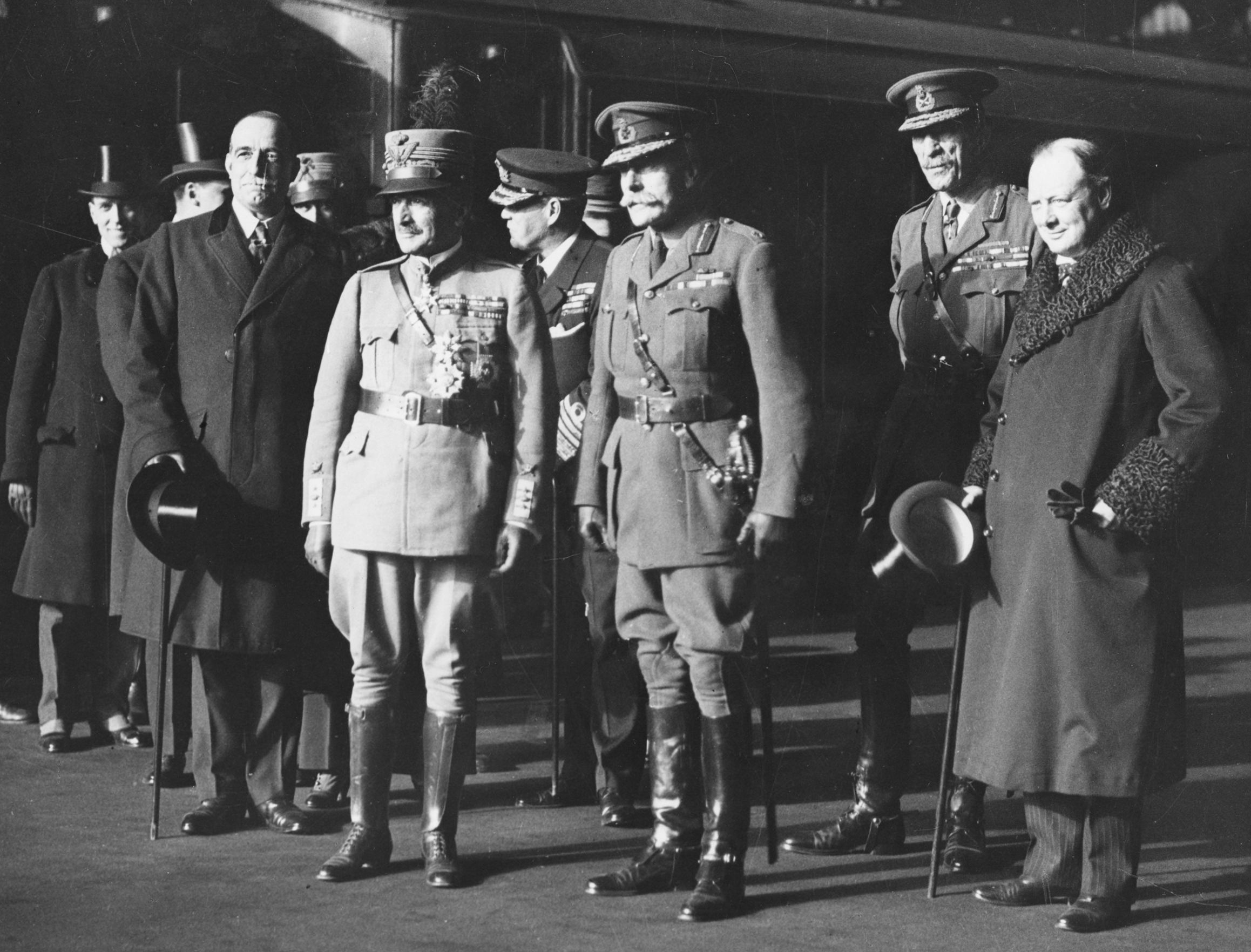
Churchill (primo da destra), Ministro degli Approvvigionamenti, con il maresciallo Douglas Haig e il Capo di Stato maggiore italiano Armando Diaz nel 1918

I rapporti politici di Churchill con l'Italia cominciarono durante la prima guerra mondiale quando, a Parigi, condusse i colloqui riservati che portarono alla firma del Patto di Londra e al successivo schieramento dell'Italia a fianco dell'Intesa; in una cena del 29 maggio 1915 con la principessa Caetani, già grande amica di sua madre, Churchill mostrò entusiasmo per un coinvolgimento italiano nel conflitto. Nel 1917, in qualità di ministro per gli Approvvigionamenti, si incaricò di fornire materiale bellico all'alleato italiano dopo la crisi di Caporetto.
Giunto a Lisbona il 12 ottobre del 1943 Grandi scrisse a Churchill:
confido che tutto quel che è accaduto in questi anni fatali successivi al nostro incontro non vi abbia fatto scordare le relazioni di amicizia che esistono tra noi: da parte mia conserverò sempre caro il ricordo delle ore che abbiamo passato insieme e dell'inestimabile aiuto che ho costantemente ricevuto da voi durante il mio lungo e felice soggiorno alla Corte di San Giacomo [...]»
(Dino Grandi a Winston Churchill, 12 ottobre 1943)
Il 26 ottobre Churchill rispose:
ricevo col più grande piacere la sua gentilissima lettera dell'11 ottobre. È stato un dolore per me vedere che gli avvenimenti contro i quali lei ed io abbiamo entrambi lottato abbiano rannuvolato un periodo della sua memorabile missione in questo Paese. 
Sono lieto che il cammino da percorrere sembri adesso più propizio all'amicizia anglo-italiana; stia pur certo che io mi adopero costantemente a questo fine. Credo con ferma fiducia che saremo i vincitori in questa guerra, che siamo decisi a proseguire ad ogni costo fino a che l'Europa non sia liberata dal pericolo tedesco; è mia convinzione che questa volta non ci vorrà tanto tempo come nell'altra. Comunque, lunga o breve che sia, noi persevereremo.
Molto sinceramente suo,
WINSTON S. CHURCHILL»
(Winston Churchill a Dino Grandi, 26 ottobre 1943)
Nel 1925, durante i negoziati di Parigi sui debiti di guerra, Churchill favorì particolarmente l'Italia. Il ministro delle Finanze Alberto De Stefani telegrafò a Mussolini il 7 gennaio 1925 mostrando al Duce grande apprezzamento per il sostegno di Churchill alle posizioni italiane. Agli inizi del 1927 Churchill giunse in Italia e a Roma ebbe due intensi colloqui con Benito Mussolini e con il nuovo ministro delle Finanze Giuseppe Volpi. Durante gli incontri Churchill accordò lauti sconti ai debiti di guerra italiani verso il Regno Unito e Mussolini gli offrì di scrivere due articoli sul suo giornale, il Popolo d'Italia. Churchill e Mussolini si erano incontrati per la prima volta due anni prima ai lavori della conferenza di Locarno. Nel 1927, durante una conferenza stampa data ai giornalisti disse: «Se fossi stato italiano sono sicuro che mi sarei schierato con tutto il cuore con voi sin dal principio, nella vostra lotta trionfale contro le passioni e gli appetiti bestiali del leninismo", precisando però subito dopo che considerava il fascismo adatto a realtà democraticamente arretrate come l'Italia "in Inghilterra abbiamo un altro modo di fare le cose». Bisogna inoltre precisare che i toni entusiastici furono dovuti alla necessità di compiacere un governo (all'epoca) alleato: già nel 1923, in occasione del bombardamento di Corfù, ordinato da Mussolini Churchill, scrivendo alla moglie Clementine aveva definito il dittatore "un porco". In ogni caso, fino ai primi anni '30 Churchill non esitò ad accreditare Mussolini presso gli ambienti diplomatici e la stessa opinione pubblica euroatlantica.

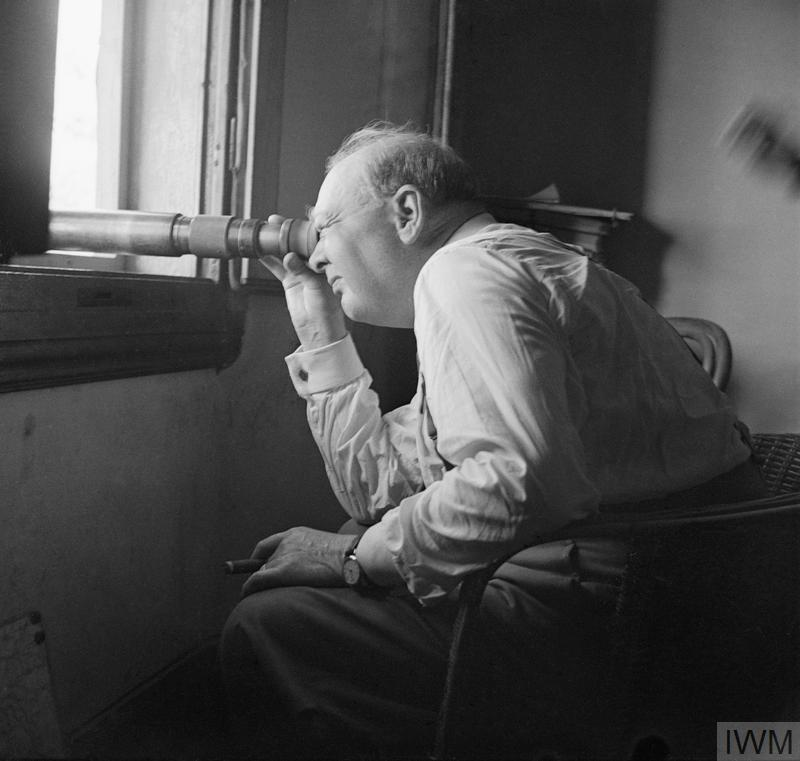
Churchill osserva i cannoneggiamenti sul fronte italiano a nord di Firenze, agosto 1944

Una certa stima personale di Churchill per Mussolini infatti non mancava, soprattutto perché, almeno fino all'avvicinamento alla Germania, egli vedeva nel dittatore fascista colui che aveva salvato il Paese dal caos e dal bolscevismo. Questi rapporti hanno anche fatto ipotizzare ad alcuni giornalisti l'esistenza, mai provata, di uno scambio privato di corrispondenza tra i due statisti, proseguito addirittura durante la seconda guerra mondiale. In realtà in seguito alla guerra d'Etiopia e all'avvicinamento alla Germania nazista Churchill divenne sempre più ostile a Mussolini, definendolo "la iena di Hitler".
Molto più stretti furono i suoi rapporti con uno dei gerarchi più vicini al Duce, poi artefice della sua caduta, Dino Grandi. Questi fu ambasciatore italiano nel Regno Unito dal 1932 al 1939 e attivo promotore di una politica di avvicinamento tra i due Paesi, cui Churchill aderì, in contrasto con il suo pupillo Anthony Eden, violentemente ostile all'Italia fascista. Churchill e Grandi divennero amici e quando il primo morì nel 1965 Grandi, sul settimanale Epoca, ricordò con affetto gli anni trascorsi insieme a Londra e soprattutto il modo in cui Churchill si adoperò, dopo il 25 luglio 1943, per portare in salvo Grandi e la sua famiglia in Portogallo e sottrarli alla vendetta di Mussolini.

Churchill con Alcide de Gasperi e il ministro degli esteri Carlo Sforza nel 1951

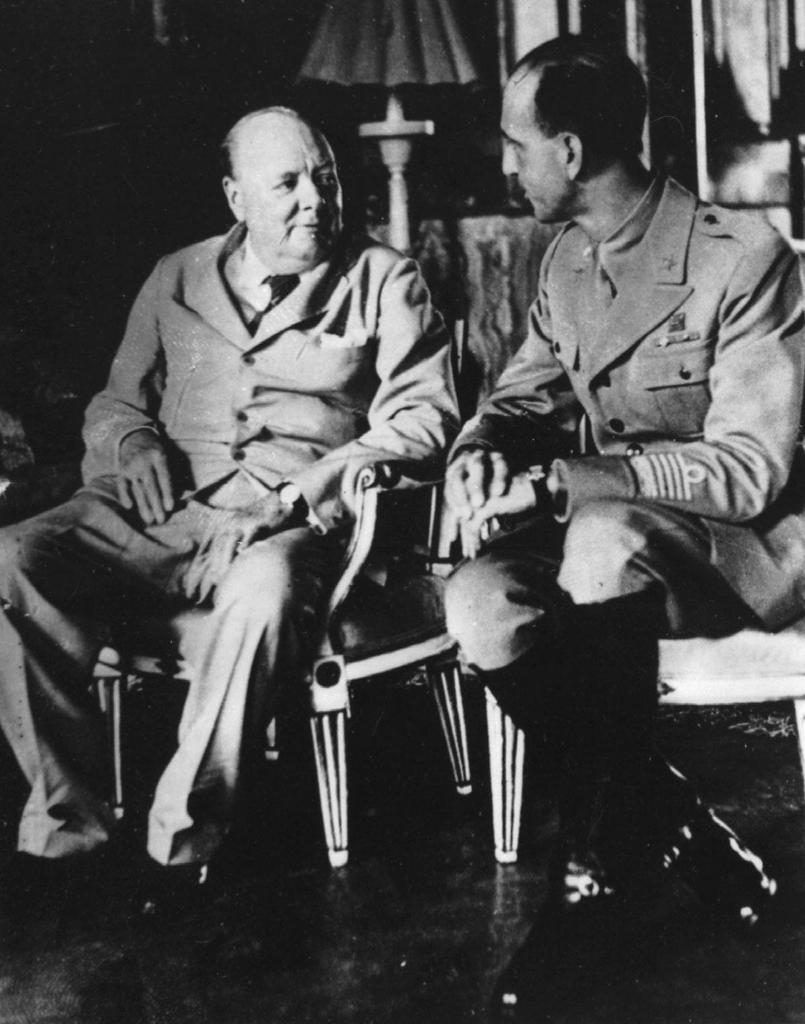
Churchill e Umberto di Savoia il 22 agosto 1944

Nell'agosto del 1944, quando ormai la guerra era vinta, Churchill intraprese un lungo viaggio in Italia in cui incontrò le maggiori personalità politiche del Paese: il presidente del Consiglio Ivanoe Bonomi, Palmiro Togliatti, il principe Umberto di Savoia e soprattutto papa Pio XII. In particolare con quest'ultimo l'incontro fu cordialissimo: Churchill aveva già conosciuto Pacelli nel lontano 1911, quando aveva rappresentato papa Pio X all'incoronazione di Giorgio V. Tra i due vi era una forte stima reciproca e l'incontro decise molto dell'assetto italiano del dopoguerra. Sia il papa sia Churchill erano interessati a che l'Italia non ricadesse nella sfera d'influenza sovietica; Churchill aveva accettato di buon grado la posizione del Regno del Sud come nazione co-belligerante con gli Alleati. Sul piano retorico, Churchill indicò sempre nella Germania, e non nell'Italia, la responsabile della guerra, sostenendo nei suoi discorsi che il popolo italiano era stato ingannato e trascinato in un conflitto inutile dal "tiranno" Mussolini. Tuttavia, poco dopo la visita in Italia, durante un colloquio con il nunzio apostolico a Londra Churchill chiarì che nell'assetto post bellico la collocazione internazionale dell'Italia sarebbe stata subordinata all'egemonia occidentale (cioè anglo-americana): una conseguenza inevitabile della sconfitta. "L'unica cosa che mancherà all'Italia sarà una completa libertà politica". Nell'incontro con Umberto di Savoia Churchill mostrò di favorire la continuità istituzionale della monarchia sabauda, considerando Umberto un potenziale futuro sovrano di un'Italia nuovamente unita dopo la sconfitta della repubblica fascista e l'esilio del padre Vittorio Emanuele. La questione istituzionale pose Churchill in contrasto con i leader dell'antifascismo repubblicano, in particolare il conte Carlo Sforza, che non voleva riconoscere nel giuramento di lealtà al governo Badoglio anche un giuramento di lealtà alla monarchia, la quale godeva invece dell'appoggio di Churchill come forza di stabilità.
Rispetto all'Italia, Churchill mostrò quindi ancora una volta di privilegiare l'approccio già sperimentato dalla politica estera britannica dalla fine del XIX secolo: ricerca dell'amicizia con un junior partner utile al contenimento delle ambizioni tedesche. Non aveva alcuna considerazione della classe politica italiana erede dell'epoca liberale, da lui giudicata debole e inetta, incarnata da personaggi come Sforza, per il quale provò sempre una forte avversione personale. Si fidava per contro solo del re, Vittorio Emanuele, e dei militari come Badoglio, perché la valutazione della classe dirigente italiana rimase per Churchill sempre legata all'esperienza della Prima guerra mondiale e alle impressioni ricavate allora. Avrebbe desiderato un'Italia neutrale, se non alleata nella lotta contro la Germania. Come ha scritto lo storico inglese Paul Ginsborg:

#### Fine della guerra
(W. Churchill, discorso della vittoria, 8 maggio 1945)

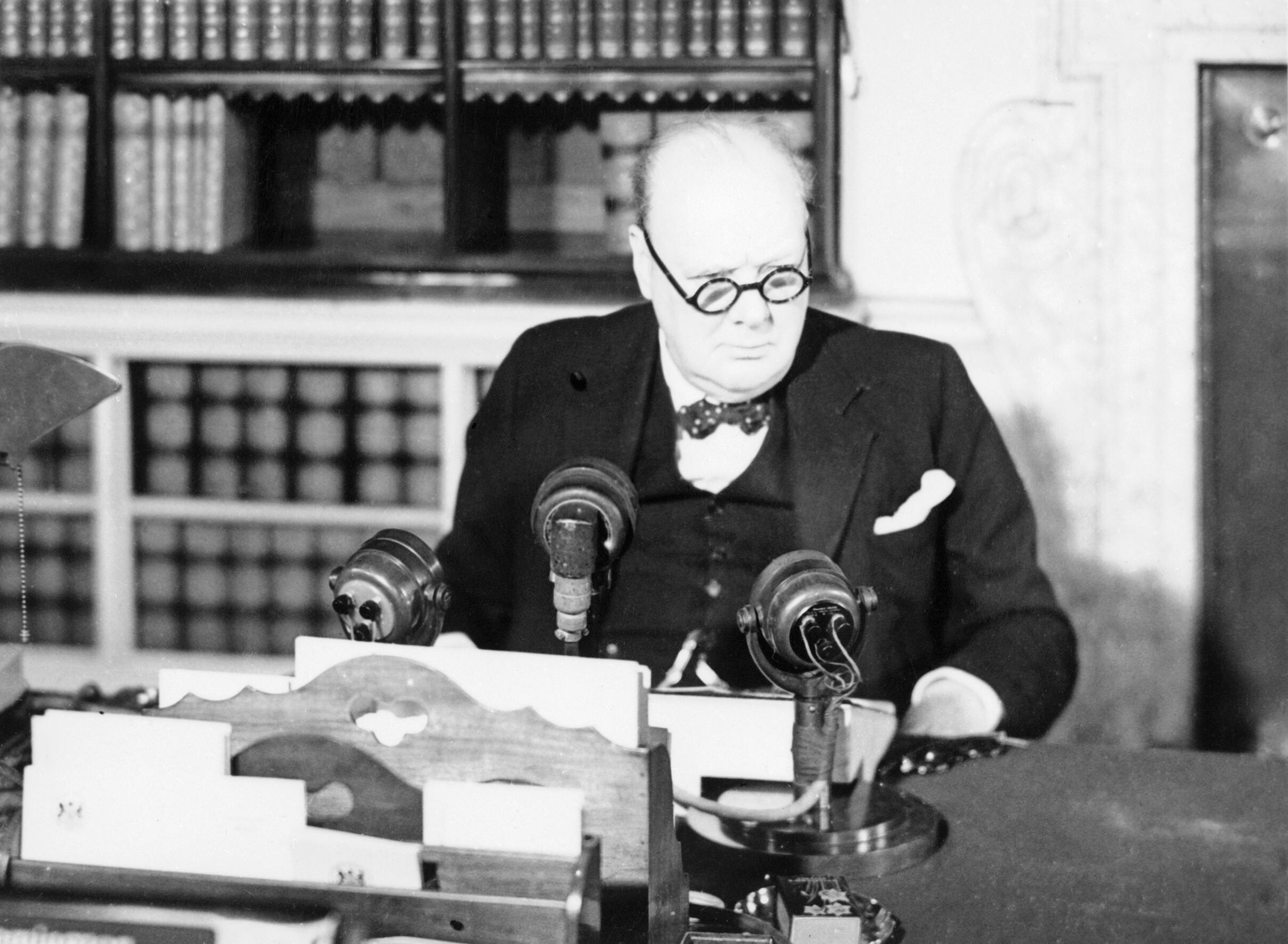
Churchill annuncia alla BBC la vittoria alleata

Churchill saluta la folla che lo acclama a Whitehall il Giorno della Vittoria, 8 maggio 1945

Nel giugno 1944, le forze alleate invasero la Normandia e ricacciarono le forze naziste in Germania lungo un ampio fronte nel corso dell'anno successivo. Nello stesso anno il governo di Churchill aveva ottenuto l'approvazione dell'Education Act (detto legge Butler, dal ministro dell'Istruzione Rab Butler) che per la prima volta istituì un sistema di istruzione pubblico, gratuito e obbligatorio fino a 15 anni.
Dopo essere stata attaccata su tre fronti dagli Alleati, e nonostante momentanee battute d'arresto come la sfortunata operazione Market Garden e gli ultimi disperati contrattacchi tedeschi che culminarono nella battaglia delle Ardenne, la Germania nazista fu alla fine sconfitta. Il 7 maggio 1945, nella sede dello SHAEF a Reims, gli alleati accettarono la resa della Germania. Lo stesso giorno in un notiziario della BBC John Snagge annunciò che l'8 maggio sarebbe stato il giorno della vittoria in Europa. Quello stesso giorno, Churchill trasmise alla nazione la notizia che la Germania si era arresa e che un ultimo cessate il fuoco su tutti i fronti in Europa sarebbe entrato in vigore alla mezzanotte e un minuto di quel giorno.

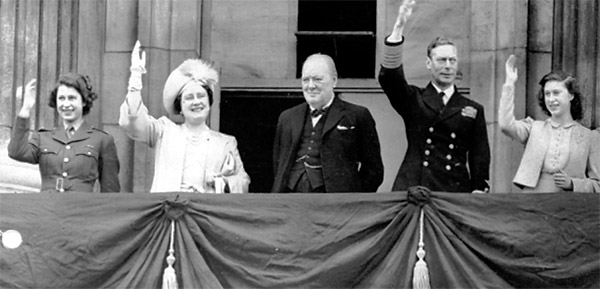
Churchill saluta la folla che lo acclama dal balcone di Buckingham Palace insieme con la Famiglia reale, 8 maggio 1945

Successivamente, Churchill parlò a una folla enorme a Whitehall: «Questa è la vostra vittoria!», disse, ma la folla lo interruppe e urlò di rimando: «No, è la tua», e Churchill poi intonò il canto Land of Hope and Glory insieme al suo popolo in festa. La sera fece un'altra trasmissione alla nazione affermando che il Giappone avrebbe capitolato nei mesi seguenti. I giapponesi si arresero il 15 agosto 1945. Nell'immediatezza della conclusione della guerra, Churchill non smise di preoccuparsi delle mosse sovietiche. Diede ordine al maresciallo Montgomery di raccogliere le armi tedesche e di tenersi pronto ad attaccare i sovietici se questi fossero avanzati oltre le zone di occupazione loro assegnate. Churchill diede poi disposizione al comando supremo interforze britannico di preparare i piani per un attacco preventivo contro gli ex alleati (Operazione Unthinkable), per ricacciare i sovietici dalla Polonia, dalla Cecoslovacchia e dai vari Paesi dell'Europa orientale occupati dall'Armata Rossa. Tuttavia il comando britannico rigettò l'idea in quanto militarmente inattuabile.
Grazia alla maggiore mano libera nel teatro italiano, riuscì invece a raggiungere Trieste poco dopo l'arrivo delle truppe jugoslave del maresciallo Tito, il che avrà fondamentali ripercussioni per l'assetto dei Balcani nel dopoguerra. Commentando l'accaduto scriverà: "Siamo riusciti ad infilare il piede nella porta".

### All'opposizione (1945-1951)

#### Conferenza di Potsdam, governo transitorio ed elezioni del 1945

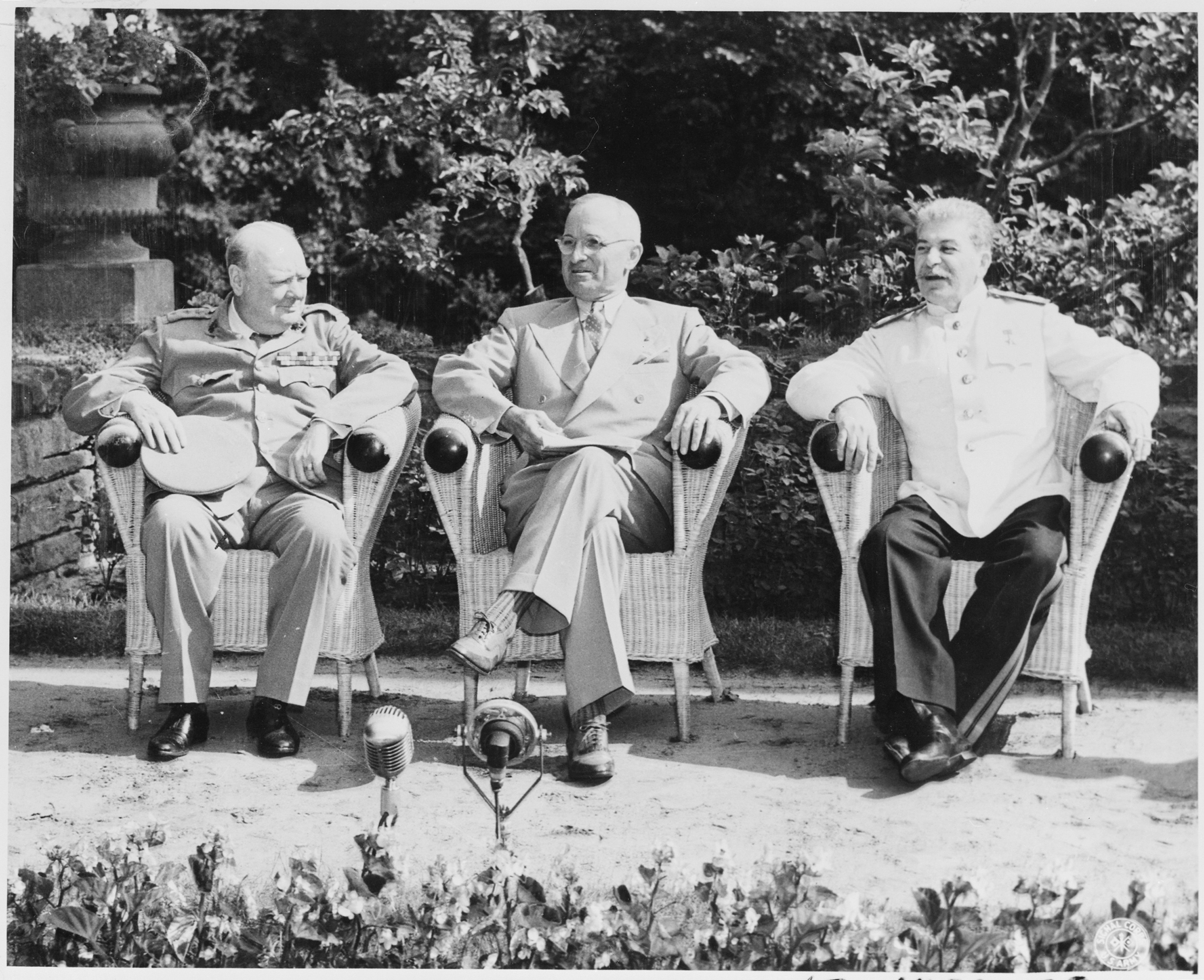
Churchill con Truman e Stalin alla conferenza di Potsdam, luglio 1945

Con un'elezione generale incombente (non ce n'era stata una da quasi un decennio), e con i Ministri laburisti che si rifiutavano di continuare la coalizione di guerra, Churchill si dimise da primo ministro il 23 maggio. Più tardi quel giorno, accettò l'invito del re a formare un nuovo governo, conosciuto ufficialmente come il governo nazionale, come la coalizione dominata dai conservatori degli anni '30, ma in pratica costituita in prevalenza da ministri tory. Il governo conteneva conservatori, liberali nazionali e alcuni indipendenti come Sir John Anderson e Lord Woolton, ma non i liberali ufficiali di Archibald Sinclair. Sebbene Churchill continuasse a svolgere le funzioni di primo ministro, compreso lo scambio di messaggi con l'amministrazione statunitense sull'imminente conferenza di Potsdam, non fu ufficialmente rinominato fino al 30 maggio. A Potsdam, durante un pranzo con il presidente Truman e il segretario alla Difesa Henry Stimson, a Churchill venne comunicato in via confidenziale il successo dell'esperimento atomico nel deserto di Alamogordo: I bambini sono nati senza problemi. Churchill credeva ancora alla possibilità di un accordo pragmatico con l'URSS: nel corso di una cena riservata con Stalin, mostrò di favorire una modifica del regime di navigazione dei Dardanelli e del Canale di Kiel in senso più favorevole all'Unione sovietica, probabilmente allo scopo di ottenere in cambio maggiori impegni in Polonia.

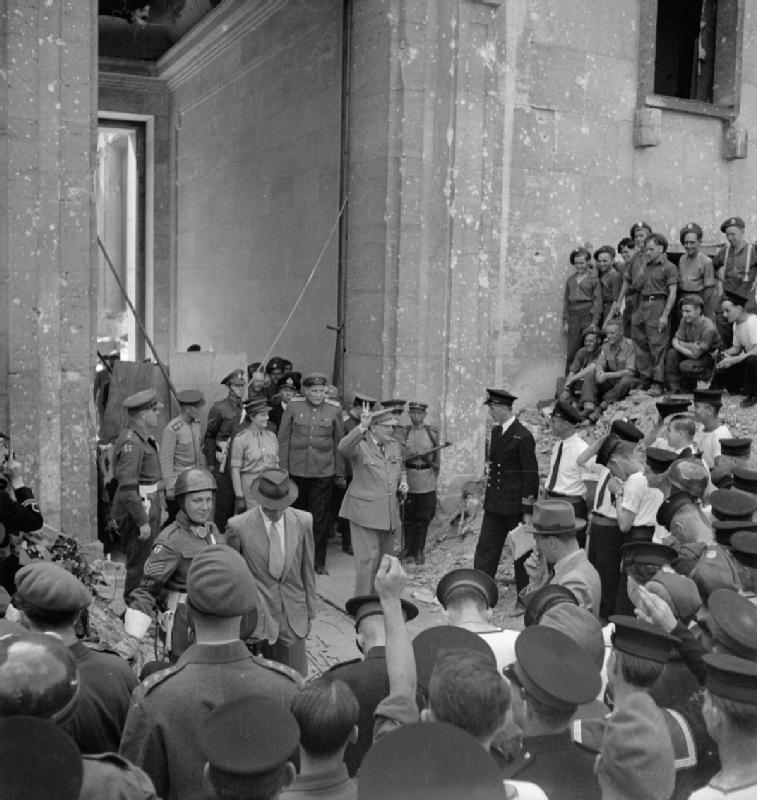
Churchill visita le rovine della Cancelleria del Reich nel 1945

Sebbene il giorno fissato per le elezioni fosse il 5 luglio, i risultati finali del voto non furono noti fino al 26 luglio, a causa della necessità di raccogliere i voti dei numerosi militari britannici all'estero. La vittoria laburista fu schiacciante e lo stesso Churchill, nel suo collegio elettorale, anche se incontrastato dai partiti maggiori aveva vinto con una maggioranza molto ridotta contro un candidato indipendente. Quello stesso pomeriggio il suo medico personale, Lord Moran si lamentò con lui della "ingratitudine" del popolo britannico, ma Churchill rispose: «Non la chiamerei così. Hanno passato anni terribili». Avendo perso le elezioni, Churchill si dimise da primo ministro quella sera, passando il testimone a un governo laburista guidato da Clement Attlee, che era stato il suo vice durante la guerra. Ciononostante, numerosi sondaggi condotti fino alla fine della guerra continuarono a mostrare un altissimo gradimento personale per Churchill, costantemente attestato intorno al 90 per cento, più di qualsiasi altro Primo ministro britannico prima o dopo di lui.
Sono state date molte spiegazioni per la sconfitta elettorale di Churchill: in primo luogo il desiderio di riforme sociali diffuso tra la popolazione, che egli non fu in grado di intercettare, mettendo al centro del suo programma il mantenimento di una posizione internazionale di potenza che i britannici ormai consideravano un fardello di cui liberarsi. Giocarono inoltre i toni estremamente duri usati da Churchill contro gli avversari, la memoria della Grande depressione e dell'Appeasement degli anni '30, che rendevano impopolari i conservatori, nonché il fatto che durante il conflitto egli avesse delegato quasi interamente ad Attlee, in qualità di vice premier, la gestione del fronte interno.
La mattina del 27 luglio Churchill tenne un'ultima riunione del gabinetto. Tuttavia, contrariamente alle aspettative, non cedette la leadership conservatrice ad Anthony Eden, che divenne il suo vice, ma che non era propenso a sfidare il suo mentore. Sarebbe passato un altro decennio prima che Churchill si ritirasse definitivamente dalla scena.

#### Leader dell'opposizione

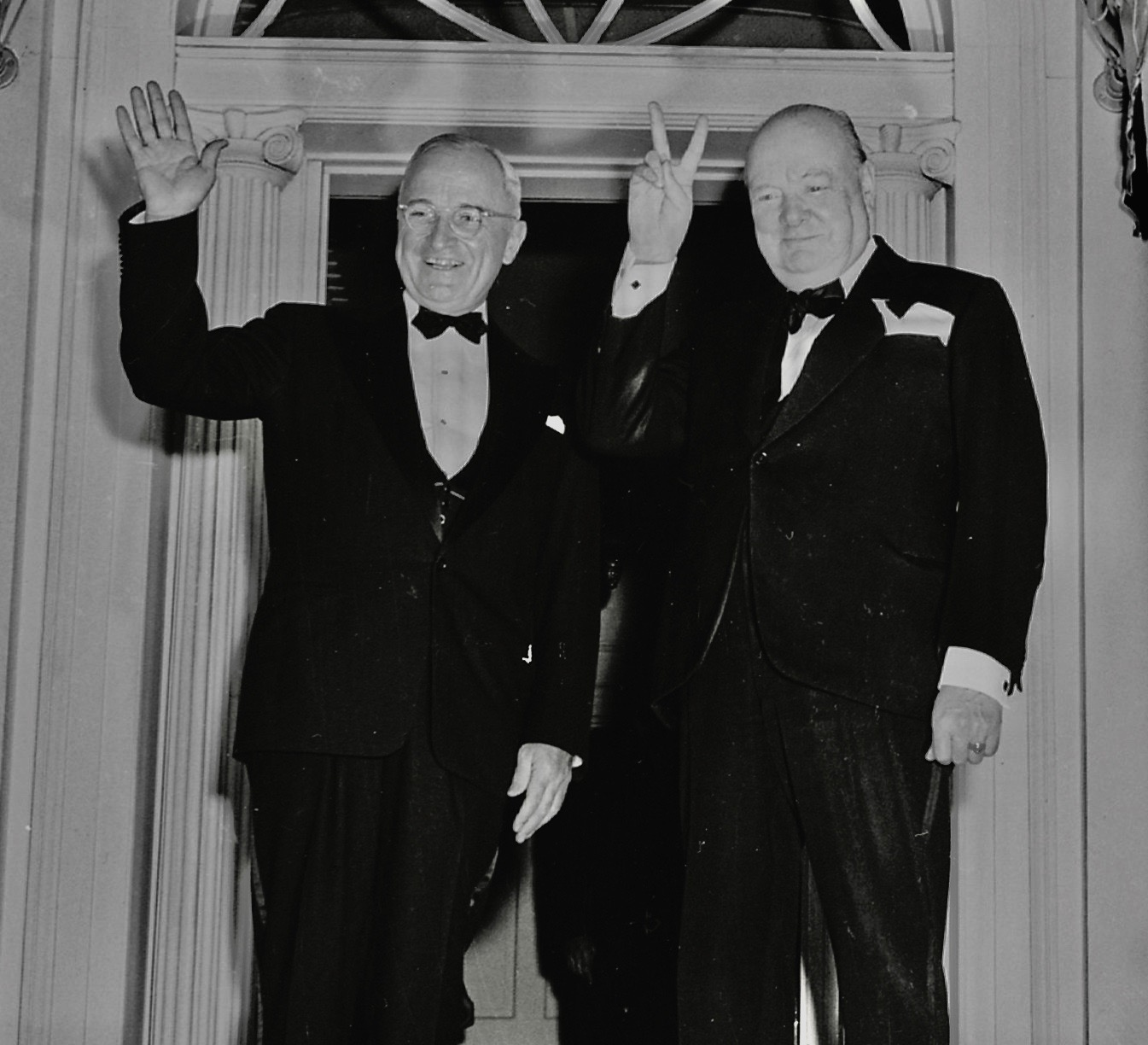
Churchill e Truman nel 1949

Per sei anni Churchill servì come capo dell'opposizione. Durante questi anni Churchill continuò a influenzare gli affari mondiali. Durante il suo viaggio del 1946 negli Stati Uniti, tenne il celeberrimo discorso di Fulton sulla cortina di ferro e la creazione del blocco orientale. Tale discorso, concordato con Truman, segna convenzionalmente l'avvio della guerra fredda. Parlando il 5 marzo 1946 al Westminster College di Fulton, nel Missouri, tessé da principio un elogio della Russia:
(Winston Churchill a Fulton, Missouri 5 marzo 1946)
Aggiunse però subito dopo:
(Winston Churchill a Fulton, Missouri 5 marzo 1946)
Sempre nel discorso di Fulton aveva espresso l'intenzione di non mettere a disposizione delle Nazioni Unite i segreti atomici del Regno Unito e degli Stati Uniti: «Non credo che tutti noi dormiremmo così tranquillamente se le posizioni fossero invertite e qualche stato comunista o neofascista avesse il monopolio di questi temuti ordigni». Il medico di Churchill, Lord Moran, più tardi ricordò che Churchill suggerì già nel 1946, l'anno prima di trasmettere l'idea in una nota al presidente Truman, che gli Stati Uniti preparassero un attacco atomico preventivo su Mosca mentre l'Unione Sovietica non possedeva ancora armi nucleari. Tuttavia, sempre a Fulton, pronunciò parole concilianti verso l'Unione Sovietica:
(Winston Churchill a Fulton, Missouri 5 marzo 1946)

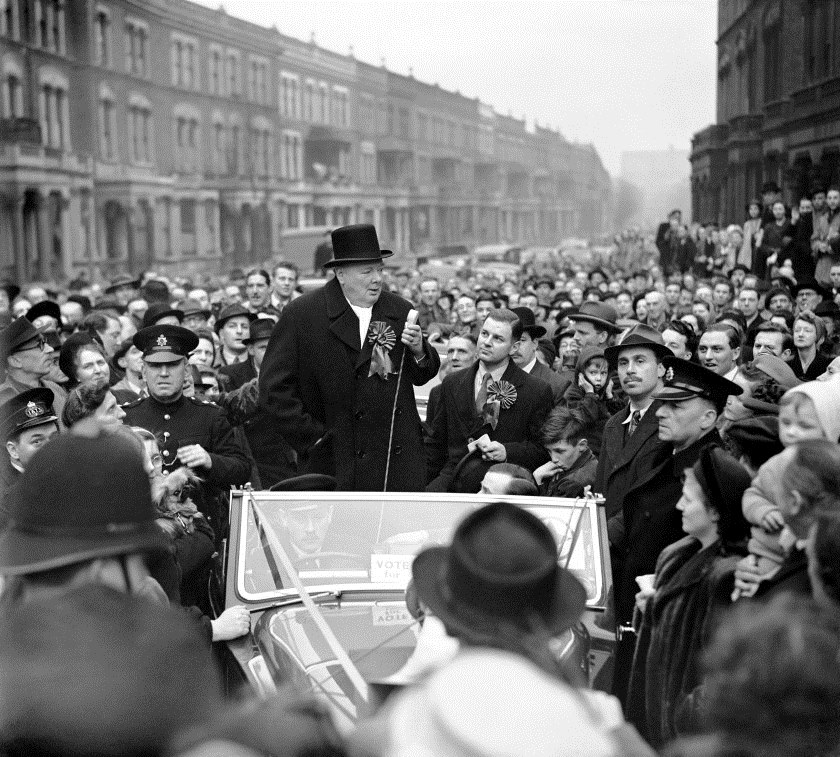
Churchill a Londra nel 1949 a un comizio conservatore

Per questo invocò l'unità delle democrazie occidentali in funzione deterrente. A questo scopo ricordò gli errori compiuti negli anni '30 davanti ai regimi fascisti:
(Winston Churchill a Fulton, Missouri 5 marzo 1946)
Secondo il politologo François Fejtő: "Il crearsi di una animosità, preludio della guerra fredda, rappresenterà uno dei più brillanti successi della carriera di Churchill"; nello stesso solco l'opinione di Aldo Giannuli, secondo cui: "La convergenza fra russi e americani avrebbe reso l'Inghilterra irrilevante[...]Churchill non aveva mai creduto nel disegno rooseveltiano, che ai suoi occhi peccava di scarso realismo". Tuttavia il discorso non venne accolto favorevolmente da tutta la stampa occidentale. Anche testate conservatrici come il Times affermarono che democrazie e comunismo avessero "molto da imparare l'una dall'altro" e il Wall Street Journal ribadì posizioni isolazioniste: "gli Stati Uniti non vogliono un'alleanza né altro che somigli a un'alleanza con nessun'altra nazione".
Sempre secondo Giannuli, il discorso di Fulton fu il risultato di un deterioramento delle relazioni tra Occidente e Unione sovietica conseguente alla mancata attuazione degli accordi di Yalta, che riportò in primo piano la politica delle sfere di influenza già in parte attuata da Churchill negli ultimi mesi di guerra e pienamente ripresa in accordo con la nuova amministrazione statunitense. Il baricentro dell'azione congiunta anglo-americana tornò il bacino mediterraneo, con il proclama Truman di assistenza a Turchia e Grecia del 12 marzo 1947, che Churchill, nelle sue memorie, indicò come la sanzione della correttezza della sua diplomazia di guerra.
Sul piano della politica interna britannica, Churchill adottò una dura opposizione alla politica riformatrice del governo laburista, in particolare la creazione del Servizio sanitario nazionale, nonostante la stessa fosse stata propugnata nel celebre rapporto Beveridge, commissionato dal suo governo nel 1942. Una tale posizione era ovvia conseguenza del collocamento all'opposizione del partito conservatore e, conseguentemente, della rappresentanza da questo assunta nei confronti dei ceti medi (cui appartenevano anche i medici, una gran parte dei quali era ostile alla creazione di un sistema sanitario statale, che vedevano come una minaccia alla propria indipendenza). Questa linea politica fu poi ripagata con la vittoria alle elezioni generali del 1951, alla quale tuttavia non conseguì uno smantellamento delle riforme laburiste che, anzi, rimasero largamente in vigore.

#### Medio Oriente, Israele e subcontinente indiano
Nel 1946 il leader dell'opposizione (Churchill ndr) pranzò a Chartwell con Mohammad Ali Jinnah. La questione discussa riguardava il destino dei musulmani dell'India sotto un governo a maggioranza indù. Per Churchill, la creazione di un Pakistan musulmano con legami con l'Impero era l'unico modo di "salvare un pezzetto di India" per la Gran Bretagna, e di spuntare una vittoria su Gandhi, il Congresso e Attlee. "Ho molto apprezzato il nostro colloquio dell'altro giorno" disse Churchill a Jinnah l'11 dicembre. Inviò anche a Jinnah un indirizzo postale riservato dove poter scambiare corrispondenza segreta [...] Nella corrispondenza riservata Churchill assicurò a Jinnah che il Pakistan avrebbe avuto nei britannici un sicuro protettore e che non sarebbe mai stato espulso dal Commonwealth. "Se Jinnah è considerato il padre del Pakistan" ha affermato uno storico recente "Churchill deve esserne considerato lo zio".
Churchill rivelò il suo legame con Jinnah in un incontro cruciale con Mountbatten (Viceré dell'India ndr) nel maggio 1947 [...] "Se Jinnah rifiuta lo status di Dominion, lo devi minacciare" disse Churchill agitando il sigaro "Portate via tutti gli ufficiali britannici. Dategli unità militari senza ufficiali britannici. Fategli capire chiaramente che non possono governare il Pakistan senza l'aiuto britannico. E se ogni tentativo fallisce" proseguì Churchill "date a Jinnah un mio messaggio personale. Ditegli che per il Pakistan è questione di vita o di morte, se non accetta quest'offerta con tutte e due le mani!" [...] Jinnah ammirava Churchill più di chiunque altro. Nel ricevere il messaggio, sedette stupito e silenzioso. Diede solo un leggero cenno di assenso. Churchill era riuscito dove né Mountbatten né Gandhi negli incontri in primavera erano riusciti: far cambiare idea all'inamovibile Jinnah. Grazie a Churchill, l'ultimo ostacolo alla partizione era rimosso.
(Cit. in A. Herman Gandhi and Churchill: The Rivalry That Destroyed an Empire and Forged Our Age pp. 567-68)

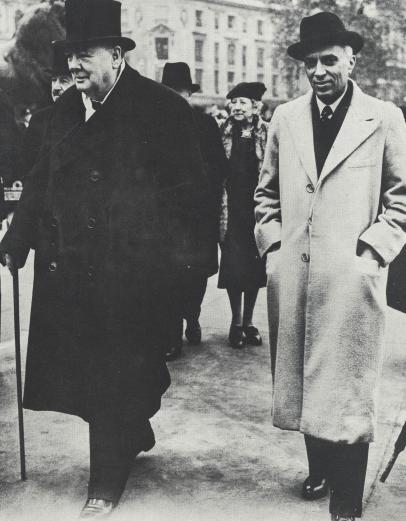
Churchill con Jawaharlal Nehru a Londra nel 1948

Nel 1948 nacque lo Stato di Israele. Il governo laburista non riconobbe immediatamente il nuovo Stato. Nel 1944 Churchill aveva espresso giudizi durissimi sulle milizie sioniste dopo che queste avevano assassinato il commissario britannico Lord Moyne, suo amico personale. Tuttavia, Churchill criticò la posizione del governo britannico. Aveva già espresso forte contrarietà al libro bianco del 1939, che aveva di fatto bloccato l'afflusso di rifugiati ebrei dall'Europa dopo la grande rivolta araba. Churchill aveva definito il libro bianco "un tradimento vergognoso". Nel 1949, quando la vittoria israeliana divenne evidente, aumentò le perorazioni affinché il Regno Unito riconoscesse Israele. Nel 1943, in un colloquio con Chaim Weizmann Churchill aveva affermato:
(Winston Churchill a Chaim Weizmann, 1943)
Il 22 gennaio 1949, quando erano in corso le trattative per il cessate il fuoco tra i Paesi arabi e il neonato Stato ebraico, uscito vincitore dalla guerra dell'anno precedente, Churchill, in qualità di capo dell'opposizione, tenne un abile e deciso intervento nel quale attaccò duramente il governo laburista e in particolare il ministro degli Esteri Ernest Bevin. Nell'intervento furono formulati innanzitutto argomenti di Realpolitik, quali quello secondo il quale, stante il riconoscimento del nuovo Stato da parte di Stati Uniti e Unione Sovietica, il Regno Unito avrebbe rischiato di rimanere isolato nel contesto internazionale e di perdere un appoggio in Medio Oriente. Con toni maggiormente emotivi, pose poi l'accento sulla natura straordinaria dell'evento, definendo la nascita di uno Stato nazionale ebraico dopo duemila anni di diaspora "un evento senza precedenti nella storia mondiale". Non dimenticò tuttavia gli impegni verso gli Arabi, facendo leva sugli stessi per attaccare l'operato del Governo: "Subito dopo la guerra avremmo potuto ottenere uno schema di partizione molto più favorevole agli Arabi rispetto a quello che otterranno ora dopo il loro fallimentare ricorso alle armi." A conclusione, rivendicò la giustezza della linea da lui intrapresa sin dal 1922:
L'intervento di Churchill fu pienamente efficace: dopo la fine del dibattito il Governo laburista, in evidente difficoltà, annunciò che il Regno Unito avrebbe riconosciuto lo Stato di Israele, atto compiuto formalmente nove giorni dopo.

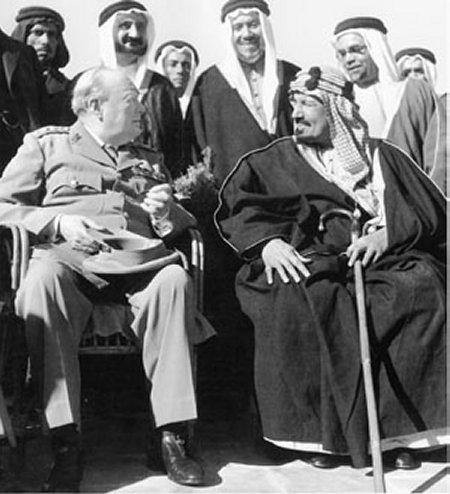
Churchill con Abd al-Aziz dell'Arabia Saudita nel 1945

Nel giudizio storico divergono le valutazioni circa il rapporto di Churchill con il movimento sionista. Secondo lo storico Michael J. Cohen, Churchill rimase convinto che la linea da seguire fosse il suo libro bianco del 1922, che, delineando una soluzione bi-nazionale, riteneva conciliasse al meglio le pretese arabe e sioniste. Nel 1946 aveva sostenuto con forza la necessità dell'assistenza americana al Regno Unito nella gestione del mandato britannico, proponendo come alternativa che il Regno Unito rimettesse il mandato alle Nazioni Unite. La critica di Churchill si imperniava sulla concezione, fatta propria sin dagli anni '20, che lo sforzo britannico avrebbe dovuto concentrarsi sul mantenimento dei territori storici dell'Impero, come l'India, piuttosto che disperdere risorse in territori come la Palestina. Anche l'impegno in favore della causa sionista, che Churchill rivendicò sempre, almeno fino al 1946 fu inteso nel senso limitato del libro bianco del 1922. Diversa è la valutazione di Martin Gilbert, il maggior biografo di Churchill: secondo Gilbert infatti le posizioni politiche di Churchill furono sempre dettate da una sincera amicizia per gli ebrei e dall'opposizione verso il pregiudizio antisemita, una caratteristica insolita anche in Gran Bretagna, dove l'antisemitismo era molto diffuso. Ciò sarebbe dimostrato anche dal modo con cui Churchill favorì la creazione di una Brigata Ebraica destinata a combattere in Italia contro le forze dell'Asse, nonostante molte contrarietà dentro e fuori le gerarchie militari. È certo comunque che Churchill si adoperò per far accettare la nascita di uno Stato ebraico al mondo arabo già durante la guerra: a questo scopo si era incontrato nel febbraio 1945 con il re saudita Ibn Saud, anche se i risultati ottenuti furono scarsi.
In questo contesto si situa anche il suo apprezzamento verso la nuova India indipendente guidata da Jawaharlal Nehru (il quale come lui aveva studiato a Harrow), che Churchill incoraggiò ad ammettere nel Commonwealth. A dispetto della fama di anti-indiano, Churchill mostrò grande apprezzamento per il nuovo leader, tanto da definirlo "la luce dell'Asia".
Durante un incontro negli anni '50, quando Churchill era nuovamente primo ministro, lui e Nehru si recarono in visita a Harrow, la loro vecchia scuola, e cantarono insieme canzoni goliardiche degli anni giovanili. Secondo lo storico indiano Jagat Mehta, Nehru divenne amico di Churchill e ogni volta che si trovava a Londra si recava a casa sua per una visita.

#### Unità europea
(Winston Churchill, 1930)
Una delle componenti più ambigue e controverse dell'azione politica di Churchill è stato il suo atteggiamento verso il processo di integrazione europeo. Nel 1918, alla fine della prima guerra mondiale, Churchill dichiarò al gabinetto:
(Winston Churchill 1918)
Nel 1925 era stato uno degli architetti del Trattato di Locarno, che segnava la riappacificazione tra Francia e Germania. Secondo lo storico Danilo Veneruso, la posizione di Churchill si spiega con la necessità avvertita da buona parte della classe dirigente euro-atlantica di ricostruire un Occidente europeo dopo la catastrofe della Prima guerra mondiale, il cui presupposto imprescindibile era il rapprochement franco-tedesco. Ciò sia per rispondere alla minaccia sovietica, sia per superare la politica di potenza ottocentesca avvertita come la scaturigine della conflagrazione bellica:
Questa revisione della teoria delle relazioni internazionali, che sotto certi aspetti riecheggia le posizioni idealistiche, condusse Churchill, nell'estate del 1930, ispirato dalle idee elaborate dal ministro degli Esteri francese Aristide Briand e dal suo recente tour negli Stati Uniti nell'autunno del 1929, a scrivere un articolo lamentando l'instabilità causata dall'indipendenza della Polonia e dalla disintegrazione dell'Austria Ungheria in stati minori, dichiarandosi in favore alla soluzione federale degli "Stati Uniti d'Europa", anche se ritenne che la Gran Bretagna non dovesse farne parte. Il modello riecheggiava proprio quello dell'Austria Ungheria, del cui smembramento si era sempre rammaricato, anche in virtù dei legami di amicizia da lui intrattenuti con esponenti dell'aristocrazia mitteleuropea, come il principe Karl Kinsky, il barone Maurice de Forest e Sir Henry Strakosch. Durante la seconda guerra mondiale, Churchill aveva infatti appoggiato i piani del principe Ottone d'Asburgo-Lorena e del conte Coudenhove-Kalergi per la costruzione di una federazione danubiana (che sottraesse l'Europa centrale all'egemonia sovietica).

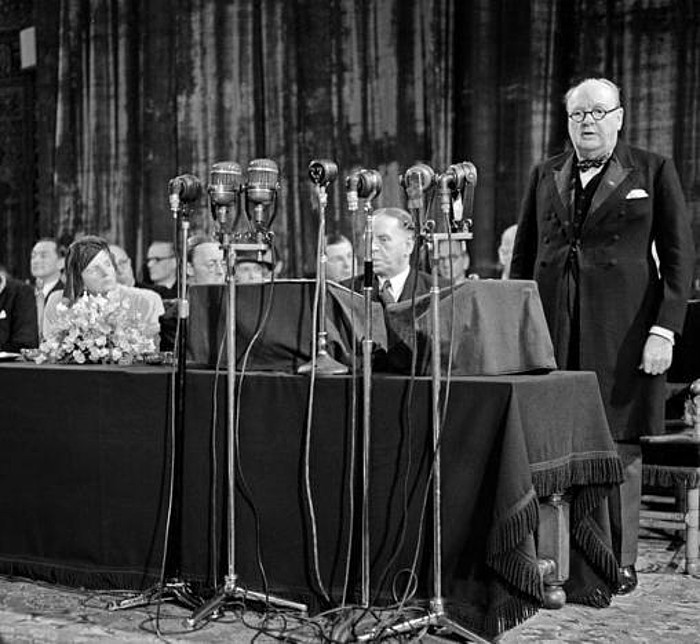
Churchill tiene il discorso inaugurale del Consiglio d'Europa all'Aja, 7 maggio 1948

Nel 1935 il direttore del Daily Mail Lord Rothermere, amico di Churchill e simpatizzante di Hitler gli mostrò una lettera ricevuta dal dittatore nazista;
(John Lukacs)
Le relazioni tra Regno Unito ed Europa rimasero al centro della riflessione di Churchill per tutti gli anni ‘30. L'11 giugno 1937 scrisse: «Come sono andate le cose in Europa mentre noi badavamo ai fatti nostri? Per quanto mi riguarda non ho mai potuto accantonare l'Europa. Mi resta fissa nella mente". In proposito, lo storico Robert Rhodes James ha commentato: "(Churchill) Aveva combattuto la sua campagna più contro un carattere nazionale che contro un'amministrazione».
Dopo lo scoppio della seconda guerra mondiale le idee su una più stretta unione europea continuarono a circolare, dal 1942 in poi, per opera di uomini politici come il premier belga Paul-Henri Spaak. Già nel marzo 1943 un discorso di Churchill sulla ricostruzione postbellica infastidì l'amministrazione statunitense non solo non menzionando la Cina come una grande potenza, ma proponendo un "consiglio d'Europa" puramente europeo. Harry Hopkins trasmise le preoccupazioni del presidente Roosevelt, avvertendo Eden che avrebbe "dato munizioni gratuite agli isolazionisti (statunitensi)" i quali avrebbero potuto proporre un "consiglio regionale" americano. Emerse in questa fase l'elaborazione da parte di Churchill della dottrina dei "Tre cerchi", all'interno dei quali doveva muoversi la politica estera britannica: Europa, Stati Uniti e Commonwealth. Il Regno Unito, per vocazione storica, nelle intenzioni di Churchill doveva riconfigurare il proprio ruolo internazionale come cerniera di collegamento tra il mondo anglofono e l'Europa, quale unico mezzo per mantenere una posizione di peso sullo scacchiere mondiale ed evitare di perdere la propria libertà d'azione. Secondo alcuni studiosi, tale dottrina sarebbe stata alla base della decisione culminata con il Referendum per l'uscita dall'Unione europea del 2016.
Sul piano retorico, peraltro, l'enfasi sull'Europa cambiò molte volte in quegli anni, a seconda della tattica di Churchill per riconquistare il potere, il suo primo e fondamentale obiettivo dopo la sconfitta alle elezioni del 1945.
Subito dopo la guerra, Churchill riprese appieno le posizioni già espresse nel 1930, pronunciando un famoso discorso a Zurigo il 19 settembre 1946, nel quale sostenne la creazione di "una specie di Stati Uniti d'Europa" incentrata su una partnership franco-tedesca, con la Gran Bretagna e il Commonwealth, e forse gli Stati Uniti, come "amici e sponsor della nuova Europa":
(Winston Churchill, 1946)

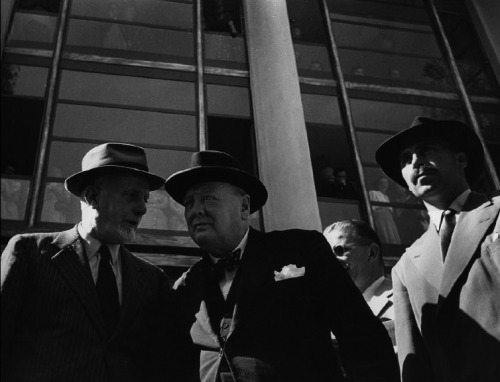
Churchill con il ministro degli Esteri italiano Carlo Sforza a Strasburgo nel 1950

Il Times scrisse che il discorso aveva "sorpreso il mondo" con "proposte oltraggiose" e avvertì che c'era ancora poco entusiasmo per tale unità, e che sembrava presumibile una divisione permanente tra l'Europa orientale e occidentale, sollecitando dei "più modesti" accordi economici. Il discorso di Churchill fu invece elogiato da Leo Amery e dal conte Coudenhove-Kalergi il quale scrisse che il discorso avrebbe spinto i governi all'azione.
Se Churchill fu sempre sostanzialmente ostile all'adesione del Regno Unito a un blocco europeo continentale, fu invece, di converso, uno dei massimi fautori di un Consiglio d'Europa che consentisse la redazione di una Carta europea dei diritti dell'uomo. L'idea fu espressa nel discorso tenuto al Congresso dell'Aja del 1948:
Ciò si inseriva, da un lato, nella mai sopita passione ideologica dello statista, pienamente inserita nella tradizione dell'Illuminismo, dall'altro nella necessità di riaffermare il modello occidentale e liberale di fronte alla sfida sovietica.. Dalla sua visione sorse il Trattato di Londra del 1949 istitutivo del Consiglio d'Europa, cui attualmente aderiscono 47 Stati membri e, sempre per suo impulso, una commissione presieduta dal giurista britannico David Maxwell Fyfe redasse la Convenzione europea per la salvaguardia dei diritti dell'uomo e delle libertà fondamentali (CEDU), ratificata a Roma nel 1950. Essa costituisce, a oggi, una delle più rilevanti fonti del diritto dei Paesi aderenti al Consiglio d'Europa.
Churchill espresse sentimenti simili in una riunione della Primrose League all'Albert Hall del 18 maggio 1947. Dichiarò: «Facciamo che l'Europa risorga», ma fu "assolutamente chiaro" che "non permetteremo che nessuna divisione venga tracciata tra la Gran Bretagna e gli Stati Uniti". I discorsi di Churchill contribuirono a incoraggiare la fondazione del Consiglio d'Europa. Nel 1948 Churchill presiedette il congresso dell'Aia, che riunì i rappresentanti di numerosi Stati europei per discutere i problemi riguardanti l'integrazione europea. Nell'estate del 1947 Churchill partecipò a Strasburgo alla riunione inaugurale del Consiglio d'Europa; nel discorso che tenne il 17 agosto invitò il consiglio a muoversi come "entità europea" alle Nazioni Unite, incoraggiando anche il coinvolgimento della nuova Germania democratica nelle istituzioni europee. Questa idea costituiva una riproposizione del progetto originario di Churchill sulle Nazioni Unite, che nella sua visione avrebbero dovuto essere costituite da tre consigli regionali delle Americhe, dell'Asia orientale e appunto d'Europa; il progetto venne poi superato dalla visione più universalistica del segretario di Stato americano Cordell Hull, anche se Churchill a Jalta aveva preteso e ottenuto la presenza francese nel consiglio di sicurezza per rafforzare la presenza europea al suo interno.

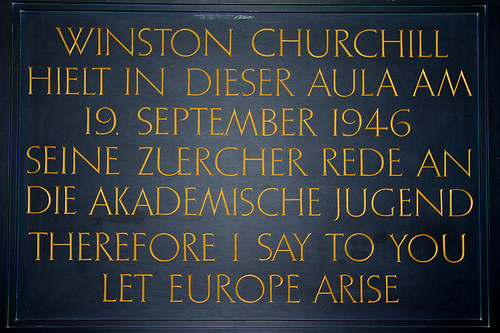
Targa commemorativa del Discorso di Zurigo

Sul piano interno, peraltro, i conservatori si erano divisi, sin dal 1945, sulla visione dell'Europa. Solo Churchill riuscì, e non sempre, a conciliare le due anime del partito, quella liberale e quella populista. Inoltre, la retorica europeista di Churchill puntava a mettere in difficoltà il governo Attlee, chiuso nella prospettiva di classe e dominato dal dogma delle nazionalizzazioni. Non a caso, nel giugno del 1950 Churchill fu fortemente critico nei confronti del fatto che il governo laburista non aveva inviato rappresentanti britannici a Parigi (per discutere del piano Schuman per la creazione della Comunità europea del carbone e dell'acciaio), dichiarando che la politica laburista " metteva a rischio l'equilibrio dell'Europa", e rischiava il fatto che la Germania dominasse il nuovo raggruppamento. Sviluppò ulteriormente il pensiero federalista facendosi promotore di una forma di confederazione mondiale attraverso l'ONU (sullo sfondo dell'invasione comunista della Corea del Sud), sottolineando al contempo che il Regno Unito era in una posizione unica per esercitare la leadership attraverso i suoi legami con il Commonwealth, gli Stati Uniti e l'Europa. Tuttavia, Churchill era contrario al fatto che il Regno Unito si unisse effettivamente a qualche raggruppamento federale.
Dopo essere tornato primo ministro, Churchill scrisse una nota per il gabinetto il 29 novembre 1951. In essa ribadì la dottrina dei "Tre cerchi", elencando le priorità della politica estera britannica: l'unità e il consolidamento del Commonwealth, l'"associazione fraterna" del mondo di lingua inglese (cioè il Commonwealth e gli Stati Uniti), quindi in terzo luogo, "l'Europa unita, alla quale siamo particolarmente legati come amici e alleati", sottolineando però al contempo la necessità di salvaguardare prima di tutto la sovranità del Regno Unito "solo nel momento in cui i piani per unire l'Europa prendono una forma federale non possiamo parteciparvi, perché non possiamo subordinare noi stessi o il controllo della politica britannica a delle autorità federali".
Nel 1956, dopo essersi dimesso dalla carica di primo ministro, Churchill ricevette il premio Carlo Magno per il suo contributo all'Unità europea.

### Secondo mandato ministeriale (1951-1955)

#### Ritorno al governo

##### Politica interna

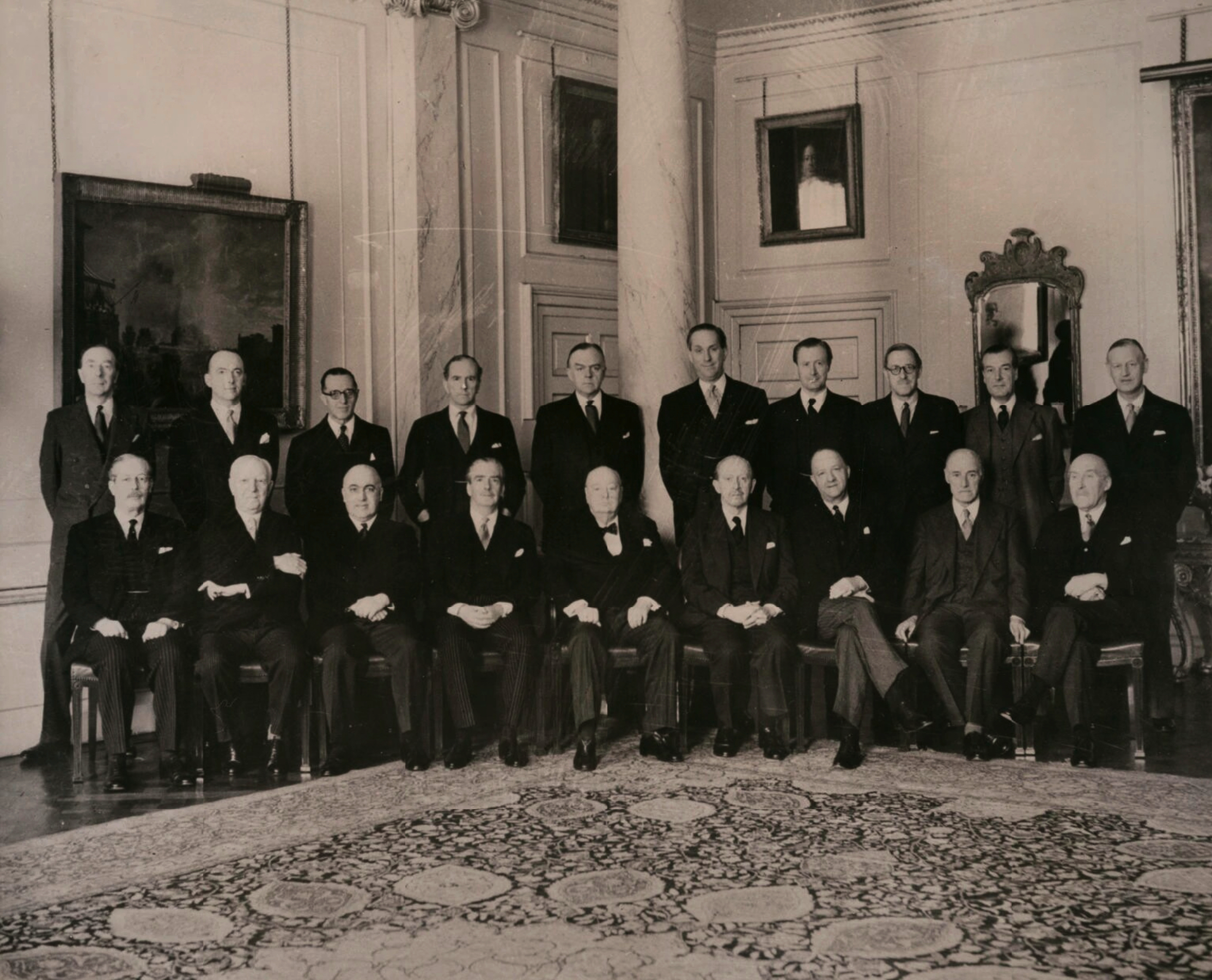
Il terzo Governo Churchill (1955)

Dopo le elezioni generali dell'ottobre 1951, Churchill divenne di nuovo primo ministro e il suo secondo governo durò fino alle sue dimissioni nell'aprile del 1955. Ricoprì inoltre l'incarico di ministro della Difesa dall'ottobre 1951 fino al 1º marzo 1952, quando consegnò il portafoglio al feldmaresciallo Alexander. Subito entrato in carica, Churchill ridusse nettamente gli stipendi di tutti i componenti del governo (compreso il proprio), avviò la privatizzazione dell'industria metallurgica e soppresse il monopolio radiotelevisivo della BBC.
Negli affari interni vennero introdotte varie riforme, come il Mines and Quarries Act del 1954 e nello stesso anno il Housing Repairs and Rents Act. La prima misura consolidò la legislazione riguardante l'occupazione di giovani e donne nelle miniere e cave, insieme alla sicurezza, alla salute e al benessere dei minatori. Il secondo provvedimento estese invece l'applicazione della precedente legislazione edilizia e definì le norme di salubrità degli ambienti domestici. Furono innalzati anche gli sgravi fiscali, la costruzione di alloggi popolari aumentò, e le pensioni e i sussidi di assistenza nazionale furono aumentati. Controversa, tuttavia, fu la decisione di introdurre un'imposizione fiscale sui farmaci da prescrizione medica.
Le politiche abitative erano state un punto qualificante del programma elettorale dei conservatori, dopo che il governo Churchill dei primi anni '50, con Harold Macmillan in qualità di ministro per gli alloggi, aveva dato alla costruzione di alloggi popolari una priorità politica molto più alta di quella ricevuta sotto l'amministrazione Attlee. Macmillan aveva accettato la sfida di Churchill di soddisfare l'ambizioso impegno pubblico di quest'ultimo di costruire 300 000 nuove case all'anno e raggiungere l'obiettivo un anno prima del previsto.
Nel 1954, nel quadro di un progressivo allargamento dei diritti civili, il governo Churchill insediò la commissione d'inchiesta presieduta da Lord Wolfenden la quale, nel 1957, redasse il celebre rapporto che a sua volta porterà alla depenalizzazione dell'omosessualità nel Regno Unito dieci anni dopo.
Infine, il maggior successo conseguito in politica interna dal secondo governo Churchill fu la fine del razionamento bellico, obiettivo raggiunto ufficialmente nel luglio del 1954.

##### Questioni coloniali

###### Kenya e Malesia
Le priorità interne di Churchill nel suo ultimo governo furono messe in ombra da una serie di crisi in politica estera, che erano in parte il risultato del continuo declino del potere e del prestigio militare e imperiale britannico. Essendo un forte sostenitore del Regno Unito come potenza internazionale, Churchill spesso privilegiò l'azione militare diretta. Un esempio fu il suo invio di truppe britanniche in Kenya per affrontare la ribellione dei Mau-Mau. Cercando di conservare ciò che poteva dell'Impero, una volta dichiarò: «Non presiederò a uno smembramento».
Un altro dossier fu quello che divenne noto come l'emergenza malese. In Malesia, un'insurrezione comunista contro il dominio britannico era in corso dal 1948. Ancora una volta, il governo di Churchill ereditò una crisi ed egli scelse l'opzione militare contro i ribelli mentre tentò di costruire un'alleanza con le forze filo-britanniche. Mentre la ribellione veniva lentamente sconfitta, era altrettanto chiaro che il dominio coloniale dalla Gran Bretagna non era più sostenibile.

#### Relazioni con gli Stati Uniti, Medio Oriente e guerra fredda

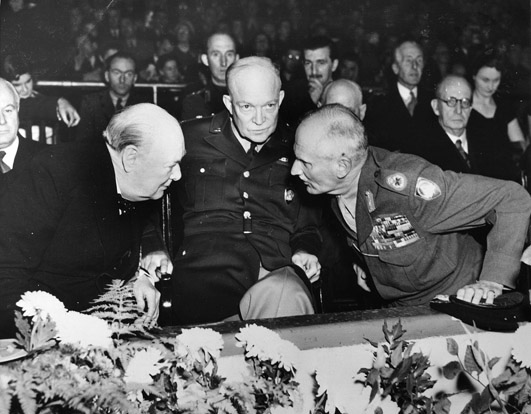
Churchill con Eisenhower e Montgomery nel 1951

Nei primi anni cinquanta il Regno Unito stava ancora tentando di rimanere la terza grande potenza sulla scena mondiale. Questo fu "il tempo in cui la Gran Bretagna si scontrò con gli Stati Uniti con una fermezza che non avrebbe più avuto nel dopoguerra". Allo stesso tempo, Churchill si spese molto nella cura delle relazioni anglo-americane e tentò di mantenere il rapporto speciale con la superpotenza.
Churchill e Anthony Eden giunsero una prima volta a Washington nel gennaio del 1952. L'amministrazione Truman sosteneva in quel momento il progetto della CED (Comunità europea di difesa), sperando che ciò avrebbe consentito il riarmo controllato della Germania occidentale e la contestuale riduzione della presenza militare americana in Europa occidentale; Churchill fu però sempre ostile a questo disegno. Chiese invece un impegno militare americano per sostenere la posizione del Regno Unito in Egitto e in Medio Oriente. Ciò non incontrò l'approvazione americana: gli Stati Uniti si aspettavano il supporto britannico per combattere il comunismo in Corea, e guardavano all'impegno degli Stati Uniti in Medio Oriente come un supporto all'imperialismo britannico, oltre al fatto che gli americani non erano persuasi, a differenza di Churchill, che questo avrebbe impedito a regimi filo-sovietici di giungere al potere. Tuttavia, quando il governo di Mohammad Mossadeq si avvicinò sempre più ai sovietici, gli Stati Uniti appoggiarono il colpo di Stato del 1953 che rovesciò il primo ministro iraniano. Questi peraltro aveva in precedenza nazionalizzato l'Anglo-Iranian Oil Company, compagnia petrolifera che già Churchill aveva nazionalizzato nel 1913 in favore del Regno Unito.
All'inizio del 1953, la priorità della politica estera del gabinetto era l'Egitto e la rivoluzione nazionalista egiziana. Nel luglio 1952 il re filo-britannico Faruq fu deposto da una giunta di ufficiali dell'esercito guidati dal generale Muhammad Naguib, che fu presto estromesso dal colonnello Gamal Abdel Nasser. L'Egitto era stato uno stato cliente britannico, sotto vari tipi di controllo e occupazione militare, dal 1883. Churchill si fece promotore di una linea di distensione con l'Egitto. Nel 1953 il Regno Unito, desiderosa di ripristinare relazioni amichevoli, accettò di porre fine al suo dominio in Sudan nel 1956 in cambio dell'abbandono da parte dell'Egitto delle proprie rivendicazioni sulla regione. Nell'ottobre del 1954, il Regno Unito e l'Egitto concludevano un accordo sull'evacuazione graduale delle truppe britanniche dalla base di Suez, con grande sgomento del "gruppo Suez" interno ai deputati conservatori.

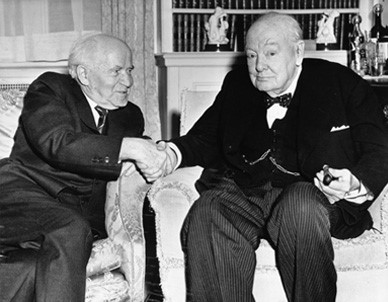
Churchill con il primo ministro israeliano David Ben Gurion nel 1961

Sempre con riguardo al Medio Oriente, Churchill portò avanti una politica di disimpegno militare britannico, coerentemente con le sue posizioni sin dai primi anni '20. In particolare, rifiutò di prestare assistenza militare alla Giordania, dopo che questa era diventata un rifugio sicuro per la guerriglia palestinese, nonostante l'opinione contraria di molti dentro e fuori dal suo partito.
Dopo la morte di Stalin, Churchill, l'ultimo dei "tre grandi" della seconda guerra mondiale, scrisse l'11 marzo a Dwight Eisenhower, il quale aveva appena assunto l'incarico di presidente degli Stati Uniti, proponendo un incontro al vertice con i sovietici; Eisenhower rispose di non rendere pubblico il suggerimento perché i sovietici avrebbero potuto usarlo a scopo propagandistico.
Quale leader dell'opposizione dal 1945 al 1951, Churchill evidentemente prefigurava quali componenti di un accordo generale con la Russia una Germania neutrale e unificata, un sistema di alleanze occidentali lungo la frontiera franco-tedesca, il ritiro delle forze sovietiche fino alla frontiera fra Polonia e Russia e l'istituzione di governi di tipo finlandese negli Stati confinanti con l'Unione Sovietica, ossia governi neutrali, democratici, rispettosi delle preoccupazioni sovietiche ma essenzialmente liberi di praticare politiche estere indipendenti. Un accordo su queste linee prima del 1948 avrebbe restituito l'Europa alle sue dimensioni storiche. Durante la guerra, e per molti anni successivi, Churchill fu assai in anticipo sul suo tempo. Se non avesse perso le elezioni del 1945 avrebbe potuto imprimere alla guerra fredda nascente una direzione diversa.
(Henry Kissinger L'arte della diplomazia 1994)
Alcuni dei colleghi di Churchill pensavano si sarebbe dimesso dopo l'incoronazione della regina nel maggio del 1953. Eden scrisse a suo figlio il 10 aprile: "Winston diventa ogni giorno più vecchio e tende a perdere un sacco di tempo [...] il mondo esterno non ha idea di quanto sia difficile". Tuttavia, la grave malattia nel frattempo occorsa a Eden permise a Churchill di assumere il controllo degli affari esteri dall'aprile del 1953.

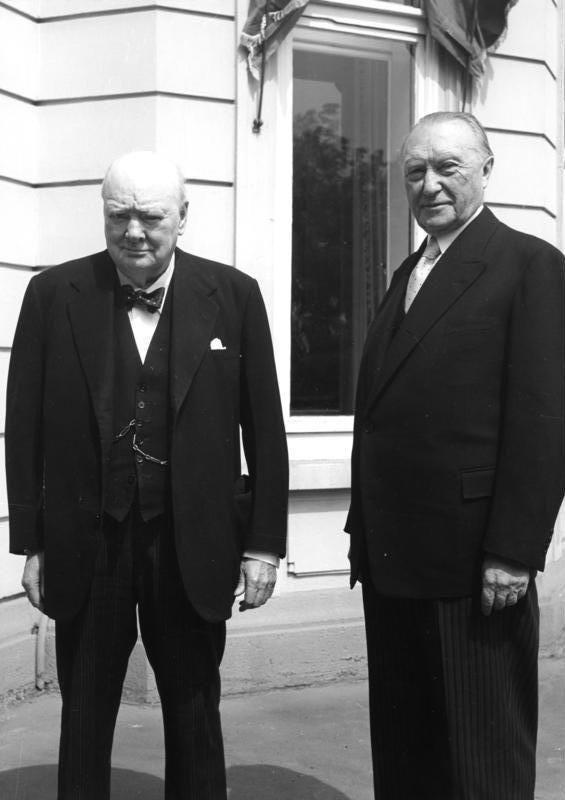
Churchill con Konrad Adenauer nel 1956

Nei rapporti con l'Europa, Churchill si prodigò per sostenere la rinascita della Repubblica federale tedesca. Nel 1953 a Londra ebbero luogo i negoziati che portarono all'accordo sui debiti esteri germanici, che cancellò gran parte dei debiti di guerra tedeschi. Nel 1954 scrisse al cancelliere Konrad Adenauer: «Dopo tanti anni di lotta ho tra i più vivi il desiderio di vedere la nazione tedesca assumere il posto che le compete nella famiglia mondiale delle nazioni libere».

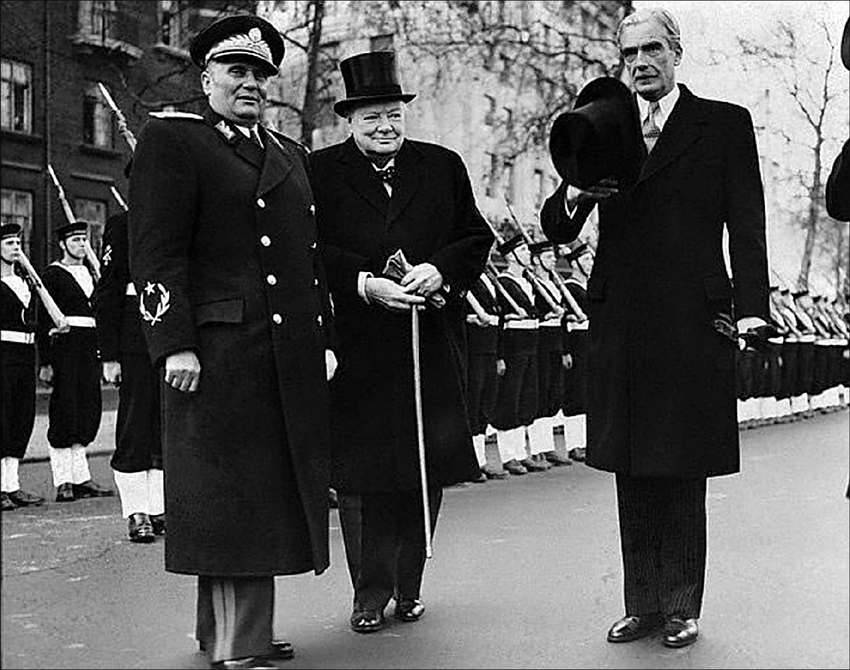
Tito, Churchill e Anthony Eden a Londra nella primavera del 1953

Nei riguardi dell'Italia invece, l'obiettivo principale della politica britannica, all'unisono con quella statunitense, fu di serrare i ranghi dei Paesi mediterranei nell'ambito Nato. A tal fine, divenne di vitale importanza risolvere il contenzioso di Trieste, che impediva una più stretta cooperazione tra l'Italia e le nazioni balcaniche e mediterranee, in particolare la Jugoslavia, ma anche Turchia e Grecia, membri dell'Alleanza. Così, anche in seguito alla svolta rappresentata dalla morte di Stalin, e alla conseguente normalizzazione dei rapporti tra Tito e l'URSS, poté dispiegarsi un parziale disgelo tra i blocchi, culminato con la firma del Memorandum di Londra e il ritorno di Trieste all'Italia (1954).
Nello stesso anno, Churchill e Eden colsero un altro importante successo con la firma del Trattato di pace con l'Austria, primo e unico caso di ritiro volontario dell'Unione Sovietica da un territorio occupato durante la guerra, ottenuto mediante la neutralizzazione dello stato danubiano: il modello che Churchill aveva prefigurato anche per gli Stati dell'Europa orientale, ormai confitti nell'orbita sovietica.
In generale, dopo l'avvento di Malenkov alla guida dell'Urss, Churchill si fece attivo promotore di una politica di apertura verso i sovietici. Dopo ulteriori scoraggiamenti da parte del presidente Eisenhower (negli Stati Uniti era l'epoca del maccartismo e il segretario di Stato John Foster Dulles, con il quale ebbe un pessimo rapporto, era un "falco" della guerra fredda), Churchill decise di avviare un'azione autonoma della Gran Bretagna e annunciò i suoi piani per un summit anglo-sovietico alla Camera dei Comuni l'11 maggio. L'ambasciata americana a Londra osservò che questa era stata una rara occasione in cui Churchill non menzionò la solidarietà anglo-americana in un discorso. A luglio Molotov rispose per telegramma a Churchill dichiarandosi favorevole a un incontro. Tuttavia l'iniziativa non ebbe seguito, a causa dell'ostilità di ministri come Lord Salisbury (Viceministro degli Esteri) e dello stesso Eden, i quali erano preoccupati per l'irritazione provocata agli americani e ai francesi, sebbene Selwyn Lloyd, insieme a molti conservatori, avesse sostenuto l'iniziativa di Churchill.
Di fronte all'ostilità verso la distensione con l'Unione Sovietica manifestata dai suoi ministri, Churchill decise di dotare il Regno Unito della bomba all'idrogeno, senza informare il gabinetto. Churchill intendeva usare il potere deterrente della nuova arma per avviare un disarmo concertato globale. Le grandi potenze dovevano escogitare "un sistema di disarmo equilibrato e articolato in varie fasi". Il mezzo per raggiungere il disarmo era la deterrenza rappresentata dall'armamento nucleare. "Questa deterrenza può portare in ogni momento al disarmo, posto che sia tale".
Con il discorso dell'11 maggio 1953 Churchill conseguì l'ultimo risultato della sua carriera sul piano internazionale, ossia avviare, indirettamente, il processo di affossamento del progetto di Comunità europea di difesa, avanzato soprattutto su pressione statunitense e sostenuto all'interno del governo britannico da Anthony Eden. La CED era concordemente vista da Churchill e dai sovietici come un tentativo non troppo velato di riarmare la Germania occidentale, un esito che lo statista britannico intese stroncare sul nascere. Secondo Antonio Varsori, molti osservatori dell'epoca attribuirono proprio all'intervento distensivo di Churchill il successivo affossamento della CED, sancito definitivamente dal voto contrario del Parlamento francese dell'anno successivo. In Italia, peraltro, la conseguenza del discorso fu quella di provocare la caduta del governo De Gasperi, che aveva fortemente sostenuto il progetto, come notarono sia Giulio Andreotti sia Pietro Nenni. Sul piano militare Churchill aveva sempre sostenuto l'alternativa della creazione di forze partigiane clandestine per contrastare un'eventuale invasione sovietica, sul modello dello Special Operations Executive: tale strada venne intrapresa a partire dal 1956 con la creazione della struttura Stay-behind Gladio.

#### Infarto e dimissioni

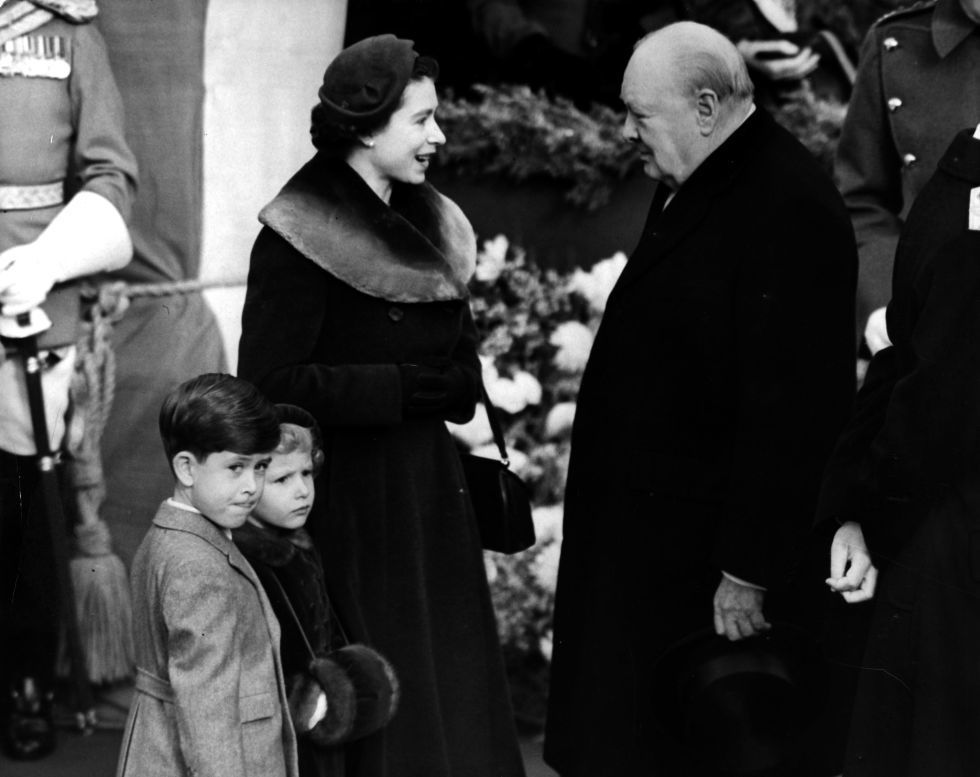
Churchill con la regina Elisabetta II nel 1953

Churchill aveva subito un lieve ictus mentre era in vacanza nel sud della Francia, nell'estate del 1949. Quando formò il suo secondo governo la sua decadenza fisica era evidente a tal punto che Giorgio VI, già nel dicembre 1951, pensò di chiedere a Churchill di dimettersi l'anno successivo a favore di Anthony Eden, ma non è noto se il re lo avesse fatto prima della sua morte nel febbraio del 1952.
La fatica di ricoprire la carica di primo ministro e, per una malattia di Eden, anche quella di ministro degli esteri, contribuì a causare il suo secondo infarto a Downing Street dopo una cena ufficiale il 23 giugno 1953 con Alcide de Gasperi. Nonostante fosse parzialmente paralizzato da un lato, presiedette a una riunione di Gabinetto il mattino seguente senza che nessuno si accorgesse della sua incapacità. Successivamente le sue condizioni peggiorarono e si pensò che non sarebbe sopravvissuto al fine settimana. La notizia venne nascosta al pubblico e anche al Parlamento, ma venne riferito che Churchill aveva sofferto di esaurimento nervoso. Andò nella sua casa di campagna, Chartwell, per riprendersi, e alla fine di giugno stupì i suoi dottori riuscendo, pur gocciolando dal sudore, a sollevarsi dalla sedia.

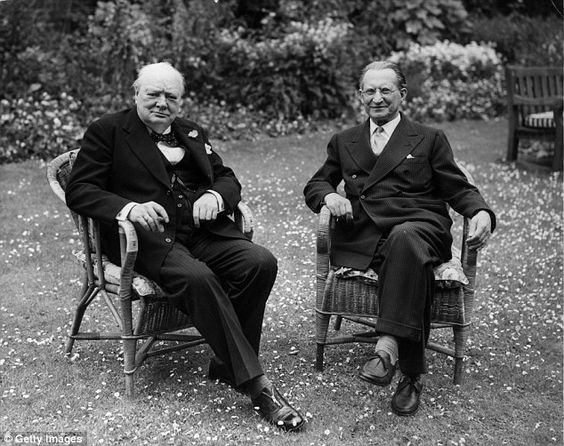
Churchill con Alcide de Gasperi il 23 giugno 1953

Churchill era ancora desideroso di avere un incontro con i sovietici e si dimostrò aperto all'idea di una Germania riunificata. Rifiutò di condannare il regime della Repubblica Democratica Tedesca, commentando il 10 luglio 1953 che "i russi sono sorprendentemente pazienti riguardo ai disordini nella Germania dell'Est". Pensava che questo potesse essere il motivo della rimozione di Berija. Churchill tornò alla vita pubblica nell'ottobre del 1953 per tenere un discorso alla conferenza del partito conservatore a Margate. Nel dicembre del 1953 Churchill incontrò Eisenhower alle Bermuda.
Anthony Eden, terminata la convalescenza dalle sue operazioni, divenne una figura importante sulla scena mondiale nel 1954. Ebbe un attrito con il collega statunitense Dulles, che coinvolse anche Churchill (giugno 1954). Questi, desiderando ancora compiere un viaggio ufficiale a Mosca, minacciò di rassegnare le dimissioni. Ciò provocò una crisi di governo quando Lord Salisbury minacciò di dimettersi a sua volta se Churchill avesse fatto a modo suo. Alla fine i sovietici proposero una conferenza delle cinque grandi potenze, che però non ebbe seguito dopo che Churchill si dimise. Entro l'autunno egli aveva nuovamente rimandato le sue dimissioni.
Eden guidò poi la i negoziati di Ginevra per la pace in Indocina, siglando un accordo diplomatico con l'Egitto e un accordo tra i paesi dell'Europa occidentale dopo il rifiuto francese di aderire alla CED. Consapevole del fatto che stava decadendo sia fisicamente sia mentalmente, Churchill alla fine si dimise da primo ministro nel 1955 e gli succedette Anthony Eden. Al momento delle dimissioni, fu considerato come l'uomo politico che aveva avuto la più lunga carriera ministeriale nella politica britannica moderna. Subì un altro lieve ictus nel dicembre del 1956.

### Ultimi anni e morte

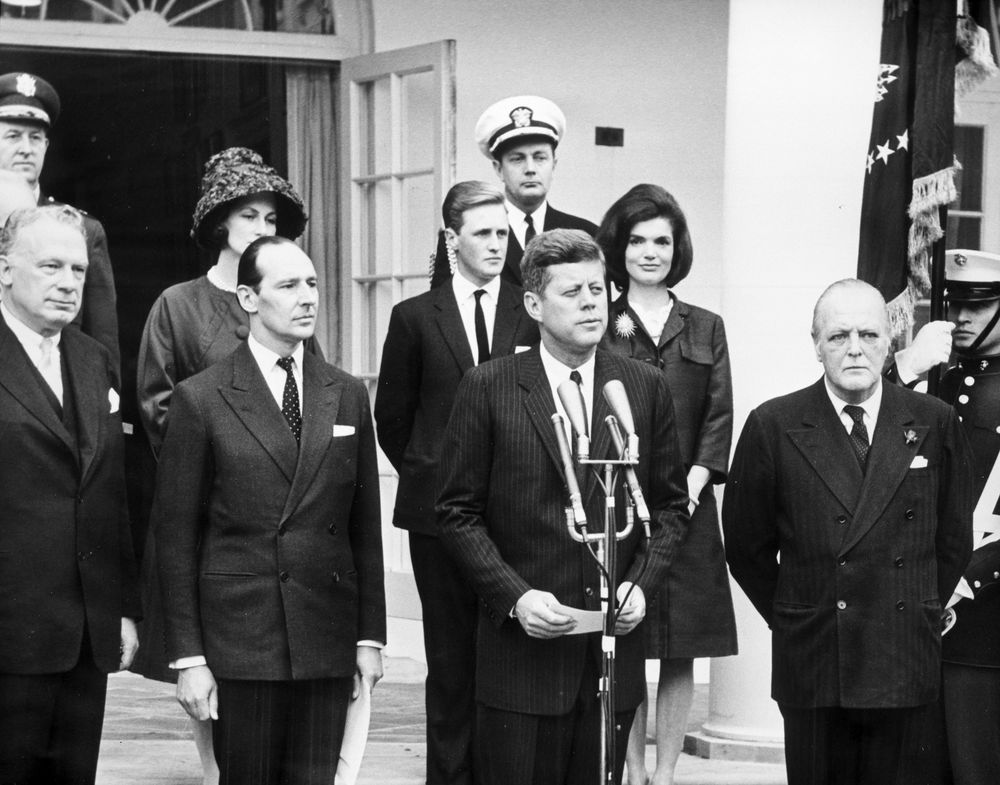
Il presidente John Fitzgerald Kennedy conferisce la cittadinanza onoraria degli Stati Uniti a Winston Churchill. Alla sua sinistra il figlio Randolph e in seconda fila, alla destra della First lady, il nipote Winston (1963).

Elisabetta II offrì a Churchill il titolo di "duca di Londra", ma egli rifiutò in seguito alle obiezioni di suo figlio Randolph, che avrebbe ereditato il titolo alla morte del padre e quindi sarebbe stato escluso dalla Camera dei Comuni. Tuttavia, accettò il cavalierato dell'Ordine della Giarrettiera. Dopo aver lasciato il premierato, Churchill passò meno tempo in parlamento finché non si ritirò definitivamente dalla politica alle elezioni generali del 1964. Churchill trascorse la maggior parte del suo ritiro a Chartwell e nella sua casa di Hyde Park Gate, a Londra, e divenne un habitué dell'alta società sulla Costa Azzurra, stringendo amicizia con Aristotele Onassis.

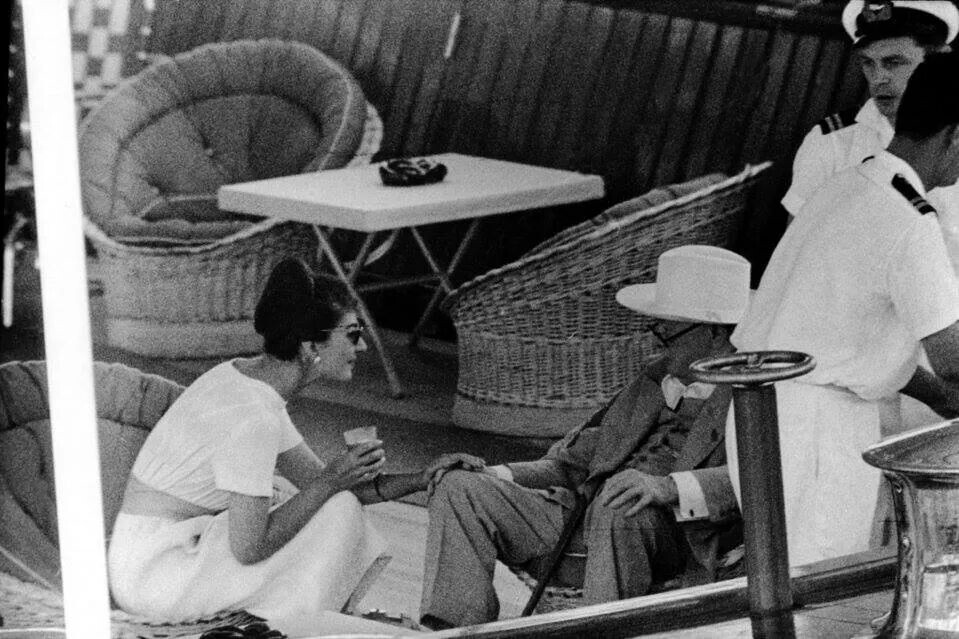
Churchill con Maria Callas nel 1959. Dopo le dimissioni da Primo ministro Churchill strinse amicizia con Aristotele Onassis e con la Callas, all'epoca compagna del magnate greco, e fu spesso loro ospite sullo yacht "Christina".

Sebbene pubblicamente la supportasse, Churchill era in privato scettico riguardo all'invasione di Suez voluta da Anthony Eden. Sua moglie Clementine credeva che Churchill si fosse recato numerose volte negli Stati Uniti negli anni seguenti per ricucire le relazioni anglo-americane.

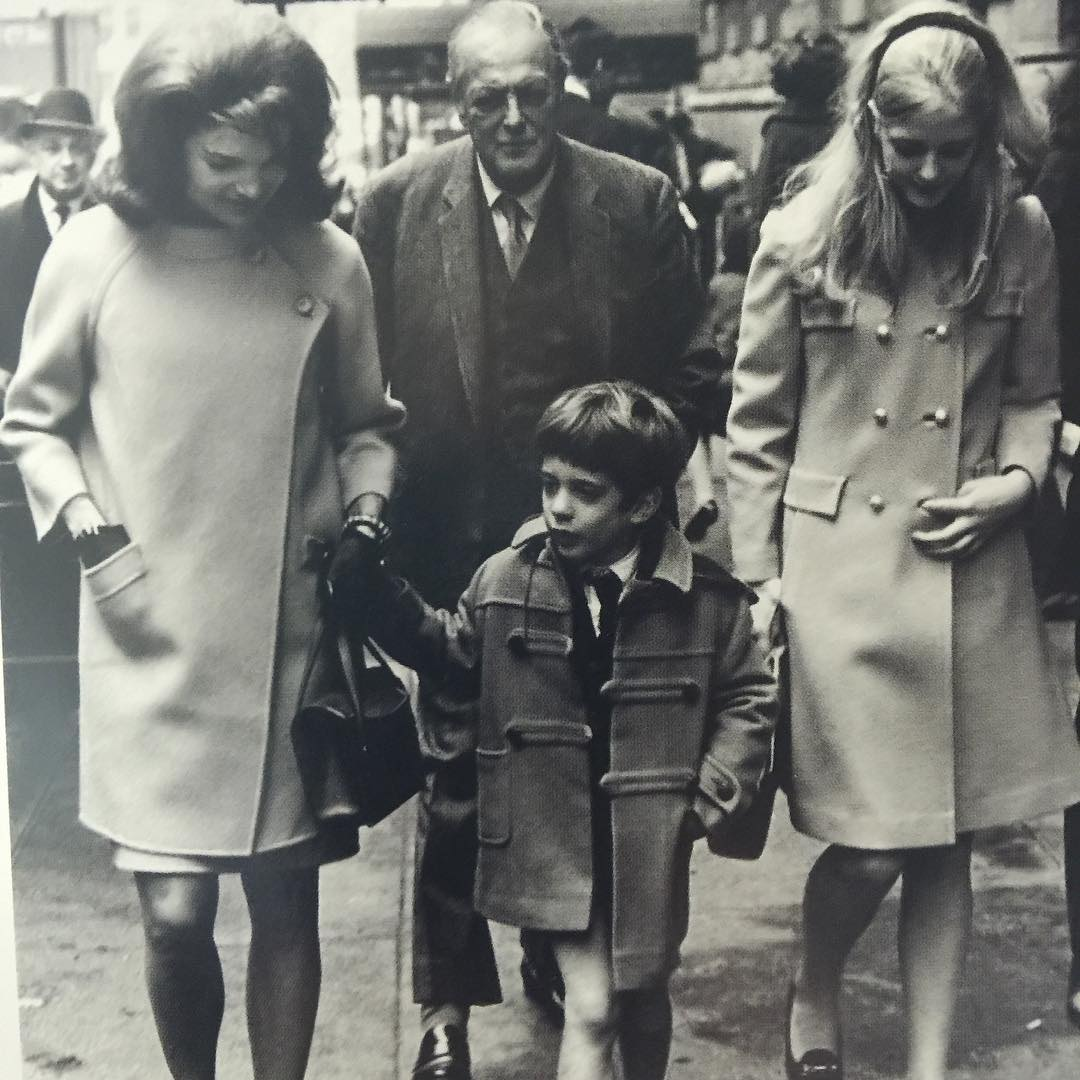
Randolph Churchill con la figlia Arabella, Jackie Kennedy e John Fitzgerald Jr, New York, 1966

Al momento delle elezioni generali del 1959, Churchill ormai frequentava raramente la Camera dei Comuni. Nonostante la netta vittoria conservatrice, la sua maggioranza calò di oltre un migliaio voti. È opinione diffusa che quando le sue facoltà mentali e fisiche cominciarono a decadere, iniziò a perdere la battaglia che aveva dovuto combattere per tutta la vita contro quella che lui chiamava il "cane nero", cioè la depressione. Tuttavia Anthony Montague Browne, segretario personale di Churchill durante gli ultimi dieci anni di vita di quest'ultimo, scrisse che non aveva mai sentito Churchill riferirsi al "cane nero", e contestò vigorosamente l'idea che la salute dell'ex primo ministro fosse afflitta anche dalla depressione.
Si è ipotizzato che Churchill possa aver avuto la malattia di Alzheimer negli ultimi anni, anche se altri sostengono che la sua ridotta capacità mentale era semplicemente il risultato cumulativo dei vari infarti e ictus e della sordità crescente di cui soffriva già dal 1949. Nel 1963, il presidente americano John F. Kennedy, dopo autorizzazione concessa da un atto del Congresso, lo proclamò cittadino onorario degli Stati Uniti, ma Churchill non fu in grado di partecipare alla cerimonia della Casa Bianca (lo rappresentarono il figlio Randolph e il nipote Winston Jr.).
Nel giugno 1962, mentre si trovava a Montecarlo Churchill si ruppe un femore. Gli fu messo a disposizione un letto in un ospedale francese, ma disse al suo segretario Montague Brown che voleva "morire in Inghilterra". Il Primo ministro Harold Macmillan mandò a prenderlo un caccia della RAF e durante la discesa dall'aereo a Londra rivolse ai presenti il segno della vittoria.

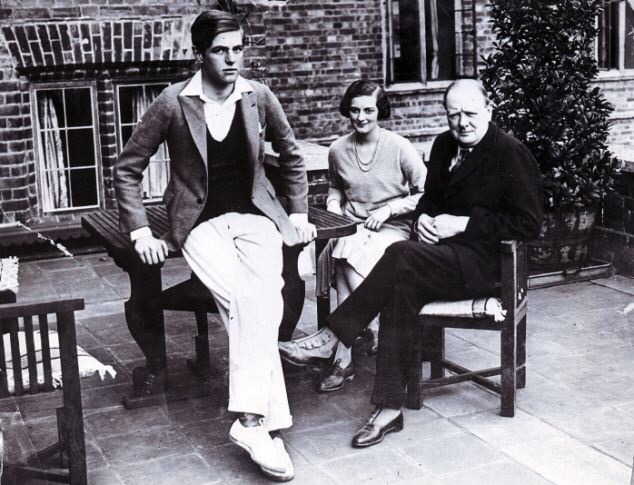
Churchill con i figli Randolph e Diana nel 1923. La figlia primogenita, sofferente di depressione, si suicidò nel 1963.

Gli ultimi anni di vita di Churchill furono funestati dalla salute malferma e soprattutto dal tragico suicidio della figlia primogenita Diana nell'ottobre 1963. Come il padre sofferente di disturbi depressivi e più volte sottoposta a ricoveri in cliniche psichiatriche, dopo il fallimento del secondo matrimonio ingerì una dose fatale di barbiturici. Come raccontò in seguito la figlia minore Mary: "Mio padre comprese solo lentamente ciò che gli dissi, ma poi si chiuse in un silenzio profondo e distante".
Nonostante la cattiva salute, Churchill cercò ancora di rimanere attivo nella vita pubblica e nel giorno di San Giorgio del 1964, mandò un messaggio di congratulazioni ai veterani del Raid di Zeebrugge del 1918 che stavano assistendo a una messa di commemorazione a Deal, nel Kent, dove due vittime dell'incursione erano state sepolte nel cimitero di Hamilton Road. Sedette l'ultima volta alla Camera dei Comuni il 27 luglio 1964. Il 30 novembre successivo compì 90 anni e si mostrò alla finestra della sua abitazione a Hyde Park Gate per salutare la folla che lo acclamava mostrando il segno di vittoria.
Il 15 gennaio 1965, Churchill subì un grave ictus e morì nella sua casa di Londra nove giorni dopo, all'età di 90 anni, la mattina di domenica 24 gennaio 1965, esattamente 70 anni dopo la morte del padre.

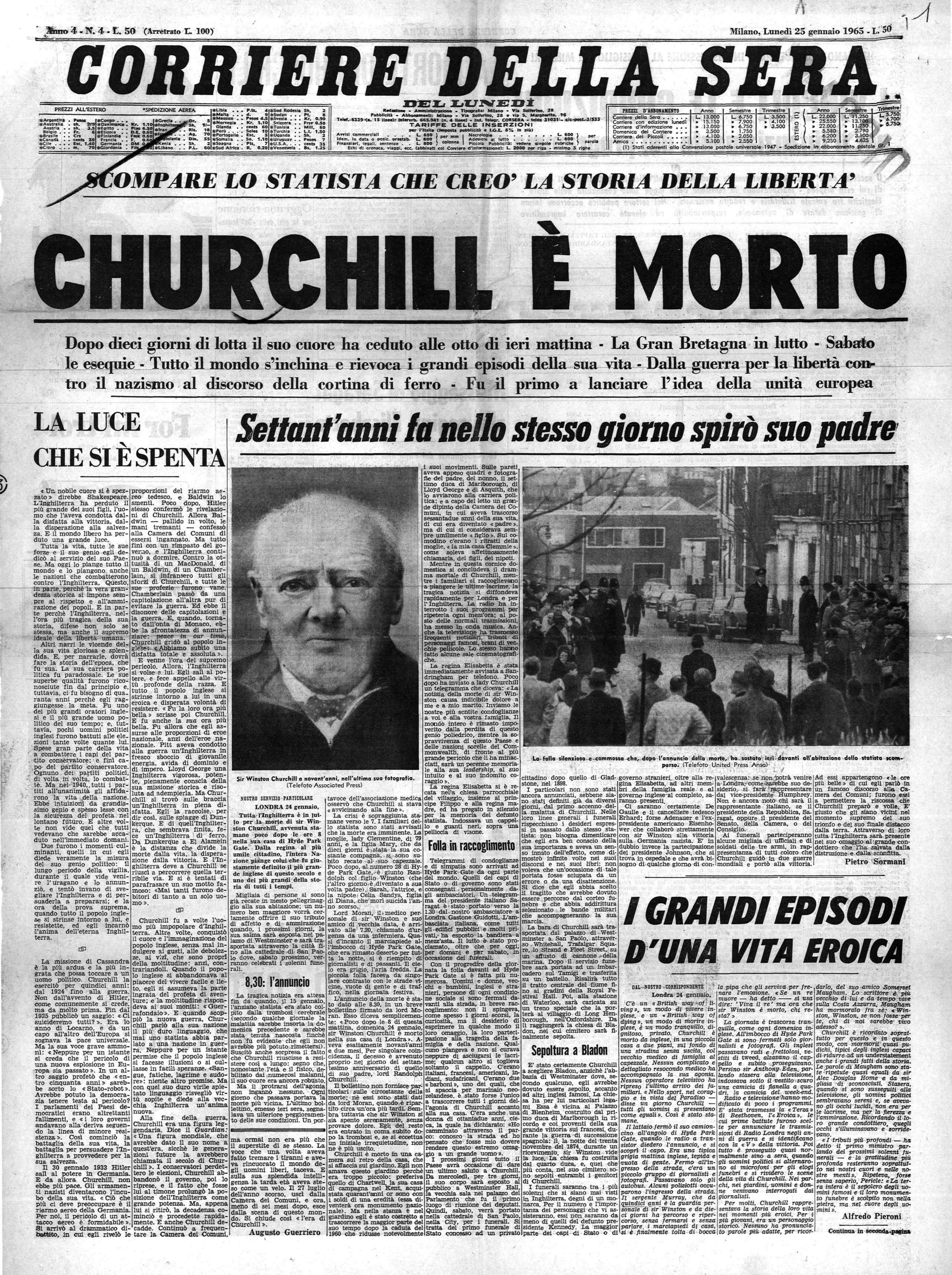
La prima pagina del Corriere della Sera del 25 gennaio 1965 annuncia la morte di Churchill

#### Funerale
(Aldo Moro, Presidente del Consiglio italiano, pronuncia la commemorazione di Churchill alla Camera dei deputati il 26 gennaio 1965)

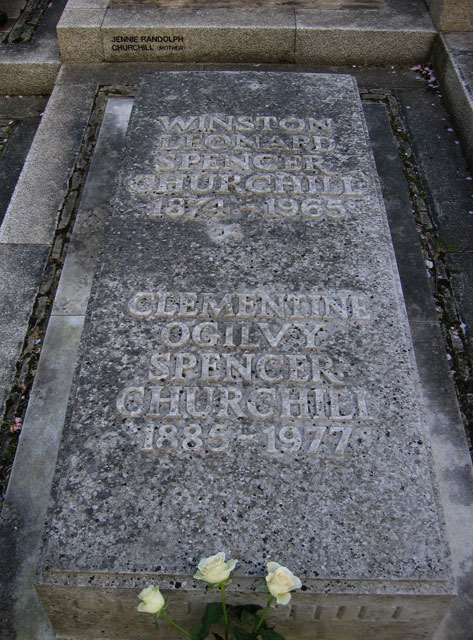
La tomba di Churchill e della moglie Clementine a Bladon, Woodstock Oxfordshire

Il piano funebre per le esequie di Churchill era stato avviato nel 1953, dopo il primo infarto, sotto il nome "operazione Hope Not". Lo scopo era quello di commemorare Churchill "su una scala che si addice alla sua posizione nella storia", come dichiarò la regina Elisabetta II.
La cerimonia fu il più grande funerale di Stato nella storia mondiale fino a quel momento, con rappresentanti di 112 nazioni; solo la Cina non inviò un emissario. In Europa, 350 milioni di persone, tra cui 25 milioni in Gran Bretagna, assistettero ai funerali in televisione, e solo la Repubblica d'Irlanda non trasmise l'evento dal vivo. Il presidente del consiglio italiano dell'epoca, Aldo Moro, pronunciò una lunga commemorazione alla Camera dei deputati italiana il 26 gennaio.
Per decreto della Regina, il suo corpo fu composto in una camera ardente nella Westminster Hall per tre giorni e 300 000 persone si recarono in visita. Il suo avversario ma anche collega durante la guerra, Clement Attlee, definì Churchill "il più grande inglese del nostro tempo e, a mio giudizio, il più grande cittadino del mondo del nostro tempo". Mentre secondo Lord Chandos egli "amava il conflitto di idee, ma non il conflitto tra le persone [...] Considerava l'uomo una creatura nobile e non meschina. Le sole persone che non perdonò mai erano quelle che, per usare le parole che pronunciò tanto sovente, "non erano all'altezza degli eventi"".
Tra gli osservatori stranieri fu diffusa l'impressione che la morte di Churchill avesse chiuso un'epoca. Solo la sua personalità e il suo prestigio avevano consentito al Regno Unito di rimanere protagonista della scena internazionale. Lo comprese Charles de Gaulle quando affermò, appresa la notizia della morte: "Ora l'Inghilterra ha cessato di essere una grande potenza".

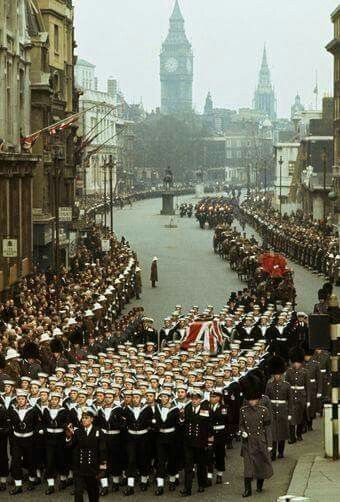
Il carro funebre di Churchill attraversa Londra tra due ali di folla, 30 gennaio 1965

Un servizio funebre di Stato fu celebrato nella cattedrale di St. Paul il 30 gennaio 1965. Uno dei più grandi raduni di statisti del mondo ebbe luogo per la cerimonia. Insolitamente, la regina assistette al funerale perché Churchill fu il primo cittadino comune a ricevere un funerale di Stato dai tempi di William Gladstone. Mentre la bara piombata di Churchill risaliva il Tamigi da Tower Pier a Festival Pier sulla MV Havengore, i portuali abbassarono le gru dei Docks in segno di saluto.
La Royal Artillery sparò i 21 colpi di saluto dovuti a un capo di governo e la RAF lo salutò con un volo coreografico di sedici caccia Lightning. La bara fu poi portata a breve distanza verso la stazione di Waterloo, dove fu caricata su una carrozza ferroviaria appositamente preparata e dipinta come parte del treno funebre per il suo viaggio fino a Hanborough, sette miglia a nord-ovest di Oxford. A Bladon, vicino a Blenheim, si tenne una cerimonia funebre privata per i soli familiari e amici intimi.
Il treno funebre delle carrozze Pullman che trasportavano i suoi familiari in lutto fu trainato dalla locomotiva a vapore della classe Battle of Britain No. 34051 Winston Churchill. Nei campi lungo il percorso, e nelle stazioni attraverso cui passava il treno, migliaia di compatrioti si fermarono in silenzio per dare il loro ultimo saluto a Churchill. Su sua richiesta, fu sepolto nel camposanto di famiglia a St Martin's Church, Bladon, vicino a Woodstock, non lontano dal suo luogo natale, Blenheim Palace. Accanto a lui riposano i suoi genitori e tutti i suoi antenati e discendenti.
Più tardi, nel 1965, un memoriale di Churchill, inciso da Reynolds Stone, fu posto nell'abbazia di Westminster.

## Attività di scrittore, storico e artista

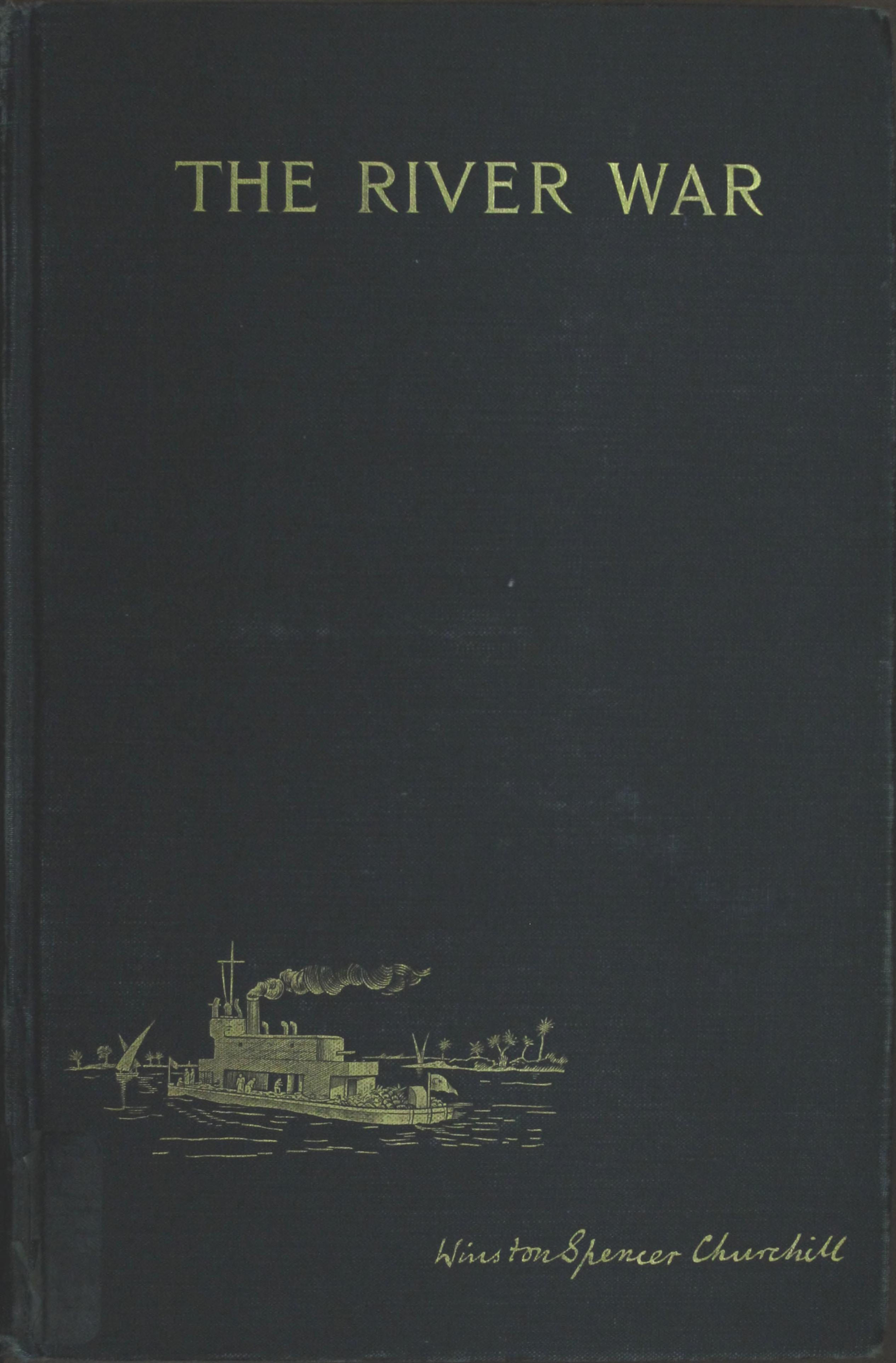
Frontespizio di The river war, le memorie di Churchill sulla guerra sudanese

Churchill fu un abile pittore dilettante e provò un grande piacere nel dipingere, specialmente dopo le sue dimissioni da primo lord dell'ammiragliato nel 1915. Trovò un rifugio nell'arte per superare gli attacchi di depressione di cui soffrì per tutta la vita., persuaso a dipingere dal suo amico artista, Paul Maze, conosciuto durante la prima guerra mondiale.
I dipinti più noti di Churchill sono paesaggi impressionisti, molti dei quali hanno come soggetto il sud della Francia, l'Egitto o il Marocco. Usando lo pseudonimo di Charles Morin, Churchill coltivò il suo hobby per tutta la vita e dipinse centinaia di tele, molte delle quali sono esposte nello studio di Chartwell e in collezioni private, come la Wendy and Emery Reves Collection al Dallas Museum of Art. Emery Reves era l'editore americano di Churchill, oltre che un amico intimo. La maggior parte dei suoi lavori sono dipinti a olio e a soggetto paesaggistico, ma realizzò anche numerose scene di interni e ritratti. Nel 1925 Lord Duveen, Kenneth Clark e Oswald Birley selezionarono il suo Winter Sunshine come vincitore di un concorso per artisti dilettanti anonimi.
Nonostante la fama e le origini aristocratiche, Churchill faticò sempre a mantenere le sue entrate a un livello che finanziasse il suo stravagante stile di vita. I deputati prima del 1946 ricevevano solo un salario nominale (e di fatto non ricevettero nulla fino alla legge sul Parlamento del 1911), così tanti avevano professioni secondarie con le quali guadagnarsi da vivere. Dal suo primo libro nel 1898 fino al suo secondo mandato come primo ministro, il reddito di Churchill fu quasi interamente costituito dalla scrittura di libri e opuscoli per giornali e riviste, tra cui gli editoriali giornalieri di politica internazionale sull'Evening Standard a partire dal 1936.
Churchill fu uno scrittore prolifico, spesso sotto lo pseudonimo di Winston S. Churchill, che usava in accordo con un romanziere americano suo omonimo per evitare confusione tra le loro opere. La sua produzione include un romanzo, due biografie, tre volumi di memorie e diversi saggi storici.
Fu insignito del premio Nobel per la letteratura nel 1953 "per la sua padronanza della descrizione storica e biografica e per la brillante oratoria in difesa dei valori umani". 
Già apprezzato per la sua biografia Gli anni dell'avventura, due dei suoi lavori più famosi, pubblicati dopo il suo primo premierato, portarono la sua fama internazionale a nuovi livelli. Questi furono: i suoi sei volumi di memorie sulla seconda guerra mondiale (The Second World War) e A History of the English-Speaking Peoples; quest'ultima è una storia in quattro volumi che copre il periodo dall'invasione di Cesare in Britannia (55 a.C.) all'inizio della prima guerra mondiale (1914). Sono stati anche pubblicati alcuni volumi dei discorsi di Churchill il primo dei quali, Into Battle, fu edito negli Stati Uniti con il titolo Blood, Sweat and Tears, e fu incluso nella lista dei 100 best seller del 1924-1944 da Life Magazine.
Churchill fu anche un appassionato cultore di scienza e tecnologia. All'età di 22 anni lesse L'origine delle specie di Charles Darwin e un manuale di fisica. Negli anni '20 e '30, a imitazione di H.G. Wells, di cui era amico, scrisse saggi di divulgazione scientifica su argomenti come l'evoluzione e il potere della fusione nucleare. In un manoscritto inedito recentemente riscoperto, intitolato Siamo soli nell'universo?, indagò la possibilità della vita extraterrestre in modo scientifico e approfondito.

## Pensiero politico
Non è possibile discutere qui delle divergenze filosofiche tra socialismo e liberalismo. Non è del resto possibile tracciare una linea netta tra individualismo e collettivismo, né in teoria né in pratica. È qui che i socialisti commettono un errore; non imitiamolo. Nessun uomo può essere collettivista e individualista solamente, ma deve essere entrambe le cose; la natura umana è duale. Lo è anche l'organizzazione della vita sociale: l'uomo è al tempo stesso un individuo unico e un animale gregario. Per alcuni scopi dovrà essere collettivista, per altri dovrà essere individualista. Collettivamente ci approvvigioniamo di luce e acqua, ma non facciamo l'amore né mangiamo collettivamente [...] L'intera tendenza della civilizzazione va verso la moltiplicazione delle funzioni collettive della società. Le crescenti complicazioni della civiltà hanno creato servizi che devono essere gestiti dallo Stato [...] Io guardo verso la creazione di uno standard minimo di vita e di lavoro, e la sua elevazione progressiva man mano che l'incremento delle energie produttive lo permetteranno.
(da un discorso tenuto alla St. Andrew's Hall di Glasgow l'11 ottobre 1906)
Sul piano ideologico, Churchill fu da molti ritenuto motivato dall'ambizione personale piuttosto che da un principio politico. Agli inizi della sua carriera parlamentare, fu spesso deliberatamente provocatorio e polemico; il suo stile retorico affilato gli valse molti nemici in parlamento. D'altra parte, era anche considerato un politico onesto che mostrava particolare lealtà alla sua famiglia e agli amici intimi. Secondo Roy Jenkins, era "singolarmente privo di inibizione o infingimenti".
Fino allo scoppio della seconda guerra mondiale, l'approccio di Churchill alla politica generò una diffusa "sfiducia e avversione", soprattutto a causa delle ripetute defezioni da due partiti. I suoi biografi lo hanno variamente classificato, in termini di ideologia politica, come "fondamentalmente conservatore", "(sempre) liberale di vedute", e "mai limitato dall'appartenenza a un partito". Secondo Jenkins la fiducia in sé stesso di Churchill era "molto più forte di qualsiasi lealtà di classe o di gruppo". Egli fu uno sperimentatore e un pragmatico: un punto fermo fu la contrarietà al socialismo a causa della sua ostilità alla pianificazione statale e della sua fede nel libero mercato. L'eccezione avvenne durante la coalizione in tempo di guerra, quando il suo governo dipese dal sostegno dei laburisti. Rimasto deluso dagli esperti ministeriali durante l'incarico allo Scacchiere, nel 1940 "aprì a Keynes le porte di Whitehall", nominandolo nel 1944 rappresentante britannico alla conferenza di Bretton Woods. Recuperò così un positivo rapporto con le sinistre che sostenevano la sua coalizione, anche se a lungo ne era stato considerato un nemico. Non così, invece, era accaduto per i sindacati, poiché Churchill aveva sempre sostenuto il sindacalismo, che considerava "l'antitesi del socialismo":
D'altra parte, per molti aspetti Churchill fu un radicale e un riformatore, ma sempre con l'intenzione di preservare la struttura sociale esistente, spinto da un aristocratico, per quanto sincero, paternalismo. Il miglioramento delle condizioni di vita delle classi povere era inoltre funzionale, nella prospettiva di Churchill, a mantenere la coesione sociale nell'ottica di una politica di potenza. Jenkins, egli stesso ministro del lavoro laburista, ha osservato che Churchill conseguì "obiettivi sostanziali come riformatore sociale" nei primi anni della sua carriera ministeriale. Allo stesso modo, Rhodes James ha ritenuto che, come riformatore sociale, i risultati raggiunti da Churchill siano stati "considerevoli". Questo obiettivo, ha detto Rhodes James, fu conseguito perché Churchill come ministro aveva "tre qualità eccezionali. Lavorava sodo; sapeva presentare le sue proposte in modo efficiente attraverso il Gabinetto e il Parlamento; sapeva trascinare con sé l'apparato ministeriale. Queste qualità politiche non sono così comuni come si potrebbe pensare". In una rara intervista concessa a Bram Stoker nel 1908, Churchill giustificò sul piano storico la sua concezione riformista:
CHURCHILL: Tutta la politica in questo Paese, e io credo in tutto il mondo, si sta dividendo secondo linee di confine sociali ed economiche. I movimenti del passato non hanno mai operato in questo modo. La Riforma ha assicurato, direttamente e indirettamente, la libertà di coscienza. La Rivoluzione inglese e le ribellioni del XVII secolo hanno stabilito il governo parlamentare. La Rivoluzione francese ha ottenuto una grande misura di eguaglianza politica, l'idea di Nazione, cittadini non separati da pregiudizi di classe; ma ancora rimane la più grande di tutte le anomalie, l'ingiustizia sociale ed economica. Tutta la politica ora è concentrata su questo.
Forse tocca all'America mostrare la via. Vi è il nudo scontro tra capitale e lavoro. Il contributo dell'America al movimento del progresso umano porterà qualche soluzione, necessariamente complessa, dei problemi economici che si confrontano con la civiltà scientifica.»
Come si deve interpretare la parola "democrazia"? La mia idea è che il semplice, umile uomo comune, proprio l'uomo ordinario con una moglie e una famiglia, che va a combattere per il suo Paese quando questo è nei guai, che va alle urne quando è il momento e traccia il segno sulla scheda per indicare il candidato che egli desidera sia eletto in Parlamento, ecco, quest'uomo è il fondamento della democrazia. Ed è essenziale a questo fondamento che questo uomo o donna possa farlo senza paura, senza nessuna forma di intimidazione o persecuzione. Essi segnano la loro scheda nella massima segretezza, eleggono i rappresentanti e insieme decidono quale governo e, in tempi di tensione, decidono persino quale forma di governo desiderano avere nel loro Paese. Se questa è la democrazia, io l'onoro. Io l'abbraccio. E lotterò per lei.
Camera dei Comuni 4 dicembre 1944
Sono stato allevato da mio padre a credere nella democrazia. "Servi il popolo": questo era il suo messaggio.
(cit. in M. Gilbert The will of the people: Churchill and parliamentary democracy)
Io sono il servitore della Camera.
(Churchill a Sir Hastings Ismay 7 luglio 1940)
Proprio in virtù di tali qualità, Churchill raccolse il plauso anche di personalità politiche e intellettuali provenienti da ambiti opposti al suo: in alcuni momenti persino in misura maggiore che dal campo conservatore, a conferma della difficile incasellabilità di Churchill secondo schemi partitici e ideologici predefiniti. La deputata comunista, poi laburista, Ellen Wilkinson, che nel corso del grande sciopero del 1926 aveva minacciato di fucilarlo, divenne nel corso degli anni '30 e poi durante la guerra, quando servì nel governo di Churchill come sottosegretaria al ministero degli Interni, una sua fervente ammiratrice. Analogamente, il celebre storico marxista A.J.P. Taylor definì Churchill "Il più intelligente tra i conservatori" e "il salvatore del suo Paese". Lo storico italiano Emilio Gentile ha così sintetizzato il rapporto tra Churchill e la democrazia:
Durante la guerra, in ogni caso, Churchill fu fermo nel rimarcare la sua avversione a ogni forma di autoritarismo nemico delle libertà civili. Lo si può chiaramente evincere da varie affermazioni riportate: "Il socialismo è male, il nazionalismo estremo è peggio e le due cose combinate in una sorta di fascismo italiano corrotto sono il credo peggiore mai concepito dall'uomo" o ancora: "Il potere dell'esecutivo di gettare un uomo in carcere senza formulare nessuna accusa prevista dalla legge, e in particolare di negargli a tempo indefinito un giudizio dei suoi pari è estremamente odioso e costituisce la base di tutti i governi totalitari, siano essi nazisti o comunisti".
Sul piano istituzionale, Churchill fu sempre un fermo sostenitore dell'Impero britannico e della Monarchia, da lui ritenuta l'architrave della Costituzione britannica. È stato descritto come un "imperialista liberale" che vedeva l'imperialismo britannico come una forma di altruismo di cui beneficiavano i suoi sudditi perché "conquistando e dominando altri popoli, gli inglesi li elevavano e li proteggevano". Churchill riteneva infatti il governo costituzionale l'apice dello sviluppo umano, secondo il paradigma proprio della storiografia Whig:"Il principio centrale della civilizzazione è la subordinazione dell'autorità alle consuetudini e alla volontà del popolo espresse attraverso la Costituzione". Lo storico John H. Plumb ritenne per questo Churchill: "Sotto molti aspetti, l'ultima incarnazione storica della tradizione Whig".

## Controversie

### Idee sulla razza
L'approccio di Churchill al tema razziale continua a suscitare un intenso dibattito. In particolare, alcuni critici hanno equiparato il suo imperialismo indiscusso al razzismo. Contro tale posizione, Addison ha sostenuto che è fuorviante descriverlo come un razzista in qualsiasi contesto moderno perché il termine usato ora porta "molte connotazioni che erano estranee a Churchill". Addison ha sostenuto che Churchill si opponeva all'antisemitismo e non avrebbe mai tentato di "alimentare l'animosità razziale contro gli immigrati, o di perseguitare le minoranze".
Contrariamente a questa descrizione, le opinioni di Churchill sulla razza nel suo insieme furono a volte giudicate estremiste dai suoi contemporanei, all'interno dello stesso Partito conservatore; una volta descrisse gli indiani come "un popolo bestiale con una religione bestiale". Nel 1955, Churchill espresse il suo sostegno allo slogan "Keep England White" perché si opponeva all'immigrazione dalle Indie occidentali. Si oppose all'autogoverno nero o indigeno in Africa, Australia, Caraibi, Americhe e India, credendo che l'imperialismo britannico beneficiasse le razze "primitive", le quali altrimenti sarebbero sprofondate nella violenza reciproca. Una significativa rappresentazione dell'attitudine di Churchill verso i popoli coloniali si ha in "My African journey", il resoconto da lui redatto del viaggio compiuto nelle colonie dell'Africa occidentale nel 1908, in qualità di sottogretario al Colonial Office:
Le opinioni di Churchill sul tema razziale, se analizzate nel loro complesso, sono molto più diversificate e sfumate e, soprattutto, non assimilabili a quelle più estremiste di molti suoi contemporanei (in primo luogo le ideologie nazifasciste). Da queste ultime, in particolare, lo distinguevano sia il rifiuto dell'antisemitismo, sia l'assenza di un'ostilità pregiudiziale su base razziale. Quando, nel 1932, gli venne proposto di avere un colloquio con Hitler mentre soggiornava a Monaco di Baviera, domandò: "Perché il vostro capo è così ostile agli ebrei? Che senso ha prendersela con qualcuno solo per la sua nascita?". D'altro canto, diverse opinioni espresse anche ufficialmente urtano la sensibilità moderna, pur rappresentando l'ortodossia dell'epoca. A proposito dei Nativi americani e degli Aborigeni australiani affermò:
La visione gerarchica delle razze, e l'idea che quella bianca europea si trovasse al vertice dello sviluppo umano era del resto condivisa negli ambienti politici e intellettuali di tutti i Paesi europei. Soltanto con il secondo dopoguerra e la decolonizzazione si è affermato un movimento di opinione contrario. Anche così, lo stesso Churchill non espresse visioni monolitiche. Nel 1942, in un colloquio con il rappresentante indiano presso l'Imperial War Cabinet, Sir Arcot Ramasamy Mudaliar, disse che:
Analogamente, in un intervento alla Camera dei Comuni nel 1906, aveva affermato: "Ci assumiamo l'impegno di sostenere il principio dell'uguale dignità degli uomini civili, senza distinzione di razza. Non esiteremo, o almeno, io mi impegno a non esitare, a protestare quando necessario se venga dimostrata la crudeltà dello sfruttamento dei nativi per il sordido profitto dell'uomo bianco".

### Bombardamento di Dresda
Tra il 13 e il 15 febbraio 1945, bombardieri britannici e statunitensi attaccarono la città tedesca di Dresda, che era affollata di tedeschi feriti e rifugiati. Il numero di rifugiati presenti a Dresda era sconosciuto, fino a quando gli storici Matthias Neutzner, Götz Bergander e Frederick Taylor hanno usato fonti storiche e ragionamenti deduttivi per stimare che il numero di rifugiati nella città e nei sobborghi circostanti era di circa 200 000 o meno la prima notte del bombardamenti. A causa dell'importanza culturale della città e del numero di vittime civili (intorno alle 25 000), oltre al fatto che la fine della guerra fosse vicina, questa rimane una delle più controverse azioni alleate della guerra.
La responsabilità da parte britannica dell'attacco fu considerata, almeno in parte, di Churchill, motivo per cui è stato criticato per aver permesso che i bombardamenti si verificassero.
D'altra parte, è stato affermato che il coinvolgimento di Churchill nel bombardamento di Dresda si basava su aspetti strategici e tattici della conduzione della guerra. La distruzione di Dresda, per quanto immensa, fu progettata per accelerare la sconfitta della Germania. Come ha scritto lo storico e giornalista Max Hastings: «Credo che sia sbagliato descrivere un bombardamento strategico come un crimine di guerra, perché questo potrebbe suggerire qualche equivalenza morale con le azioni dei nazisti. I bombardamenti hanno rappresentato un sincero, anche se sbagliato, tentativo di provocare la sconfitta militare della Germania». Lo storico britannico Frederick Taylor afferma: «Tutte le parti hanno bombardato le rispettive città durante la guerra: mezzo milione di cittadini sovietici, ad esempio, sono morti a causa dei bombardamenti tedeschi durante l'invasione e l'occupazione della Russia, il che equivale approssimativamente al numero di cittadini tedeschi morti durante le incursioni alleate». Secondo John Lukacs: «Egli (Churchill) capì anche che saturare di bombe le città tedesche era sì un elemento, ma secondario ai fini del conseguimento della vittoria, non decisivo. Però continuò con i bombardamenti a tappeto sino alla fine, principalmente per evitare gravi perdite alle forze di terra americane e britanniche. E ci riuscì posticipando l'invasione angloamericana dell'Europa occidentale fino al giugno 1944, quando la loro superiorità fu schiacciante. Churchill temeva ancora l'eventualità di una grande e sanguinosa campagna in Europa occidentale, memore della carneficina della prima guerra mondiale».

### Carestia del Bengala
Durante la seconda guerra mondiale, nel 1943, si situa la grave carestia che colpì la regione del Bengala fino alla fine del 1944. La causa della carestia fu un violento tifone che colpì l'entroterra quell'anno, le cui conseguenze furono esacerbate dalle condizioni belliche.
I giapponesi avevano occupato la Birmania poco prima, fatto che bloccò l'afflusso dei rifornimenti di riso verso l'India. Inoltre, l'afflusso di naviglio verso il Bengala era ulteriormente compromesso dal controllo della flotta sottomarina giapponese nelle acque prospicienti, che rendeva assai arduo rifornire la regione senza gravi perdite.
Il ruolo di Churchill nella vicenda è controverso, poiché, se egli non determinò la carestia, come ha scritto lo storico Arthur L. Herman "Churchill si oppose a inviare derrate da altri teatri di conflitto verso l'India. Si era in guerra". Informato dell'emergenza umanitaria in atto, Churchill disse: "Gli indiani devono imparare a badare a se stessi come abbiamo fatto noi. Non c'é motivo per cui alcune parti dell'Impero britannico non debbano sentire il pungolo allo stesso modo in cui ha fatto la madrepatria". Come osserva Andrew Roberts: "Queste affermazioni riportate da altri, se anche oggi suonano spietate, riflettevano la realtà".
Le osservazioni critiche sostengono che Churchill abbia deliberatamente sottratto derrate all'India per scopi politici (colpire il Partito del Congresso), o per un pregiudizio razziale che lo avrebbe indotto a privilegiare le truppe britanniche e le popolazioni ugualmente affamate dell'Europa occidentale reduci dall'occupazione tedesca, come greci, olandesi e italiani, a scapito degli asiatici. Si deve infatti considerare che, nello stesso periodo, le requisizioni di massa operate dai nazisti in Grecia nel biennio 1941-1942 condussero a una carestia che uccise circa 300 000 persone. Analogamente, nei Paesi Bassi occupati, il blocco tedesco dei rifornimenti alle aree rurali del Paese causò la morte per fame di 22 000 persone nel 1944.
Tuttavia, la storiografia più recente, attraverso lo studio in particolare dei verbali delle riunioni del consiglio dei ministri, dimostra che Churchill diede disposizioni per alleviare il più possibile le conseguenze della carestia, che altrimenti sarebbero state ben peggiori.
Il 4 agosto 1943 Churchill approvò l'invio in Bengala di 150 000 tonnellate di orzo dall'Iraq. Sostenne poi l'invio di altre 50 000 tonnellate di cibo. Tuttavia, la situazione generale dei teatri di guerra, soprattutto a livello logistico, impedì l'invio di un milione e mezzo di tonnellate di derrate richieste dal governatore Wavell nel febbraio del 1944, mentre il governo rispose di adottare misure di razionamento in loco: l'opinione diffusa era che fosse compito innanzitutto del governo indiano risolvere le inefficienze nella distribuzione del cibo. Nel gennaio del 1944 l'India era stata rifornita di 130 000 tonnellate di orzo iracheno, 80 000 di grano dall'Australia, 10 000 dal Canada e altre 100 000 dall'Australia. Telegrafò nuovamente a Wavell: "Vi aiuterò per tutto quello che posso, ma non potete chiedermi l'impossibile". Quando, lo stesso anno, Churchill chiese a Roosevelt di cedergli il naviglio necessario per incrementare i trasporti dall'Australia dicendosi "seriamente preoccupato" della carestia, ne ottenne un netto rifiuto, motivato dalla necessità di concentrarsi sulle operazioni nel Pacifico e in Normandia.
Inoltre, nella carenza di cibo ebbero un ruolo anche le divisioni interne fra gli indiani. Un memorandum del Gabinetto di guerra informò che gli indù intendevano approfittare dell'occupazione giapponese della Birmania per danneggiare il governo musulmano del Bengala tramite la carestia, oltre al fatto che la rapacità di accaparratori e funzionari corrotti nascose molte derrate. I governi provinciali indiani con eccedenze alimentari, come quello del Punjab, rifiutarono categoricamente di vendere le loro scorte a un prezzo inferiore a quello di mercato, favorendo così la penuria e gli accaparratori. Lo storico indiano Zareer Masani ha affermato: "I fatti sulle spedizioni di cibo nel Bengala, ampiamente registrati negli archivi del Gabinetto di guerra britannico e del governo indiano, sono che più di un milione di tonnellate di grano arrivarono in Bengala tra l'agosto del 1943, quando il governo di guerra si rese conto per la prima volta della gravità della carestia, e la fine del 1944, quando la carestia si era esaurita. Si trattava di aiuti alimentari inviati specificamente al Bengala, in gran parte su navi australiane, nonostante il rigoroso razionamento del cibo in Inghilterra e la grave carenza di cibo nell'Italia meridionale e nella Grecia appena liberate".
Alla fine del 1944 la carestia era stata placata, mediante l'invio di oltre un milione complessivo di tonnellate di cibo dall'Australia e dal Sud est asiatico. Efficace era stata anche l'azione di Wavell, tramite l'uso dell'esercito per portare cibo nelle zone rurali più sperdute, e gli effetti della carestia furono attenuati. Anche così, le difficoltà del contesto bellico, i vari e diversi fattori scatenanti (naturali e umani), nonché la precedenza data da tutti i decisori coinvolti ai teatri di combattimento, provocò un rallentamento dei soccorsi che causò la morte di non meno di un milione e mezzo di persone.

## Appartenenza a gruppi esoterici
Negli anni della sua formazione politico-culturale Churchill entrò in contatto con la cultura esoterica. Il 24 maggio 1901 venne iniziato nella massoneria, come già il padre Lord Randolph e il nonno, nella Studholme Lodge nº 1591 di rito scozzese antico ed accettato, divenne "compagno" il 19 luglio 1901 e "maestro" il 25 marzo 1902, nella Rosemary Lodge nº 2815 di Londra. Tuttavia, a parte un breve periodo di frequentazione del tempio tra il 1905 e il 1908, abbandonò la massoneria negli anni successivi. Churchill fu anche membro dell'Antico Ordine dei Druidi (Ancient Order of the Druids) nell'Albion Lodge, un ordine iniziatico celtista fondato a Londra nel 1781.
Egli frequentò anche gruppi di esoterismo cristiano rosacrociano, e ciò lo portò probabilmente a definire il misticismo nazista occulto come "scienza perversa" e la lotta contro Hitler come una battaglia per la civiltà cristiana, riferimenti che si trovano nel discorso su "la loro ora più bella".

## Vita privata
Dall'infanzia, Churchill non era stato in grado di pronunciare correttamente la lettera s, biascicandola leggermente. Questa imperfezione continuò per tutta la sua carriera, riportata costantemente dai giornalisti dell'epoca e successivi. Gli autori che scrissero negli anni '20 e anni '30, prima che la registrazione del suono diventasse comune, menzionarono anche come Churchill balbettasse in maniera "severa". Tuttavia questo è un mito.

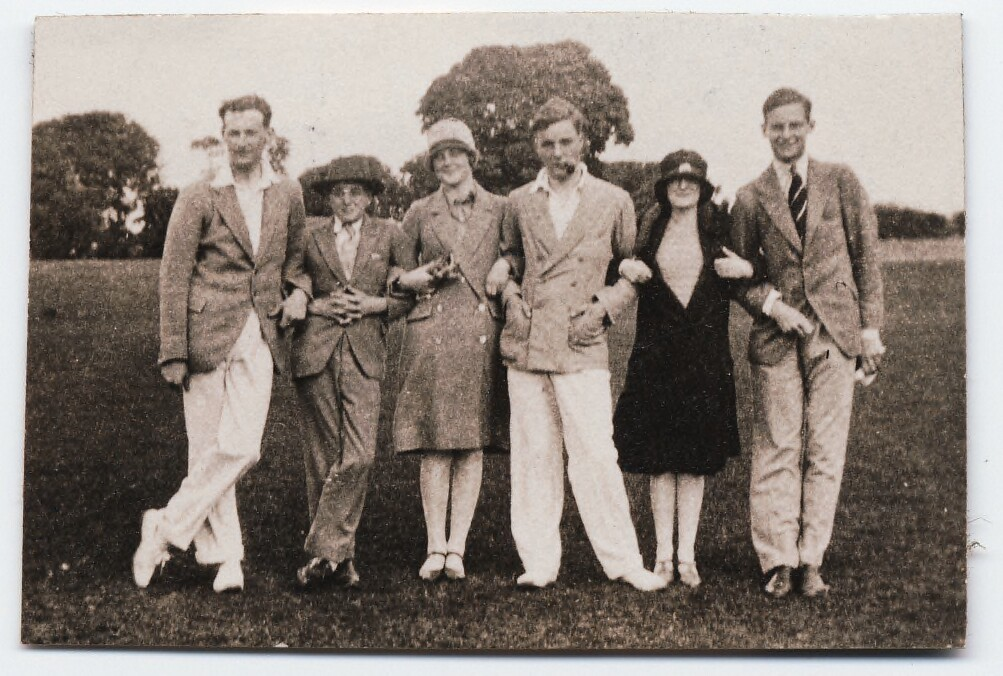
Da sinistra: Ralph Jarvis, Randolph Churchill, Diana Mitford, Tom Mitford Diana Churchill e James Lees-Milne nel 1927

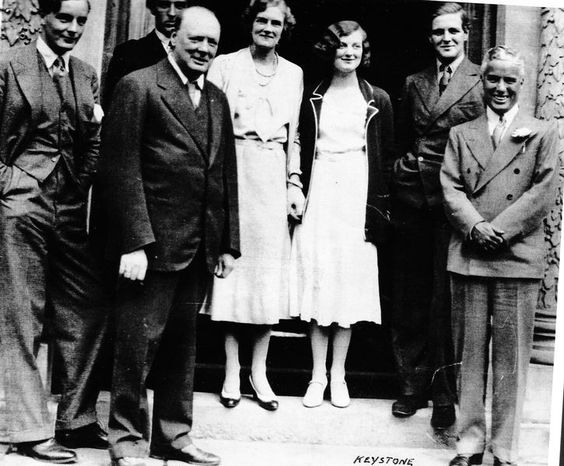
Churchill con Tom Mitford e lord Birkenhead (alle sue spalle) e Charlie Chaplin, ultimo a destra a Chartwell (fine anni '20)

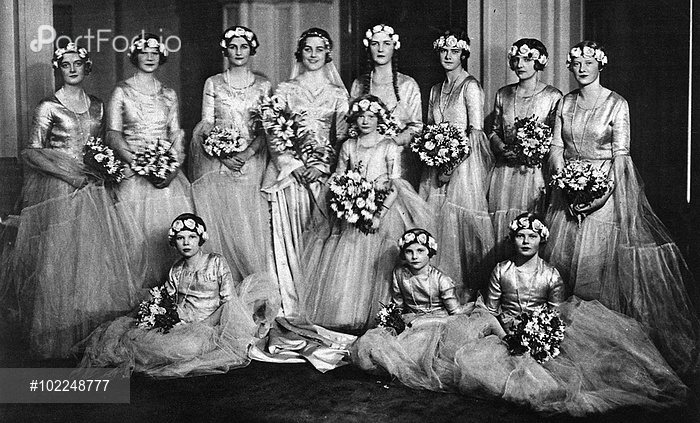
Diana Churchill (prima da sinistra) damigella al matrimonio di Diana Mitford (al centro)

Attraverso la moglie Clementine, Churchill era imparentato con le famose sorelle Mitford, due delle quali, Diana e Unity, divennero note come ferventi naziste. Da bambine, le Mitford erano state compagne di giochi dei figli di Churchill e Diana fu il primo amore del figlio di Winston, Randolph. In prime nozze Diana Mitford sposò Bryan Guinness, figlio di lord Moyne, un amico di famiglia dei Churchill e la cugina Diana le fece da damigella; dopo aver divorziato da Bryan sposò Oswald Mosley, il capo dei fascisti inglesi. Entrambi arrestati allo scoppio della guerra, vennero poi liberati poco dopo per ordine dello stesso Churchill, in memoria della parentela e dell'amicizia passata. Anche il maschio Mitford, Tom, era un simpatizzante del nazismo, per questo allo scoppio del conflitto Churchill gli consentì di servire in India per difendere l'Impero e non combattere l'Asse. Morì di dissenteria in Birmania nell'aprile 1945, lasciando particolarmente affranta Clementine, sua zia.
Churchill fu anche un appassionato giocatore d'azzardo. Nel 1906 al casinò di Deauville vinse 260 sterline, l'equivalente di circa 10 000 sterline nel 1990. Nel 1946, durante il viaggio negli Stati Uniti, perse invece una grossa somma a poker contro Harry Truman.
Per quanto riguarda il rapporto con l'alcool, Churchill apprezzava in particolare whisky, brandy e champagne. Parlava spesso con ironia delle sue abitudini di bevitore e si divertiva a prendere in giro astemi e salutisti. A questo proposito una volta disse del politico laburista Stafford Cripps, astemio e vegetariano: «Io mangio, bevo, fumo [...] ed è lui ad avere il naso rosso!». Durante un pranzo con il re dell'Arabia Saudita Ibn Saud, a proposito della proibizione islamica di fumare e ingerire alcolici disse: «La mia religione invece mi impone come rito assolutamente sacro il fumare sigari e il bere alcolici prima, dopo e se del caso durante tutti i pasti e nell'intervallo tra un pasto e l'altro». Tuttavia in My early life scrisse: «Sono stato allevato ed educato a nutrire il massimo disprezzo per le persone che si ubriacano».
Nel 1898 Churchill scrisse alla madre rivelando il suo ateismo: «Non accetto il Cristianesimo né altra forma di credenza religiosa». In un'altra lettera a suo cugino definì la religione "un delizioso narcotico" e disse di preferire comunque il protestantesimo al cattolicesimo, ritenendo che il primo fosse "un passo più vicino alla Ragione". Tuttavia sviluppò in seguito apprezzamento per la religione cristiana, almeno sul piano del messaggio etico. Invece mostrò sempre disprezzo per altre fedi, come l'islam ("L'Islam per un uomo è pericoloso come la rabbia per un cane") o l'induismo, definito "una religione bestiale".
Fatto abbastanza curioso per la sua epoca, Churchill fu del tutto refrattario all'omofobia e anzi amava frequentare persone omosessuali con le quali spesso strinse forti legami di amicizia. Tra questi si conta in particolare Edward Marsh, che fu a lungo suo segretario privato e intimo amico. A parte la moglie Clementine, con la quale ebbe sempre un fortissimo rapporto di amore, stima e fiducia, Churchill preferiva la compagnia maschile a quella femminile, il che gli procurò una duratura fama di misogino. La sua preferenza per le amicizie maschili e spesso omosessuali ha fatto ipotizzare a uno storico, Michael Bloch, che Churchill potrebbe essere stato segretamente bisessuale; tale ipotesi tuttavia non ha riscosso il consenso degli studiosi.

### Matrimonio e figli

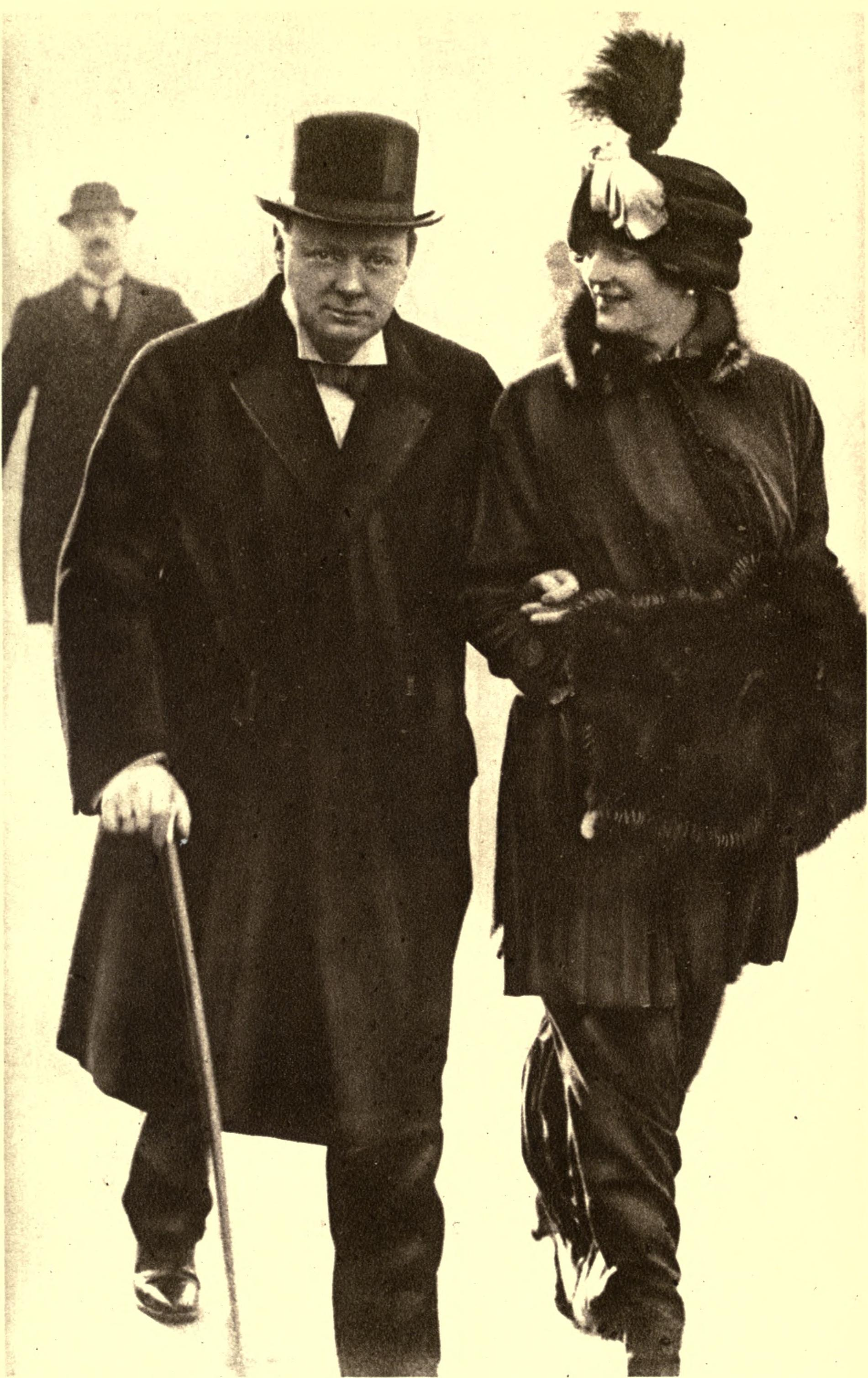
Winston e Clementine nel 1915

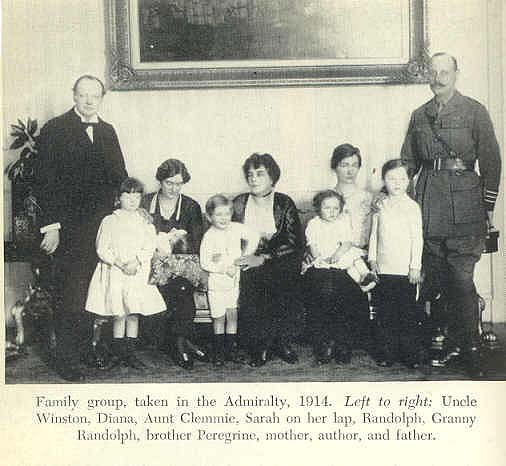
La famiglia Churchill nel 1914. Da sinistra: Winston, Diana, Clementine con in braccio Sarah, Randolph, Jennie, Peregrine in braccio alla madre Gwendoline Bertie, Johnnie con il padre Jack.

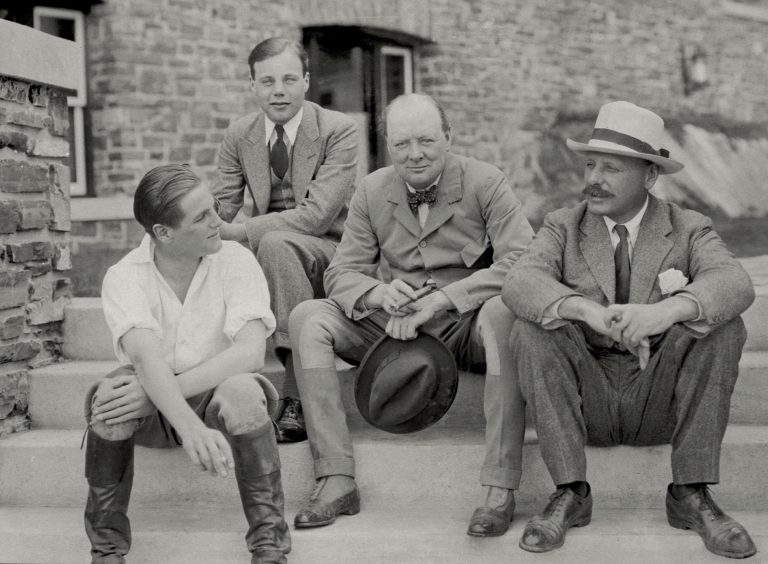
Churchill con il fratello Jack (a destra nella foto), il figlio Randolph e, alle sue spalle, il nipote Johnny (anni '20)

Churchill incontrò la sua futura consorte, Clementine Hozier, nel 1904 a un ballo alla Crewe House, residenza di Robert Crewe-Milnes, conte di Crewe e della moglie Margaret Primrose. Quattro anni dopo s'incontrarono nuovamente a una cena, ospiti della baronessa di Saint Helier. I due si trovarono seduti uno accanto all'altra e presto ebbe inizio la relazione della loro vita. Churchill propose a Clementine di sposarlo il 10 agosto 1908, nel tempio di Diana nei giardini di Blenheim Palace. Il 12 settembre 1908 Clementine e Winston si sposarono nella chiesa di Saint Margaret nella City of Westminster; la chiesa era gremita e la cerimonia fu officiata da A.G. Edwards, vescovo di St. Asaph. Il viaggio di luna di miele fu in parte speso nel castello di Veveří in Moravia e a Venezia. Dopo la luna di miele la coppia si trasferì nel marzo 1909 nella casa di Eccleston Square, al numero 33. Poco dopo le nozze Churchill presentò Clementine a Beatrice Webb che la definì "una signora affascinante, educata e di bell'aspetto, e anche schietta; ma non ricca, per nulla un buon partito, il che va tutto a onore di Winston".
Da Clementine e Winston nacquero:
- Diana (11 luglio 1909 - 20 ottobre 1963), maritata il 12 dicembre 1932 al baronetto sir John Milner Bayley, dal quale non ebbe figli e divorziò nel 1935; il 16 settembre dello stesso anno sposò il politico conservatore Duncan Sandys (1908 - 1987), dal quale ebbe tre figli:
  - Julian (1936 - 1997),
  - Edwina (1938 - vivente),
  - Celia (1943 - vivente).

Anche questo matrimonio fallì e i due divorziarono nel 1960. Diana morì suicida ingerendo un'overdose di barbiturici.

- Randolph (28 maggio 1911 - 6 giugno 1968), militare e politico di non grande successo; sposò dapprima (1939) Pamela Digby (1920 - 1997)[Nota 6], dalla quale ebbe un figlio, Winston (1940 - 2010), e dalla quale divorziò nel 1945.[Nota 7]. Sposò successivamente June Osborn, dalla quale ebbe una figlia, Arabella (1949 - 2007).
- Sarah Churchill (7 ottobre 1914 - 24 settembre 1982). Fu ballerina e attrice. Andata sposa a Victor Oliver von Samek nel 1936, divorziò nel 1945; sposò quindi Anthony Beauchamp (1949) ma ne rimase vedova nel 1957 e sposò quindi in terze nozze nel 1962 Henry Tuchet-Jesson, 23º barone Audley, ma l'anno successivo rimase nuovamente vedova.
- Marigold Frances (15 novembre 1918 - 23 agosto 1921). Chiamata affettuosamente dai genitori Duckadilly ("paperotta")[601], agli inizi del 1921 fu affidata, insieme ai fratelli e alle sorelle, a una governante francese nel Kent, M.lle Rose. Clementine si recò a Eaton Hall nel Cheshire per giocare a tennis con il duca di Westminster. Sotto le cure di M.lle Rose Marigold ebbe un raffreddore ma sembrava che avesse superato la malattia. Tuttavia, il malanno degenerò rapidamente in setticemia e Marigold morì il 23 agosto 1921. Fu sepolta nel cimitero londinese di Kensal Green.
- Mary (15 settembre 1922 - 31 maggio 2014), sposò nel 1947 il barone Christopher Soames (1920 - 1987), dal quale ebbe cinque figli:
  - Nicholas (12 febbraio 1948, vivente),
  - Emma (9 settembre 1949, vivente),
  - Jeremy,
  - Charlotte,
  - Rupert (18 maggio 1959, vivente).

Clementine e Winston furono sposati per 56 anni, fino alla morte di lui nel 1965, e Clementine sopravvisse al marito spegnendosi il 12 dicembre 1977.

#### Galleria d'immagini

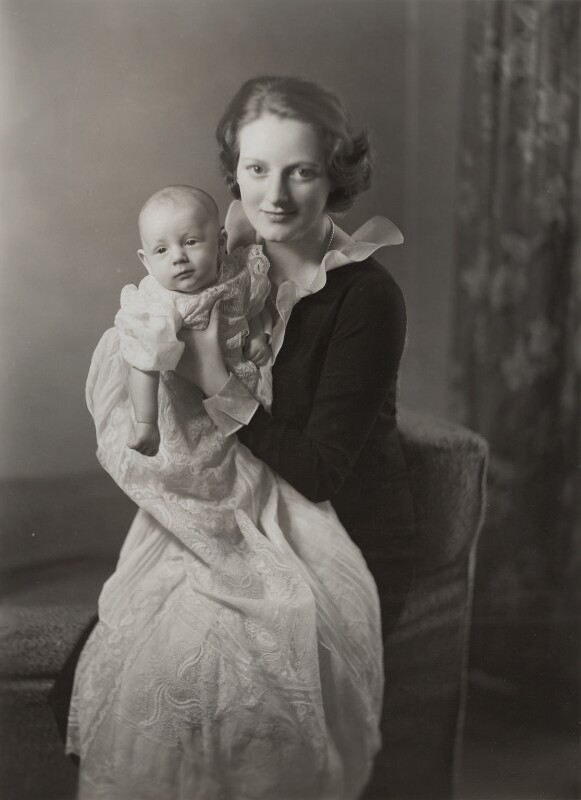
Diana con il figlio Julian Sandys nel 1937, di Bassano
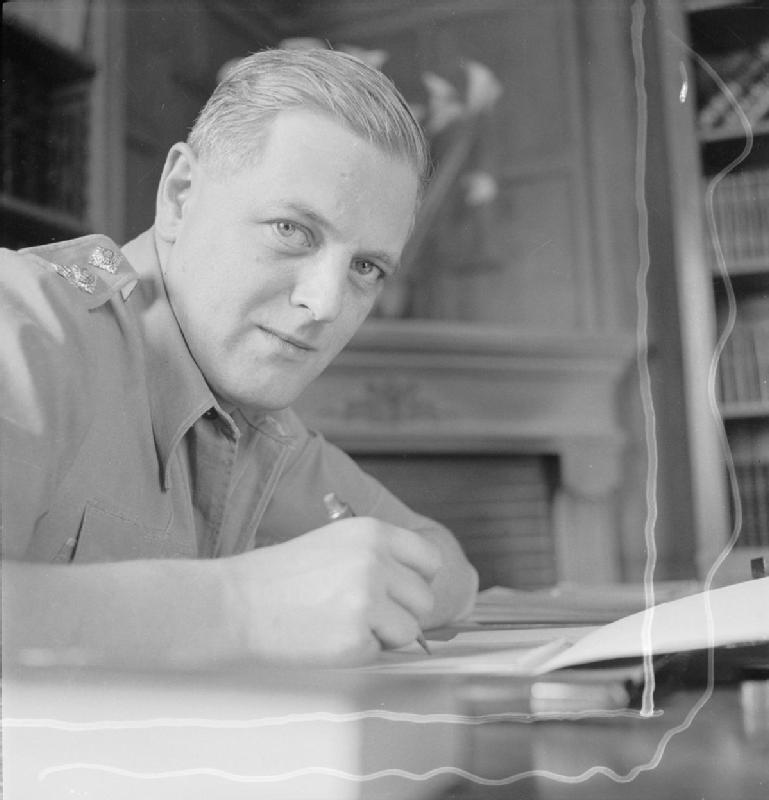
Randolph durante la seconda guerra Mondiale, di Cecil Beaton
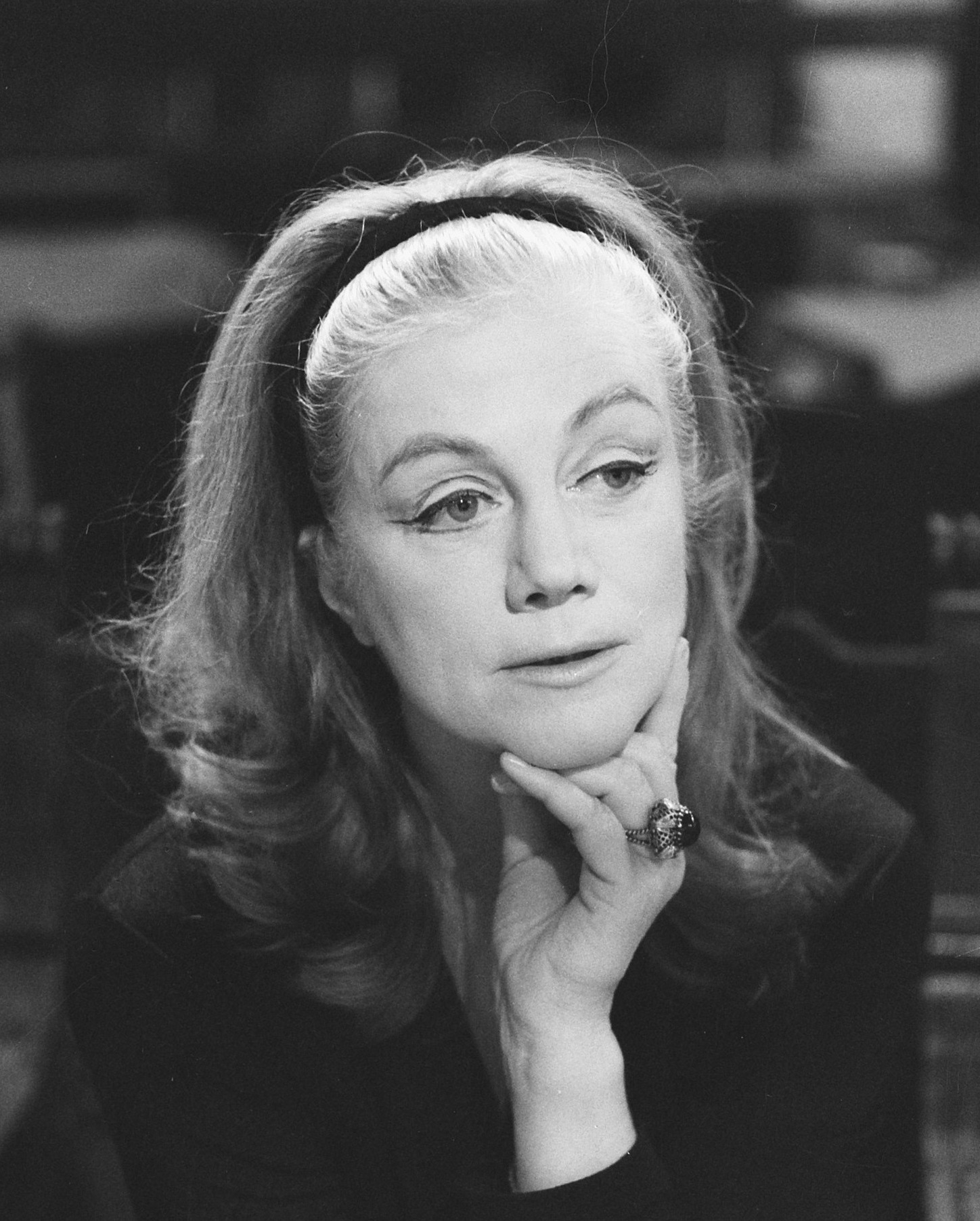
Sarah nel 1956
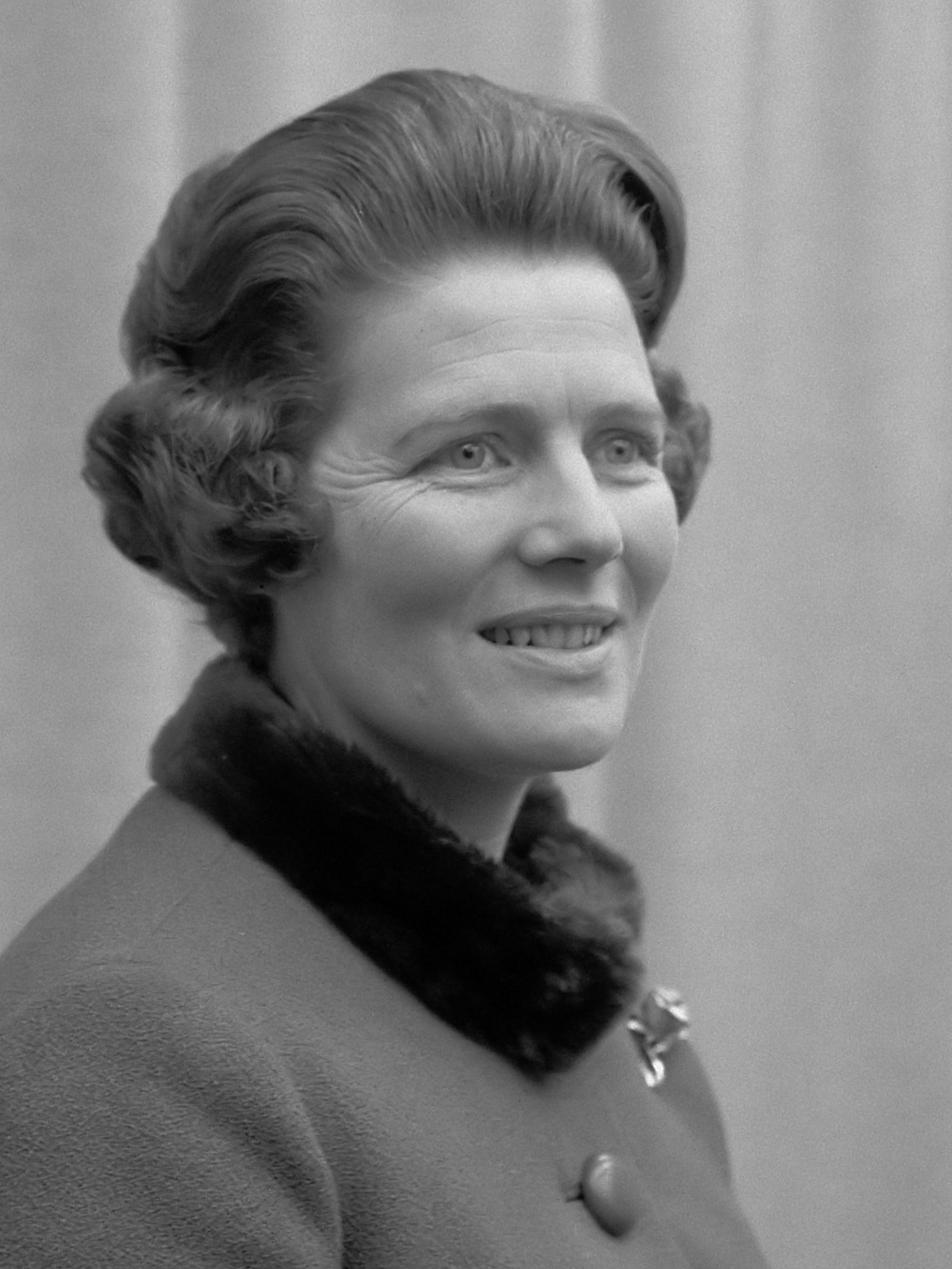
Mary nel 1965
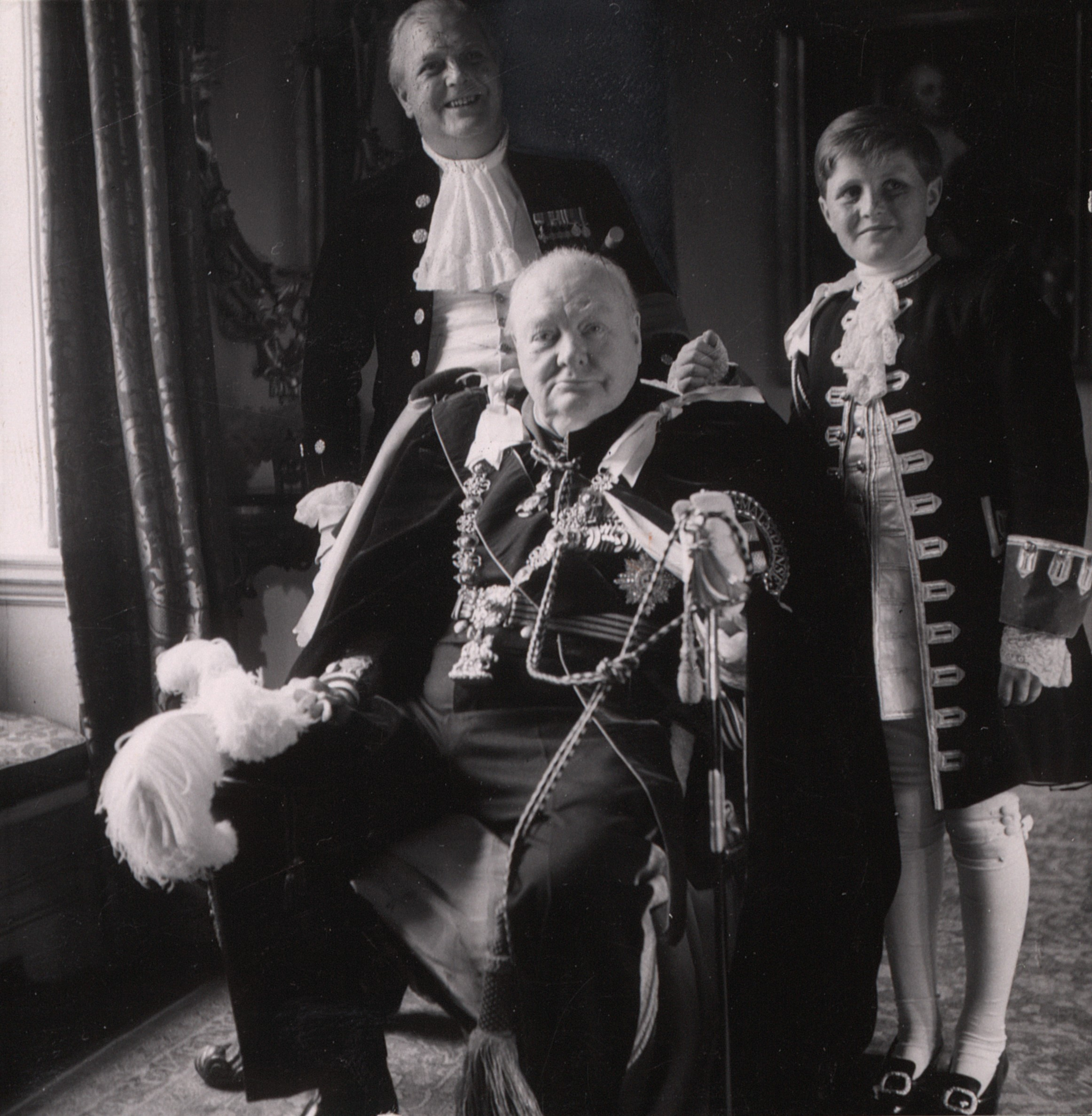
Churchill con Randolph e il nipote Winston III nel 1953

## Eredità storica
Al di là delle controversie suscitate già durante la carriera, e poi periodicamente riproposte a seconda della sensibilità delle varie fasi storiche, il giudizio sulla figura di Churchill rimane generalmente positivo. Fanno comprensibilmente eccezione gli storici che simpatizzano per il nazifascismo e le potenze dell'Asse, il più noto dei quali è David Irving: nel suo "Churchill's War" egli svolge una veemente critica della stessa scelta britannica di combattere la Germania e delle modalità di condotta della guerra, in particolare i bombardamenti strategici sulle città tedesche.
Più in generale, la storiografia è concorde nel valutare la carriera di Churchill come altalenante sino al 1940, con successi alternatisi a fallimenti evidenti. L'azione riformistica svolta nei governi liberali di inizio secolo, il potenziamento della Royal Navy che consentì di mantenere un insuperabile vantaggio nella competizione navale con la Germania, lo sviluppo della Royal Air Force, il Trattato irlandese e la Conferenza del Cairo del 1921, sono eventi che hanno rafforzato e consolidato il ruolo internazionale del Regno Unito nel trapasso nel nuovo secolo. Viceversa, è innegabile che la spedizione dei Dardanelli, l'intervento nella guerra civile russa (pur non deciso da Churchill ma del quale egli si fece il più visibile e accanito fautore) e il ripristino della parità aurea furono altrettanti smacchi che minarono la credibilità dello statista. Su questi ultimi in particolare si è concentrata la storiografia più critica.
Tuttavia, il dibattito è concentrato inevitabilmente sull'operato di Churchill come Primo ministro durante la Seconda guerra mondiale, l'evento che ne ha consacrato il ruolo e la fama. Su questo punto gli apprezzamenti hanno messo in risalto il grande carisma, la risolutezza, l'abilità parlamentare nei momenti di crisi, il prestigio interno e internazionale che Churchill seppe guadagnarsi, l'abilità diplomatica nel tessere la "Grande alleanza", la salvezza rappresentata per la democrazia dalla resistenza contro la Germania trionfante da lui imposta anche ai titubanti. Roy Jenkins, importante esponente laburista del dopoguerra, nonostante la sua originaria ammirazione per il liberale Gladstone, definì Churchill: "con tutte le sue idiosincrasie, le sue indulgenze, la sua infantilità occasionale, ma anche il suo genio [...] il più grande che mai abbia occupato il n. 10 di Downing Street".
La critica principale che viene mossa, particolarmente da un filone storiografico di destra, è quella di aver determinato la fine dell'Impero coloniale britannico mediante la scelta di combattere senza tregua la Germania, portando così anche al rafforzamento dell'URSS staliniana che estese il suo controllo all'intera Europa orientale nell'immediato dopoguerra. Proprio su tali premesse, John Charmley ha invertito il giudizio tradizionale, identificando i maggiori successi di Churchill nella prima fase della sua carriera, ritenendo invece fallimentare la sua gestione del secondo conflitto mondiale.

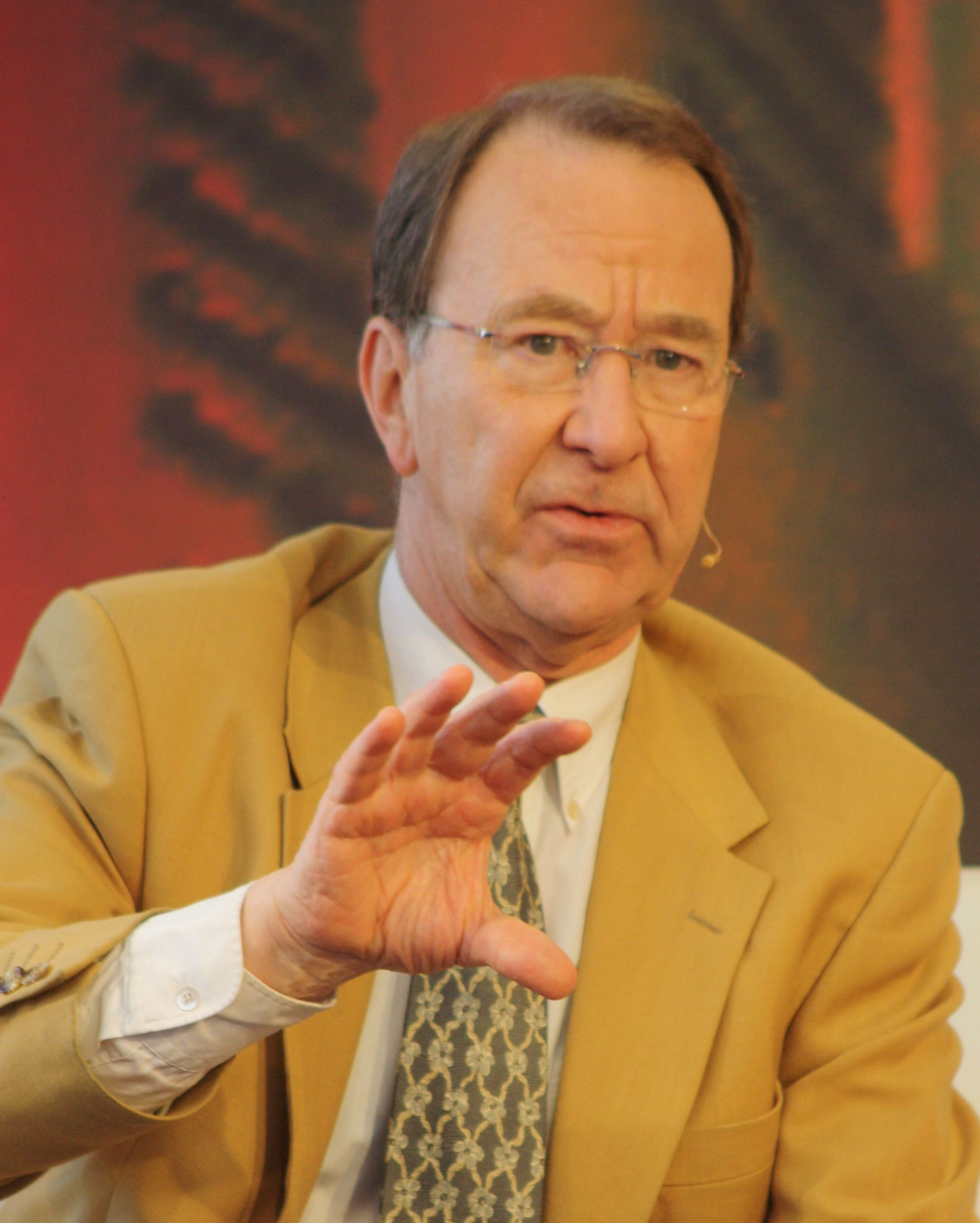
Ian Kershaw

Il declino del Regno Unito come potenza globale è certamente una delle conseguenze di maggior rilievo che sul medio periodo furono rese evidenti dalla Seconda guerra mondiale. Tuttavia, si trattò di un esito iscritto in dinamiche di lungo periodo già palesi dopo il conflitto precedente, risultanti dall'esaurimento del ciclo storico aperto dalle esplorazioni geografiche del XV-XVI secolo e dalla contemporanea ascesa delle grandi potenze extraeuropee, in primo luogo gli Stati Uniti d'America. Alla luce di ciò, secondo altra parte della storiografia, la capacità di Churchill è consistita nell'intuire la necessità di riconfigurare la collocazione internazionale del Regno Unito all'interno di un ordine mondiale nuovo, nel quale il paese non avrebbe avuto più la forza di mantenere il primato, ma che ne garantisse comunque gli interessi vitali. Da qui i pilastri strategici su cui Churchill basò la sua azione bellica: centralità al teatro operativo euro-mediterraneo e alleanza con gli Stati Uniti, l'unica potenza che avesse una convergenza di interessi fondamentali con il Regno Unito. In un tentativo di analisi controfattuale, Ian Kershaw sostiene, a proposito dell'ipotesi di un'intesa anglo-tedesca, auspicata dalla storiografia revisionista:
In altre parole, secondo Kershaw, l'intesa con la Germania avrebbe trascinato il Regno Unito nel rovinoso confronto con Stati Uniti e Unione Sovietica, dalla quale sarebbe uscita disastrosamente sconfitta, con impatto devastante non solo sulla posizione internazionale, ma anche sulla stabilità interna e sulla tenuta della società civile. In termini simili il geopolitologo Lucio Caracciolo, in convergenza con le posizioni di Kershaw, l'azione diplomatica di Churchill ha avuto il merito storico fondamentale di preservare, oltre all'indipendenza esterna, anche la stabilità interna del Regno a fronte del trapasso nell'era post-coloniale, evitando che l'esaurimento dell'Impero conducesse all'implosione e al soggiogamento del suo nucleo originario, l'Inghilterra, con i suoi satelliti limitrofi, Scozia e Irlanda.
Da questa prospettiva, l'ordine internazionale che emerse dal Secondo conflitto mondiale vide sì il Regno Unito liquidare le sue posizioni in Asia e in Africa, ma rafforzò la posizione del Paese nel centro nevralgico dei suoi interessi vitali, cioè l'Europa, dato che il Regno Unito rimase l'unica potenza militare europea prima del ritorno al potere di de Gaulle in Francia insieme all'Unione Sovietica, la quale aveva ormai esaurito la sua spinta offensiva nel continente già dal fallimento del Blocco di Berlino nel 1948 e si preparava a trincerarsi dietro la Cortina di ferro fino alla dissoluzione del 1989-1991.
L'europeismo strumentale di Churchill, che concepiva sin dal 1930 il federalismo continentale come un modo per disinnescare la conflittualità franco-tedesca e consentire al Regno Unito di coltivare un rapporto privilegiato con il Commonwealth e con gli Stati Uniti (la dottrina dei "Tre cerchi", versione riveduta e corretta della "splendid isolation" ottocentesca), si accompagnava quindi a un più solido europeismo strategico, che concepiva il tradizionale bilanciamento di potenza sul continente come condizione essenziale per la sopravvivenza del Regno Unito come potenza indipendente. Analoghe considerazioni sono state svolte dal geopolitologo statunitense George Friedman, il quale ha messo in luce come l'obiettivo strategico tedesco di acquisire l'egemonia sul continente europeo fosse irrimediabilmente in contrasto con le secolari esigenze di sicurezza del Regno Unito e degli Stati Uniti, la cui convergenza era pertanto inevitabile:
L'azione di Churchill avrebbe quindi beneficiato sul lungo periodo il Regno Unito: ha determinato la sconfitta militare dei suoi più immediati rivali strategici, Germania e Italia, ha contenuto l'espansionismo sovietico, forgiato un'alleanza con gli Stati Uniti che non ha precedenti nella storia per solidità e durata e dato impulso dall'esterno alla pacificazione continentale postbellica. Il passaggio della guida dell'Occidente dal Regno Unito agli Stati Uniti fece soffrire gli esponenti della classe dirigente patrizia della vecchia Inghilterra, come Anthony Eden, ma non il "mezzo americano" Churchill, abituato a ragionare, se necessario, anche contro gli interessi della sua classe. Giuseppe Vacca pone l'accento sulla solidità delle reti di intelligence create da Churchill: "La capacità della diplomazia britannica di influire sulla politica mondiale anche dopo la fine dell'impero deve molto [...] al nesso originario forgiato da Churchill fra l'evoluzione delle relazioni internazionali e i dispositivi del doppio Stato". Sulla medesima scia Luca Riccardi, storico italiano delle relazioni internazionali, così sintetizza il ruolo storico e i risultati conseguiti da Churchill e dal Regno Unito alla conclusione della guerra:

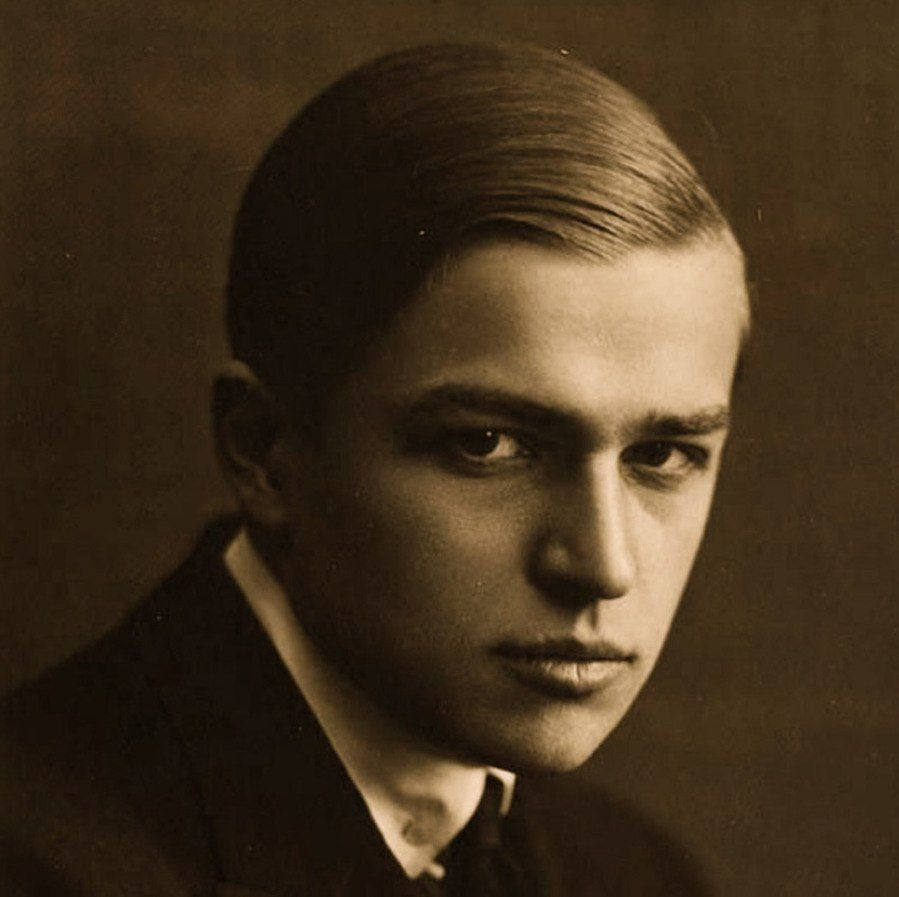
Alexandre Kojève

Anche la preservazione dell'impero, da alcuni indicata come obiettivo centrale nella sua visione politica, secondo altri fu sempre subordinata alla sconfitta della Germania, la minaccia più prossima e immediata alla sicurezza domestica del Paese. La stessa nozione di impero mutò nel pensiero di Churchill: nonostante molti lo percepissero come legato a obsolete concezioni vittoriane, l'idea imperiale venne sempre più identificata, nel pensiero dello statista, soprattutto a partire dagli anni trenta, con quella della comunità di spirito tra nazioni "sorelle" per lingua e cultura, ovvero una forma intermedia tra la concezione vestfaliana e il cosmopolitismo. Quest'idea è espressa nel discorso di Harvard del 1943 e in molti passi della sua monumentale "Storia dei popoli di lingua inglese". In parte una rielaborazione del pensiero federalista assorbito sin dagli inizi del secolo, in parte il risultato di una concezione della Storia influenzata dalla formazione esoterica e massonica degli anni giovanili, studiata in particolare da Giorgio Galli. Il filosofo Alexandre Kojève scrisse a tal proposito:

## Media
- Gli anni dell'avventura (Young Winston) - film del 1972 diretto da Richard Attenborough. Churchill è interpretato da Simon Ward.
- Le sconfitte di un vincitore: Winston Churchill 1928-1939 (Winston Churchill: The Wilderness Years) - miniserie TV del 1981 diretta da Ferdinand Fairfax. Churchill è interpretato da Robert Hardy.
- Guerra imminente (The Gathering Storm) - film TV del 2002 diretto da Richard Loncraine. Churchill è interpretato da Albert Finney.
- Into the Storm - La guerra di Churchill (Into the Storm) - film TV del 2009 diretto da Thaddeus O'Sullivan. Churchill è interpretato da Brendan Gleeson.
- Il discorso del re (The King's Speech) - film del 2010 diretto da Tom Hooper. Churchill è interpretato da Timothy Spall.
- The Crown - serie TV (2016-2019). Churchill è interpretato da John Lithgow.
- L'ora più buia (Darkest Hour) - film del 2017 diretto da Joe Wright. Churchill è interpretato da Gary Oldman.
- Churchill – film del 2017 diretto da Jonathan Teplitzky. Churchill è interpretato da Brian Cox.

## Opere
In italiano
- Gli anni dell'avventura, Bompiani, 1997
- Lacrime, sudore e sangue, Garzanti, 2021
- Savrola, Gallucci, 2022
- Riconquistare Khartoum, Piemme, 1999
- La seconda guerra mondiale, Rizzoli, 2000
- Le grandi battaglie della seconda guerra mondiale, Mondadori, 1994
- Anni memorabili, Eum, 2022
- Storia dei popoli di lingua inglese, Rizzoli, 2003

## Onorificenze

Stemma di Sir Winston Churchill

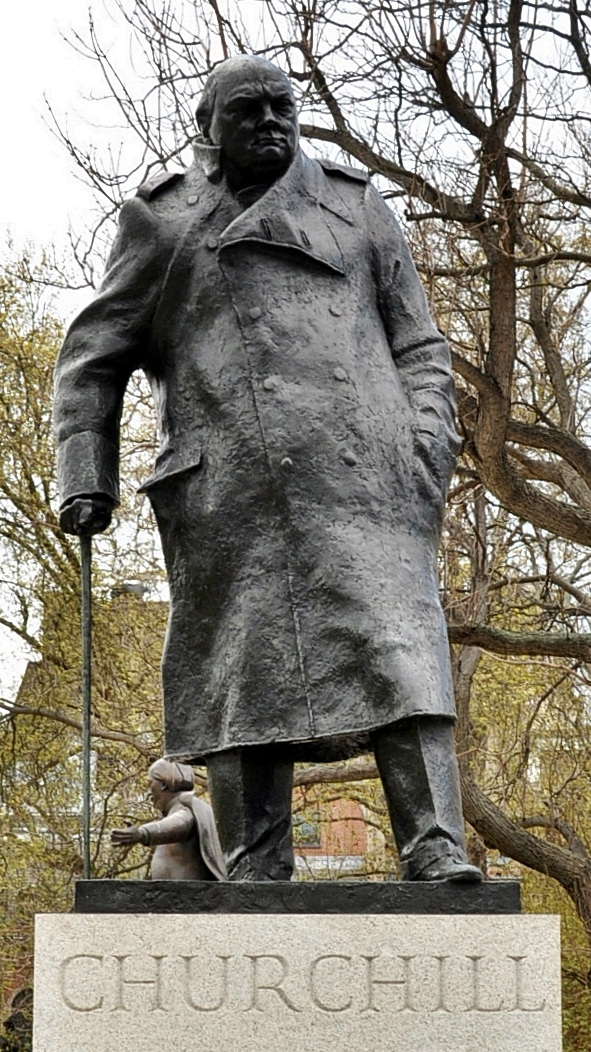
Statua di Winston Churchill a Parliament Square (Londra)

Oltre al funerale di Stato, Churchill ricevette un'innumerevole quantità di premi e riconoscimenti, tra i quali, in ordine cronologico, i seguenti:
- Membro del Consiglio privato di sua maestà (1907).
- Membro dell'Ordine dei Compagni d'Onore (1922)[616].
- Insignito della Territorial Decoration per il suo lungo servizio nella milizia territoriale (1924)[616].
- Membro della Royal Society dal 1941[616].
- Membro del Consiglio privato della Regina per il Canada (1941)[617].
- Nel 1945, Churchill venne menzionato da Halvdan Koht tra i candidati al premio Nobel per la pace, ma il premio andò a Cordell Hull[618].
- Insignito dell'Ordine al merito (1946)[616].
- Nel 1953 Churchill divenne cavaliere dell'Ordine della Giarrettiera, assumendo il titolo di Sir Winston Churchill, K.G., e ricevette il premio Nobel per la letteratura per le sue numerose pubblicazioni, specialmente i sei volumi di memorie sulla seconda guerra mondiale.
- In un sondaggio della BBC del 2002, intitolato "100 Greatest Britons", fu proclamato il più grande britannico di tutti i tempi in una votazione cui presero parte circa un milione di telespettatori[619]. Churchill è anche stato nominato come il più influente leader mondiale del XX secolo da Time[620]. Il Churchill College all'Università di Cambridge è stato istituito in suo onore nel 1958.
- Nel 1963 il presidente degli Stati Uniti d'America John Fitzgerald Kennedy conferì a Churchill la cittadinanza onoraria degli USA, con atto del Congresso 88-6/H.R. 4374[621][622].
- Il 29 novembre 1995 il presidente Bill Clinton, durante una visita nel Regno Unito, annunciò a entrambe le camere del Parlamento che un cacciatorpediniere della classe Arleigh Burke sarebbe stato nominato USS Winston Churchill. Questo è stato il primo caso di una nave militare statunitense intitolata a un inglese dai tempi della Rivoluzione americana[623].